# Österreich
Österreich [ˈøːstəʁaɪ̯ç] ⓘ (amtlich Republik Österreich) ist ein mitteleuropäischer Binnenstaat mit rund 9,2 Millionen Einwohnern. Die angrenzenden Staaten sind Deutschland und Tschechien im Norden, die Slowakei und Ungarn im Osten, Slowenien und Italien im Süden sowie die Schweiz und Liechtenstein im Westen.
Österreich ist ein demokratischer Bundesstaat, im Besonderen eine semipräsidentielle Republik. Seine großteils aus den historischen Kronländern hervorgegangenen neun Bundesländer sind das Burgenland, Kärnten, Niederösterreich, Oberösterreich, Salzburg, die Steiermark, Tirol, Vorarlberg und Wien. Das Bundesland Wien ist zugleich Bundeshauptstadt und auch einwohnerstärkste Stadt des Landes. Weitere Bevölkerungszentren sind Graz, Linz, Salzburg und Innsbruck.
Österreich ist ein Gebirgsland, wobei die Ostalpen etwa zwei Drittel der Fläche einnehmen, weshalb der Staat auch als Alpenrepublik bezeichnet wird. Der höchste Berg des Landes ist der Großglockner, der in den Zentralalpen im Bereich der Hohen Tauern liegt. Die wichtigsten Siedlungs- und Wirtschaftsräume sind die Flach- und Hügelländer (Alpen- und Karpatenvorland, Wiener Becken, Grazer Becken).
Die Bezeichnung Österreich ist in ihrer althochdeutschen Form „Ostarrichi“ erstmals aus dem Jahr 996 überliefert. Daneben war ab dem frühen Mittelalter die lateinische Bezeichnung Austria in Verwendung. Ursprünglich eine Grenzmark des Stammesherzogtums Baiern, wurde Österreich im Jahr 1156 zu einem im Heiligen Römischen Reich eigenständigen Herzogtum erhoben. Als älteste Stadt Österreichs bezeichnet sich nach einem Stadtrecht aus dem Jahr 1212 die Stadt Enns.
Nach dem Aussterben des Geschlechts der Babenberger 1246 setzte sich das Haus Habsburg im Kampf um die Herrschaft in Österreich durch, das auch über Jahrhunderte die Kaiser des (Römisch-)Deutschen Reichs stellte. Mit der Zerschlagung des (Römisch-)Deutschen Reichs durch Napoleon konstituierte sich ab 1804 das Kaisertum Österreich. Im 1815 gegründeten Deutschen Bund war Österreich das führende Mitglied, wurde letztendlich jedoch durch das erstarkende Preußen 1866 im Deutschen Krieg aus dem deutschen Staatenbund verdrängt (wobei die süddeutschen Staaten im Deutschen Krieg auf der Seite Österreichs standen). Daraufhin wurde 1867 die Doppelmonarchie Österreich-Ungarn errichtet.
Die heutige Republik entstand ab 1918, nach dem für Österreich-Ungarn verlorenen Ersten Weltkrieg, aus den zunächst Deutschösterreich genannten deutschsprachigen Teilen der Monarchie. Mit dem Vertrag von Saint-Germain wurden die Staatsgrenze und der Name Republik Österreich festgelegt. Damit einher ging der Verlust Südtirols und der Gewinn des Burgenlandes. Zudem wurde von den Siegermächten ein Anschlussverbot Österreichs an Deutschland festgelegt; weitere diesbezügliche Bestimmungen erfolgten 1922 und 1931/32. Die Erste Republik war von innenpolitischen Spannungen geprägt, die in einen Bürgerkrieg und die Ständestaatsdiktatur mündeten. Durch den sogenannten „Anschluss“ stand das Land ab 1938 unter nationalsozialistischer Herrschaft. Nach der Niederlage des Deutschen Reiches im Zweiten Weltkrieg wieder ein eigenständiger Staat, erklärte Österreich am Ende der alliierten Besatzung 1955 seine immerwährende Neutralität, wobei im Österreichischen Staatsvertrag von 1955 von den Alliierten explizit am Anschlussverbot an Deutschland festgehalten wurde. Österreich trat den Vereinten Nationen bei, ist Mitglied im Europarat, Gründungsmitglied der 1961 errichteten Organisation für wirtschaftliche Zusammenarbeit und Entwicklung (OECD) und seit 1995 ein Mitgliedsstaat der Europäischen Union.

## Geographie
Österreich erstreckt sich in west-östlicher Richtung über maximal 575 Kilometer, in nord-südlicher über 294 km. Die fünf Großlandschaften Österreichs sind:
- die Ostalpen (52.600 km², 62,8 % der Staatsfläche),
- das Alpen- und Karpatenvorland (9.500 km², 11,3 %),
- das Vorland im Osten, Randgebiet des Pannonischen Tieflands (9.500 km², 11,3 %),
- das Granit- und Gneisplateau, Mittelgebirgsland der Böhmischen Masse (8.500 km², 10,2 %) sowie
- das Wiener Becken (3.700 km², 4,4 %).

Mehr als 70 % des Staatsgebietes sind gebirgig und haben zumeist Anteil an den Ostalpen, die sich weiter in die Gebirgszüge der Tiroler Zentralalpen, der Hohen und Niederen Tauern, der Nördlichen und Südlichen Kalkalpen sowie des Wienerwalds untergliedern lassen. Deshalb wird das Land umgangssprachlich auch Alpenrepublik genannt. Nördlich der Donau liegt in Ober- und Niederösterreich das Granit- und Gneisplateau, Teil des alten Rumpfgebirges der Böhmischen Masse, dessen Ausläufer bis nach Tschechien und Bayern reichen. Jenseits der Ostgrenze schließen die Kleinen Karpaten an.
Die großen Ebenen liegen im Osten entlang der Donau, vor allem im Alpenvorland und im Wiener Becken mit dem Marchfeld, sowie in der südlichen Steiermark. Die Südsteiermark wird wegen ihrer Landschaftsähnlichkeit mit der Toskana auch Steirische Toskana genannt. Das Burgenland östlich des Alpen-Karpaten-Bogens läuft in die Pannonische Tiefebene aus und weist sowohl landschaftlich als auch klimatisch eine starke Ähnlichkeit mit dem östlichen Nachbarland Ungarn auf, zu dem es bis 1921 gehörte.
Von der Gesamtfläche Österreichs mit 83.883,87 km² entfällt etwa ein Viertel auf Tief- und Hügelländer. Nur 32 % liegen tiefer als 500 Meter. Der tiefste Punkt des Landes liegt in Hedwighof (Gemeinde Apetlon, Burgenland) bei 114 Meter Seehöhe, 43 % der Landesfläche sind bewaldet.

### Klima

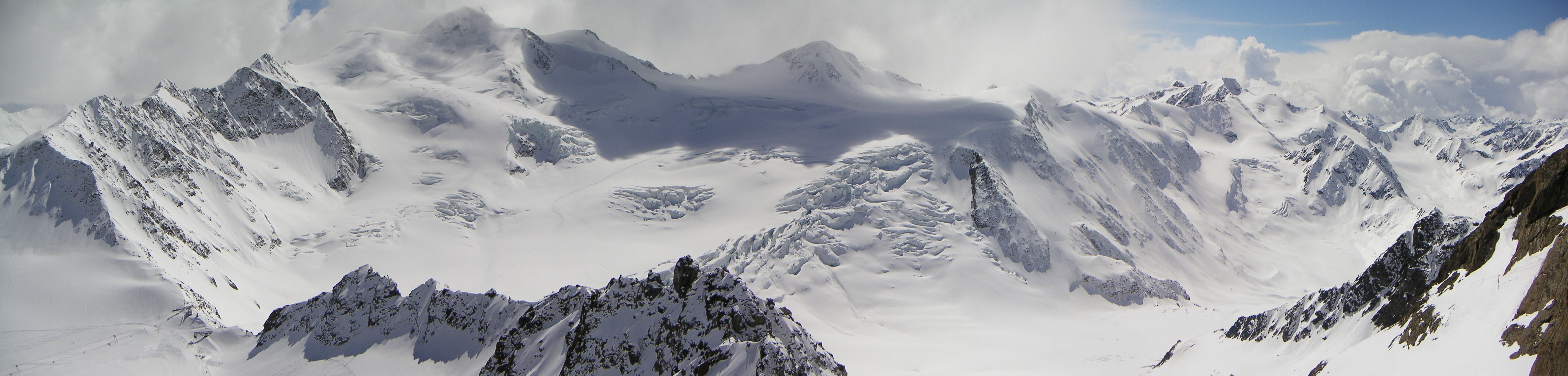
Gletscher im Ötztal. Der höchste Gipfel im Bild ist die Wildspitze, mit 3.768 Meter der höchste Berg in Nordtirol und – nach dem Großglockner (3.798 Meter) – der zweithöchste Österreichs.

Das Klima in Österreich wird der feucht-kühlgemäßigten Zone am Nordrand der Subtropen zugeordnet. Nach der effektiven Klimaklassifikation von Köppen & Geiger liegen die niedrigen Regionen im sommerwarmen feuchten Kontinentalklima, die montanen Höhen der Alpen im subarktischen Gebirgsklima und die Regionen über der Baumgrenze im alpinen Tundrenklima bis hin zum Eisklima. Im Westen und Norden Österreichs herrscht ozeanisch beeinflusstes, oft von feuchten Westwinden geprägtes Klima vor. Im Osten überwiegt hingegen kontinentaleres, niederschlagsarmes Klima mit heißen Sommern und kalten Wintern. Besonders in den Südalpen ist der Einfluss niederschlagsreicher Tiefdruckgebiete aus dem Mittelmeerraum spürbar.

Tatsächlich ist das regionale Klima Österreichs von der alpinen Topografie stark überprägt. Nicht nur der Alpenhauptkamm fungiert als Klimascheide. Sonnenreiche Föhntäler (z. B. Inntal) stehen nebelanfälligen Beckenlandschaften (z. B. Klagenfurter Becken), niederschlagsreiche Gebirgsränder (z. B. Bregenzerwald) stehen inneralpinen Trockentälern (z. B. Ötztaler Alpen) gegenüber.
|                        | Jan  | Feb  | Mär  | Apr  | Mai  | Jun  | Jul   | Aug  | Sep  | Okt  | Nov  | Dez  |   |       |
| Mittl. Temperatur (°C) | −4,5 | −1,0 | 4    | 9,0  | 13,5 | 17   | 18,5  | 18,0 | 15   | 9,0  | 2,5  | −3   | ⌀ | 8,2   |
| Mittl. Tagesmax. (°C)  | −1   | 4    | 10   | 15   | 20   | 23   | 25    | 24   | 21   | 14   | 6    | 0    | ⌀ | 13,5  |
| Mittl. Tagesmin. (°C)  | −8   | −6   | −2   | 3    | 7    | 11   | 12    | 12   | 9    | 4    | −1   | −6   | ⌀ | 3     |
|                        |      |      |      |      |      |      |       |      |      |      |      |      |   |       |
| Niederschlag (mm)      | 42,4 | 35,0 | 58,6 | 65,6 | 85,4 | 97,8 | 119,0 | 99,9 | 88,5 | 96,3 | 76,5 | 50,1 | Σ | 915,1 |
|                        |      |      |      |      |      |      |       |      |      |      |      |      |   |       |
| Sonnenstunden (h/d)    | 2    | 4    | 5    | 6    | 7    | 8    | 8     | 8    | 6    | 4    | 2    | 2    | ⌀ | 5,2   |
|                        |      |      |      |      |      |      |       |      |      |      |      |      |   |       |
| Regentage (d)          | 6    | 6    | 7    | 8    | 10   | 11   | 10    | 9    | 7    | 7    | 8    | 6    | Σ | 95    |

| −8 |

| −6 |

| −2 |

| 3 |

| 7 |

| 11 |

| 12 |

| 12 |

| 9 |

| 4 |

| −1 |

| −6 |

| −8 |

| −6 |

| −2 |

| 3 |

| 7 |

| 11 |

| 12 |

| 12 |

| 9 |

| 4 |

| −1 |

| −6 |

#### Klimawandel

Zunahme der Extremwetterereignisse in Österreich (Grafik aus dem AAR2)

Der Klimawandel ist in den Alpen und damit auch in Österreich stärker ausgeprägt als in anderen Ländern Europas. GeoSphere Austria verzeichnete unter den zehn heißesten Sommer der Messgeschichte vier aus den 2020er-Jahren, vier aus den 2010er Jahren, weiters 2007 und 1994. 2024 war mit +3,1 % über dem Mittel das heißeste Jahr der Messgeschichte, in diesem Jahr wurden zudem der heißeste Sommer, der heißeste Frühling und der zweitheißeste Winter in der Messgeschichte verzeichnet.

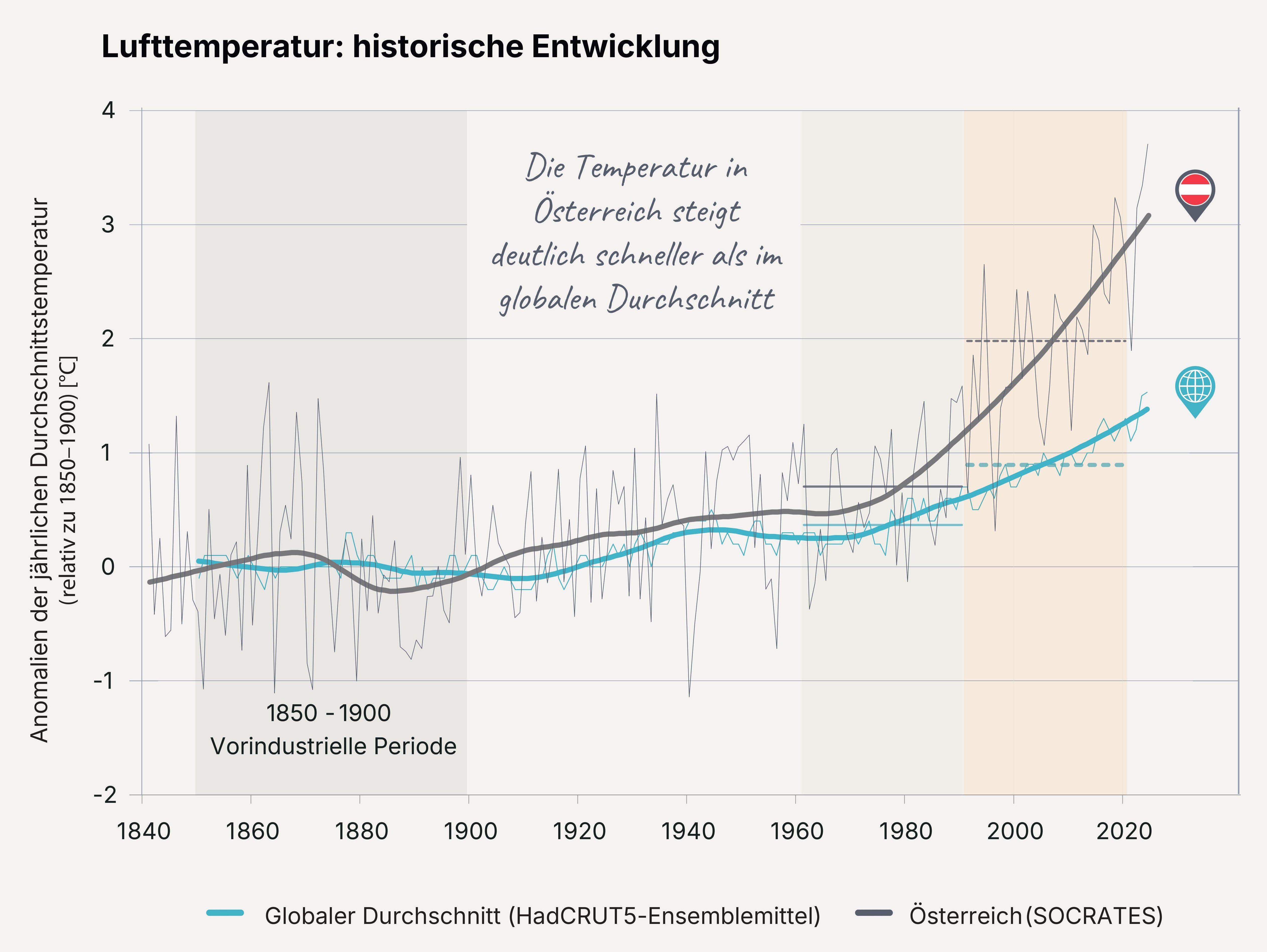
Steigerung der mittleren jährlichen Lufttemperatur vom vorindustriellen Niveau (Abbildung aus dem AAR2)

Im Juni 2025 wurde mit dem Zweiten Österreichischen Sachstandsbericht zum Klimawandel die umfassendste systematische Übersichtsarbeit zum Forschungsstand der Klimaforschung in Bezug auf die Auswirkungen auf Österreich seit 10 Jahren veröffentlicht. Seit Beginn des 20. Jahrhunderts hat sich die globale Mitteltemperatur um 1,4 °C erhöht. In Österreich betrug die Temperaturzunahme sogar 3,1 °C.
Extremwetterereignisse, wie Starkregenereignisse und Dürren sowie die Anzahl der Hitzetage nehmen deutlich zu.

#### Lufttemperatur (bis 2020)

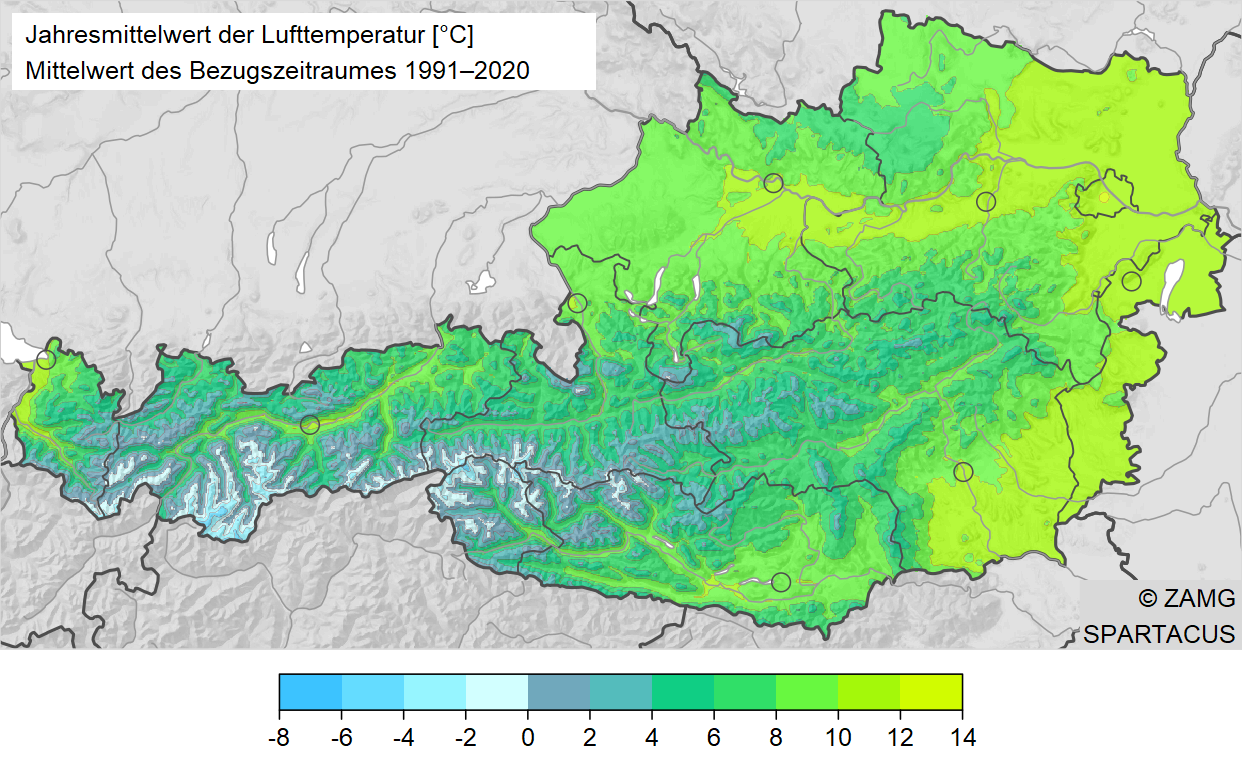
Mittlerer Jahresmittelwert der Lufttemperatur in Österreich

Der Gesamtbereich des Jahresmittels der Lufttemperatur reicht in Österreich von über 12 °C in den inneren Bezirken Wiens bis etwa −7 °C auf den höchsten Gipfeln. In den dicht besiedelten Niederungen liegt es größtenteils bei 9 bis 11 °C. Das Flächenmittel beträgt 7,4 °C. Die Null-Grad-Isotherme liegt im Jahresmittel in einer Seehöhe von etwa 2400 m. In abgeschlossenen Becken, Tälern und Mulden unter 800 bis 1200 m Seehöhe treten im Winterhalbjahr häufig Temperaturzunahmen mit der Höhe auf (Temperaturinversion).
Während im Großteil Österreichs Jänner und Juli im Durchschnitt der kälteste und wärmste Monat des Jahres sind, trifft dies im Hochgebirge auf den Februar und August zu. Das langjährige Jännermittel der Lufttemperatur liegt in den Flachlandschaften des Ostens bei 0 bis 2 °C und sinkt in rund 1000 m Seehöhe auf −3 bis −2 °C. Der tiefste Wert im Bereich der höchsten Gipfel ist rund −14 °C. Im Juli liegen die langjährigen Mittelwerte im Osten bei 21 bis 22 °C und in 1000 m bei 16 bis 18 °C. Am Großglockner wird im Hochsommer die Nullgradgrenze im Mittel knapp überschritten.

#### Niederschlag

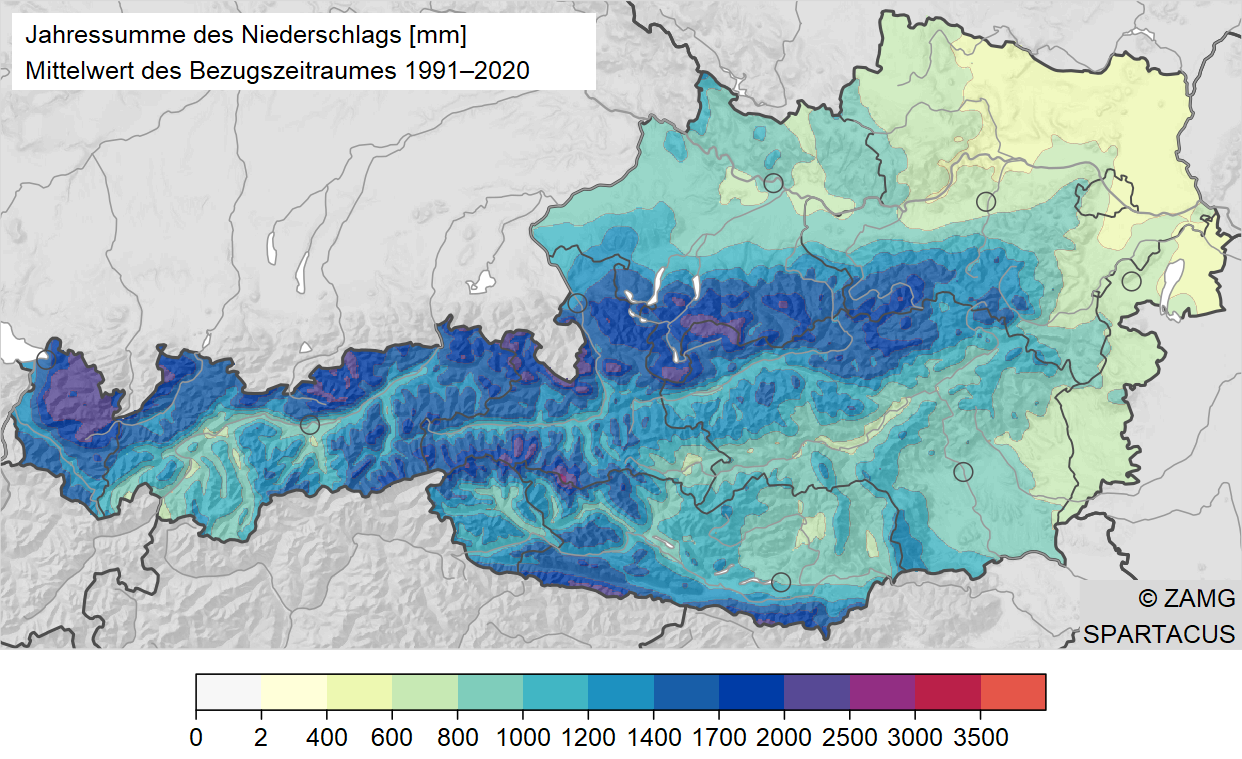
Mittlere Jahressumme des Niederschlags in Österreich

Bei den häufigen West- bis Nordwestlagen liegen der Bregenzerwald und die gesamten Nördlichen Kalkalpen im Luv. Ähnliches gilt für die Gebirge an der Südgrenze Österreichs, die bei Anströmung aus dem Mittelmeerraum intensive Stauniederschläge erhalten. Gemeinsam mit den zentralalpinen Hohen Tauern erreichen die gemessenen Jahresniederschlagssummen in den genannten Regionen im langjährigen Durchschnitt um 2000 mm, vereinzelt an die 3000 mm. Im Gegensatz dazu erhalten das östliche Waldviertel, das Weinviertel, das Wiener Becken und das Nordburgenland weniger als 600 mm Niederschlag im Laufe eines Jahres. Als niederschlagsärmster Ort Österreichs kann Retz mit knapp unter 450 mm genannt werden.
Das Flächenmittel Österreichs beträgt etwa 1100 mm für das Jahr. Auf das Sommerhalbjahr (April bis September) entfallen etwas mehr als 60 % der Jahressumme, auf das Winterhalbjahr (Oktober bis März) dementsprechend etwas weniger als 40 %. Diese Niederschlagsverteilung erweist sich in Hinblick auf die Vegetationsentwicklung als günstig. Während im überwiegenden Großteil des Landes der niederschlagsreichste Monat konvektionsbedingt (Schauer und Gewitter) auf den Juni oder Juli fällt, bildet das Kärntner Lesachtal die einzige Ausnahme: Mit einem primären Niederschlagsmaximum im Oktober ist es dem mediterranen Niederschlagsklima zuzurechnen.
Der Schneereichtum ist hauptsächlich von der Seehöhe sowie von der Lage des Gebietes relativ zu den Hauptströmungsrichtungen abhängig und variiert dementsprechend stark. Während im österreichischen Flächenmittel im durchschnittlichen Jahr etwa 3,3 m Neuschnee fallen, sind es bei Krems nur 0,3 m, am Sonnblick hingegen 22 m.

### Berge

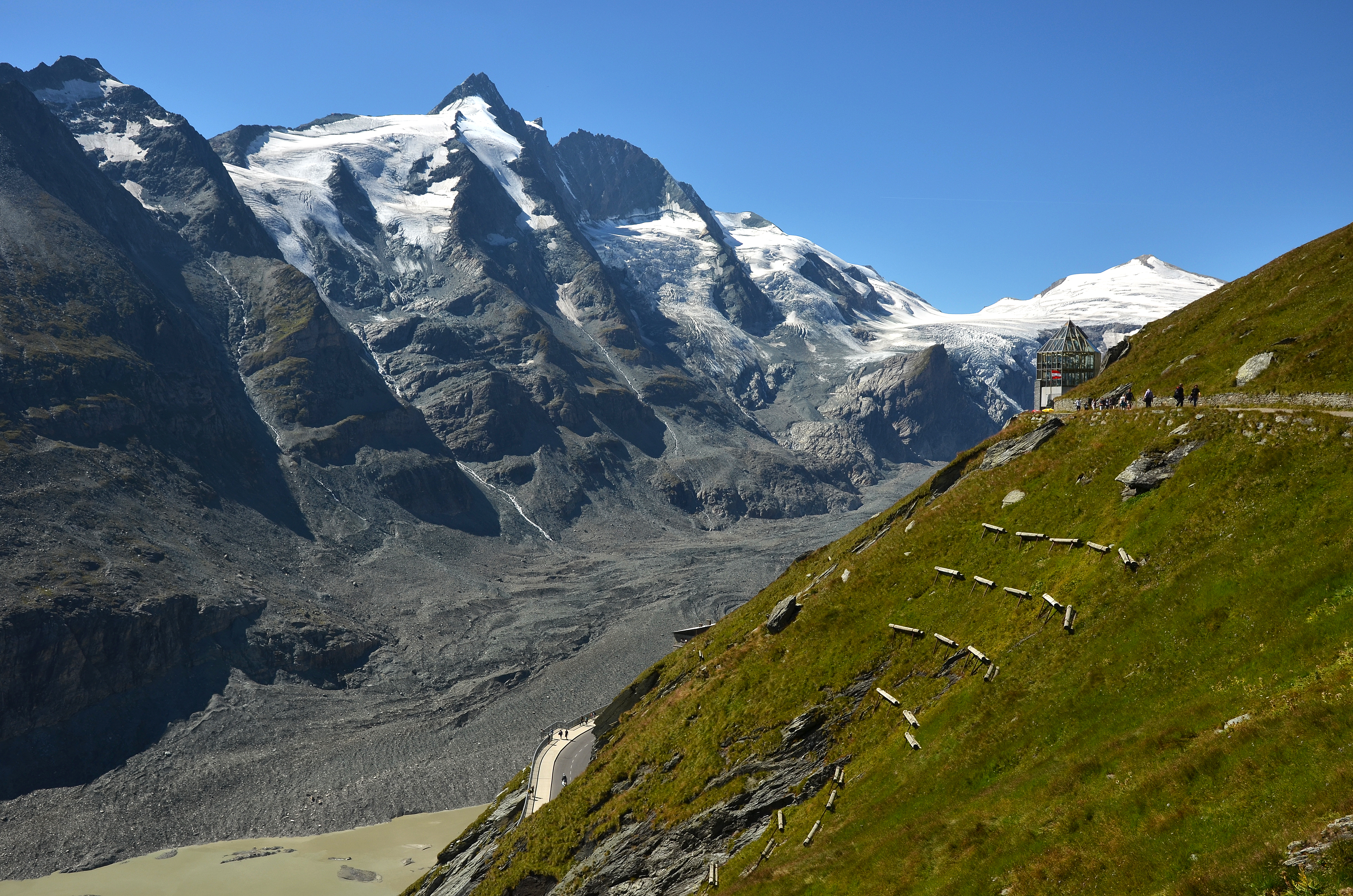
Blick auf den Großglockner, den höchsten Berg Österreichs, von der Großglockner-Hochalpenstraße aus

Die höchsten Berge in Österreich sind Dreitausender, welche sich in den Ostalpen befinden. Mit 3798 Metern ist der Großglockner in den Hohen Tauern der höchste Berg. Es gibt mit Nebengipfeln fast 1000 Dreitausender in Österreich.
Die Gebirgslandschaft ist von großer Bedeutung für den Tourismus, es gibt viele Wintersportgebiete, im Sommer bieten sich Möglichkeiten zum Bergwandern und Klettern.

### Seen

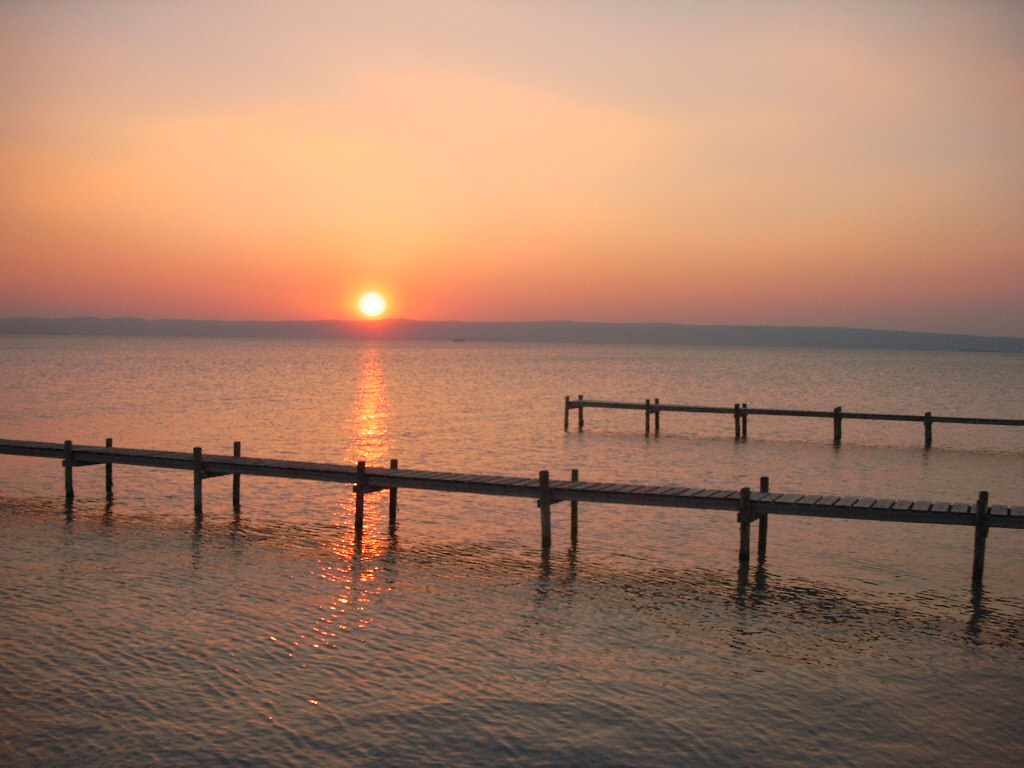
Der teils ungarische Neusiedler See (hier bei Podersdorf am See) bildet ein UNESCO-Welterbe

In Österreich gibt es viele Seen, die als Relikte der eiszeitlichen Vergletscherungen vor allem in den Alpen und dem Alpenvorland die Landschaft prägen. Der größte See ist jedoch ein Steppensee im Osten Österreichs, der Neusiedler See im Burgenland, der mit etwa 77 % seiner Gesamtfläche von 315 km² in Österreich liegt (der Rest gehört zu Ungarn). Von der Fläche her an zweiter Stelle steht der Attersee mit 46 km², gefolgt vom Traunsee mit 24 km² in Oberösterreich. Auch der Bodensee mit seinen 536 km² am Dreiländereck mit Deutschland (Freistaat Bayern und Land Baden-Württemberg) und der Schweiz liegt zu einem kleinen Anteil auf österreichischem Staatsgebiet. Allerdings sind die Staatsgrenzen auf dem Bodensee nicht exakt bestimmt.
Für den Sommertourismus in Österreich haben die Seen neben den Bergen große Bedeutung, insbesondere die Kärntner Seen und jene des Salzkammerguts. Die bekanntesten sind der Wörthersee, der Millstätter See, der Ossiacher See und der Weißensee in Kärnten. Weitere bekannte Seen sind der Mondsee und der Wolfgangsee im Salzkammergut an der Grenze zwischen Salzburg und Oberösterreich.

### Flüsse

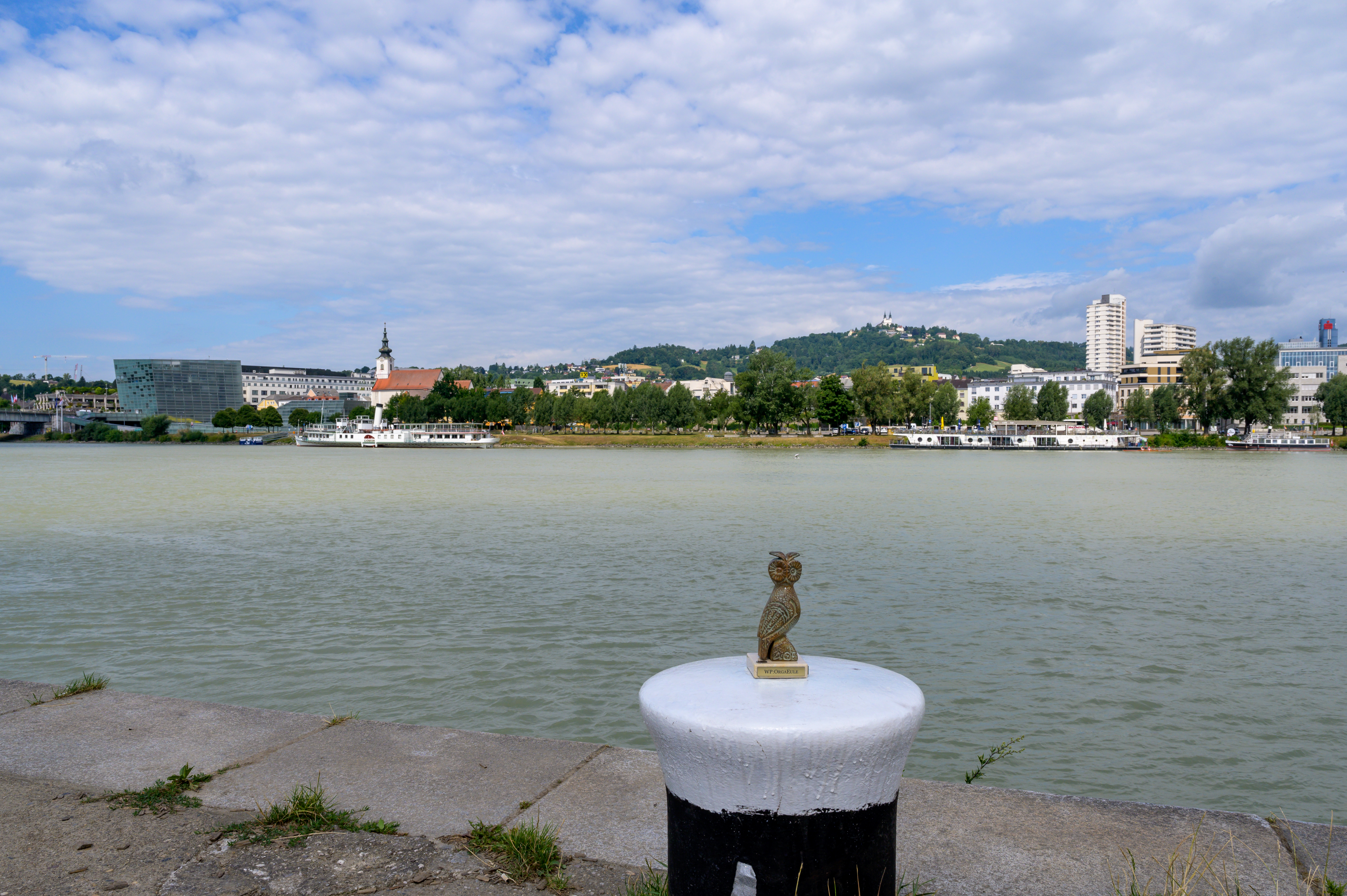
Die Donau (hier bei Linz) ist der längste Fluss Österreichs.

Ein großer Teil Österreichs wird direkt über die Donau zum Schwarzen Meer entwässert, rund ein Drittel im Südosten über die Mur, Drau, und – über andere Länder – ebenfalls über die Donau zum Schwarzen Meer, kleine Gebiete im Westen über den Rhein (2366 km²) und im Norden über die Elbe (918 km²) zur Nordsee.
Die großen Nebenflüsse der Donau (von Westen nach Osten):
- Lech, Isar und Inn münden in Bayern in die Donau. Sie entwässern Tirol, die in den Inn mündende Salzach entwässert Salzburg (ausgenommen den Lungau und Teile des Pongaus).
- Traun, Enns, Ybbs, Erlauf, Pielach, Traisen, Wienfluss und Fischa entwässern die südlich der Donau (= rechtsufrig) gelegenen Gebiete Oberösterreichs, der Steiermark, Niederösterreichs und Wiens.
- Große und Kleine Mühl, Rodl, Gusen und Aist, Kamp, Göllersbach und Rußbach sowie Thaya an der Nord- und March an der Ostgrenze entwässern die nördlich der Donau (= linksufrig) gelegenen Gebiete Ober- und Niederösterreichs.

Die Mur entwässert den Salzburger Lungau und die Steiermark, sie mündet in Kroatien in die Drau, die wiederum Kärnten und Osttirol entwässert. Die Drau mündet in Kroatien an der Grenze zu Serbien in die Donau.
Der Rhein entwässert den größten Teil Vorarlbergs, durchfließt den Bodensee und mündet in die Nordsee.
Die kleine Lainsitz ist der einzige österreichische Fluss, der von Niederösterreich über Tschechien zur Elbe entwässert.

### Flora

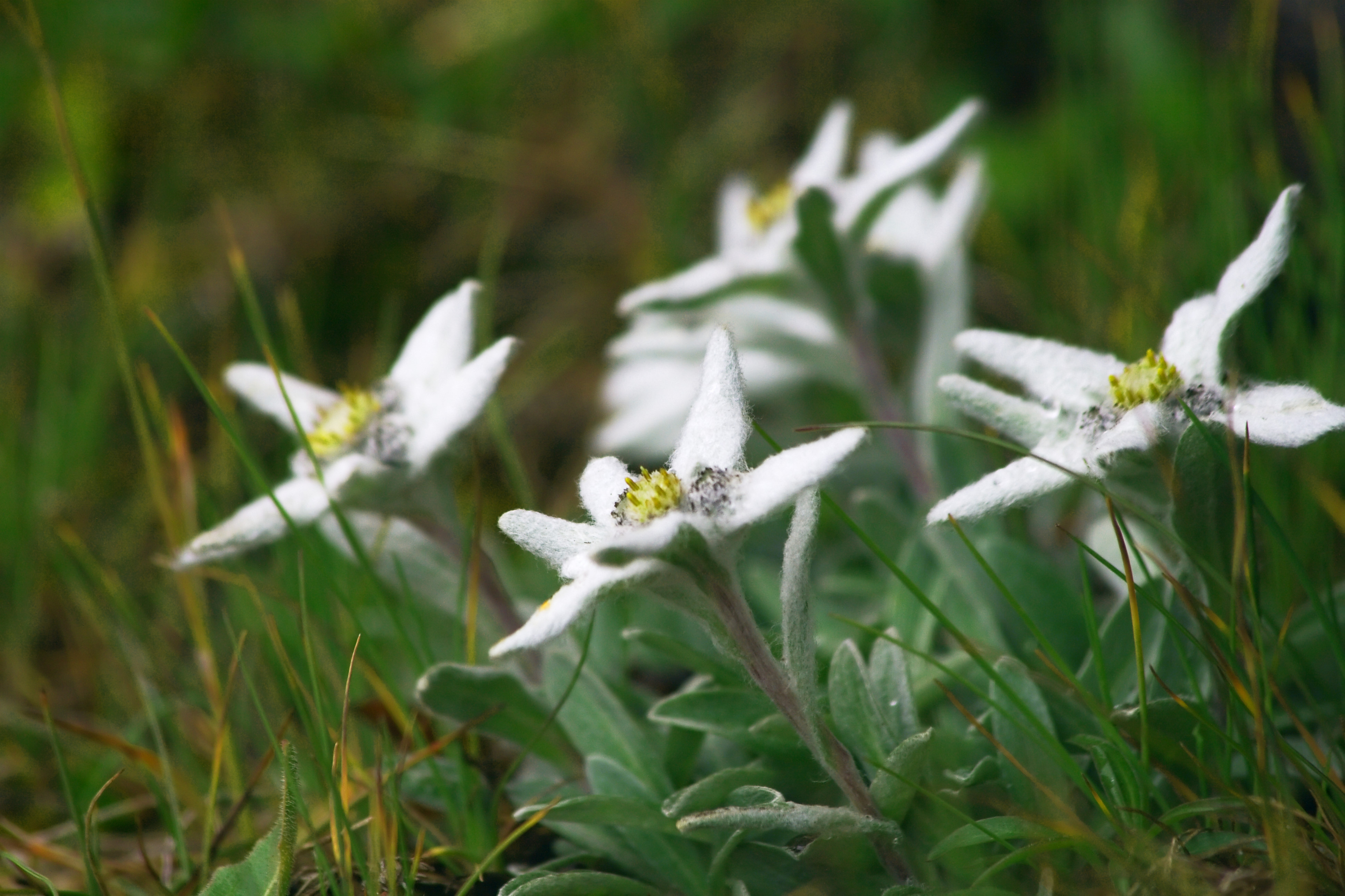
Das Edelweiß tritt nur im alpinen Gebiet auf.

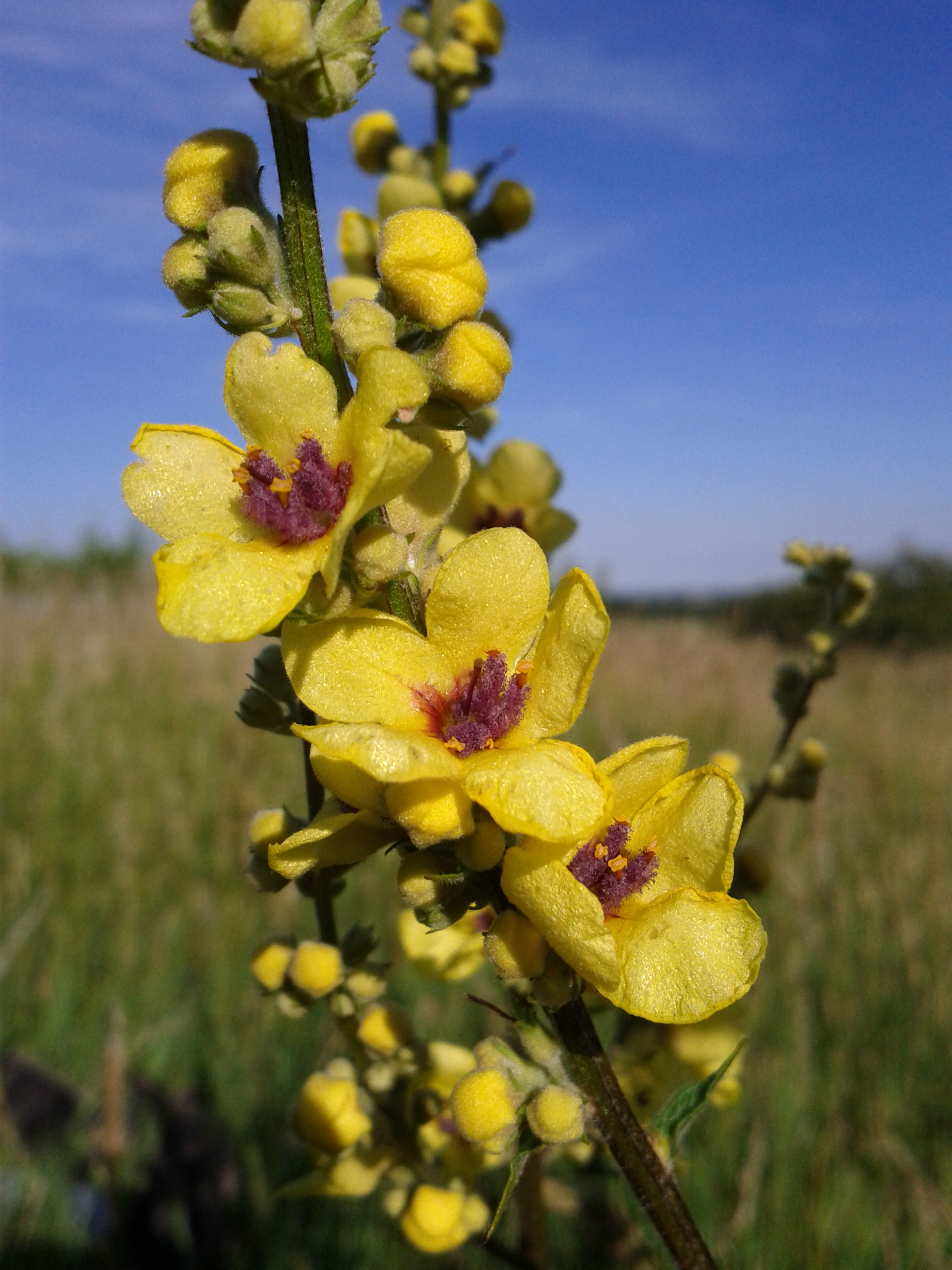
Die Eigentliche Österreich-Königskerze wächst vor allem im östlichen Flachland.

Österreich gehört zum Großteil der mitteleuropäischen Florenregion an, nur das östliche Niederösterreich, Wien und das nördliche Burgenland sowie einige inneralpische Trockentäler als Exklaven, zählen zur pannonischen Florenprovinz, die wiederum den westlichsten Teil der südsibirisch-pontisch-pannonischen Florenregion darstellt. Beide Regionen sind Teil des holarktischen Florenreiches. In den alpinen Gebieten weicht die Flora so stark ab, dass sie einer eigenen alpischen Unterflorenregion zugerechnet wird. In einigen klimatisch warmen Gebieten ist ein deutlicher submediterraner Einfluss erkennbar.
In Österreich wachsen 3.165 Vollstatus-Gefäßpflanzen-Arten, dazukommen rund 600 häufig auftretende kultivierte und eingebürgerte sowie ausgestorbene Arten. Inklusive Unterarten treten in Österreich 3.428 Elementar-Gefäßpflanzen-Taxa auf, dies sind beispielsweise um rund 300 Elementar-Taxa mehr als im flächenmäßig ungefähr viereinviertelmal so großen Nachbarland Deutschland. Begründet ist diese Artenvielfalt darin, dass Österreich einen Anteil an mehreren verschiedenen Groß-Naturräumen hat: dem Pannonischen Gebiet, der Böhmischen Masse, der Flora der Alpen, den Kärntner Becken- und Tallandschaften, dem nördlichen und südöstlichen Alpenvorland sowie dem Rheintal.
1.187 Pflanzenarten (40,2 %) stehen auf der Roten Liste. Zudem wachsen in Österreich einige hochgradig seltene Endemiten wie etwa das Dickwurzel-Löffelkraut.
Insgesamt gibt es in Österreich 150 endemische Pflanzen.
Insbesondere das Edelweiß, der Glocken-Enzian und die Aurikel gelten als nationale Symbole – wiewohl sie nicht für ganz Österreich typisch sind und nur im Alpengebiet auftreten – und sind auf österreichischen Münzen abgebildet.
Zudem sind um die 5000 Ständerpilzarten und um die 2100 verschiedene Flechten heimisch.

### Fauna

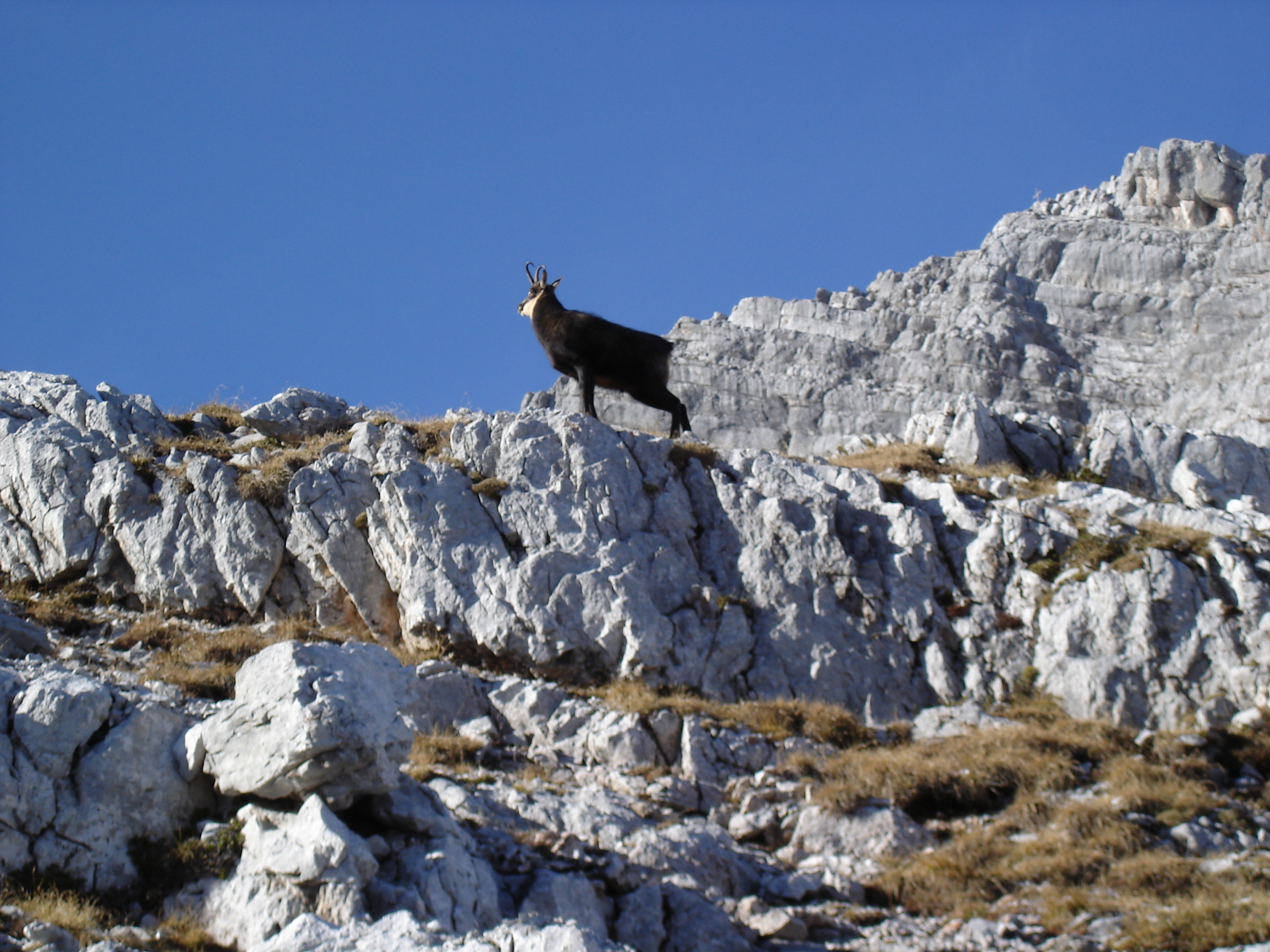
Gämse in den Leoganger Steinbergen

Ungefähr 54.000 Tierarten kommen in Österreich vor, wovon 98,6 % wirbellose Tiere sind, rund 40.000 Tierarten sind alleinig Insekten. 10.882 Arten wurden bisher auf eine mögliche Bestandsgefährdung bewertet, daraus resultierend wurden 2.804 Spezies auf die nationale Rote Liste gefährdeter Arten gesetzt.
In Österreich sind 575 Tiere endemisch, darunter mit der Bayerischen Kurzohrmaus auch ein Säugetier.
Die Verbreitung der Tiere ist von den naturräumlichen Gegebenheiten abhängig. Im Alpenraum sind Gämsen, Hirsche und Greifvögel vertreten, in der Donauebene, im Vorarlberger Rheintal und am Neusiedler See leben Storch und Reiher. Historisch waren Eurasischer Luchs, Braunbär und Waldrapp ebenfalls präsent, seit den 1960er Jahren wird verstärkt versucht, diese Arten wieder anzusiedeln.
In Österreich sind zudem 29 Fledermausarten beheimatet, und mit Alpiscorpius germanus (Deutscher Skorpion), Alpiscorpius ypsilon, Euscorpius gamma (Gamma Skorpion) und Euscorpius tergestinus (Triestiner Skorpion) sogar vier Skorpionarten.

### Naturschutz
Aufgrund der verschiedenartigen Topographie in Österreich kommt sowohl in der Flora als auch in der Fauna eine große Anzahl von Arten vor. Um diese zu schützen, wurden in der näheren Vergangenheit sechs Nationalparks und mehrere Naturparks verschiedener Kategorien errichtet. Zudem sind Areale des Wildnisgebietes Dürrenstein und des Nationalparks Kalkalpen als Teil der staatenübergreifenden Welterbestätte Alte Buchenwälder und Buchenurwälder der Karpaten und anderer Regionen Europas als Naturerbe auf der Liste des UNESCO-Welterbes vertreten.

### Naturkatastrophen
Österreich liegt in einem geologisch aktiven Gebiet. Im Osten und Südosten Österreichs sind heiße Quellen ein Indiz für andauernde vulkanische Aktivität. So kommt es auch immer wieder zu Erdbeben. Durchschnittlich werden pro Jahr 30 bis 60 Erdbeben in Österreich von der Bevölkerung wahrgenommen. Beben, die Gebäudeschäden verursachen, kommen in unregelmäßigen Abständen vor. Durchschnittlich und stark gerundet ereignen sich alle drei Jahre ein Erdbeben mit leichten Gebäudeschäden, alle 15 bis 30 Jahre mit mittleren Gebäudeschäden und alle 75 bis 100 Jahre ein Erdbeben, das vereinzelt auch zu schweren Gebäudeschäden führen kann. Erdbeben kommen in Österreich in bestimmten Regionen vor, speziell im Wiener Becken, Mürztal und dem Inntal. Indirekt ist der südliche Teil von Kärnten durch Erschütterungen jenseits der Grenze in Italien und Slowenien gefährdet.
Aufgrund seiner Topografie kommt es in Österreich zu Lawinen, vereinzelt auch verheerenden wie 1999 bei der Lawinenkatastrophe von Galtür. Auch Bergstürze und Muren kommen vor. Durch Starkregen oder zur Zeit der Schneeschmelze können Überschwemmungen auftreten, etwa beim Alpenhochwasser 2005. Extremwetterereignisse wie Stürme, Hagel oder Starkschneefall verursachen regelmäßig folgenschwere Schäden.

## Bevölkerung

### Bevölkerungsentwicklung
| Österreich: Einwohnerzahlen von 1800 bis 2025 | Österreich: Einwohnerzahlen von 1800 bis 2025 | Österreich: Einwohnerzahlen von 1800 bis 2025 | Österreich: Einwohnerzahlen von 1800 bis 2025 | Österreich: Einwohnerzahlen von 1800 bis 2025 |
| --------------------------------------------- | --------------------------------------------- | --------------------------------------------- | --------------------------------------------- | --------------------------------------------- |
| Jahr                                          |                                               |                                               |                                               | Einwohner                                     |
| 1800                                          | 1800                                          |                                               | 3.064.000                                     | 3.064.000                                     |
| 1810                                          | 1810                                          |                                               | 3.054.000                                     | 3.054.000                                     |
| 1821                                          | 1821                                          |                                               | 3.202.000                                     | 3.202.000                                     |
| 1830                                          | 1830                                          |                                               | 3.477.000                                     | 3.477.000                                     |
| 1840                                          | 1840                                          |                                               | 3.650.000                                     | 3.650.000                                     |
| 1850                                          | 1850                                          |                                               | 3.880.000                                     | 3.880.000                                     |
| 1857                                          | 1857                                          |                                               | 4.076.000                                     | 4.076.000                                     |
| 1870                                          | 1870                                          |                                               | 4.520.000                                     | 4.520.000                                     |
| 1880                                          | 1880                                          |                                               | 4.941.000                                     | 4.941.000                                     |
| 1890                                          | 1890                                          |                                               | 5.417.000                                     | 5.417.000                                     |
| 1900                                          | 1900                                          |                                               | 6.004.000                                     | 6.004.000                                     |
| 1910                                          | 1910                                          |                                               | 6.648.000                                     | 6.648.000                                     |
| 1919                                          | 1919                                          |                                               | 6.420.000                                     | 6.420.000                                     |
| 1930                                          | 1930                                          |                                               | 6.684.000                                     | 6.684.000                                     |
| 1939                                          | 1939                                          |                                               | 6.653.000                                     | 6.653.000                                     |
| 1951                                          | 1951                                          |                                               | 6.935.000                                     | 6.935.000                                     |
| 1961                                          | 1961                                          |                                               | 7.086.000                                     | 7.086.000                                     |
| 1971                                          | 1971                                          |                                               | 7.500.000                                     | 7.500.000                                     |
| 1981                                          | 1981                                          |                                               | 7.569.000                                     | 7.569.000                                     |
| 1991                                          | 1991                                          |                                               | 7.755.000                                     | 7.755.000                                     |
| 2001                                          | 2001                                          |                                               | 8.043.000                                     | 8.043.000                                     |
| 2011                                          | 2011                                          |                                               | 8.430.000                                     | 8.430.000                                     |
| 2021                                          | 2021                                          |                                               | 8.933.000                                     | 8.933.000                                     |
| 2025                                          | 2025                                          |                                               | 9.198.214                                     | 9.198.214                                     |
| Quelle(n): Statistik Austria                  |                                               |                                               |                                               |                                               |

| 1527 bis 1995 | 1527 bis 1995 |
| Datum         | Einwohner     |
| ------------- | ------------- |
| um 1527       | 1.500.000     |
| um 1600       | 1.800.000     |
| um 1700       | 2.100.000     |
| 1754          | 2.728.000     |
| 1780          | 2.970.000     |
| 1790          | 3.046.000     |
| 1800          | 3.064.000     |
| 1810          | 3.054.000     |
| 1821          | 3.202.000     |
| 1830          | 3.476.500     |
| 1840          | 3.649.700     |
| 1850          | 3.879.700     |
| 1857          | 4.075.500     |
| 1870          | 4.520.000     |
| 1880          | 4.941.000     |
| 1890          | 5.394.000     |
| 1900          | 5.973.000     |
| 1910          | 6.614.000     |
| 1919          | 6.420.000     |
| 1930          | 6.684.000     |
| 1939          | 6.653.000     |
| 1950          | 6.935.000     |
| 1960          | 7.047.000     |
| 1970          | 7.467.000     |
| 1980          | 7.549.000     |
| 1985          | 7.565.000     |
| 1990          | 7.678.000     |
| 1995          | 7.948.000     |

| 2000 bis 2023 | 2000 bis 2023 |
| Datum         | Einwohner     |
| ------------- | ------------- |
| 2000          | 8.012.000     |
| 2001          | 8.042.000     |
| 2002          | 8.082.000     |
| 2003          | 8.118.000     |
| 2004          | 8.169.000     |
| 2005          | 8.225.000     |
| 2006          | 8.268.000     |
| 2007          | 8.295.000     |
| 2008          | 8.322.000     |
| 2009          | 8.341.000     |
| 2010          | 8.361.000     |
| 2011          | 8.389.000     |
| 2012          | 8.426.000     |
| 2013          | 8.477.000     |
| 2014          | 8.544.000     |
| 2015          | 8.630.000     |
| 2016          | 8.740.000     |
| 2017          | 8.795.000     |
| 2018          | 8.838.000     |
| 2019          | 8.878.000     |
| 2020          | 8.917.000     |
| 2021          | 8.933.000     |
| 2022          | 8.979.894     |
| 2023          | 9.106.126     |
| 2024          | 9.159.993     |
| 2025          | 9.198.214     |

Die erste Volkszählung, die heutigen Kriterien entspricht, fand in Österreich-Ungarn 1869/70 statt. Seit damals stieg die Einwohnerzahl auf dem Gebiet des heutigen Österreich bis zur letzten Zählung vor Beginn des Ersten Weltkrieges, die 1913 stattfand, stetig an. Die Bevölkerungszunahme war zu einem beträchtlichen Teil auf die Binnenwanderung aus den Kronländern zurückzuführen.
Nach dem Ersten Weltkrieg, 1919, war die Bevölkerung wegen Kriegsverlusten und Rückwanderung in die ehemaligen Kronländer um 347.000 Personen zurückgegangen. Danach stieg die Einwohnerzahl bis 1935 wieder kontinuierlich an. Bis 1939, als nach dem „Anschluss“ Österreichs an das Deutsche Reich die letzte Zählung vor Ausbruch des Zweiten Weltkrieges stattfand, war die Bevölkerung auf 6,65 Millionen zurückgegangen, da eine starke Auswanderung als Folge politischer Verfolgung und Antisemitismus stattfand. Als 1946 auf Basis der ausgegebenen Lebensmittelmarken die ersten Einwohnerzahlen nach Kriegsende ermittelt wurden, ergab sich eine Einwohnerzahl von rund 7 Millionen, was einen neuen Höchststand ausmachte. Die hohen Kriegsverluste waren durch Flüchtlingszustrom überkompensiert worden.
Bis 1953 waren Flüchtlinge und Displaced Persons großteils in ihre Heimat zurückgekehrt oder weitergewandert, weshalb die Einwohnerzahl auf 6,93 Millionen zurückging.
Danach ließen hohe Geburtenüberschüsse die Einwohnerzahl auf einen neuen Höchststand im Jahr 1974 anwachsen, als 7,6 Millionen Personen in Österreich lebten. Nach einer Phase der Stagnation begann die Einwohnerzahl Österreichs ab Ende der 1980er Jahre erneut merklich zu steigen – diesmal aufgrund verstärkter Zuwanderung, etwa wegen der Jugoslawienkriege. Zu Jahresbeginn 2012 erreichte Österreich einen Bevölkerungsstand von 8,44 Millionen.
Im Durchschnitt des Jahres 2018 lebten mehr als 2 Millionen Personen (23,3 %) mit Migrationshintergrund in Österreich. Der Anteil der Bewohner mit Migrationshintergrund in Wien betrug 2018 45,3 %. Zudem herrscht eine große Bevölkerungskonzentration in der Bundeshauptstadt Wien, hier leben mehr als 20 % aller Einwohner (gut 1,98 Millionen) Österreichs.
Auf Grund starken Zuzugs aus der Ukraine, in Folge des russischen Angriffskriegs, ist die Bevölkerungszahl im Zeitraum Jänner 2022 auf Jänner 2023 um 127.197 Einwohnern gestiegen (alleine in Wien um rund 51.000), während sie im gleichen Zeitfenster ein Jahr zuvor in ganz Österreich um nur rund 46.000 Einwohner stieg. Im Jahr 2022 wurde auch die Marke von 9 Millionen Einwohnern überschritten, demnach hatte Österreich am 1. Jänner 2023 erstmals 9.106.126 Einwohner.

### Bevölkerungsbewegung
Das heutige Bundesgebiet und insbesondere Wien waren schon in den fünfzig Jahren vor dem Ersten Weltkrieg Ziel vieler Zuwanderer aus anderen Teilen der Österreichisch-Ungarischen Monarchie, besonders aus Böhmen und Mähren. Diese Zuwanderung bewirkte, dass Wien 1910 mehr als 2 Millionen Einwohner hatte. Im Ersten Weltkrieg flüchteten Bewohner Galiziens (darunter viele jüdischer Religion) vor der russischen Armee nach Wien.

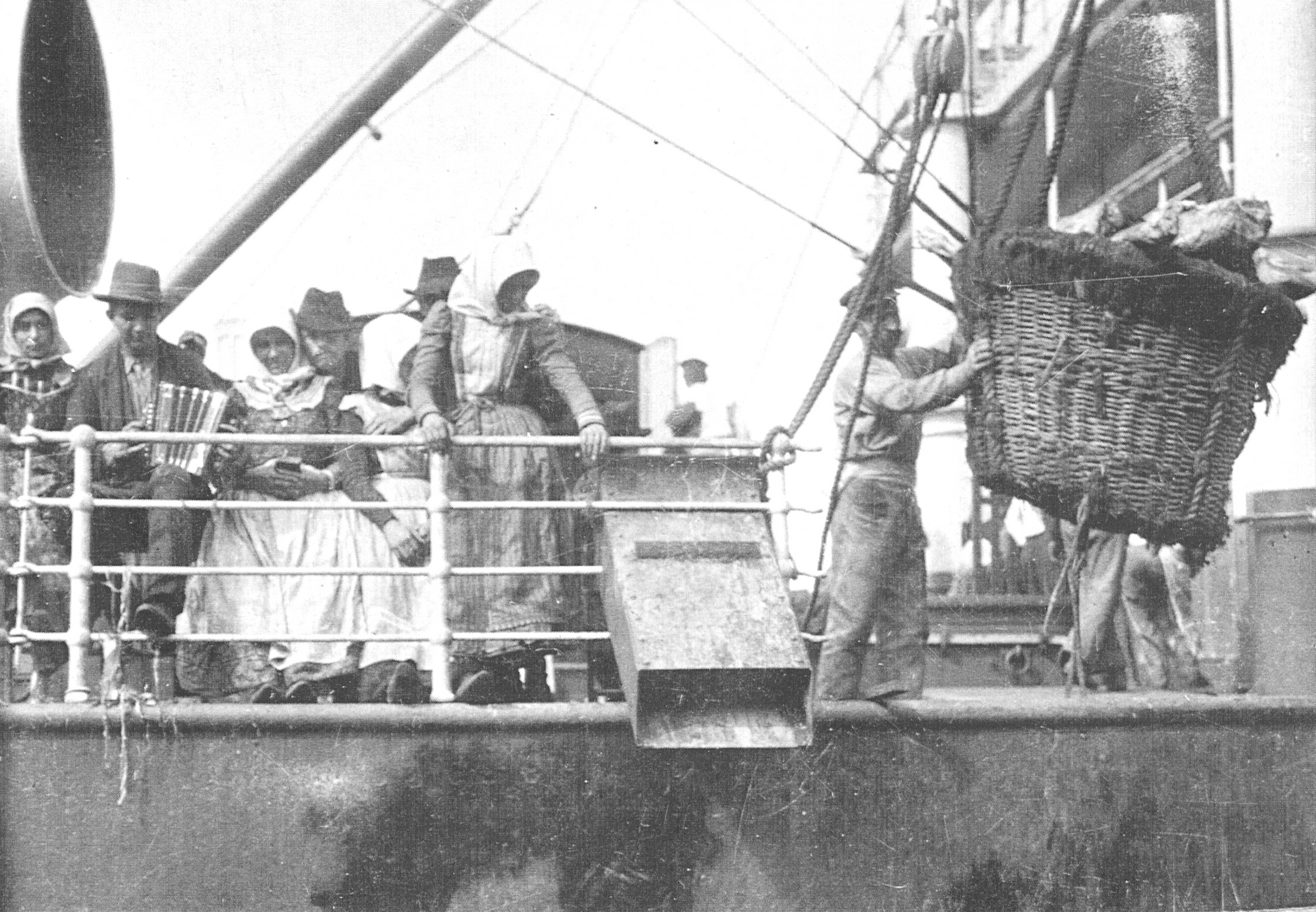
Als Österreich noch Auswanderungsland war: Österreichisch-ungarische Passagiere auf einem Schiff in die Vereinigten Staaten Anfang des 20. Jahrhunderts

Mit dem Zerfall Österreich-Ungarns und der Gründung der Tschechoslowakei 1918 wanderten hunderttausende Tschechen in ihre Heimat zurück. Aus dem neuen, kleinen Österreich wanderten dann bis zum Zweiten Weltkrieg in der Regel jährlich mehr Österreicher aus, als Ausländer einwanderten. 1938/39 gab es eine Flüchtlingswelle: Nach dem „Anschluss“ Österreichs an das Deutsche Reich mussten viele Menschen, auch seit 1933 aus Deutschland gekommene, Österreich verlassen, darunter 140.000 jüdische Österreicher.
Politisch bedingte Einwanderungswellen gab es
- um 1920 aus Ungarn (wegen bürgerkriegsartiger Auseinandersetzungen),
- 1933 bis 1937 aus dem Deutschen Reich (wegen der Verfolgung Andersdenkender und -gläubiger in der NS-Diktatur),
- 1956 aus Ungarn (nach der Niederschlagung des ungarischen Volksaufstandes durch die Sowjets),
- 1968 aus der Tschechoslowakei nach dem Ende des Prager Frühlings,
- 1993 bis 1995 wegen des Bosnienkrieges,
- seit den 2010er Jahren aus Vorder- und Südasien wegen politischer Unterdrückung und (Bürger-)Kriegen (Hauptherkunftsländer sind Afghanistan, Irak, Iran und Syrien).

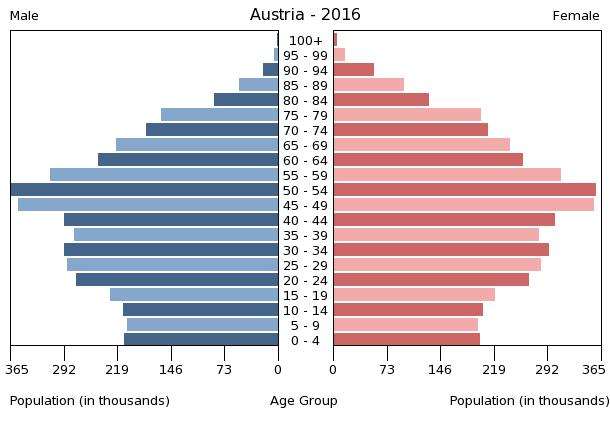
Bevölkerungspyramide Österreichs 2016

Seit dem Beginn des starken Wirtschafts- und Wohlstandswachstums, das Österreich ab den 1950er Jahren zu einem wohlhabenden Land machte, wurden Gastarbeiter gezielt angeworben. So wurde mit der Türkei im Jahr 1964 ein Anwerbeabkommen für Arbeitskräfte abgeschlossen. Ein ähnlicher Vertrag wurde 1966 mit Jugoslawien abgeschlossen. Später erreichten Österreich immer wieder Flüchtlingsströme, etwa während der Jugoslawienkriege nach dem Zerfall dieses Staates.
Die Zahl der Ausländer bei der Wohnbevölkerung lag Anfang 2016 bei 1,268 Millionen Personen, das waren 14,6 % der Bevölkerung. Anfang 2020 lag dieser Anteil bereits bei 16,7 % bzw. 1,486 Millionen Personen.
2015 lebten rund 1,813 Millionen Menschen mit Migrationshintergrund (Zuwanderer der ersten oder zweiten Generation) in Österreich, das waren 21,4 % der Gesamtbevölkerung. 2019 waren es bereits 23,7 % bzw. 2,104 Millionen Menschen.
Die Wanderungsbilanz Österreichs ist insgesamt deutlich positiv. So lag etwa 2015 die Zuwanderung nach Österreich um 113.067 Personen höher als die Abwanderung aus Österreich. Diese Zahl steigt seit dem Jahr 2009 deutlich; davor war sie allerdings auch deutlich gefallen. Die positive Wanderungsbilanz ist auf die Bevölkerungsbewegungen von Nicht-Österreichern zurückzuführen, denn der Wanderungssaldo österreichischer Staatsbürger ist im langjährigen Trend leicht negativ (2015: −5.450 Personen).
Der Bevölkerungsgewinn ging bis 2014 in erster Linie auf Zuzüge aus der EU zurück (2014: 67 % der Zuzüge aus der EU). Im Jahr 2015 hat sich dieses Bild stark geändert und es findet die Mehrzahl der Zuzüge aus Drittstaaten statt (2015: 68 % Zuzüge aus Drittstaaten und 37 % aus der EU). Die Zahl der Asylanträge stieg von 11.012 Anträgen im Jahr 2010 auf 88.340 im Jahr 2015, nachdem sie seit 2002 fast jedes Jahr gefallen war.

### Prognose
Laut Prognosen der Bundesanstalt Statistik Österreich würden sich Geburten und Sterbefälle in Österreich noch für etwa 20 Jahre die Waage halten, danach die Geburten- voraussichtlich unter den Sterbezahlen liegen, was zu einem höheren Altersdurchschnitt führen würde. Durch Zuwanderung würde die Bevölkerung bis zum Jahr 2050 allerdings auf rund 9,5 Millionen anwachsen.
Nur in Wien, als einzigem der neun Bundesländer, würde der Altersdurchschnitt niedriger und das Bevölkerungswachstum höher sein als im Bundesdurchschnitt. Die neueste Prognose geht von einem dreimal schnelleren Wachstum für Wien aus als zuvor angenommen (24 % statt 7 %). So wurde Wien im Herbst 2023 wieder eine Zwei-Millionen-Stadt. Es wurde prognostiziert, dass sich Probleme in der sozialen Infrastruktur und im Wohnbau ergeben würden; bereits für 2013 wurde eine jährliche Bauleistung von 10.000 Wohneinheiten als nötig erachtet.

### Gesundheitserwartung
Die Analysen der Werte für gesunde Lebensjahre weisen auf signifikante Ungleichheiten zwischen den europäischen Ländern hin. In Österreich lag die Gesundheitserwartung 2016 mit 57,1 Jahren bei Frauen gleich um 16,2 Jahre niedriger als in Schweden mit 73,3 Jahren. Auch die Gesundheitserwartung der Männer lag 2016 mit 57,0 Jahren um 16,0 Jahre niedriger als in Schweden mit 73,0 Jahren.

### Lebenserwartung
| Zeitraum  | Lebenserwartung in Jahren | Zeitraum  | Lebenserwartung in Jahren |
| --------- | ------------------------- | --------- | ------------------------- |
| 1950–1955 | 66,5                      | 1985–1990 | 75,0                      |
| 1955–1960 | 68,0                      | 1990–1995 | 76,2                      |
| 1960–1965 | 69,7                      | 1995–2000 | 77,5                      |
| 1965–1970 | 70,1                      | 2000–2005 | 78,9                      |
| 1970–1975 | 70,8                      | 2005–2010 | 80,1                      |
| 1975–1980 | 72,1                      | 2010–2015 | 81,0                      |
| 1980–1985 | 73,3                      | 2015–2020 |                           |

Die durchschnittliche Lebenserwartung in Österreich betrug 2021 insgesamt 82,07 Jahre, bei den Frauen 84,85 Jahre und bei den Männern 79,42 Jahre (1971: Frauen 75,7 Jahre, Männer 73,3 Jahre). Die Lebenserwartung in Österreich lag damit etwas höher als die Deutschlands. Die Säuglingssterblichkeit beträgt 0,36 %.
Die Suizidrate in Österreich ist hoch: Etwa 400.000 Einwohner sind generell von Depression betroffen, etwa 15.000 pro Jahr versuchen, sich das Leben zu nehmen; die Zahl der Suizidenten ist in Österreich mehr als doppelt so hoch wie die der Verkehrstoten: Alle sechs Stunden stirbt ein Österreicher durch eigene Hand. Die tatsächlichen Selbsttötungen beliefen sich im Jahr 2009 auf 1273.

### Sprache

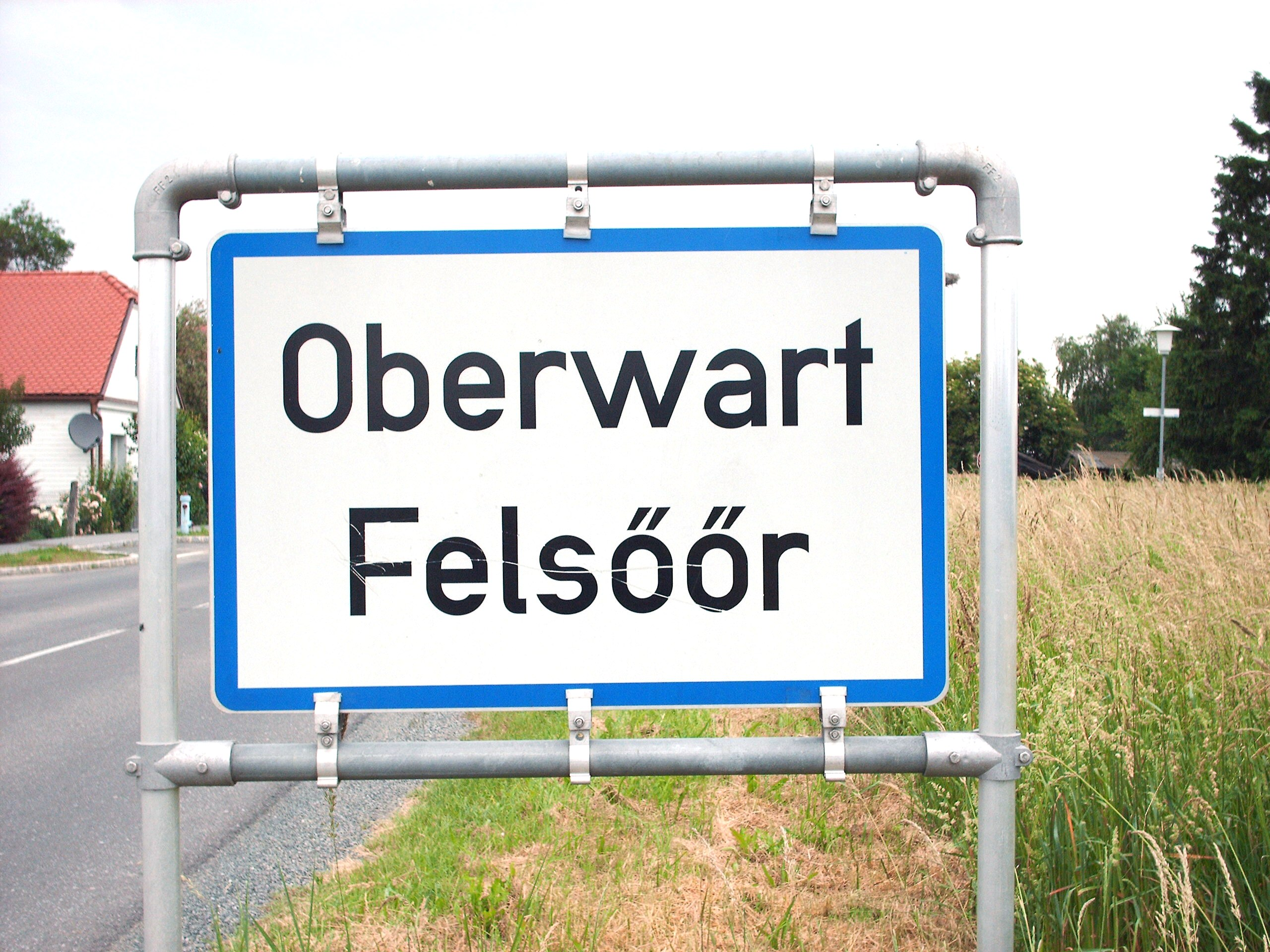
Zweisprachige Ortstafel in Oberwart (ungarisch Felsőőr) im Burgenland

Deutsch ist laut Artikel 8 der Bundesverfassung (Bundes-Verfassungsgesetz (B-VG) aus 1920) die Staatssprache der Republik Österreich. Das Österreichische (Standard-)Deutsch ist dabei eine hochsprachliche nationale Standardvarietät der plurizentrischen deutschen Sprache – unterscheidet sich in Wortschatz und Aussprache, aber auch durch grammatikalische Besonderheiten vom Hochdeutschen in Deutschland, aber auch der Schweiz. Das Österreichische Wörterbuch, in dem der Wortschatz zusammengefasst ist, wurde 1951 vom Unterrichtsministerium initiiert, steht seitdem als amtliches Regelwerk über dem Duden und ist für Behörden als auch den Schulunterricht bindend.
Anders als in Deutschland und ähnlich wie in der Deutschschweiz ist Mutter- und Umgangssprache eines Großteils (88,6 %) der österreichischen Staatsbürger nicht Standarddeutsch, sondern einer der vielen oberdeutschen Dialekte. Sieben Millionen Österreicher sprechen einen mittel- oder südbairischen Dialekt bzw. eine von diesen Dialekten beeinflusste Umgangssprache, in Vorarlberg und dem Tiroler Außerfern herrschen alemannische Mundarten vor. Regionale Dialekte sind außerdem mit Ausdrücken aus benachbarten nichtdeutschen Sprachen durchwoben (so hatte vor allem Tschechisch – neben anderen Sprachen – einen Einfluss auf den Wiener Dialekt). Auch die Verwendung französischer Begriffe am Wiener Hof hatte Einfluss auf einige, vor allem früher benutzte Begriffe (z. B.: „Trottoir“ für Gehsteig).
Die autochthonen Volksgruppen der Kroaten im Burgenland, der Kärntner Slowenen, der Slowenen in der Steiermark und der Ungarn in Österreich haben Anspruch auf muttersprachlichen Schulunterricht und Behördenverkehr. Burgenlandkroatisch und Slowenisch sind zusätzliche Amtssprachen in den Verwaltungs- und Gerichtsbezirken der Steiermark, des Burgenlandes und Kärntens mit kroatischer oder slowenischer bzw. gemischter Bevölkerung. Weiters ist in einigen Gemeinden des Burgenlandes Ungarisch neben Deutsch gleichberechtigte Amtssprache.
Auch Romanes, die Sprache der Volksgruppe der Roma, ist eine staatlich anerkannte Minderheitensprache. Ebenso verhält es sich mit Tschechisch und Slowakisch. Die österreichische Gebärdensprache ist verfassungsrechtlich anerkannt.
Siehe auch: Slowenen in Österreich, Burgenlandkroaten, Burgenlandungarn, Burgenlandroma, Roma in Österreich sowie Tschechen in Wien.

### Religionen
| Jahr | Gesamt- bevölkerung | Katholiken | Anteil | Evangelische A.B. und H.B. | Anteil | Islam   | Anteil | konfessionslos | Anteil  | andere / unbekannt | Anteil |
| ---- | ------------------- | ---------- | ------ | -------------------------- | ------ | ------- | ------ | -------------- | ------- | ------------------ | ------ |
| 1951 | 6.933.905           | 6.170.084  | 89,0 % | 429.493                    | 6,2 %  | —       | —      | 264.014        | 3,8 %   | 70.314             | 1,0 %  |
| 1961 | 7.073.807           | 6.295.075  | 89,0 % | 438.663                    | 6,2 %  | —       | —      | 266.009        | 3,8 %   | 74.060             | 1,0 %  |
| 1971 | 7.491.526           | 6.548.316  | 87,4 % | 447.070                    | 6,0 %  | 022.267 | 0,3 %  | 321.218        | 4,3 %   | 152.655            | 2,0 %  |
| 1981 | 7.555.338           | 6.372.645  | 84,3 % | 423.162                    | 5,6 %  | 076.939 | 1,0 %  | 452.039        | 6,0 %   | 230.553            | 3,0 %  |
| 1991 | 7.795.786           | 6.081.454  | 78,0 % | 389.800                    | 5,0 %  | 158.766 | 2,0 %  | 672.251        | 8,6 %   | 494.596            | 6,4 %  |
| 2001 | 8.032.926           | 5.915.421  | 73,6 % | 376.150                    | 4,7 %  | 338.988 | 4,2 %  | 963.263        | 12,0 %0 | 439.104            | 5,5 %  |

| Jahr | Gesamt- bevölkerung | Katholiken | Anteil  | Evangelische A.B. und H.B. | Anteil | Islam   | Anteil | konfessionslos | Anteil | andere / unbekannt | Anteil |
| ---- | ------------------- | ---------- | ------- | -------------------------- | ------ | ------- | ------ | -------------- | ------ | ------------------ | ------ |
| 2012 | 8.408.100           | 5.360.000  | 63,75 % | —                          | —      | 573,876 | 6,60 % | —              | —      | —                  | —      |
| 2016 | 8.700.500           | 5.160.000  | 59,30 % | —                          | —      | 700.000 | 8,05 % | —              | —      | —                  | —      |
| 2017 | 8.772.900           | 5.110.000  | 58,25 % | 297.838                    | 3,4 %  | —       | —      | —              | —      | —                  | —      |
| 2018 | 8.822.267           | 5.050.000  | 57,24 % | 297.597                    | 3,3 %  | —       | —      | —              | —      | —                  | —      |
| 2021 | 8.935.800           | 4.933.300  | 55,2 %  | 340.300                    | 3,8 %  | 745.600 | 8,3 %  | 1.997.700      | 22,4 % | 919.000            | 10,3 % |

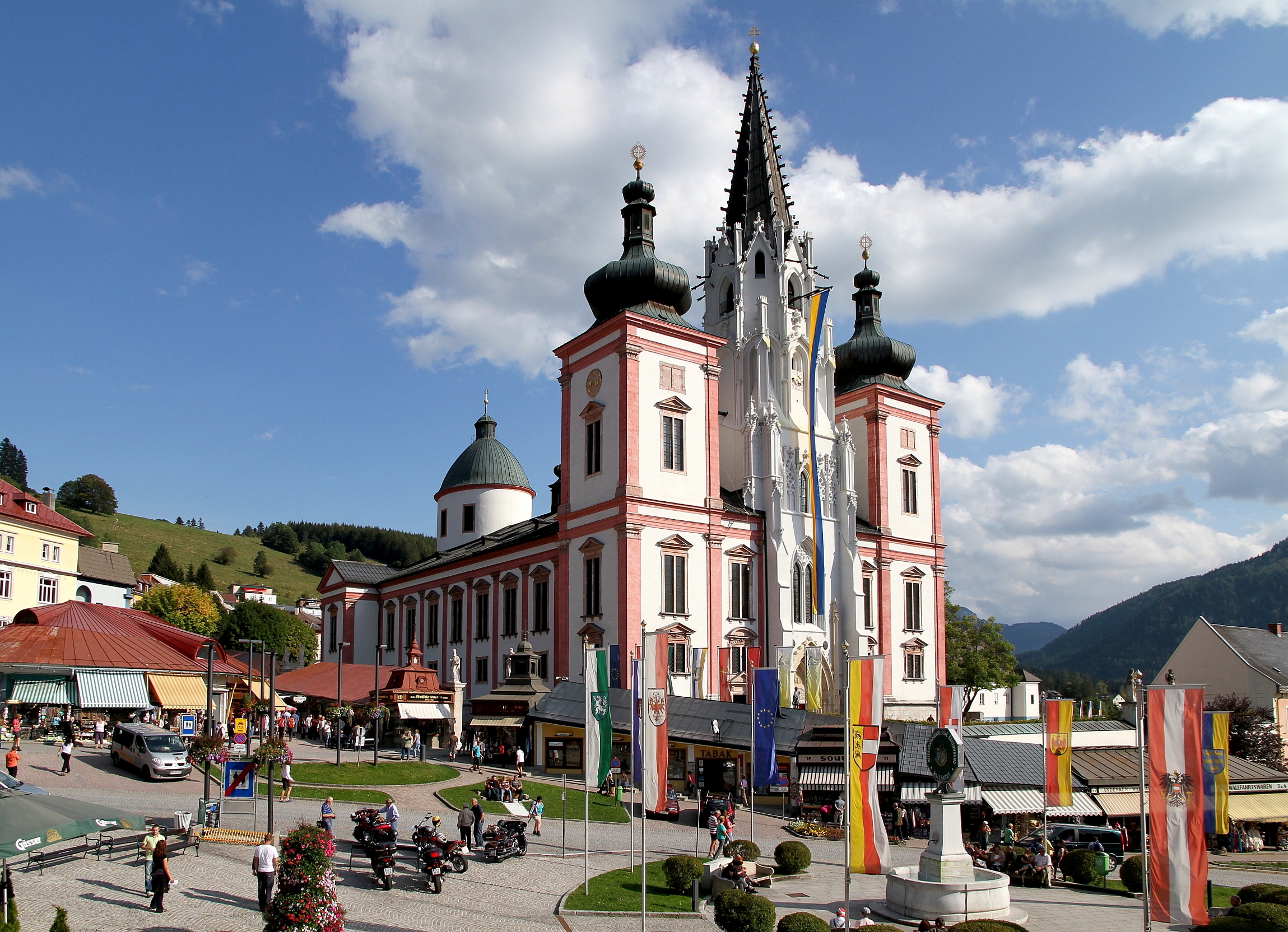
Die Basilika von Mariazell, Österreichs bedeutendster katholischer Pilgerort

Bei den Volkszählungen von 1951 bis 2001 wurde die Religionszugehörigkeit als Selbstangabe erhoben. Seit der Umstellung auf Registerzählungen wird die Religionszugehörigkeit nicht mehr erfasst. Im Jahr 2021 führte Statistik Austria im Auftrag des Bundeskanzleramts eine freiwillige Erhebung über „Religionszugehörigkeit der Bevölkerung in Privathaushalten“ durch.
Nach der Volkszählung 2001 bekannten sich 73,6 % der Bevölkerung zur römisch-katholischen und 4,7 % zu einer der evangelischen Kirchen (Protestantismus; überwiegend Augsburger Bekenntnis, seltener Helvetisches Bekenntnis). Etwa 180.000 Christen, das sind 2,2 % der österreichischen Bevölkerung, waren Mitglieder orthodoxer Kirchen. Zur Altkatholischen Kirche bekannten sich etwa 15.000 Gläubige, das sind rund 0,2 % der Bevölkerung.
Wie in Deutschland sind die Mitgliederzahlen der Volkskirchen rückläufig, Ende 2016 betrug der Anteil der Katholiken mit 5,16 Millionen von 8,77 Millionen nur mehr 58,8 % und hat damit den Zwei-Drittel-Anteil an der österreichischen Bevölkerung innerhalb weniger Jahre deutlich unterschritten. Relativ war der Rückgang bei den kleineren evangelischen Kirchen größer, nur noch 3,4 % bekannten sich im Jahr 2016 als Mitglied zu einer der evangelischen Kirchen. Die Zahl Orthodoxer Christen im Land steigt.
Die größte nicht-christliche Glaubensgemeinschaft in Österreich ist der Islam, der seit 1912 anerkannte Religionsgemeinschaft ist. Bei der Volkszählung von 2001 bekannten sich rund 340.000 Personen, das waren 4,3 %, zum muslimischen Glauben – nach Angaben des Integrationsfonds waren es im Jahr 2009 515.914 Gläubige, was einem Anteil von 6,2 % an der Gesamtbevölkerung entspricht. Nach übereinstimmenden Schätzungen von Innenministerium und Österreichischem Integrationsfonds lebten Anfang 2017 rund 700.000 Muslime in Österreich. Die Zahl stieg vor allem durch Migranten, Geburten sowie Flüchtlinge aus dem arabischen Raum stark. 34,6 % der österreichischen Muslime haben laut einer Studie aus dem Jahr 2017 „hochfundamentalistische“ Einstellungen.

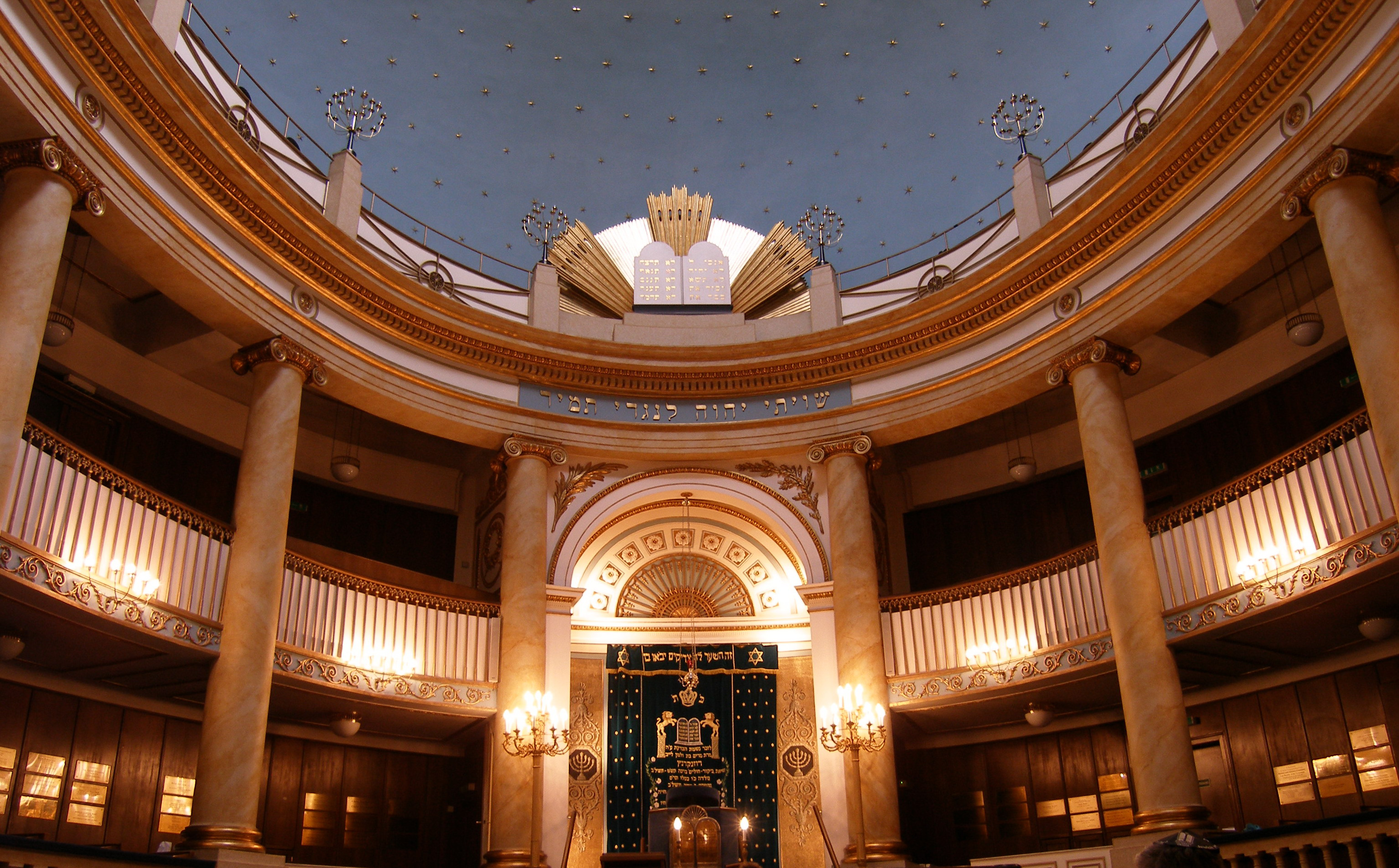
Der Wiener Stadttempel, die einzige erhaltene historische Synagoge Wiens, ist Zentrum der Israelitischen Kultusgemeinde

Zum Judentum bekennen sich etwa 8.140 Menschen. Die überwiegende Mehrheit davon, rund 7.000, lebt in Wien. Nach Angaben der Israelitischen Kultusgemeinde Wien sind es österreichweit 15.000.
Zum Buddhismus, der in Österreich 1983 als Religionsgemeinschaft anerkannt wurde, bekennen sich etwas über 10.000 Menschen. Zum Hinduismus, der in Österreich als „eingetragene religiöse Bekenntnisgemeinschaft“ gilt, bekennen sich laut Volkszählung 2001 3.629 Personen.
20.000 Personen sind aktive Mitglieder der Zeugen Jehovas. Ihre gesetzliche Anerkennung als Religionsgemeinschaft wurde 2009 beschlossen.
Etwa 12 % der Bevölkerung (rund eine Million Personen) gehören nach der letzten Erhebung im Jahr 2001 keiner der in Österreich gesetzlich anerkannten Religionsgemeinschaften an. Schätzungen zufolge lag die Zahl der Atheisten und Agnostiker 2005 bei 18 % bis 26 % (1.471.500 bis 2.125.500 Personen).
Laut einer repräsentativen Umfrage des Eurobarometers glaubten im Jahr 2005 54 % der Menschen in Österreich an Gott, 34 % glaubten, dass es eine andere spirituelle Kraft gibt. 8 % Prozent der Befragten glaubten weder an einen Gott noch an eine andere spirituelle Kraft, 4 % der Befragten waren unentschlossen.
Siehe auch
- Geschichte des Christentums in Österreich, Anerkannte Religionsgemeinschaften in Österreich, Religionsfreiheit in Österreich
- Römisch-katholische Kirche in Österreich, Evangelische Kirche A.B. in Österreich, Evangelische Kirche H.B. in Österreich, Evangelische Kirche A. u. H. B. in Österreich, Altkatholische Kirche Österreichs, Baptisten in Österreich, Evangelisch-methodistische Kirche in Österreich, Judentum in Österreich, Buddhismus in Österreich, Hinduismus in Österreich
- Islam in Österreich
- Atheistische Religionsgesellschaft in Österreich

### Identität
Aufgrund von politischen, sprachlich-kulturellen und ideologischen Bedingungen, derentwegen Österreich seit dem Mittelalter als Teil einer deutschen Identität aufgefasst wurde, vollzog sich die abschließende Entwicklung eines eigenständigen österreichischen Nationalbewusstseins erst nach dem Zweiten Weltkrieg.
Bis Anfang des 19. Jahrhunderts existierte kein nationales Identitätsbewusstsein im modernen Sinn. Während für die „unteren“ Bevölkerungsschichten nur lokale Bindungen eine Rolle spielten, lagen bei den Eliten verschiedene, kaum miteinander konkurrierende Identitätsebenen in Gemengelage.
Der Begriff „österreichische Nation“ hat sich als Bezeichnung für kollektive kulturelle, soziale, historische, sprachliche und ethnische Identitäten, die sich auf dem Gebiet der Republik Österreich entwickelt und die zu einem Zusammengehörigkeitsgefühl der österreichischen Bevölkerung geführt haben, eingebürgert. Erste österreichische Wir-Identitäten entstanden bereits im Frühmittelalter. Zur Zeit der Habsburgermonarchie bis 1918 konzentrierte sich die kollektive Identifikation hauptsächlich auf die Dynastie beziehungsweise den Monarchen sowie auf kulturelle Eigenschaften, die als deutsch empfunden wurden. In diesem Zusammenhang sieht Ernst Bruckmüller den Ansatz für die Entwicklung „zweier deutscher Nationen“. Dieses Dilemma führte nach dem Zusammenbruch der Monarchie schließlich zu einer „fundamentalen kollektiven Identitätskrise“, die als Mitgrund für das Scheitern der Ersten Republik verstanden wird und die schließlich auch zum „Anschluss“ an das Deutsche Reich 1938 führte.
Bald nach dem „Anschluss“ und während des Krieges begann sich jedoch in manchen Gesellschaftsteilen eine österreichische Identität zu entwickeln, die vor allem durch Oppositionshaltungen zum NS-Regime und im Hinblick auf die Kriegsniederlagen zu erklären ist. Eine wichtige Identifikationsrolle bildete daher der österreichische Widerstand gegen den Nationalsozialismus. Mit Bezugnahme auf diesen Sinneswandel prägte der Berliner Politologe Richard Löwenthal den Spruch: „Die Österreicher wollten Deutsche werden – bis sie es dann wurden.“
Auf breiter Basis entwickelte sich das österreichische Nationalbewusstsein jedoch erst nach dem Kriegsende. Dazu trugen auch politische und gesellschaftliche Erfolge wie der Abschluss des Staatsvertrages und der Wirtschaftsaufschwung der 1960er Jahre bei. Heute ist das Vorhandensein einer österreichischen Nation, beziehungsweise eines österreichischen Volkes, überwiegend anerkannt.

### Gleichberechtigung der Geschlechter
Die Gleichberechtigung von Männern und Frauen ist in der Bundesverfassung in Art. 7 Abs. 1 B-VG festgeschrieben.
Historisch entstandene Ausnahmen sind die Wehrpflicht, die nur für Männer gilt, und die Pensionsregelung. Frauen dürfen in Österreich derzeit noch fünf Jahre früher in Altersruhestand gehen als Männer (Ausnahme: Beamtenruhestand). Da dies laut Urteil des österreichischen Verfassungsgerichtshofes dem Gleichheitsgrundsatz widerspricht, wurde beschlossen, das Pensionsantrittsalter der Frauen bis zum Jahr 2033 schrittweise an jenes der Männer (65 Jahre) anzupassen.
In fast allen Bereichen ist das Durchschnittseinkommen von Frauen geringer als das Durchschnittseinkommen von Männern (Ausnahme: Beamte). Im Jahr 2020 lag der Gender-Pay-Gap bei 18,9 % und damit deutlich über dem EU-Schnitt von 13 %. Dies ist unter anderem darauf zurückzuführen, dass viele Frauen früher in Ruhestand gehen, einer Teilzeitarbeit nachgehen oder sich der Kindererziehung widmen und daher Aufstiegschancen nicht wahrnehmen. Die außerfamiliäre Kinderbetreuung ist aufgrund des Föderalismus sehr unterschiedlich und so in Teilen des Landes mit der vollen Berufstätigkeit beider Elternteile nicht immer vereinbar. So ist das Gender-Pay-Gap etwa in Vorarlberg zweieinhalb mal so hoch wie in Wien.
Die Tariflöhne in Österreich sind für beide Geschlechter gleich. Im Jahr 2021 waren 76,7 % der Männer und 68,1 % der Frauen erwerbstätig, seit 2021 sind erstmals rund 40 % der Abgeordneten im österreichischen Nationalrat weiblich.
Auf dem internationalen Gender Inequality Index der Vereinten Nationen von 2016 lag Österreich eher oben im geschlechtergerechten Feld auf Platz 24 aber 19 Plätze schlechter als noch 2014. 2022 lag Österreich auf Platz 22 von 193 Plätzen.

## Geschichte

### Urgeschichte bis 15 v. Chr.

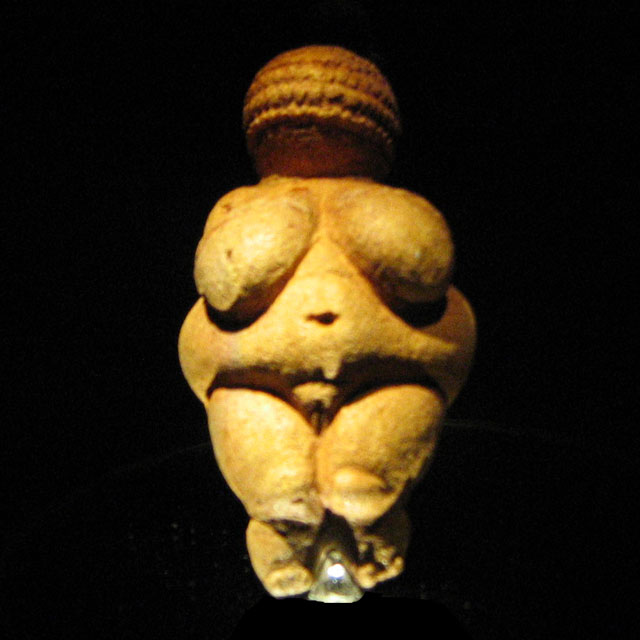
Die jungpaläolithische „Venus von Willendorf“ ist eine der ältesten Figurinen der Welt (Naturhistorisches Museum Wien)

Die ältesten Spuren der Anwesenheit von Menschen in Österreich gehören dem Mittelpaläolithikum, der Zeit der Neandertaler, an. Der Fundort mit den ältesten Spuren ist die Repolusthöhle in der Steiermark. Viele weitere Fundstellen liegen in Niederösterreich, die bekanntesten befinden sich in der Wachau – darunter auch die Fundorte der beiden ältesten österreichischen Kunstwerke, die figürlichen Frauendarstellungen der Venus vom Galgenberg und der Venus von Willendorf.
Nach der schrittweisen Besiedelung aller Regionen Österreichs in der Jungsteinzeit, und damit des Übergangs von bis dahin bestehenden Kulturen der Jäger, Sammler und Fischer zu bäuerlichen Dorfkulturen, steht die Kupfersteinzeit im Zeichen der Erschließung von Rohstoffvorkommen, vor allem Kupfer. Aus dieser Zeit stammt der Fund der berühmten Gletschermumie Ötzi im österreichisch-italienischen Grenzgebiet.
Während der Bronzezeit zwischen dem 3. und dem 1. Jahrtausend vor Christus wurden immer größere Handelszentren und auch Befestigungen, vorwiegend in Rohstoff-Abbaugebieten, errichtet. Im Umkreis von Hallstatt begann die systematische Gewinnung von Salz. Nach diesem Ort ist auch die ältere Periode der Eisenzeit, die Hallstattzeit, benannt. Die jüngere Eisenzeit, auch Latènezeit genannt, steht im Zeichen der Kelten, welche im Süden und Osten des heutigen Österreich das erste Staatsgebilde errichteten – das Königreich Noricum, eine Allianz aus dreizehn keltischen Stämmen. Der Westen wurde zu dieser Zeit von Rätern besiedelt.

### Römische Provinz und Völkerwanderung 15 v. Chr. bis 700 n. Chr.

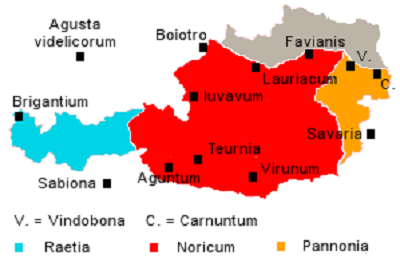
Römische Provinzen und Orte auf dem Gebiet des heutigen Österreichs

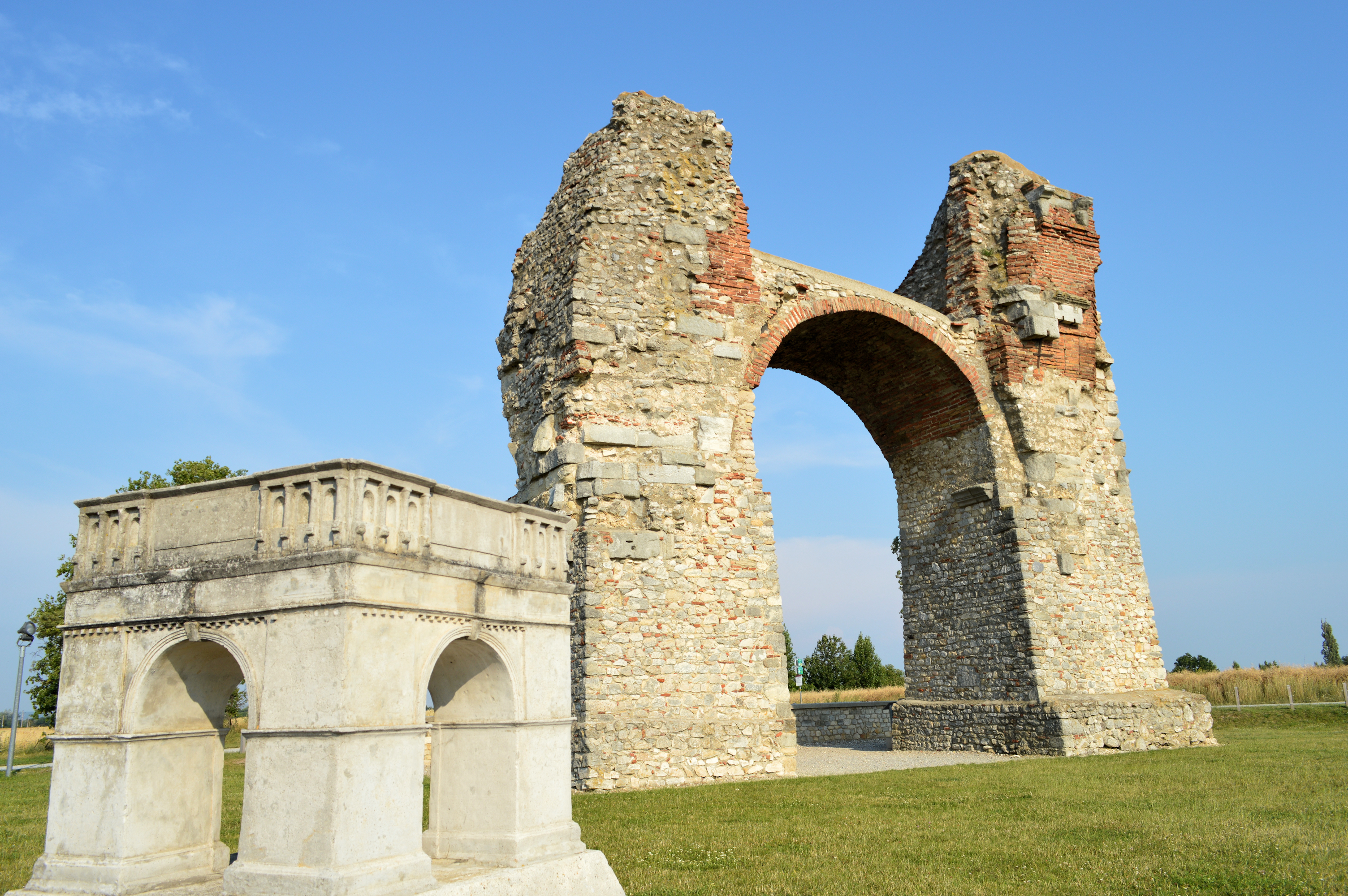
Römisches Heidentor samt Modell des Originalzustands bei Petronell-Carnuntum

Der größte Teil des heutigen österreichischen Staatsgebiets wurde um 15 v. Chr. vom Römischen Reich besetzt. Der römische Kaiser Claudius richtete während seiner Herrschaft (41–54 n. Chr.) die römische Provinz Regnum Noricum ein, deren Grenzen einen Großteil des heutigen Österreich umfassten. Die östlich von Vindobona (dem heutigen Wien) gelegene Stadt Carnuntum war die größte römische Stadt, weitere wichtige Orte waren Virunum (nördlich des heutigen Klagenfurt) und Teurnia (nahe Spittal an der Drau).
Im 2. Jahrhundert n. Chr. verstärkte sich die Völkerwanderung und der langsame Niedergang des römischen Reiches. Nach kontinuierlicher Bedrängung der Provinz Noricum durch die Goten und andere germanische Völker, begann ab dem 6. Jahrhundert die Besiedlung des Gebiets. Vom Osten bis zur Enns siedelten die als Khaghanat organisierten Awaren sowie im Süden die Slawen als Karantanische Fürsten. Vom Westen bis zur Enns siedelten die zunehmend christianisierten und als Stammesherzogtum unter den Franken organisierten Bajuwaren sowie im heutigen Vorarlberg die Alamannen.

### Frankenreich und Heiliges Römisches Reich 700–1806
Im 8. Jahrhundert wurden zunehmend die großen Gebiete der Slawen und Awaren im Süden und Osten des heutigen Österreichs und darüber hinaus nach Pannonien, vom Frankenreich erobert. Das eroberte slawische Karantanien kam unter bairische Kontrolle, als Teil der Marcha orientalis, dem Ostland der bairischen Stammesherzöge. 805 wurden durch Karl den Großen die eroberten awarischen Gebiete als Awarenmark (Avaris) zusammengefasst und deren awarischen Fürsten dem Präfekten der Mark des bairischen Ostlandes unterstellt, mit Sitz zunächst in Lorch und später Oberpannonien der untergeordneten Donaugrafschaften unterhalb der Enns bis zur Raab (dem heutigen Niederösterreich und östlich angrenzendem Donaugebiet). 828 wurden fränkische Grafschaften anstatt des bestehenden awarischen und slawischen Fürstentum in der Mark etabliert. Das neue Gebiet wurde in Folge durch die Bajuwaren (Baiern) und Franken besiedelt, und die Christianisierung, von u. a. zu diesem Zweck 798 gegründeten Erzdiözese Salzburg sowie Diözese Passau aus, vorangetrieben und damit die Keimzelle des späteren Österreich gelegt.
Allerdings ging 907 dieses Gebiet an die Magyaren verloren und erst nach der Schlacht auf dem Lechfeld 955 konnte sich das ostfränkische Reich in dem Gebiet behaupten. Damit konnte hier eine neue Welle bajuwarischer Siedlungstätigkeit beginnen.
Das zurückeroberte Gebiet wurde dann 976 gefestigt durch die Gründung des ältesten Herzogtum auf dem Boden des heutigen Österreichs, dem Herzogtum Kärnten, und der Übertragung der übrigen bairischen Marcha orientalis als Markgrafschaft durch Kaiser Otto II. an Luitpold, den Stammvater der später „Babenberger“ genannten Dynastie. Die älteste bekannte schriftliche Nennung des Namens „Ostarrichi“ stammt aus einem in Bruchsal verfassten Dokument vom 1. November 996. Darin ist eine Schenkung Kaiser Ottos III. an den Bischof von Freising in Neuhofen an der Ybbs „in der gewöhnlich Ostarrichi genannten Region“ („regione vulgari vocabulo Ostarrichi“) festgehalten. Diese Urkunde wird heute im Bayerischen Hauptstaatsarchiv in München aufbewahrt. Aussprache und Schreibweise wandelten sich später zu „Österreich“. Das Gebiet wurde auch als Ostland (lat. „Austria“) oder Osterland bekannt.
Die Markgrafschaft Österreich wurde am 8. September 1156 von Kaiser Friedrich I. (Barbarossa) auf dem Hoftag in Kreuzhof bei Regensburg zu einem eigenständigen, von Bayern unabhängigen Herzogtum Österreich erhoben. Damit beginnt die eigentliche Geschichte Österreichs als selbständiges Territorium innerhalb des Heiligen Römischen Reiches.

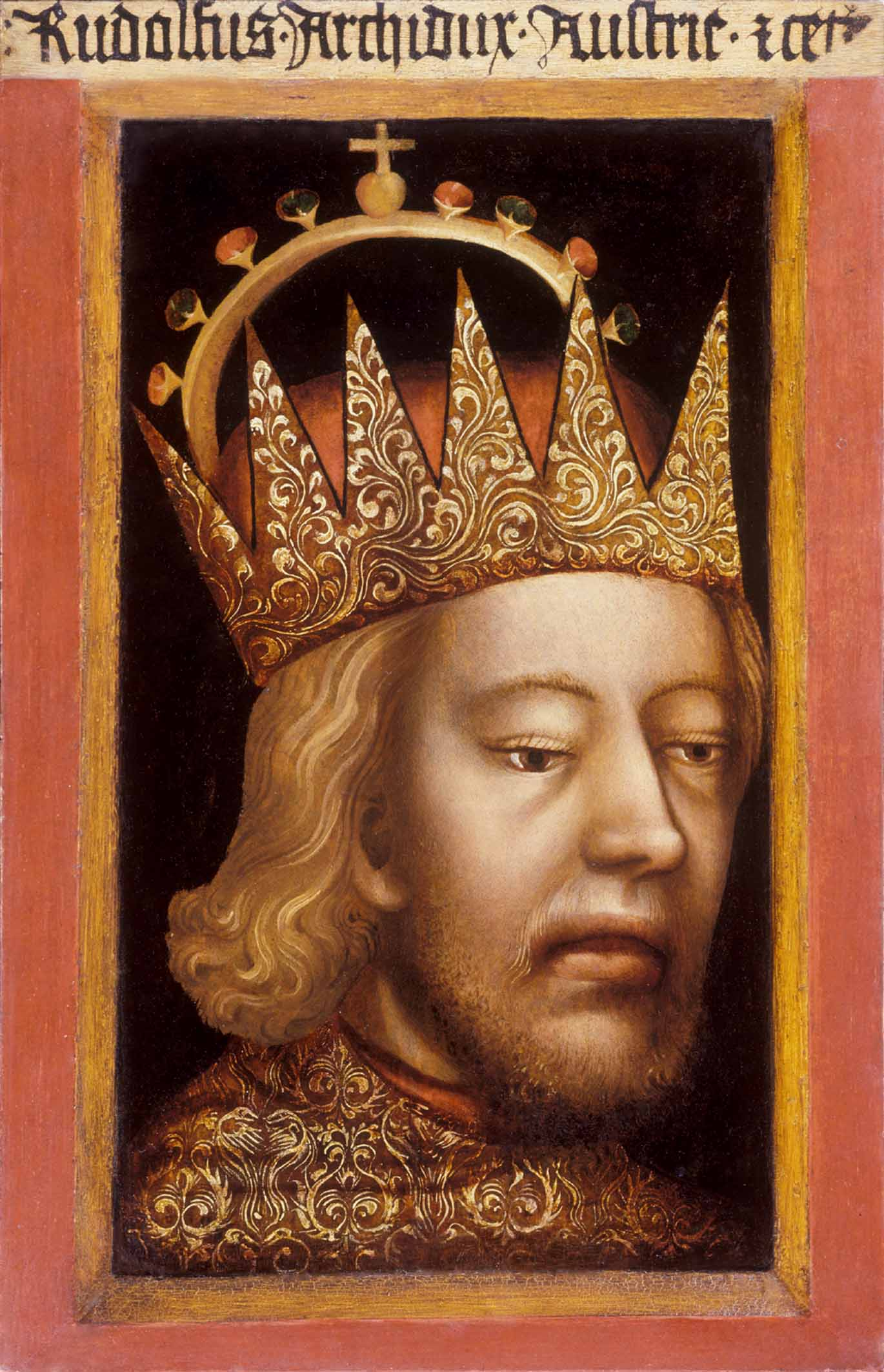
Rudolf IV. aus dem Hause Habsburg begründete das Erzherzogtum Österreich (Dom Museum Wien)

Den Babenbergern folgte 1251 Ottokar II. Přemysl aus dem Geschlecht der Přemysliden, der 1282 von den Habsburgern abgelöst wurde. Um ihren Rang zu betonen und ihre Dynastie den Kurfürsten des Heiligen Römischen Reichs gleichzustellen, machte Rudolf IV. sein Herzogtum Österreich durch das gefälschte Privilegium Maius (1358/59; lat. maius „größer“, Komparativ zu magnus „groß“) zum Erzherzogtum Österreich. 1365 gründete Rudolf IV. auch die Universität Wien. Die Habsburger dehnten ihr Herrschaftsgebiet bis 1526 weiter aus und wurden zum Machtfaktor im Heiligen Römischen Reich. Schon die späten Babenberger hatten die Steiermark mit Österreich verbinden können, die Habsburger schufen davon ausgehend mit der Erwerbung Kärntens, Tirols, Krains und anderer Gebiete einen Länderkomplex in den Ostalpen, der Herrschaft zu Österreich genannt wurde. Ab 1438 besaß die Dynastie fast durchgehend die römisch-deutsche Königs- und die damit verbundene Kaiserwürde. Ein Teil des Herrschaftsgebiets waren die Vorlande oder auch Vorderösterreich genannt.

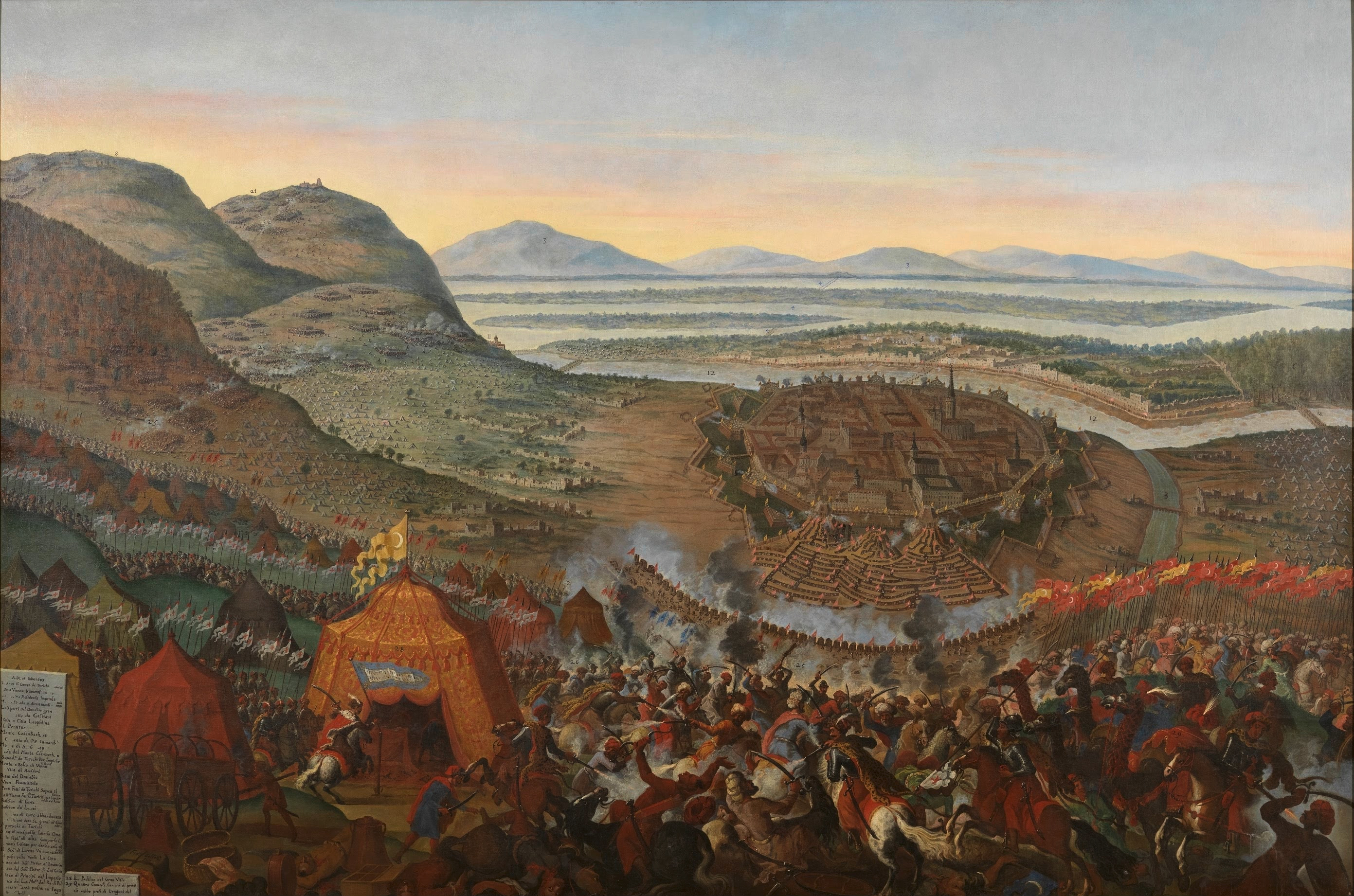
Frans Geffels: „Entsatzschlacht von Wien 1683“ (Wien Museum), die zweite, erfolgreich abgewehrte Wiener Türkenbelagerung, die Österreich zur Großmacht machte

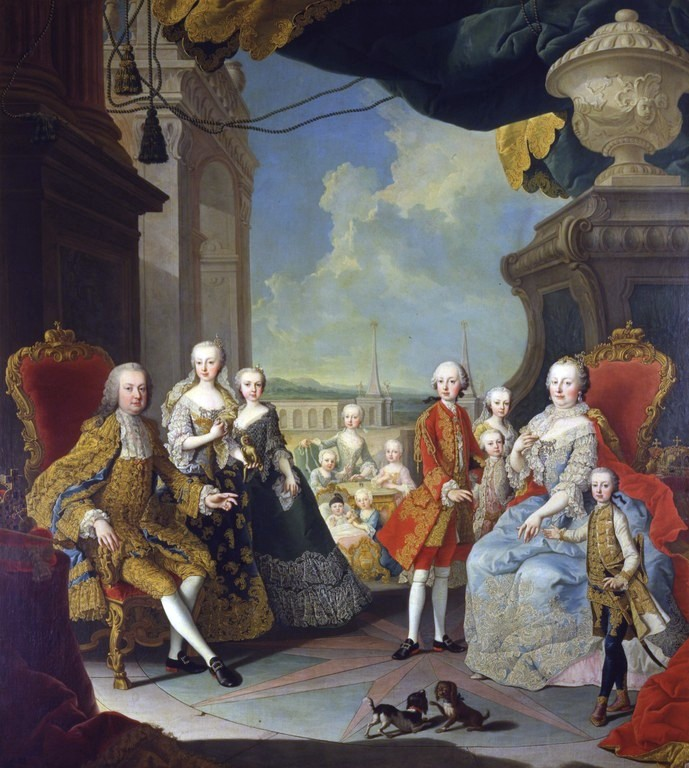
Martin van Meytens: „Die Kaiserliche Familie“, 1754 (Schloss Schönbrunn): Kaiser Franz I. Stephan von Lothringen und Kaiserin Maria Theresia im Kreise ihrer Familie

Vom späten 15. Jahrhundert bis 1690 waren die habsburgischen Länder ständigen Angriffen des Osmanischen Reichs ausgesetzt, das von Ungarn aus westwärts strebte. Nach der Abwehr der Zweiten Wiener Türkenbelagerung von 1683 wurden die kriegerischen Erfolge, unter anderem des Prinzen Eugen von Savoyen, im Kampf gegen die Türken im Frieden von Karlowitz und im Frieden von Passarowitz bestätigt, darüber hinausgehende Erwerbungen wurden im Frieden von Belgrad jedoch wieder rückgängig gemacht.
Die Reformation der Kirche konnte sich anfangs schnell durchsetzen, wurde aber im Laufe des 17. Jahrhunderts zurückgedrängt, was von den damaligen Habsburgern als wichtige Aufgabe gesehen wurde. 1713 wurde mit der Pragmatischen Sanktion erstmals ein für alle habsburgischen Länder gleichermaßen gültiges Grundgesetz in Kraft gesetzt. Es wurde (erstmals) festgelegt, dass nach dem absehbaren Aussterben der Herrscherdynastie in männlicher Linie die Erbfolge über die weibliche Linie zu erfolgen habe. Daraus ergab sich, dass die Tochter Kaiser Karls VI., Maria Theresia, ihm als Monarchin der Habsburgischen Erblande folgen konnte und damit den Töchtern seines älteren Bruders Joseph vorgezogen wurde. Im Österreichischen Erbfolgekrieg konnte Maria Theresia, die mit Franz I. Stephan von Lothringen das neue Haus Habsburg-Lothringen begründete, die Erbländer großteils für sich behaupten. Als Preußen und Russland im 18. Jahrhundert Polen aufteilten, erhielt Österreich Galizien zugesprochen.
Franz II. gründete 1804 das Kaisertum Österreich und nahm als Franz I. den Titel Kaiser von Österreich an, um die Gleichrangigkeit mit dem neuen französischen Kaiser zu wahren. 1806 legte er dann unter dem Druck Napoleons die Kaiserkrone des Heiligen Römischen Reiches Deutscher Nation nieder, womit dieses zu bestehen aufhörte.

### Kaisertum Österreich (1804–1867) und Doppelmonarchie Österreich-Ungarn (1867–1918)
Das neue Kaisertum Österreich war ein Vielvölkerstaat, in dem außer Deutsch auch Ungarisch, Italienisch, Tschechisch, Polnisch, Ukrainisch, Rumänisch, Kroatisch, Serbisch, Slowakisch und Slowenisch gesprochen wurde. Mit seinen vormals zum Heiligen Römischen Reich gehörenden Gebieten gehörte es ab 1815 zum Deutschen Bund, in dessen Bundesversammlung der österreichische Gesandte den Vorsitz führte. Salzburg fiel im Jahr 1816, nach mehrmaligem Besitzerwechsel, als Herzogtum an das Kaisertum Österreich, nachdem es seit 1328 ein eigenständiges geistliches Reichsfürstentum (Erzstift Salzburg) gewesen war.

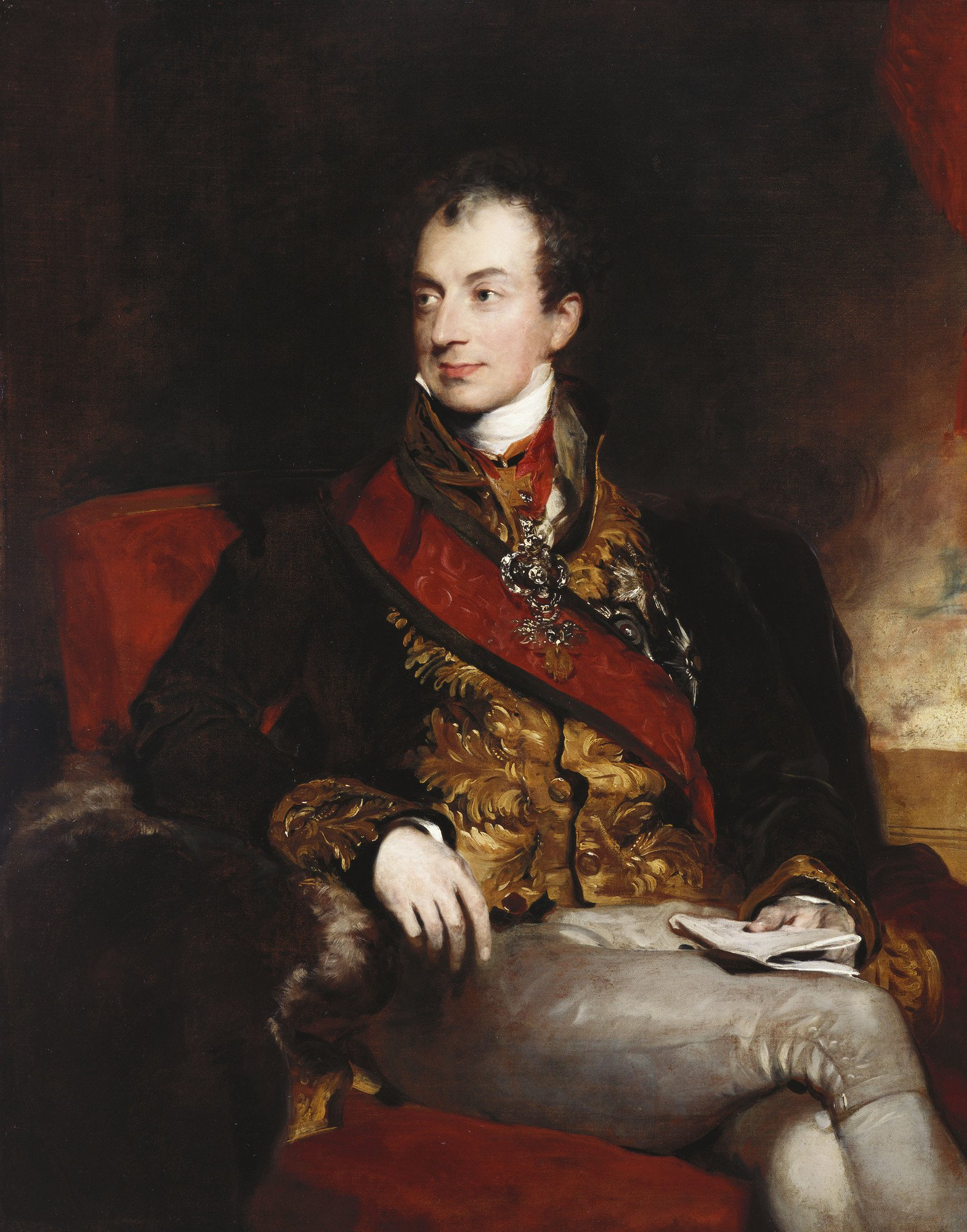
Metternich prägte Österreichs Außenpolitik und beeinflusste Europa für viele Jahre im 19. Jahrhundert

Leitender Politiker des österreichischen Biedermeiers war der Außenminister und spätere Staatskanzler Klemens Wenzel Lothar von Metternich. Ihm ging es darum, die Bevölkerung mit Zensur und Spitzelsystem zu kontrollieren, um mittels Restauration die alte Ordnung, die absolute Monarchie zu erhalten. Die gleichen Ziele hatten zu dem Zeitpunkt Preußen und Russland; gemeinsam gründeten diese drei Monarchien die Heilige Allianz. Andererseits fand in dieser Epoche auch die Industrialisierung Österreichs statt. 1837 verkehrte zwischen Floridsdorf bei Wien und Deutsch-Wagram die erste Dampfeisenbahn, erstes Teilstück der Nordbahn.

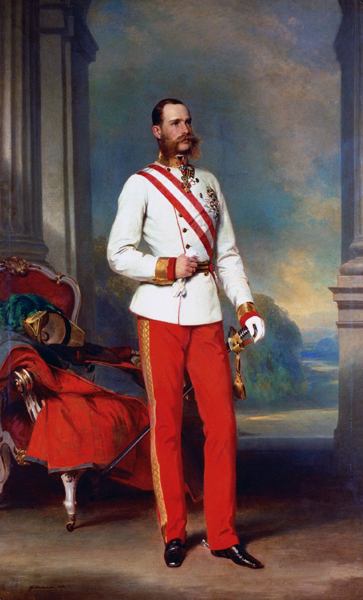
Unter der Herrschaft von Kaiser Franz Joseph I. (1848–1916) erlebte Österreich eine Blütezeit der Künste und Wissenschaften

In der Revolution des Jahres 1848 strebten die Völker der Monarchie nach Demokratie und Unabhängigkeit, Staatskanzler Metternich wurde verjagt. Nur die k. k. Armee unter Radetzky, Jelačić und Windisch-Graetz und die Hilfe der russischen Armee sicherten der Monarchie das Überleben. Am 2. Dezember 1848 löste auf Wunsch der Dynastie der 18-jährige Franz Joseph den kranken Kaiser Ferdinand I. auf dem Thron ab. Der unerfahrene neue Herrscher hielt 1849 Gericht über die aufständischen Ungarn und ließ ein Dutzend der höchsten ungarischen Heerführer hinrichten. 1851 hob er im Silvesterpatent die von ihm selbst oktroyierte Verfassung auf. Seine Popularität war in den ersten 20 Jahren seiner Regierung ausgesprochen gering.
Im Kampf um die Vormachtstellung im Deutschen Bund (Deutscher Dualismus) erzwang Preußen unter Bismarck eine Entscheidung im Sinn der kleindeutschen Lösung ohne Österreich. Im Deutschen Krieg 1866 unterlag Österreich, das den Deutschen Bund anführte, den Preußen in der Schlacht bei Königgrätz. Neben den süddeutschen Staaten standen auch das Königreich Sachsen und das Königreich Hannover im Deutschen Krieg auf der Seite Österreichs, die preußische Armee war jedoch in Führung und technischer Hinsicht überlegen. Der Deutsche Bund löste sich auf und Österreich spielte im weiteren deutschen Einigungsprozess keine Rolle mehr.
Bereits 1859 hatte Österreich nach der Schlacht von Solferino die Vorherrschaft in Norditalien verloren. Mit der Niederlage im Deutschen Krieg musste es 1866 auch noch Venetien an das mit Preußen verbündete Italien abtreten.
Der durch die Niederlagen politisch geschwächte Kaiser musste im Inneren tiefgreifende Reformen durchführen und seine (neo-)absolutistische Regierungsweise aufgeben. Gegen seinen zähen Widerstand erreichten seine Berater die Umwandlung in eine konstitutionelle Monarchie: mit dem auf das unzweckmäßige Oktoberdiplom 1860 folgenden Februarpatent 1861, mit dem der Reichsrat als Parlament geschaffen wurde.
Der mit Ungarn erzielte Ausgleich von 1867 beendete den Boykott des Staates durch die magyarische Aristokratie und führte zur Umwandlung des bisherigen Einheitsstaates in die österreichisch-ungarische Doppelmonarchie, eine Realunion. In Cisleithanien (ein Begriff der Bürokraten- und Juristensprache), der inoffiziell meist Österreich genannten westlichen Reichshälfte, wurde dies durch die Dezemberverfassung 1867, die bis 1918 in Kraft blieb, effektuiert.
Die durch den Ausgleich erfolgte Begünstigung der Magyaren, die in der Innenpolitik nun von Österreich weitestgehend unabhängig wurden, gegenüber den anderen Völkern der Monarchie heizte die Nationalitätenkonflikte weiter an. Während die Bestrebungen der tschechischen Nationalbewegung um einen Österreichisch-Tschechischen Ausgleich scheiterten, konkurrierten die slowakische Nationalbewegung und in geringerem Maße die von kroatischen Intellektuellen angeführte Illyrische Bewegung, die von Russland unterstützt wurde, mit der Magyarisierungspolitik der ungarischen Regierung.

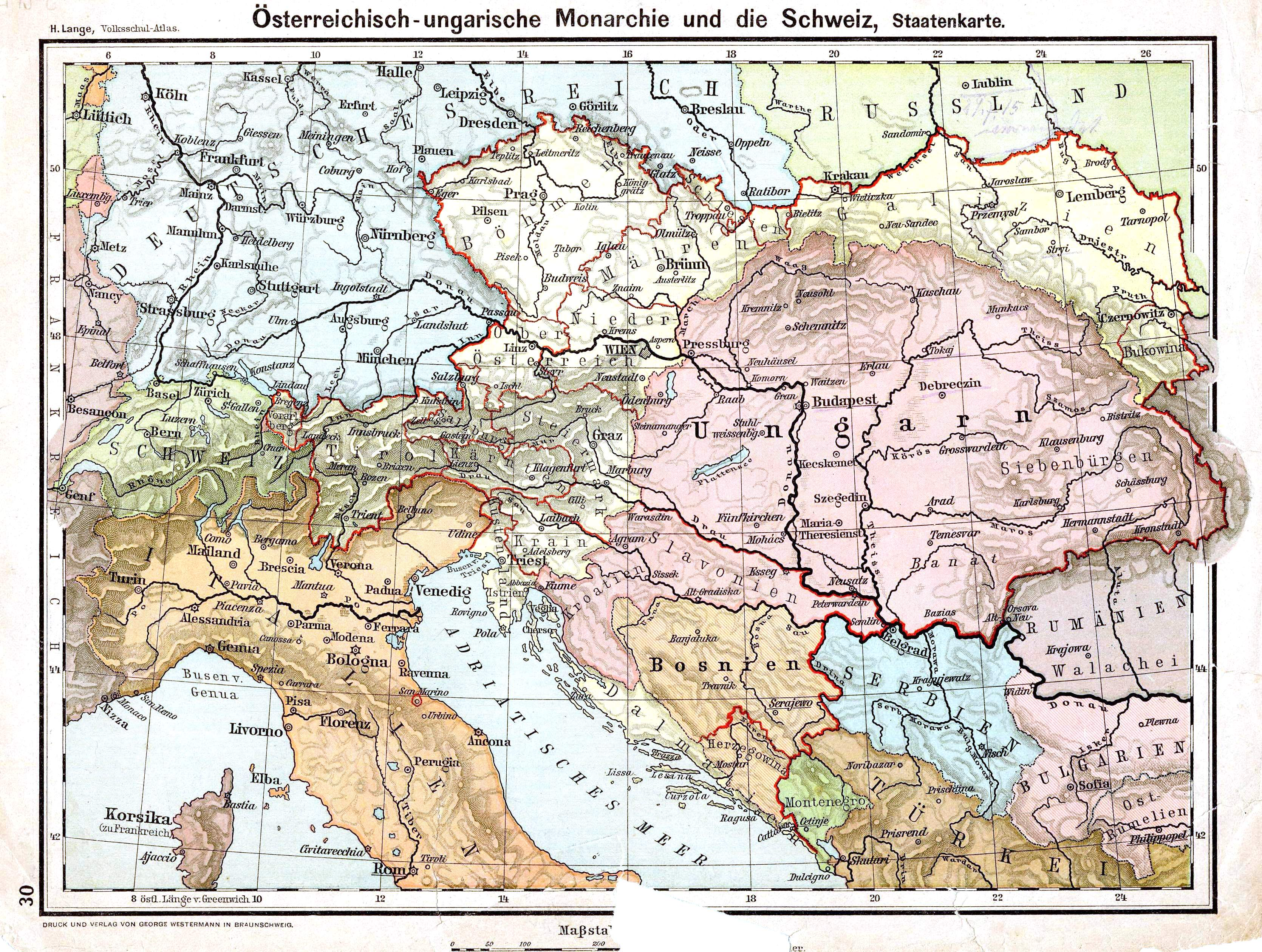
Österreich-Ungarn um 1899

In Österreich führten die nationalen Wünsche der einzelnen Völker zu einer politisch überaus schwierigen Situation. Im Reichsrat, dessen Männerwahlrecht sukzessive demokratisiert wurde, bestanden von den 1880er Jahren an nur kurzlebige Zweckbündnisse; tschechische Abgeordnete betrieben Obstruktionspolitik. Der Reichsrat wurde vom Kaiser deshalb oft monatelang vertagt. Die k.k. Regierungen wechselten häufig, eine Politik der kurzfristigen Aushilfen wurde zur Regel – Beobachter sprachen von Fortwursteln statt zielgerichteter Politik.
Nach dem erzwungenen Rückzug aus Deutschland und Italien hatten der Kaiser und seine außenpolitischen Berater Südosteuropa als neues Einflussgebiet erkoren. Mit der 1908 erfolgten Annexion des 1878 mit Zustimmung des Berliner Kongresses besetzten Bosnien, welche die Bosnische Annexionskrise auslöste, wurde Habsburg für viele politische Aktivisten auf dem Balkan zum Feind, der den nationalen Zusammenschluss behinderte. Außerdem trat die Monarchie dort in Konkurrenz zu Russland, das sich als Schirmherr aller Slawen bezeichnete.
Nach dem Attentat von Sarajevo führten die Altersschwäche des 84-jährigen Kaisers, die Selbstüberschätzung der „Kriegspartei“ in Wien und Budapest (aus späterer Sicht eine Clique von Kriegstreibern) und die parlamentslose Regierungssituation im Juli 1914 zur Kriegserklärung an Serbien, aus der auf Grund der „Automatik“ der europäischen Beistandspakte binnen einer Woche der später Erster Weltkrieg genannte Große Krieg entstand.  Die Niederlage der Doppelmonarchie, die im Herbst 1918 unausweichlich wurde, führte zu ihrem Ende. Mit 31. Oktober 1918 trat das Königreich Ungarn aus der Realunion mit Österreich aus. Parallel dazu teilte sich Cisleithanien ohne Mitwirkung von Kaiser, k.k. Regierung oder Reichsrat auf: in die neuen Staaten Deutschösterreich und Tschechoslowakei; in Gebiete, die sich mit solchen außerhalb Österreich-Ungarns zu den neuen Staaten Polen und SHS-Staat konstituierten und in solche, die auf Grund des Ausgangs des Krieges anderen Nachbarstaaten (Italien, Rumänien) einverleibt wurden.

### Gründung der Republik 1918

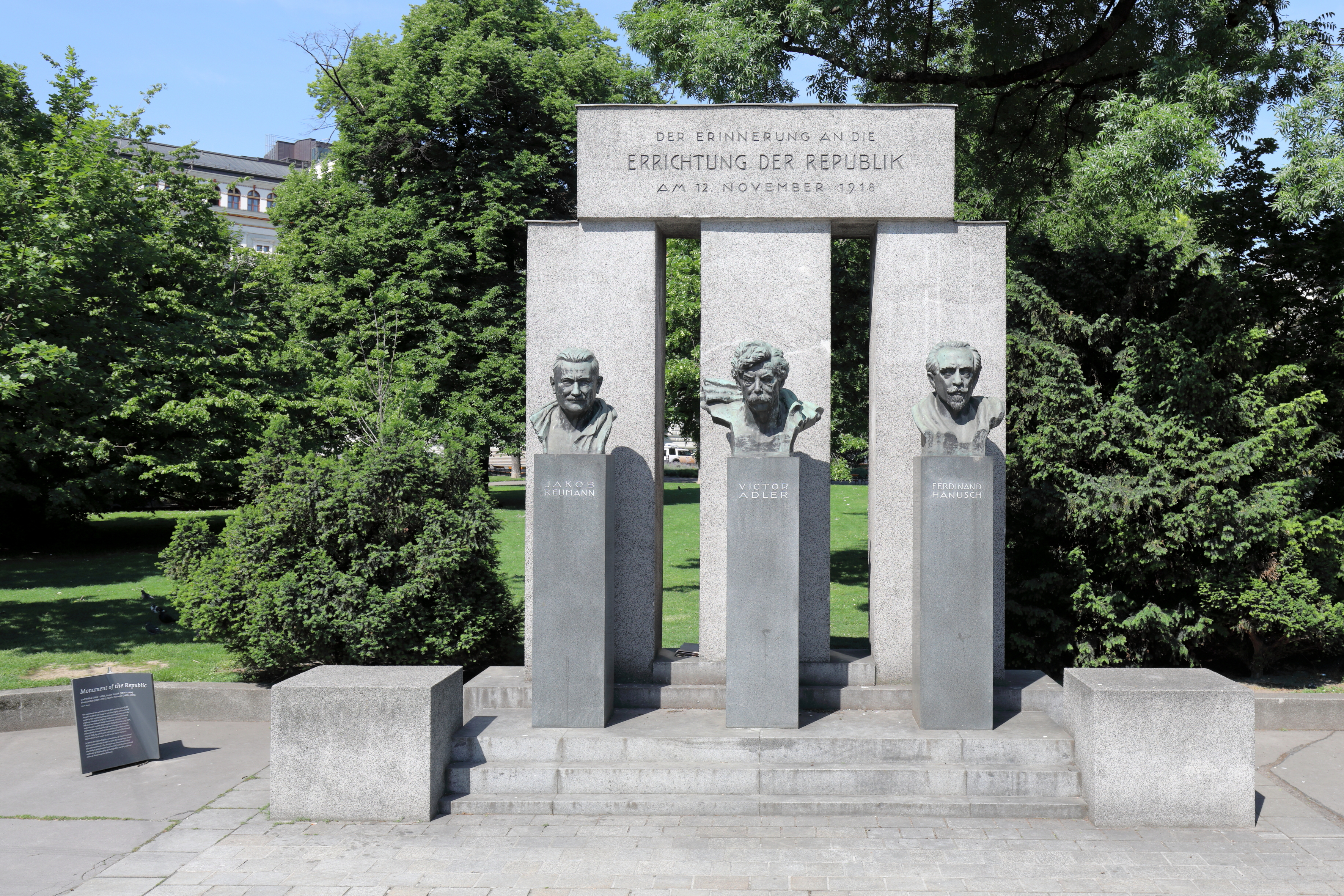
Das Denkmal der Republik mit Büsten der drei Sozialdemokraten Jakob Reumann, Victor Adler und Ferdinand Hanusch

Am 21. Oktober 1918 traten die Reichsratsabgeordneten der deutschsprachigen Gebiete (sie bezeichneten sich selbst als Deutsche) einschließlich jener Böhmens, Mährens und Österreichisch-Schlesiens zum ersten Mal als Provisorische Nationalversammlung für Deutschösterreich zusammen. Kriegsende und Zerfall der Monarchie waren bereits abzusehen, auch hätte das Land für einen weiteren Kriegswinter keine Ressourcen mehr gehabt. Den Vorsitz hatte der Sozialdemokrat Karl Seitz abwechselnd mit dem Christlichsozialen Johann Nepomuk Hauser und dem Großdeutschen Franz Dinghofer. Ihr Vollzugsausschuss wurde Staatsrat genannt und bestellte am 30. Oktober 1918 die erste Regierung Deutschösterreichs, deren Minister nach angelsächsischem Vorbild die Bezeichnung „Staatssekretär“ trugen; erster Staatskanzler wurde Karl Renner, der 1945 bei der Gründung der Zweiten Republik neuerlich eine wichtige Rolle spielen sollte. Erster provisorischer Außenminister war Victor Adler. Auf dem vorwiegend von Menschen mit deutscher Muttersprache bewohnten Gebiet Altösterreichs entstand so ein neuer Staat.
Der Kaiser versuchte Anfang November 1918, den deutschösterreichischen Staatsrat in die Waffenstillstandsentscheidungen einzubeziehen. Der Staatsrat entschied jedoch, die Monarchie, die den Krieg begonnen habe, müsse ihn auch beenden. Der Waffenstillstand zwischen Österreich und Italien vom 3. November 1918 (die ungarischen Truppen hatten die Front bereits Ende Oktober, zum Austritt Ungarns aus der Realunion mit Österreich, verlassen) wurde somit noch von Kaiser Karl I. verantwortet. Kritik wie im Deutschen Reich, wo die zivilen Verhandler des Waffenstillstands später von rechtsgerichteten Politikern als „Novemberverbrecher“ geschmäht wurden, war daher nicht möglich.
Mitglieder der k. k. Regierung, des Ministeriums Lammasch, und des Kabinetts Renner, das die Republik vorbereitete und den Zusammenprall der alten mit der neuen Staatsordnung vermeiden wollte, arbeiteten gemeinsam die Erklärung aus, mit der Karl I. am 11. November 1918 auf „jeden Anteil an den Staatsgeschäften“ verzichtete. Dies war zwar juristisch keine Abdankung, die Entscheidung über die Staatsform war damit aber de facto gefallen. Am 12. November fand die Ausrufung der Republik Deutschösterreich statt und es wurde von der Provisorischen Nationalversammlung formell beschlossen, dass der Staat Deutschösterreich eine demokratische Republik und Teil der deutschen Republik sei.

### Erste Republik (1918–1933)

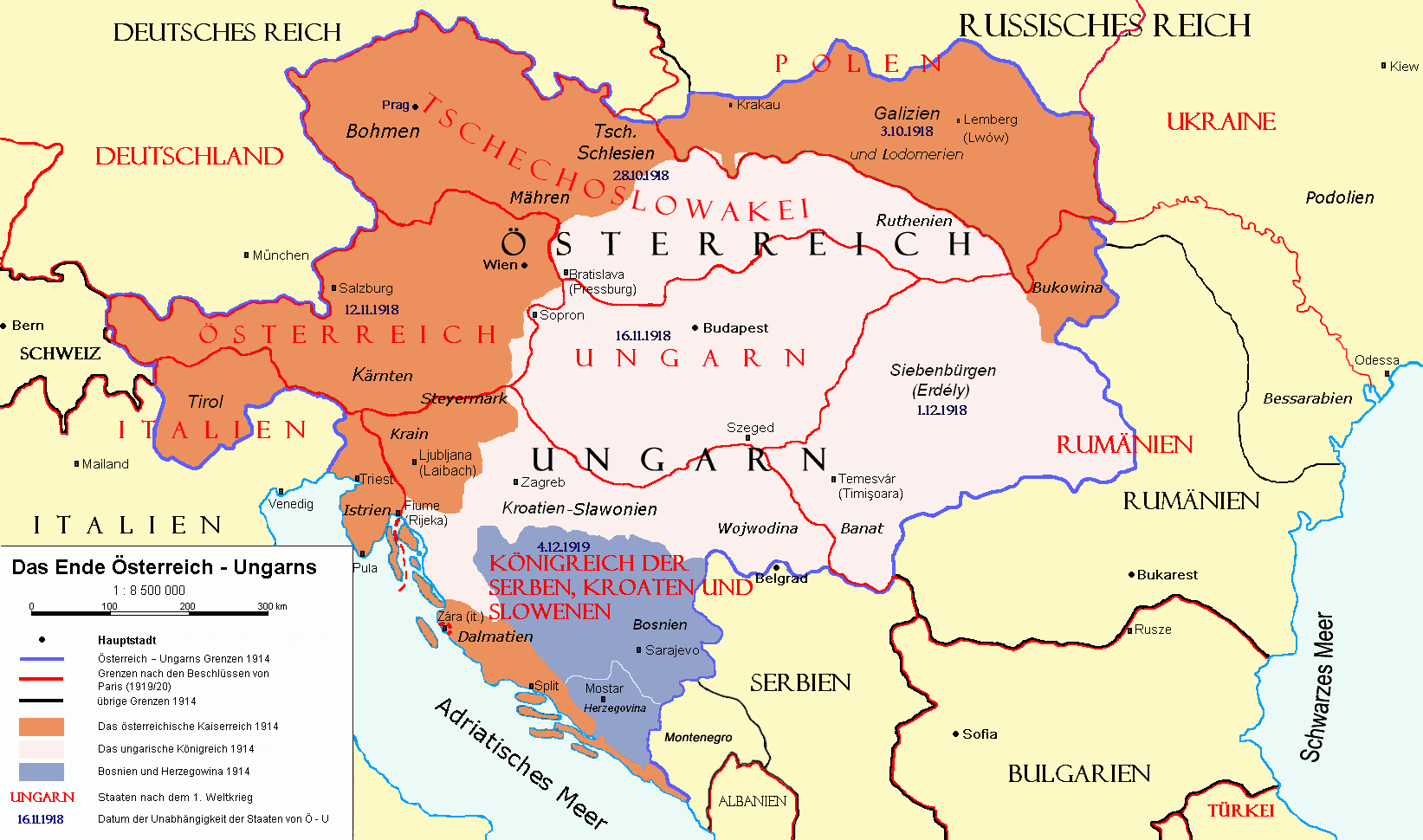
Die neue Republik Österreich wurde Rechtsnachfolger von Österreich-Ungarn und musste im Vertrag von Saint-Germain erhebliche Gebiete abtreten

Von der Nationalversammlung beanspruchtes Staatsgebiet der Republik Deutschösterreich (1918–1919)

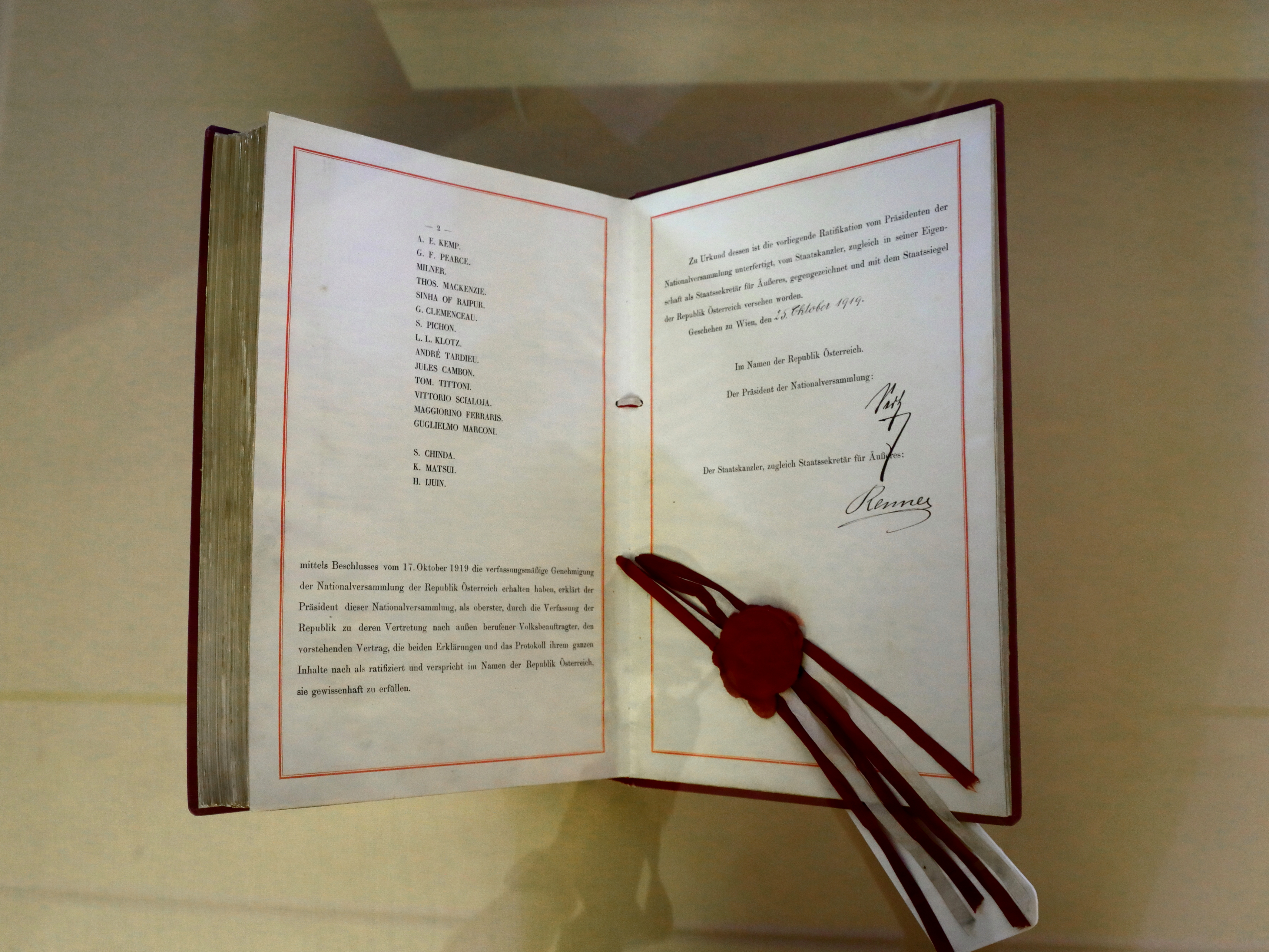
Vertrag von Saint-Germain, Ratifizierungsurkunde

Am 18. Dezember 1918 wurde das Frauenwahlrecht für Österreicherinnen über 20 Jahre eingeführt. Bis 1920 blieben jedoch Prostituierte vom Wahlrecht ausgeschlossen.
In den Koalitionsregierungen 1918–1920 (siehe Staatsregierung Renner I bis Renner III und Mayr I) entstanden bedeutende Sozialgesetze (etwa Schaffung der Arbeiterkammer als gesetzliche Interessensvertretung der Arbeiter und Angestellten, Acht-Stunden-Tag, Sozialversicherung). Der Adel wurde im April 1919 abgeschafft, Mitglieder der Familie Habsburg-Lothringen durften nur in Österreich bleiben, wenn sie sich als Bürger der Republik bekannten und jeden Herrschaftsanspruch aufgaben. „Der ehemalige Träger der Krone“ (wie er im Gesetz hieß) wurde, da er die Abdankung verweigerte, auf Dauer des Landes verwiesen, war aber zuvor bereits in die Schweiz ausgereist, um der drohenden Internierung zu entgehen. Die Habsburg-Lothringenschen Familienfonds, quasi Stiftungsvermögen zugunsten selbst einkommensloser Habsburger, wurden zum Staatseigentum erklärt, individuelles Privatvermögen nicht angetastet.
Im Vertrag von Saint-Germain wurde 1919 der Staatsname „Republik Österreich“ vorgeschrieben und der laut Verfassung vorgesehene Beitritt zur neuen Deutschen Republik durch die Verpflichtung zur Unabhängigkeit verhindert. Dieses „Anschlussverbot“ war außerdem durch Artikel 80 des Versailler Vertrags bewirkt, welcher das Deutsche Reich zur Achtung der Unabhängigkeit Österreichs verpflichtete.
Einige Gebiete, in denen die Mehrheit der Bevölkerung Deutsch sprach (Sudetenland, Südmähren, Südtirol), durften zudem wegen des entgegenstehenden Willens der Siegermächte nicht zu Österreich gelangen. Der Kärntner Abwehrkampf gegen die Truppen des SHS-Königreichs mobilisierte hingegen die internationale Öffentlichkeit und führte auf Wunsch der Siegermächte zur Volksabstimmung in Südkärnten am 10. Oktober 1920, die eindeutig für die Zugehörigkeit des Abstimmungsgebietes südlich der Drau zur Republik Österreich ausging.
Am 21. Oktober 1919, als der Friedensvertrag in Kraft trat, wurde der Name in „Republik Österreich“ geändert und 1920 das neue österreichische Bundes-Verfassungsgesetz (B-VG) beschlossen, in dem unter anderem Wien als eigenes Bundesland definiert wird. (Das B-VG gilt in der Fassung von 1929, mit der das Amt des Bundespräsidenten gestärkt wurde, im Wesentlichen bis heute). Im Jahr 1921 wurde das Burgenland, der überwiegend deutsch besiedelte Teil Westungarns, als selbstständiges Land im Bund in die Republik aufgenommen. Für die natürliche Hauptstadt des Gebietes, Ödenburg (Sopron), wurde auf ungarischen Wunsch, der die Unterstützung Italiens fand, eine Volksabstimmung durchgeführt, wobei sich die Mehrheit für Ungarn entschied. In den zeitgenössischen österreichischen und ungarischen Darstellungen dieser Volksabstimmung waren Divergenzen zu bemerken. Die Bundesregierung stellten seit Herbst 1920 die Christlichsozialen und ihre Unterstützer vom rechten Flügel (siehe Bundesregierung Mayr II usw.). Die Sozialdemokraten, Mehrheitspartei im „Roten Wien“, waren nun auf Bundesebene in scharfer Opposition.
Die Hyperinflation der frühen zwanziger Jahre wurde 1925 durch die Einführung der Schillingwährung beendet. Die konservative Regierung sorgte dafür, dass der Schilling stabil blieb; er wurde als Alpendollar bezeichnet. Kehrseite dieser kargen Wirtschaftspolitik war, dass in der 1929 einsetzenden Weltwirtschaftskrise kaum staatliche Maßnahmen zur Bekämpfung der enorm hohen Arbeitslosigkeit vorgesehen waren.
Politische Wehrverbände (Republikanischer Schutzbund, Freiheitsbund) zogen Männer an, die als Sozialdemokraten einen Umsturz fürchteten oder in Heimwehren als Rechte die Demokratisierung ablehnten. 1927 wurde in Schattendorf im Burgenland auf waffenlos demonstrierende Schutzbündler gefeuert. Ein Invalider und ein Kind kamen zu Tode. Die Nachricht vom Schattendorfer Urteil, in dem die Täter freigesprochen wurden, führte am Tag darauf, dem 15. Juli 1927, zur Eskalation im Wiener Justizpalastbrand. Die völlig überforderte Polizei schoss wahllos in die große Menschenmenge und machte dann Jagd auf flüchtende Demonstranten. Bei der sogenannten Julirevolte waren 89 Tote zu beklagen, davon vier Polizisten. Bundeskanzler Prälat Ignaz Seipel („Keine Milde!“) verteidigte im Parlament das Vorgehen der Polizei.
In den folgenden Jahren führten die schlechte Wirtschaftslage und politische Auseinandersetzungen Österreich immer tiefer in eine Krise. In diesen Zeiten gab es nun einerseits Ideen zur österreichischen Identität und zu einem österreichischen Patriotismus und andererseits eine starke Bewegung hin zu einer großdeutschen Lösung und zum Anschluss Österreichs an Deutschland. Der Austromarxismus sprach vom Endziel Diktatur des Proletariats und machte damit allen Konservativen Angst; allerdings wollte man dieses Ziel auf demokratischem Weg erreichen.
Bei der letzten freien Nationalratswahl der 1. Republik am 9. November 1930 verlor die christlichsoziale Partei die relative Mehrheit, sie erhielt nur 66 von 165 Mandate, die sozialdemokratische Partei wurde stimmenstärkste Partei und erreichte 72 Mandate. Die Christlichsozialen stellten jedoch mit Unterstützung der Großdeutschen Volkspartei und dem Landbund weiter den Kanzler.
Auf der rechten Seite des Parteienspektrums machte sich teilweise die Auffassung breit, die Demokratie sei zur Lösung der Probleme des Landes nicht geeignet. Benito Mussolini war dafür Vorbild. Einer der christlichsozialen Politiker, welche diese Haltung vertraten (es gab auch christlichsoziale Demokraten wie Leopold Kunschak), war Bundeskanzler Engelbert Dollfuß. Als der Nationalrat nach dem Rücktritt aller drei Präsidenten wegen einer Streitfrage um eine Abstimmung auseinanderging, verhinderte er im März 1933 dessen Wiederzusammentreten mit Polizeigewalt und verkündete die „Selbstausschaltung des Parlaments“. Eine von mehr als einer Million Menschen unterzeichnete Petition an Bundespräsident Miklas, für die Wiederherstellung des verfassungsmäßigen Zustandes zu sorgen, blieb erfolglos, obwohl Miklas die Verfassungswidrigkeit von Dollfuß’ Vorgehen klar war.

### Austrofaschistischer Ständestaat (1933–1938)

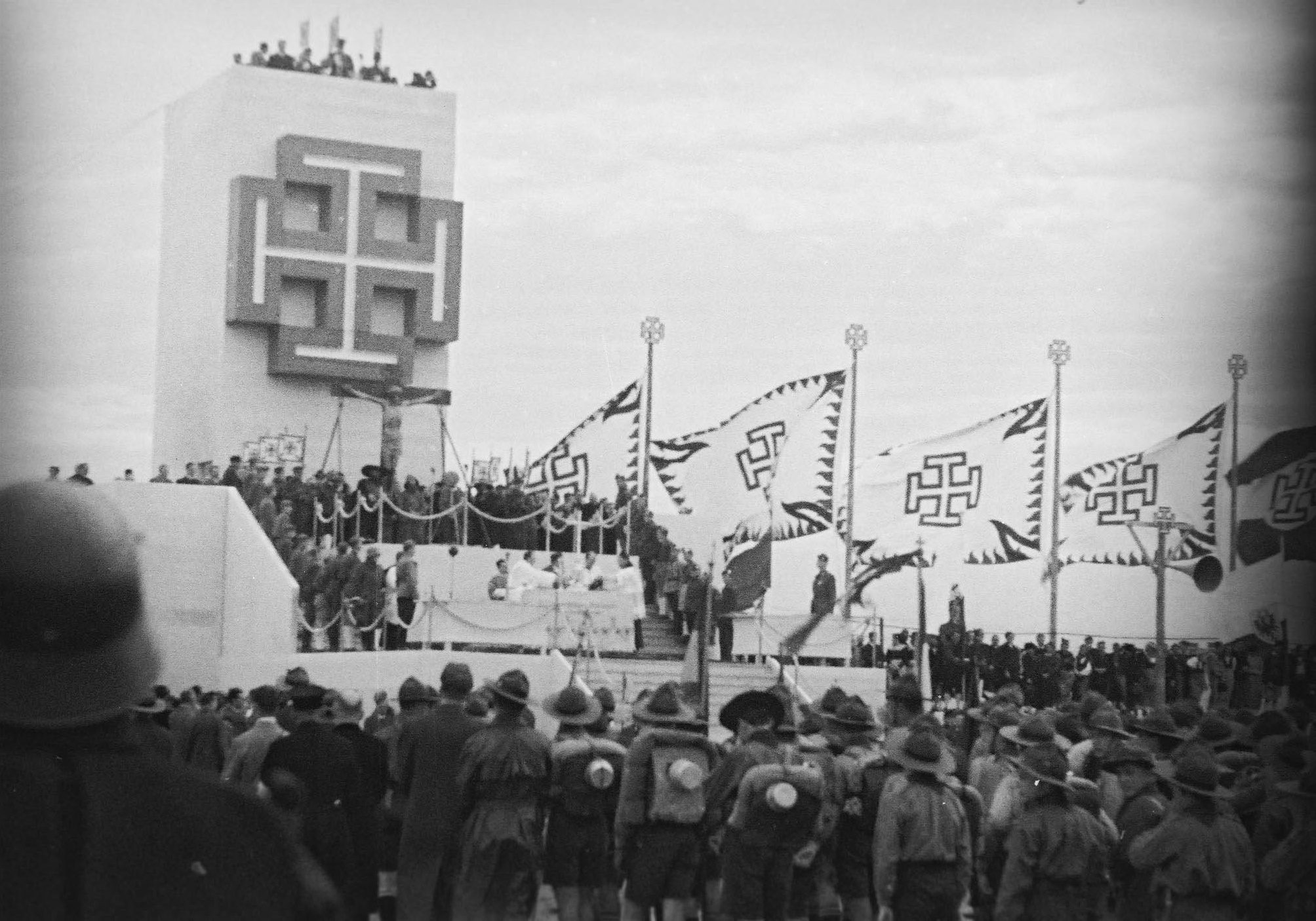
Austrofaschistische Kundgebung 1936

Dollfuß nützte das nach wie vor gültige Kriegswirtschaftliche Ermächtigungsgesetz von 1917, um fortan eigenmächtig Gesetze durch Verordnungen der Bundesregierung zu ändern oder einzuführen. Am 12. Februar 1934 fanden die bis dahin schwelenden Auseinandersetzungen zwischen den regierenden Christlichsozialen (Vaterländische Front) und den oppositionellen Sozialdemokraten in von Historikern teilweise als Österreichischer Bürgerkrieg bezeichneten gewaltsamen Zusammenstößen ihren Höhepunkt. Die Regierung setzte das Bundesheer und seine Kanonen ein. Es folgten am selben Tag die Absetzung des Wiener Bürgermeisters Karl Seitz und das Verbot der Sozialdemokratischen Partei und ihrer Vorfeldorganisationen. Gegen Schutzbündler ergingen einige standrechtliche Todesurteile.
Dollfuß proklamierte hierauf am 1. Mai 1934 in der autoritären „Maiverfassung“ den Bundesstaat Österreich auf ständischer Grundlage (Ständestaat). Es handelte sich um eine Diktatur, die schon damals (z. B. in einem Privatbrief von Bundespräsident Miklas, wie Friedrich Heer berichtet), mit dem Begriff Austrofaschismus bezeichnet wurde.
Wenige Wochen danach kam es zum Juliputsch von Anhängern der in Österreich seit 1933 verbotenen NSDAP. Einigen Putschisten gelang es am 25. Juli 1934, in das Bundeskanzleramt vorzudringen, wo Dollfuß so schwer verletzt wurde, dass er kurz darauf, da ihm medizinische Hilfe verweigert wurde, im Amt verstarb. Der Putschversuch wurde innerhalb weniger Stunden niedergeschlagen. Neuer Bundeskanzler wurde Kurt Schuschnigg.
Die Politik des Ständestaates zielte darauf, Österreich als den „besseren deutschen Staat“ darzustellen. In der Tat war Österreich vor dem Anschluss an das Deutsche Reich die um vieles mildere Diktatur: Mehrere von den Nationalsozialisten verfolgte Menschen, vor allem Schauspieler und Schriftsteller, suchten 1934 bis 1938 in Österreich Zuflucht. Im äußeren Erscheinungsbild kopierte das Regime (dies wurde später Konkurrenzfaschismus genannt) Elemente aus dem faschistischen Italien und aus dem nationalsozialistischen Deutschland: Aufmärsche mit einem Fahnenmeer, die Einheitsorganisation Vaterländische Front, das Führerprinzip, das Verbot der Parteien.
Hatte Adolf Hitler beim Juliputsch noch den Unbeteiligten gespielt, weil Mussolini Österreich damals noch unabhängig erhalten wollte, so verstärkte sich der Druck des Deutschen Reiches auf Österreich nach 1934 von Jahr zu Jahr. Schuschnigg wurde bei Treffen von Hitler eingeschüchtert und erpresst, nationale (= deutschnationale) Minister in seine Regierung aufzunehmen. Als der Kanzler im März 1938 in einem Verzweiflungsakt für den 13. März eine Volksabstimmung über die Unabhängigkeit Österreichs ankündigte, erzwang Hitler und Göring durch mehrmalige telefonische Drohungen am 11. März den Rücktritt Schuschniggs und von Bundespräsident Miklas die Einsetzung einer nationalsozialistischen Regierung unter Arthur Seyß-Inquart. Parallel zu deren Amtsantritt am 12. März 1938 fand der längst vorbereitete Einmarsch der deutschen Truppen (Unternehmen Otto) statt. Zu diesem Zeitpunkt hatten mancherorts, z. B. in Graz, die einheimischen Nationalsozialisten bereits die Macht ergriffen. Am 13. März 1938 erließ Hitler, von der Begeisterung seiner österreichischen Anhänger motiviert, das ursprünglich von ihm nicht für diesen Zeitpunkt vorgesehene Anschlussgesetz. Sofort begann der Terror gegen jüdische Österreicher, der auch in sogenannten „Arisierungen“, das heißt dem Raub an jüdischem Eigentum, seinen Ausdruck fand.

### Teil des Deutschen Reiches (1938–1945)

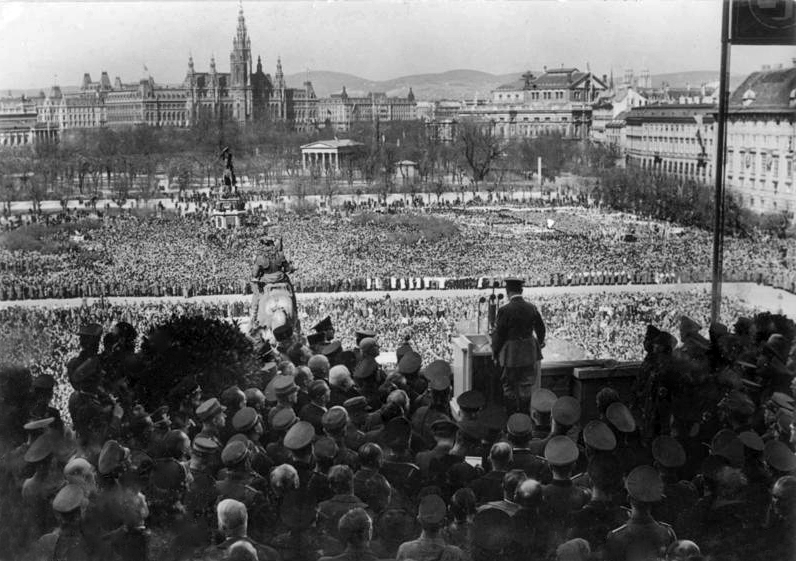
Adolf Hitler verkündet vom Balkon der Hofburg den jubelnden Massen auf dem Heldenplatz den Anschluss Österreichs am 15. März 1938

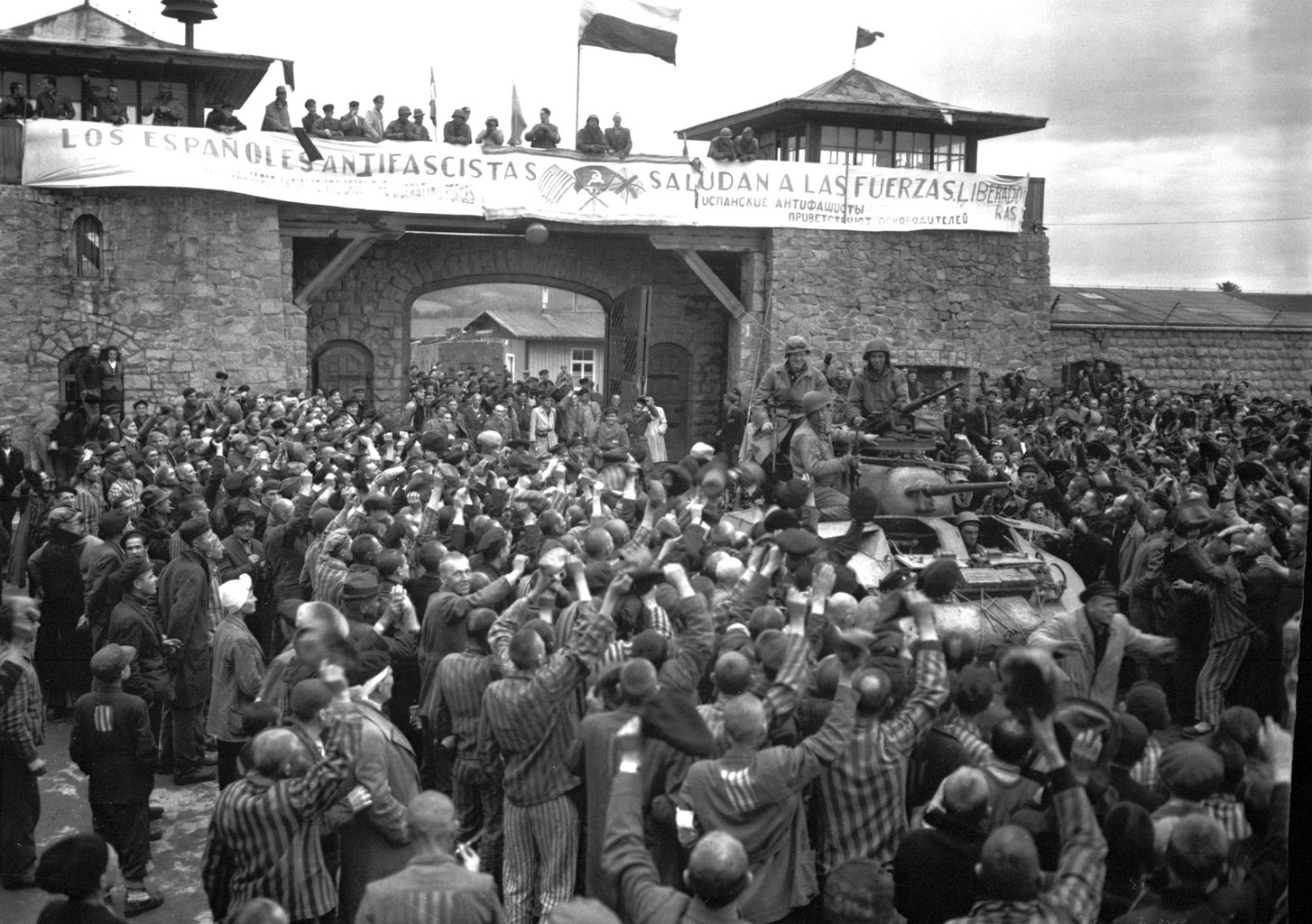
Befreiung des KZ Mauthausen am 6. Mai 1945

Die gravierendste Folge des „Anschlusses“ war der sofort einsetzende Terror gegen jüdische Österreicher, der später im Massenmord gipfelte. Aus rassischen oder politischen Gründen unerwünschte Menschen flüchteten, sofern sie nicht bald im KZ landeten, zu Zehntausenden ins Ausland.
Österreich blieb im Reich zunächst als Land erhalten, am 14. April 1939 wurden dann aber die ehemaligen Bundesländer und Wien durch das „Ostmarkgesetz“ zu nationalsozialistischen Reichsgauen umgebildet, der Name Österreich sollte verschwinden: So wurde das zunächst „Land Österreich“ genannte Gebiet kurz darauf als „Ostmark“ und ab 1942 schließlich als „Alpen- und Donau-Reichsgaue“ bezeichnet. Dabei wurde das Burgenland zwischen den Gauen Niederdonau und Steiermark aufgeteilt, Osttirol an den Gau Kärnten angeschlossen und der steirische Teil des Salzkammerguts zum Gau Oberdonau geschlagen. Die Fläche Wiens wurde auf Kosten des Umlandes verdreifacht („Groß-Wien“).
Der gebürtige Österreicher Adolf Hitler führte nach seinem beruflichen Scheitern in seinem Heimatland und seiner politischen Karriere in Deutschland Österreich in die nationalsozialistische Willkürherrschaft und ließ in der Folge alle Hinweise auf eine Eigenständigkeit des Landes tilgen. An Hitlers Politik und Verbrechen beteiligten sich zahlreiche Österreicher mit großer Intensität. Bekannte Täter wie Arthur Seyß-Inquart, Ernst Kaltenbrunner und Alexander Löhr waren Österreicher. Österreicher stellten KZ-Aufseher, SS-Männer und Gestapo-Mitarbeiter. Obwohl sie nur 8 % der Bevölkerung des Großdeutschen Reiches ausmachten, waren 14 % der SS-Mitglieder, 40 % der KZ-Aufseher und 70 % von Adolf Eichmanns Stab österreichischer Abstammung.
1938 wurde das Doppellagersystem Mauthausen/Gusen errichtet, welches das KZ Mauthausen und KZ Gusen umfasste. Im Laufe der Jahre wurde diesem Lagersystem ein Netz von Außenstellen angeschlossen, das sich über ganz Österreich erstreckte. Aus ganz Europa wurden in diesen Konzentrationslagern Zwangsarbeiter unter unmenschlichen Bedingungen u. a. in der Rüstungsproduktion und im Straßenbau eingesetzt. Allein in Mauthausen kamen etwa 100.000 Häftlinge ums Leben.
Nach der Befreiung Wiens kapitulierte am 7. Mai 1945, nachdem am selben Tag bereits die deutsche Wehrmacht bedingungslos kapitulierte, um 18:00 in Steyr Generaloberst Lothar Rendulic die Heeresgruppe Ostmark, welche er von Waidhofen an der Ybbs aus geführt hatte, wo, trotz des Inkrafttreten der Kapitulation am 8. Mai, am 9. Mai noch die letzten Kampfhandlungen des Zweiten Weltkriegs in Österreich stattfanden (vgl. Chronologie des Zweiten Weltkrieges).

### Nachkriegszeit und Zweite Republik
Mit dem Kriegsende 1945, der Niederlage des Großdeutschen Reiches, wurde Österreich als unabhängiger Staat wiederhergestellt. Dies hatten die späteren Siegermächte bereits 1943 in der Moskauer Deklaration angekündigt. Bereits am 27. April 1945 trat die provisorische Staatsregierung mit Karl Renner als Staatskanzler zusammen und proklamierte die Wiedererrichtung der Republik. Bald darauf wurde die Bundesverfassung vom 1. Oktober 1920 in der Fassung von 1929 durch das „Verfassungsüberleitungsgesetz“ wieder in Geltung gesetzt. Ausnahme waren Bestimmungen, welche die Umwandlung des Bundesrates in einen Länder- und Ständerat vorsahen. Österreich gewann damit den Status einer gewaltenteilenden, repräsentativen, parlamentarischen und föderalistischen Demokratie zurück.
Eines der ersten von der provisorischen Staatsregierung erlassenen Gesetze war das Verbotsgesetz, mit dem die NSDAP, ihre Wehrverbände sowie sämtliche Organisationen, die mit ihr zusammenhängen, aufgelöst und verboten wurden. Die Volkswahl des Bundespräsidenten wurde, wie schon 1932, sistiert und Karl Renner im Dezember 1945 von der Bundesversammlung einstimmig zum Staatsoberhaupt gewählt. Daraufhin, bis 1947, wurde Österreich nach dem Willen der Besatzungsmächte durch eine Allparteienregierung (ÖVP, SPÖ, KPÖ) mit Leopold Figl als Bundeskanzler regiert. Ab 19. November 1947 bildeten ÖVP und SPÖ eine große Koalition. Diese wurde bis 1966 weitergeführt. Nach Renners Tod Ende 1950 wurde Theodor Körner als Kandidat der SPÖ am 27. Mai 1951 zum Bundespräsidenten gewählt. Dies war die erste Volkswahl eines Staatsoberhauptes in der österreichischen Geschichte.

Österreich wurde nach dem Krieg bis 1955 in vier alliierte Besatzungszonen aufgeteilt

Bis 1955 war Österreich, wie auch Nachkriegs-Deutschland, in Besatzungszonen aufgeteilt. Die größte Zone war die sowjetische, zu der Oberösterreich nördlich der Donau (Mühlviertel) sowie östlich der Enns, Niederösterreich in den Grenzen von 1937 (d. h. vor der Errichtung Groß-Wiens), das wieder errichtete Burgenland und in Wien die Bezirke 2, 4, 10, 20, 21 und 22 gehörten. Von der Sowjetunion wurden als Deutsches Eigentum beschlagnahmte Betriebe in einem „USIA“ genannten Konzern zusammengefasst, was gemäß den Beschlüssen der Potsdamer Konferenz Teil der von Österreich zu leistenden Reparationen war. Unter den Österreichern, sowohl der Bevölkerung wie auch der Politik, war nach 1945 und bis weit in die folgenden Jahrzehnte hinein die Ansicht weit verbreitet, Österreich sei (wie in der Moskauer Deklaration 1943 formuliert) „erstes Opfer Hitlers“ gewesen, womit die Mitschuld am Zweiten Weltkrieg und am Holocaust heruntergespielt oder geleugnet werden sollte. Der überwiegende Teil rechtfertigte sich später damit, es sei ihm nichts anderes übrig geblieben. Eine Folge dieser „Opferthese“ war die bis heute nur schleppend durchgeführte Restitution geraubten Vermögens.
Mit der Unterzeichnung des österreichischen Staatsvertrages am 15. Mai 1955 durch Leopold Figl für die Bundesregierung Raab I und durch Vertreter der vier Siegermächte und mit dem formal davon unabhängigen (also im Staatsvertrag nicht verankerten) Bekenntnis zur Neutralität sowie der Verpflichtung, keinen erneuten Anschluss an Deutschland anzustreben, erlangte die Republik am 27. Juli 1955 ihre volle Souveränität.
Am 26. Oktober 1955, nach dem Abzug der Besatzungssoldaten, erfolgte vom Nationalrat der Beschluss über die immerwährende Neutralität Österreichs; dieser Tag ist seit 1965 österreichischer Nationalfeiertag. Die Neutralität (heute besser: Bündnisfreiheit) ist eine militärische und bedeutete von Anfang an keine Äquidistanz zu den Wertesystemen von West und Ost. Bedingt durch die Neutralität konnten aber sowohl mit den westlichen Ländern als auch mit den damaligen Ostblockländern gute kulturelle und wirtschaftliche Bande geknüpft werden, was dem Land in der Zeit des Wiederaufbaues noch lange half.
Am 14. Dezember 1955 trat Österreich der UNO bei und war 1973/74 sowie 1991/92 Mitglied des Sicherheitsrates. Bereits 1956/57 nahm die IAEO, die Internationale Atomenergie-Organisation, ihren Sitz in Wien, 1969 kam die Organisation der Vereinten Nationen für industrielle Entwicklung (UNIDO) dazu, später folgten weitere UN-Agenturen. Für die Periode 2009/10 wurde Österreich wieder als nichtständiges Mitglied in den Sicherheitsrat gewählt.
Den Konflikt mit Italien wegen des mehrheitlich deutschsprachigen Südtirol, das bis 1918 zur österreichischen Reichshälfte gehört hatte und von Italien nach dem Ersten Weltkrieg annektiert worden war, brachte Österreich in den 1960er Jahren vor die UNO. Die in der Folge (1969) für die Südtiroler Bevölkerung erreichte Autonomieregelung hat sich bewährt und wurde seither noch weiter ausgebaut.
1966 bis 1970 war die Bundesregierung Klaus II die erste Alleinregierung der Zweiten Republik, gestellt von der christdemokratischen ÖVP unter Josef Klaus. 1970–1983 folgten sozialistische Alleinregierungen unter Bruno Kreisky (siehe Bundesregierung Kreisky I bis Kreisky IV). Bedeutend für Österreich war in dieser Zeit die weit gespannte Außenpolitik Kreiskys, die unter anderem durch den Bau der Wiener UNO-City und die Internationalisierung der Palästinenserfrage, die Kreisky erstmals vor die UNO brachte, symbolisiert wurde.
1978 fand die Volksabstimmung über die von der Regierung Kreisky befürwortete Inbetriebnahme des Kernkraftwerks Zwentendorf statt; sie ging negativ aus. Österreich produziert bis heute keine Kernenergie und lehnt dies auch für die Zukunft ab.

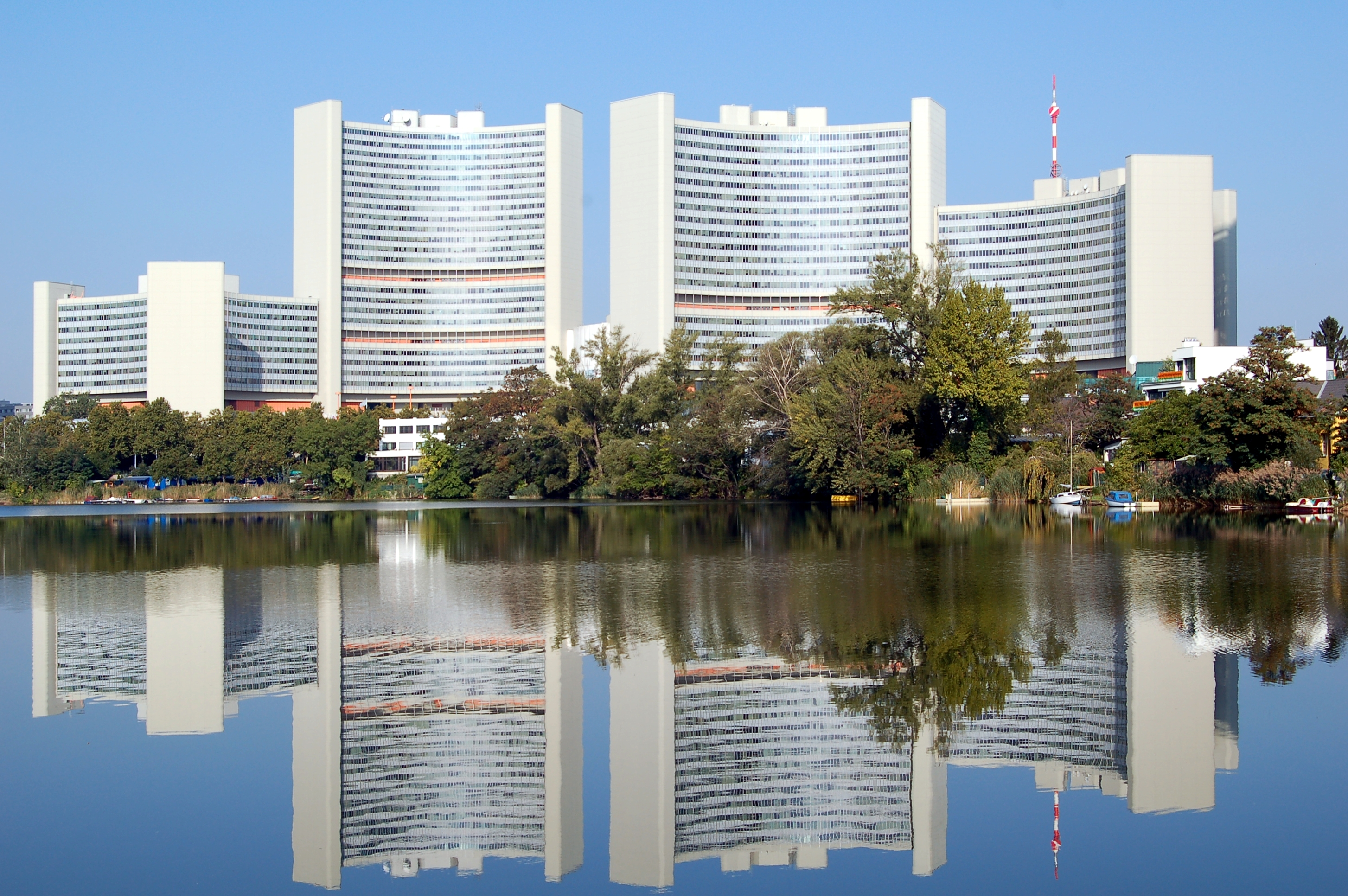
UNO-City in Wien, der dritte Amtssitz der Vereinten Nationen

1979 wurde Wien nach der Fertigstellung seiner UNO-City offiziell dritter Amtssitz der Vereinten Nationen neben New York und Genf. Unabhängig davon siedelte sich die OPEC in Wien an.
1983 fädelte der abtretende Bruno Kreisky eine kleine Koalition der Sozialdemokraten (SPÖ) mit der damals nationalliberalen Freiheitlichen Partei (FPÖ) ein; die FPÖ hatte ihm durch Stillhalten bereits 1970 an die Macht verholfen (siehe Bundesregierung Sinowatz). Nach der Wahl des rechtspopulistischen Politikers Jörg Haider zum Parteiobmann der FPÖ 1986 beendete die SPÖ auf Betreiben von Franz Vranitzky die Koalition.
Der Zerfall des Ostblocks 1989/90 ließ den Eisernen Vorhang verschwinden, der die Entwicklung Ostösterreichs 1945–1989 beeinträchtigt hatte.
1987 bis 1999 bildeten die Sozialdemokraten (SPÖ) „große Koalitionen“ mit der christdemokratischen ÖVP (siehe Bundesregierung Vranitzky I bis Vranitzky V und Bundesregierung Klima). In diesen Zeitraum fiel der Beitritt Österreichs zur Europäischen Union (1995), für den sich insbesondere Alois Mock und Vranitzky eingesetzt hatten. Bei der Volksabstimmung 1994 stimmten zwei Drittel der Teilnehmer dafür.

### Gegenwart
Seit der Öffnung der Grenzen des früheren Ostblocks 1989/90 liegt Österreich nicht mehr an der Ostgrenze des westlich ausgerichteten Europas. Österreich wurde einer der stärksten Investoren in den Reformländern. In der ersten Hälfte der 1990er Jahre wurden Menschen aus den einander bekriegenden jugoslawischen Nationalitäten verstärkt in Österreich aufgenommen.
Nach einer positiven Volksabstimmung am 12. Juni 1994 trat Österreich per 1. Jänner 1995 (gemeinsam mit Schweden und Finnland) der Europäischen Union bei.
Nach dem Ende des Kalten Krieges 1991 und insbesondere nach dem EU-Beitritt 1995 wurde die Neutralitätspolitik alten Stils für Österreich obsolet. Der Begriff Neutralität ist aufgrund der unterzeichneten EU-Verträge im Wesentlichen auf Bündnisfreiheit reduziert und hat hauptsächlich identitätspolitische Bedeutung; de facto hat Österreich als Vollmitglied der EU, die eine gemeinsame Verteidigungspolitik anpeilt, diesem Vorhaben zugestimmt und kann daher nicht mehr neutral oder bündnisfrei sein.
Österreich hatte in der zweiten Hälfte 1998 sowie in der ersten Hälfte 2006 den Vorsitz im Rat der Europäischen Union inne. 1999 wurde der Euro als Buchgeld eingeführt, ab 1. Jänner 2002 ersetzte der Euro auch als Bargeld den Schilling. Österreich trat 1995 den Schengener Abkommen bei. Am 1. Dezember 1997 hob es die Grenzkontrollen zu Deutschland und Italien auf; seitdem gehört es zum Schengen-Raum. In der zweiten Jahreshälfte 2018 führte Österreich zum dritten Mal den Vorsitz im Rat der Europäischen Union.
Die SPÖ-ÖVP-Koalitionsregierungen 1986–2000 wurden 2000–2006 von Regierungen der Österreichischen Volkspartei (ÖVP) mit der Freiheitlichen Partei Österreichs (FPÖ) abgelöst (siehe Bundesregierung Schüssel I und Schüssel II). Die damals 14 anderen EU-Mitgliedstaaten reagierten auf die Regierungsbeteiligung der von ihnen als rechtsradikal eingeschätzten FPÖ mit einer vorübergehenden bilateralen Kontaktsperre auf Regierungsebene („EU-Sanktionen“). Nach der Spaltung der FPÖ 2005 wurde das neugegründete Bündnis Zukunft Österreich (BZÖ) Regierungspartner.
2007/2008 war nach Neuwahlen wiederum eine SPÖ-ÖVP-Koalition tätig (siehe Bundesregierung Gusenbauer). Nach der Erweiterung des Schengenraums Ende 2007 um Tschechien, die Slowakei, Ungarn und Slowenien bzw. Ende 2008 um die Schweiz und Ende 2011 um Liechtenstein ist Österreich völlig von Schengenstaaten umgeben.
Von der ÖVP ausgelöste vorgezogene Nationalratswahlen im September 2008 führten zu einer Neuauflage der rot-schwarzen Koalition (Bundesregierung Faymann) unter den neuen Parteichefs Werner Faymann (SPÖ) und Josef Pröll (ÖVP). Nach dem Rücktritt Josef Prölls folgte ihm 2011 Michael Spindelegger als Vizekanzler.
Nach einer 2007 in Kraft getretenen Verlängerung der Legislaturperiode des Nationalrats von vier auf fünf Jahre wurde der Nationalrat 2013 erstmals fünf Jahre nach der vorangegangenen Wahl gewählt. Bei dieser Wahl wurden die bisherigen Regierungsparteien SPÖ und ÖVP mit Verlusten wiederum stärkste und zweitstärkste Partei (zusammen 99 von 183 Mandaten im Nationalrat). 2013 bis 2017 bildeten SPÖ und ÖVP erneut eine Koalitionsregierung (Bundesregierung Faymann II, 2016/17 Bundesregierung Kern).
Nach den vorgezogenen Wahlen 2017, aus denen die ÖVP als stimmenstärkste Partei hervorging, bis zur Ibiza-Affäre 2019 regierte eine Koalition aus ÖVP und FPÖ (Bundesregierung Kurz I), nach deren Abwahl im Nationalrat durch ein Misstrauensvotum amtierte 2019/20 erstmals eine Regierung unter einer weiblichen Bundeskanzlerin (Bundesregierung Bierlein), nach den Nationalratswahlen am 29. September 2019 amtiert seit Jänner 2020 erstmals auf Bundesebene eine Regierung aus ÖVP und den Grünen (Bundesregierung Kurz II).
Nach dem Bekanntwerden der Inseratenaffäre erklärte Sebastian Kurz am 9. Oktober 2021 den Rücktritt von seiner Funktion als Bundeskanzler. Kurz wurde in drei Ermittlungsverfahren der Strafverfolgungsbehörde als Beschuldigter geführt. Als sein Nachfolger wurde von der ÖVP Außenminister Alexander Schallenberg vorgeschlagen. Die verbleibenden 15 Mitglieder der Regierung Kurz II wurden mit 11. Oktober 2021 in die Bundesregierung unter Alexander Schallenberg (ÖVP) übernommen. Im Dezember 2021 übernahm Karl Nehammer das Amt des Bundeskanzlers. Die Koalition mit den Grünen wurde fortgeführt. Nach der knappen Bundespräsidentenwahl 2016 hat Alexander Van der Bellen 2022 seine Wiederwahl gleich im ersten Wahlgang geschafft.
Siehe auch: Österreich 2015, 2016, 2017, 2018, 2019, 2020 und COVID-19-Pandemie in Österreich.

## Politik

### Verwaltungsgliederung
Österreich besteht aus neun Bundesländern, Wien als Bundeshauptstadt ist eines davon. Die Länder gliedern sich in insgesamt 79 Bezirke. Darunter ist die Gemeindeebene mit insgesamt 2093 Gemeinden, davon sind 15 Statutarstädte, welche die Bezirksverwaltung selbst ausüben (Stand 1. Jänner 2022).
|  |  |

| Abk.  | Bundesland       | Gründung | Hauptstadt               | Einwohner *E | Fläche in km² *F | Dichte (Ew. / km²) | Ausländer- anteil *A | Migrationshintergrund *M | Städte *S | Gemeinden (gesamt) *G |
| ----- | ---------------- | -------- | ------------------------ | ------------ | ---------------- | ------------------ | -------------------- | ------------------------ | --------- | --------------------- |
| Bgld. | Burgenland       | 1921     | Eisenstadt               | 301.790      | 3.965,21         | 76                 | 9,2 %                | 15,5 %                   | 13        | 171                   |
| Ktn.  | Kärnten          | 1919     | Klagenfurt am Wörthersee | 570.095      | 9.536,83         | 60                 | 10,9 %               | 16,4 %                   | 17        | 132                   |
| NÖ    | Niederösterreich | 1919     | St. Pölten               | 1.727.514    | 19.180,08        | 90                 | 10,3 %               | 18,3 %                   | 76        | 573                   |
| OÖ    | Oberösterreich   | 1919     | Linz                     | 1.535.519    | 11.982,77        | 128                | 13,2 %               | 22,5 %                   | 32        | 440                   |
| Sbg.  | Salzburg         | 1919     | Salzburg                 | 572.846      | 7.154,48         | 80                 | 17,7 %               | 26,5 %                   | 11        | 119                   |
| Stmk. | Steiermark       | 1919     | Graz                     | 1.271.716    | 16.399,55        | 78                 | 11,5 %               | 18,1 %                   | 35        | 286                   |
| Tir.  | Tirol            | 1919     | Innsbruck                | 777.660      | 12.648,46        | 61                 | 16,4 %               | 24,5 %                   | 11        | 277                   |
| Vbg.  | Vorarlberg       | 1919     | Bregenz                  | 411.784      | 2.601,68         | 158                | 18,2 %               | 29,1 %                   | 5         | 96                    |
| W     | Wien W           | 1920     | Wien                     | 2.028.289    | 414,82           | 4890               | 30,8 %               | 50,3 %                   | 1         | 1                     |

#### Städte und Ballungsräume

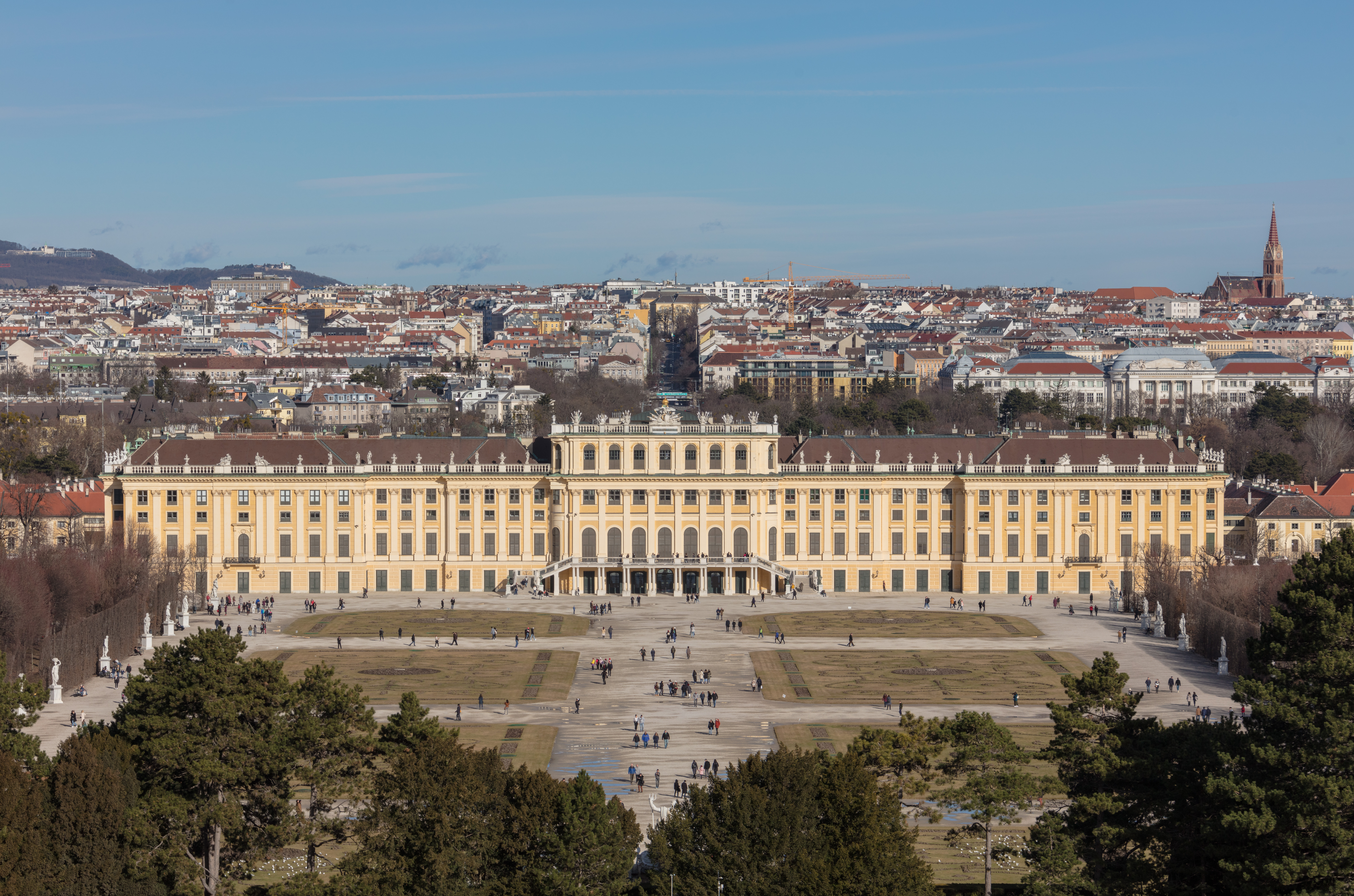
Schloss Schönbrunn, dahinter Teile des 14. und des 15. Wiener Gemeindebezirks.

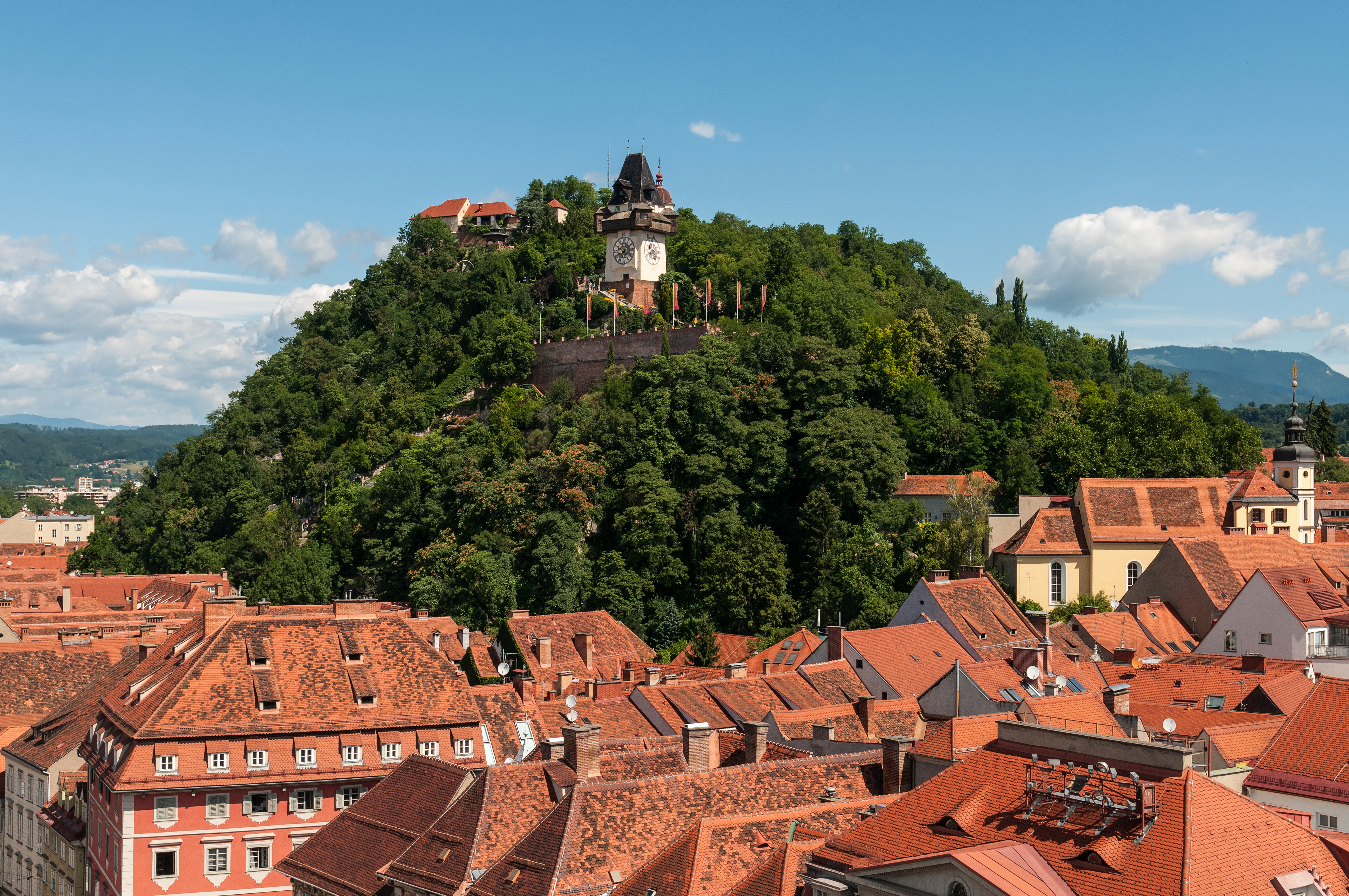
Graz ist nach Wien die zweitgrößte Stadt Österreichs.

Das mit Abstand größte Siedlungsgebiet in Österreich ist der Ballungsraum Wien mit einer Einwohnerzahl von 2,85 Millionen (Stand 2019). Damit konzentriert sich mehr als ein Viertel der Bevölkerung des Staates in der Hauptstadtregion.

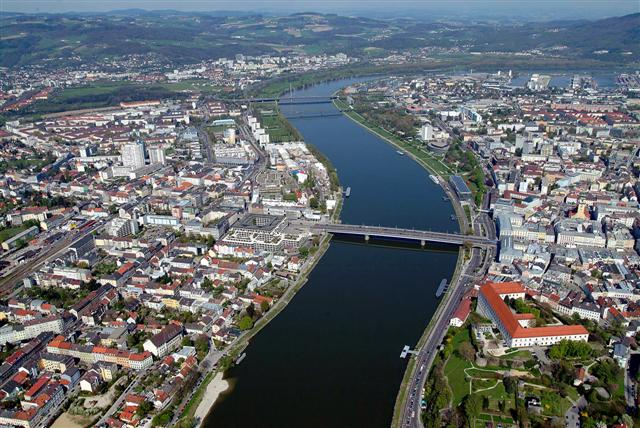
Linz, drittgrößte Stadt Österreichs, Kulturhauptstadt Europas 2009

Weitere größere Stadtregionen umgeben die Landeshauptstädte Graz (Steiermark), Linz (Oberösterreich), Salzburg (Salzburg) und Innsbruck (Tirol). Zu den wichtigeren Städten zählen weiters (von West nach Ost) Feldkirch, Dornbirn und Bregenz (Vorarlberg), Villach und Klagenfurt (Kärnten), Wels (Oberösterreich), St. Pölten und Wiener Neustadt (Niederösterreich). Insgesamt besitzen 201 Gemeinden sehr unterschiedlicher Größe das Recht, sich Stadt zu nennen (Stadtrecht); nur bei den 15 Statutarstädten ist dies von verwaltungsrechtlicher Bedeutung. Ein großes Problem, vor allem in wirtschaftlich schwachen Gegenden, ist die Abwanderung (Landflucht) der ländlichen Bevölkerung in die städtischen Ballungsräume.
Von insgesamt 2093 Gemeinden in Österreich haben 1834 weniger als 5000 Einwohner.

#### Exklaven und Enklaven

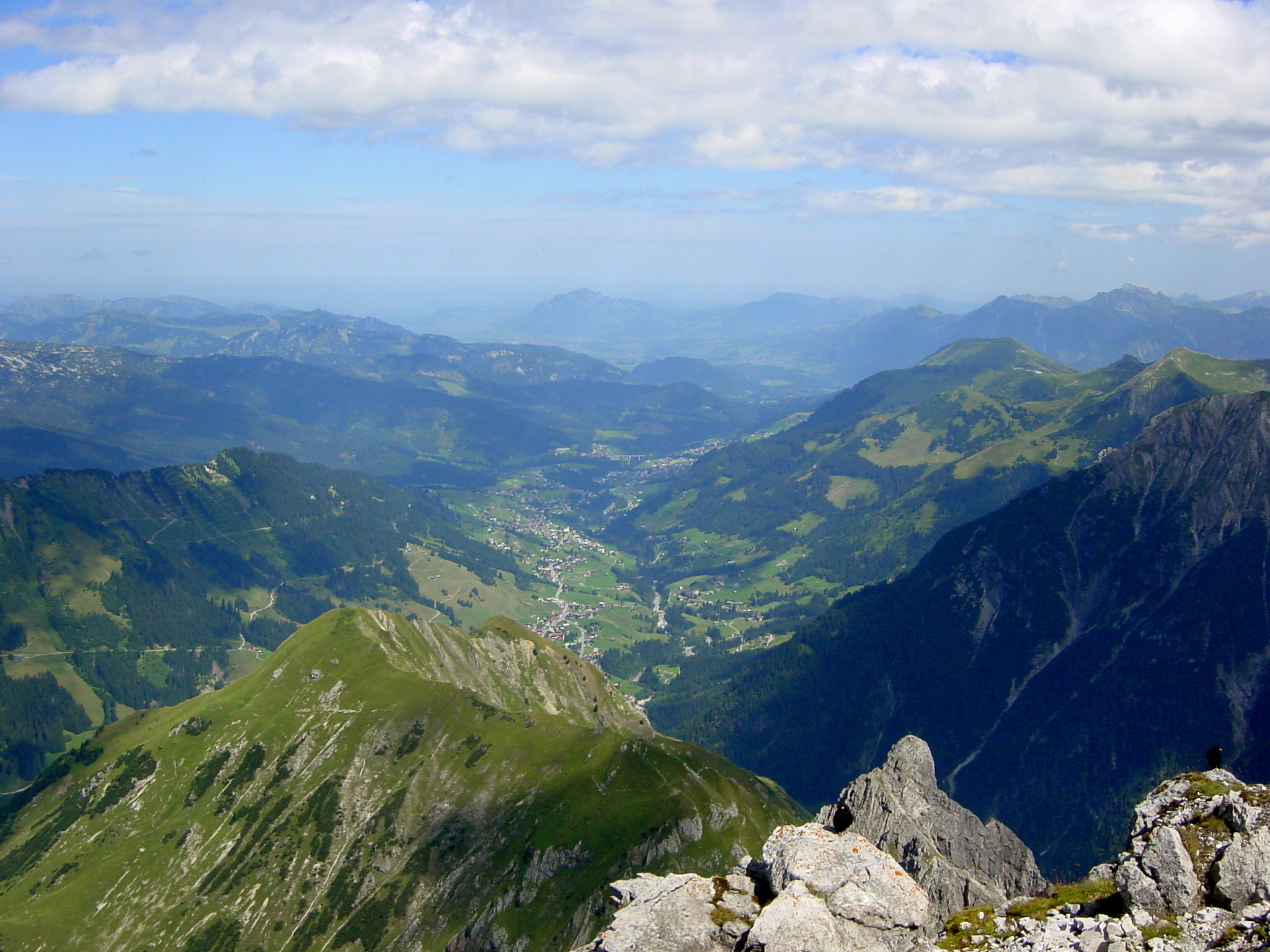
Das Kleinwalsertal in Vorarlberg

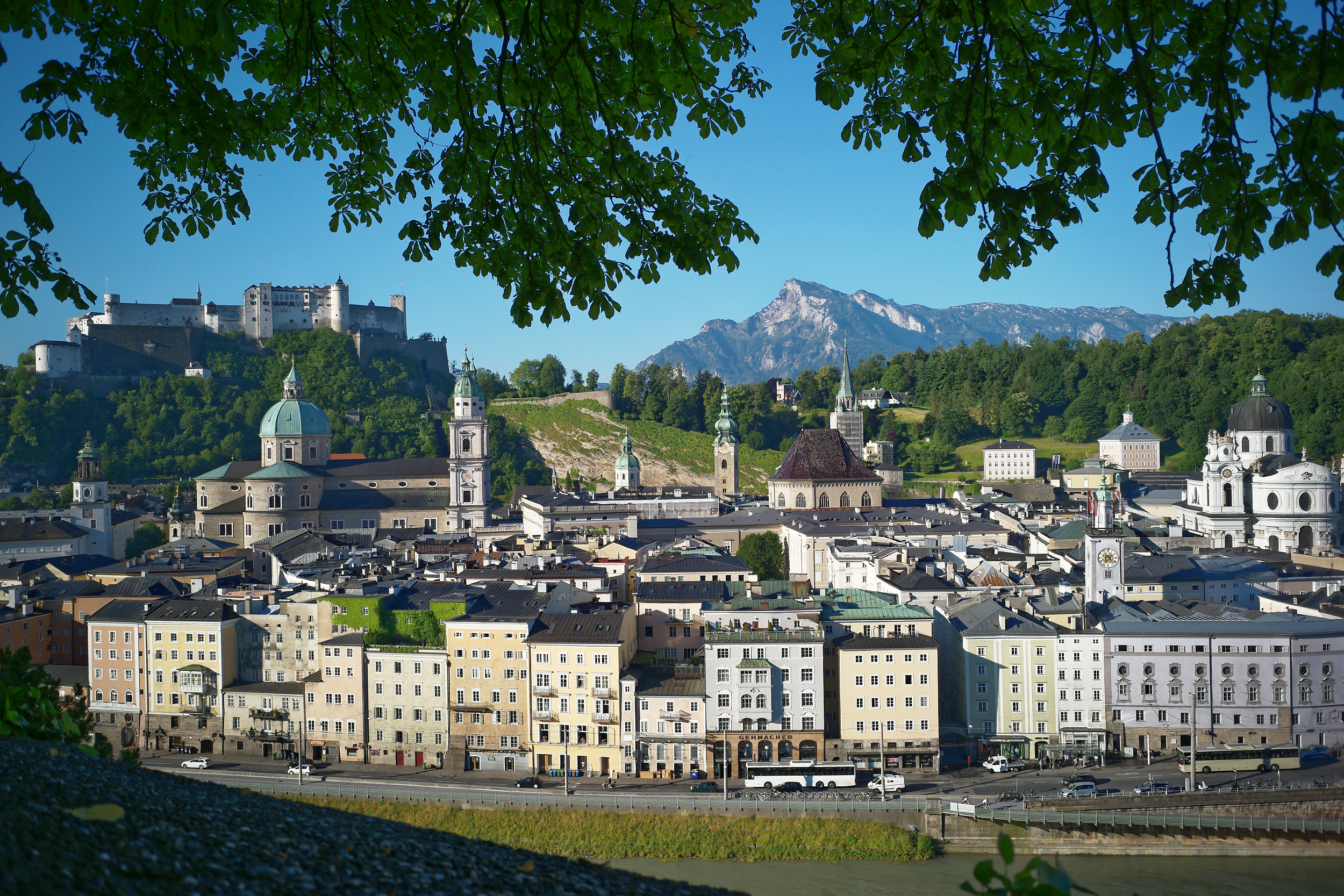
Salzburg ist kulturell, z. B. wegen der Salzburger Festspiele, bedeutend.

Auf österreichischem Staatsgebiet findet sich mit dem Kleinwalsertal eine funktionale Enklave Deutschlands. Das Kleinwalsertal gehört zwar zu Vorarlberg und grenzt geografisch direkt an dieses, ist aber aufgrund der topografischen Lage auf Straßen nur über Deutschland zu erreichen. Eine weitere funktionale Enklave Deutschlands ist die Gemeinde Jungholz in Tirol, die von Österreich aus nicht erreichbar und nur durch den 1636 Meter hohen Sorgschrofen mit Österreich verbunden ist. Im Gegensatz zu ähnlichen funktionellen und geografischen Enklaven, wie dem Kleinwalsertal oder Jungholz, ist Hinterriß kein Zollanschlussgebiet zu Deutschland, obwohl es ebenfalls nur über Deutschlands Straßen erreichbar ist.
Die Saalforste sind österreichisches Staatsgebiet, stehen aber privatrechtlich im Eigentum des Freistaates Bayern.
Eine funktionale Enklave Österreichs bestand früher auf schweizerischem Staatsgebiet. Die Schweizer Gemeinde Samnaun war lange Zeit auf dem Straßenweg nicht aus der Schweiz, sondern nur über Österreich (Tirol) zu erreichen. Dies führte dazu, dass die rätoromanische Sprache im 19. Jahrhundert aufgegeben und stattdessen ein dem Tirolerischen ähnlicher Dialekt angenommen wurde. Mittlerweile gibt es zwar eine Schweizer Straße nach Samnaun, doch besteht nach wie vor eine einst errichtete Zollfreizone. Einen ähnlichen Status wie Samnaun hatte bis 1980 die Gemeinde Spiss im österreichisch-schweizerischen Grenzgebiet. Sie war lange Zeit nur über Samnaun erreichbar und hatte mit starker Abwanderung zu kämpfen, weil sie im Gegensatz zu anderen Enklaven kaum wirtschaftliche Entfaltungsmöglichkeit bot.
Zudem bildet innerösterreichisch der Bezirk Lienz eine Exklave des Bundeslands Tirol; das Bundesland Wien ist als Enklave vollständig von Niederösterreich umgeben.

### Politisches System

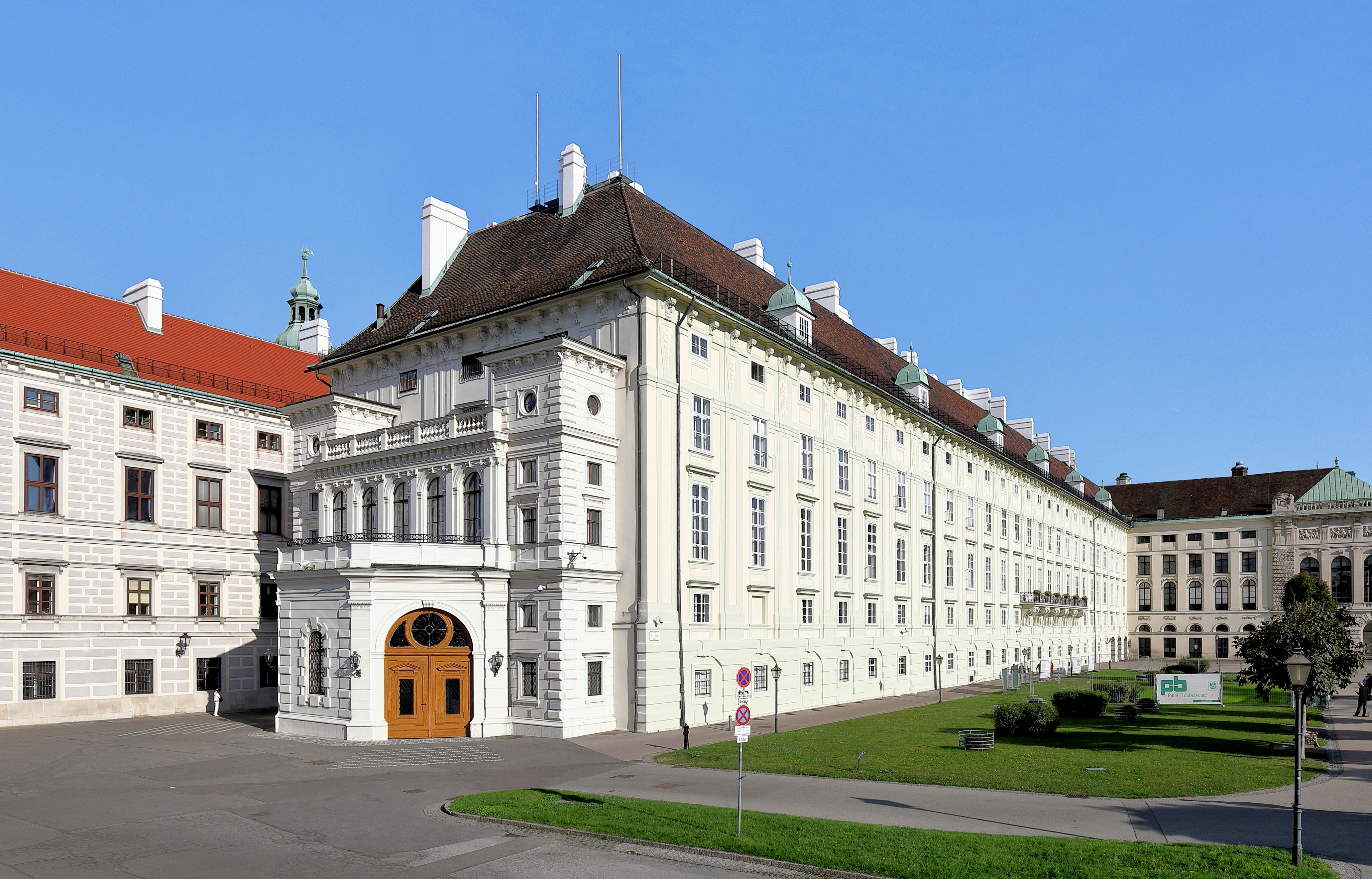
Präsidentschaftskanzlei im Leopoldinischen Trakt der Hofburg

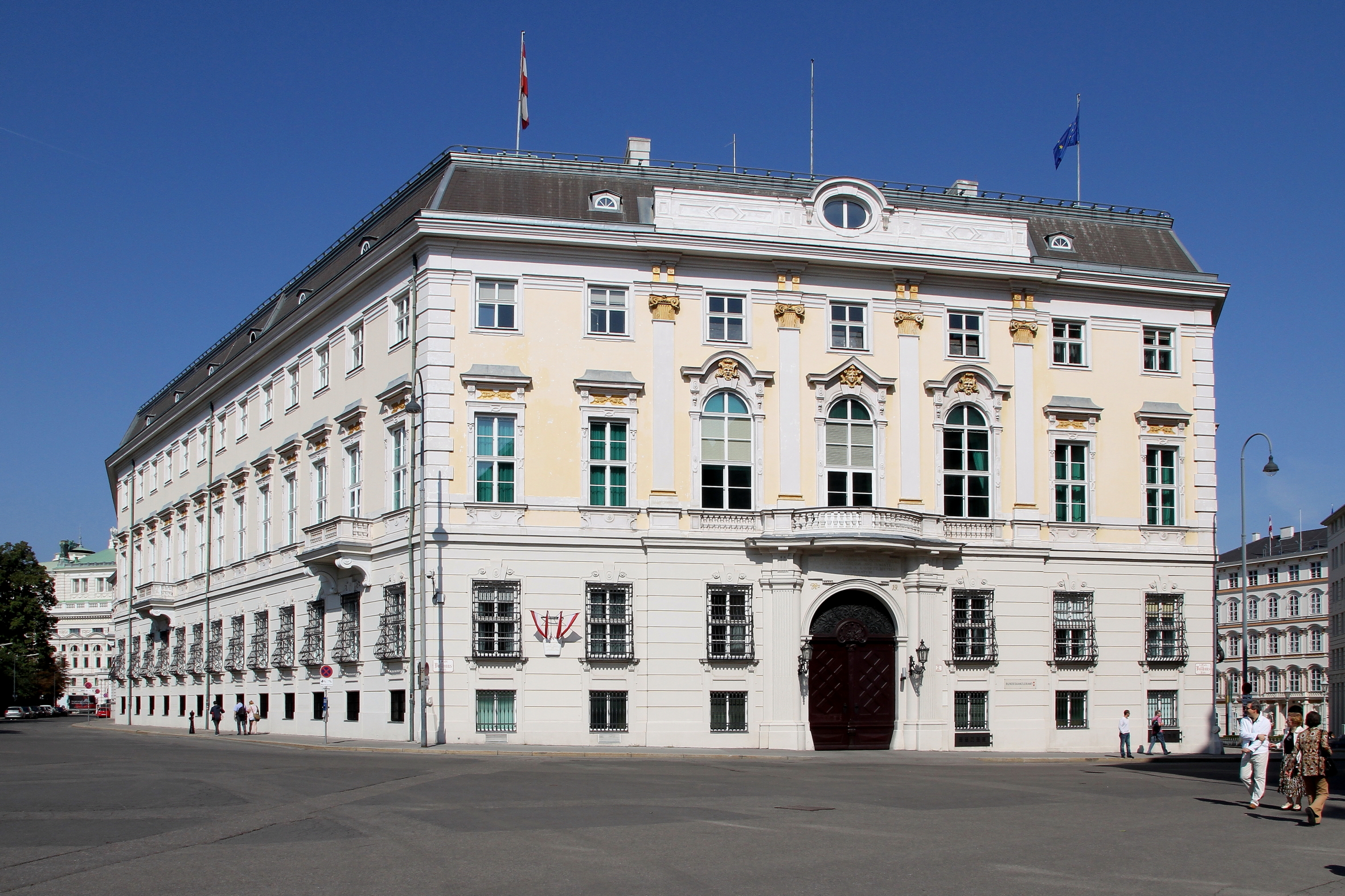
Bundeskanzleramt am Ballhausplatz

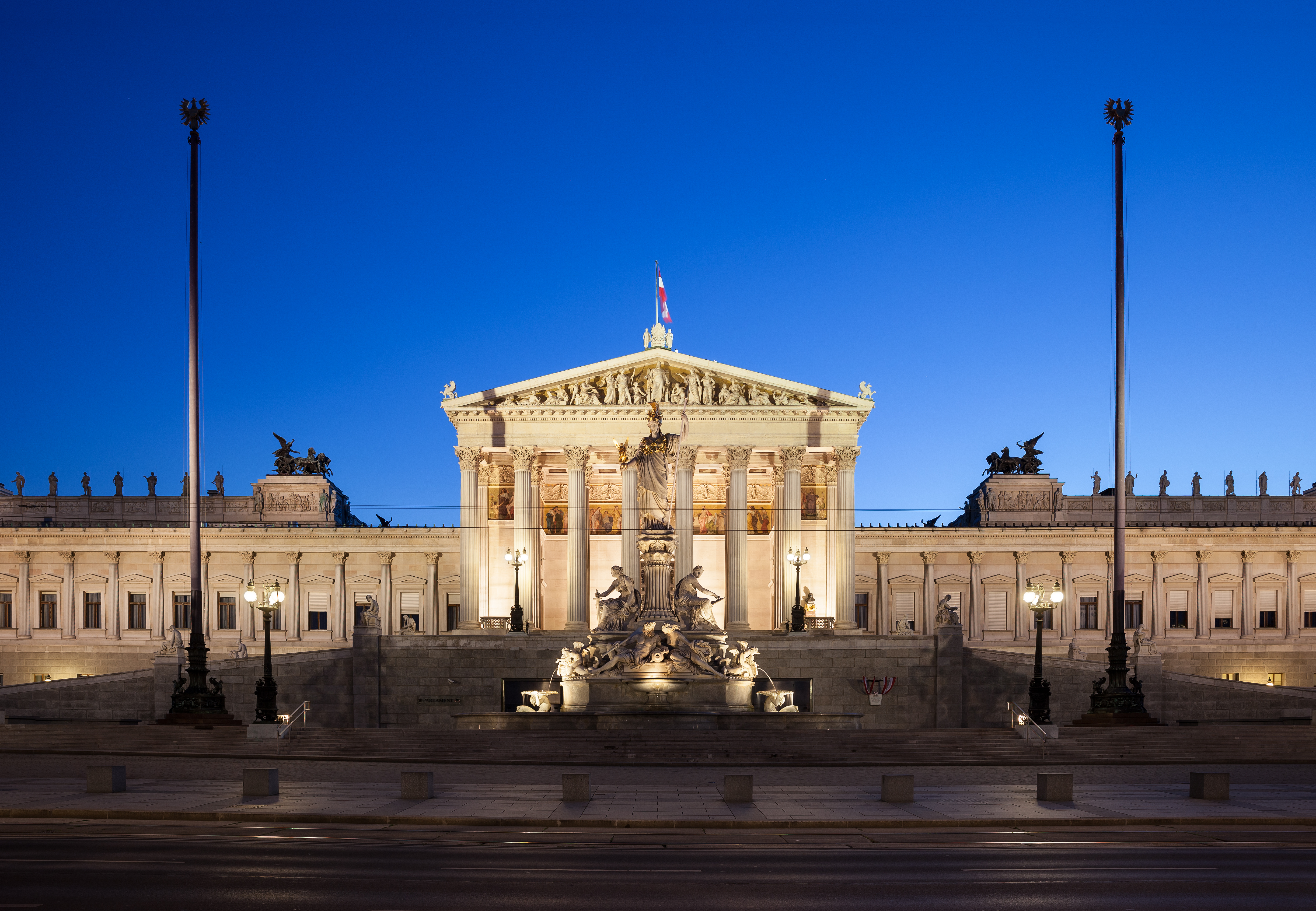
Das Parlament in Wien ist Sitz des Nationalrates und des Bundesrates

Österreich ist nach der Bundesverfassung von 1920 in der Fassung von 1929, die 1945 wieder in Kraft gesetzt wurde, eine föderale, parlamentarisch-demokratische Republik, bestehend aus neun Bundesländern. Staatsoberhaupt ist der Bundespräsident, der (aufgrund der Verfassungsnovelle 1929) seit 1951 für sechs Jahre direkt vom Volk gewählt wird; eine einmalige Wiederwahl ist zulässig.
Da Österreich ein Bundesstaat ist, sind sowohl die Gesetzgebung als auch die Verwaltung zwischen Bund und (Bundes-)Ländern geteilt (siehe auch: Föderalismus in Österreich).

#### Bund
Die Bundesgesetzgebung üben der Nationalrat und der Bundesrat in der Regel gemeinsam aus (Zweikammersystem).
Der Nationalrat, mit seinen 183 Abgeordneten, ist die dominierende Kammer und wird nach dem allgemeinen, gleichen, unmittelbaren und geheimen Wahlrecht von allen über 16-jährigen Staatsbürgern nach den Grundsätzen der Verhältniswahl gewählt. Seine Gesetzgebungsperiode dauert fünf Jahre, wenn sie nicht vom Nationalrat selbst oder von Bundespräsident und Bundesregierung durch Auflösung verkürzt wird, um frühere Neuwahlen zu ermöglichen. Eine 4-Prozent-Hürde verhindert eine zu große Zersplitterung der Parteienlandschaft im Nationalrat. Die Mitglieder des Nationalrats besitzen ein freies Mandat und genießen berufliche und außerberufliche Immunität.
Der Bundesrat wird von den einzelnen Landtagen (den Parlamenten der Bundesländer) nach der Bevölkerungszahl beschickt und vertritt dadurch im Sinne des bundesstaatlichen Prinzips die Interessen der Länder in der Bundesgesetzgebung. Er besitzt in den überwiegenden Fällen nur ein aufschiebendes Vetorecht, das durch einen Beharrungsbeschluss des Nationalrates überstimmt werden kann. Nur in Fällen, in denen in die Rechte der Bundesländer eingegriffen wird, besitzt der Bundesrat ein absolutes Vetorecht. Da der Bundesrat nach Parteienproporz beschickt wird, wird häufig kritisiert, dass dort nicht nach Länder-, sondern nach Parteieninteressen abgestimmt werde. Die Mitglieder des Bundesrats besitzen ein freies Mandat und genießen berufliche und außerberufliche Immunität.
Regierungschef ist auf Bundesebene der Bundeskanzler, der vom Bundespräsidenten ernannt wird. Üblicherweise wird nach einer Nationalratswahl der Spitzenkandidat der stimmenstärksten Partei mit der Regierungsbildung beauftragt. Dies ist aber keine Verfassungsregel. In der Folge wird die Bundesregierung, das sind Bundeskanzler, Vizekanzler und alle sonstigen Bundesminister als Kollegialorgan, vom Bundespräsidenten auf Vorschlag des Bundeskanzlers ernannt (wobei der Bundespräsident Vorschläge auch ablehnen kann). Die Bundesregierung bzw. ihre Mitglieder sind vom Vertrauen des Nationalrats abhängig (politische Verantwortlichkeit), weshalb Minderheitsregierungen bisher nur in Ausnahmefällen ernannt wurden.

#### Land
Die Landesgesetzgebung in den Bundesländern übt der jeweilige Landtag aus (Einkammersystem). Er wird von den über 16-jährigen Landesbürgern aufgrund des gleichen, unmittelbaren, persönlichen, freien und geheimen Wahlrechts nach den Grundsätzen der Verhältniswahl gewählt. Die Mitglieder der Landtage besitzen ein freies Mandat und genießen berufliche und außerberufliche Immunität.
Der Landtag wählt die Landesregierung, die aus dem Landeshauptmann oder -frau, der erforderlichen Zahl von Stellvertretern und weiteren Mitgliedern (Landesräten) besteht. Die Landesregierung ist dem Landtag politisch verantwortlich.

### Kammern
Eine Besonderheit des politischen Systems in Österreich sind Berufsständische Körperschaften, die als öffentlich-rechtliche Interessenvertretungen mit Pflichtmitgliedschaft, gesetzlich als Kammern bezeichnet, organisiert sind und durch privatrechtliche Vereine ergänzt werden. Als „große Kammern“ gelten die Wirtschaftskammer Österreich, die Kammer für Arbeiter und Angestellte und die Landwirtschaftskammer. Dazu kommen als Vereine Industriellenvereinigung, Österreichischer Gewerkschaftsbund, Rechtsanwaltskammer und Bauernbund. Wird ein Gesetzentwurf als Regierungsvorlage ausgearbeitet, so erfolgt ein Begutachtungsverfahren, bei dem die Kammern beispielsweise Änderungsvorschläge einbringen können.
Die großen Interessenvertretungen werden als Sozialpartner bezeichnet, wenn sie gemeinsam nach Kompromissen in Streitfragen suchen; dadurch sind Streiks in Österreich selten geworden. Gelegentlich werden sie als nicht gewählte Nebenregierung bezeichnet und Österreich wird als Kammerstaat kritisiert. SPÖ und ÖVP haben die Kammern 2007 in Verfassungsrang gehoben.

### Politische Parteien

Wahl-Ergebnisse in Österreich seit 1945, im Hintergrund die Regierungskoalitionen

Seit der Gründung der Republik Österreich wird die Politik von zwei großen Parteien, der christlich-konservativen Volkspartei ÖVP (bis 1934 „Christlichsoziale Partei“, 1934–1938 „Vaterländische Front“) sowie der sozialdemokratischen SPÖ (seit 1991, vorher seit 1945 „Sozialistische Partei Österreichs“ bzw. 1918 bis 1933 „Sozialdemokratische Arbeiterpartei Deutschösterreichs“, davor „Sozialdemokratische Arbeiterpartei“), geprägt. Beide entstanden schon während der Monarchie und wurden nach der Befreiung Wiens am Ende des Zweiten Weltkrieges im April 1945 neu beziehungsweise wieder gegründet. 1945–1966 und 1986–1999 regierten diese beiden Parteien trotz ihrer weltanschaulichen Gegensätze in einer Großen Koalition. Die positiven Auswirkungen dieser Kooperation wurden unter dem Begriff der Sozialpartnerschaft, die negativen als parteipolitischer Proporz thematisiert.
Drittes, bis in die 1990er Jahre wesentlich kleineres parteipolitisches Kontinuum ist das deutschnationale Lager, welches sich in der ersten Republik vor allem in der Großdeutschen Volkspartei, in der zweiten Republik im VdU (Verband der Unabhängigen), danach in der FPÖ, der Freiheitlichen Partei Österreichs, sammelte. In den ersten Jahren der Zweiten Republik spielte auch die Kommunistische Partei Österreichs (KPÖ) eine Rolle in der Politik des Landes, seit den 1960er Jahren ist sie jedoch als Kleinpartei auf Bundesebene bedeutungslos. Bei regionalen Wahlen, so vor allem in Graz und der Steiermark, erreicht sie auch heute noch teils beachtliche Stimmanteile.
In den 1980er Jahren brach das starre, manchmal auch als „hyperstabil“ bezeichnete Parteiensystem (mit einer der höchsten Dichten an Parteimitgliedern weltweit) auf. Mit der Volksabstimmung gegen das Atomkraftwerk Zwentendorf und der Besetzung der Hainburger Au erstarkte die Umweltbewegung. 1986 gründeten sich die Grünen. Die FPÖ hingegen begann sich als rechtspopulistische Partei neu zu positionieren. Von ihr spaltete sich 1993 das Liberale Forum ab. Im Jahr 2005 erlebte die FPÖ mit der Gründung des Bündnisses Zukunft Österreich (BZÖ) ihre zweite Spaltung. Bei der Nationalratswahl in Österreich 2008 erreichten FPÖ und BZÖ in Summe etwa die Stärke der SPÖ, kamen aber weder für SPÖ noch ÖVP als Koalitionspartner in Frage. Die Parteienförderung in Österreich („Demokratiekosten“) ist im internationalen Vergleich, bezogen auf die Einwohnerzahl, nach Japan die zweithöchste – 2014 betrug sie insgesamt 205 Millionen Euro.
Im Oktober 2012 wurde unter dem Namen NEOS – Das Neue Österreich eine neue Partei gegründet und trat zur Nationalratswahl in Österreich 2013 in einem Wahlbündnis mit dem Liberalen Forum an, mit welchem sie in der Folge im Jänner 2014 fusionierte. Bei der Nationalratswahl im Jahr 2013 erreichte die Partei fünf Prozent der Stimmen und zog mit neun Abgeordneten in den Nationalrat ein.
2017 entwickelten sich einige Neuheiten in der österreichischen Parteienlandschaft: die Grünen verfehlten den Wiedereinzug ins Parlament, nachdem sich eine Gruppierung rund um Peter Pilz abgespalten hatte und den Einzug in den Nationalrat schaffte. Die ÖVP tritt nunmehr mit türkiser statt schwarzer Parteifarbe auf und nennt sich „Die Volkspartei“ (bis 2022 „Die Neue Volkspartei“). Bei der Nationalratswahl 2019 zogen die Grünen mit 13,9 % der Stimmen wieder ins Parlament ein und stellen seitdem zusammen mit der ÖVP die Regierung.

### Politische Indizes
| Name des Index                     | Indexwert    | Weltweiter Rang | Interpretationshilfe | Jahr |
| ---------------------------------- | ------------ | --------------- | --- | ---- |
| Fragile States Index               | 23,1 von 120 | 167 von 179     | Stabilität des Landes: nachhaltig 0 = sehr nachhaltig / 120 = sehr alarmierend Rang: 1 = fragilstes Land / 179 = stabilstes Land | 2024 |
| Demokratieindex                    | 8,28 von 10  | 19 von 167      | Vollständige Demokratie 0 = autoritäres Regime / 10 = vollständige Demokratie                                                    | 2024 |
| Freedom in the World Index         | 93 von 100   | —               | Freiheitsstatus: frei 0 = unfrei / 100 = frei                                                                                    | 2024 |
| Rangliste der Pressefreiheit       | 78,1 von 100 | 22 von 180      | Zufriedenstellende Lage für die Pressefreiheit 100 = gute Lage / 0 = sehr ernste Lage                                            | 2025 |
| Korruptionswahrnehmungsindex (CPI) | 67 von 100   | 25 von 181      | 0 = sehr korrupt / 100 = sehr sauber                                                                                             | 2024 |

### Staatshaushalt
| Jahr | Staats- verschuldung in Prozent | Haushalts- saldo in Prozent |
| ---- | ------------------------------- | --------------------------- |
| 1995 | 67,9                            | −6,1                        |
| 1996 | 67,8                            | −4,5                        |
| 1997 | 63,1                            | −2,6                        |
| 1998 | 63,4                            | −2,7                        |
| 1999 | 66,3                            | −2,6                        |
| 2000 | 65,7                            | −2,4                        |
| 2001 | 66,4                            | −0,7                        |
| 2002 | 66,4                            | −1,4                        |
| 2003 | 65,5                            | −1,8                        |
| 2004 | 64,8                            | −4,8                        |
| 2005 | 68,3                            | −2,5                        |
| 2006 | 67,0                            | −2,5                        |
| 2007 | 64,7                            | −1,4                        |
| 2008 | 68,4                            | −1,5                        |
| 2009 | 79,6                            | −5,3                        |
| 2010 | 82,4                            | −4,4                        |
| 2011 | 82,3                            | −2,6                        |
| 2012 | 81,7                            | −2,2                        |
| 2013 | 81,0                            | −2,0                        |
| 2014 | 83,8                            | −2,7                        |
| 2015 | 84,3                            | −1,0                        |
| 2016 | 83,6                            | −1,6                        |
| 2017 | 78,5                            | −0,7                        |
| 2018 | 74,1                            | 0,2                         |
| 2019 | 70,6                            | 0,6                         |
| 2020 | 83,3                            | −8,0                        |
| 2021 | 82,8                            | −5,9                        |

Der Staatshaushalt umfasste 2016 Ausgaben von umgerechnet 192,6 Milliarden US-Dollar, dem standen Einnahmen von umgerechnet 187,3 Milliarden US-Dollar gegenüber. Daraus ergab sich ein Haushaltsdefizit in Höhe von 1,3 Prozent des BIP.
Die Verschuldung des Gesamtstaates einschließlich Sozialversicherung erreichte im März 2011 ihren bisher höchsten Stand mit 210,3 Milliarden Euro. Im Jahr 2008 hatte die Gesamtstaatsverschuldung noch 176,8 Milliarden Euro betragen. Dieser sprunghafte Anstieg ist vor allem auf die weltweite Finanz- und Wirtschaftskrise und den damit verbundenen staatlichen Hilfs- und Rettungspaketen für den Finanzsektor und auf Wirtschaftsförderungen zurückzuführen.
Die Staatsverschuldung Österreichs sank zwischen 2001 und 2007 von 66,8 % auf 60,2 % des BIPs. Dennoch wurde das Maastricht-Ziel von höchstens 60 % niemals seit 1992 – vor dem Beitritt zur EU 1995 – erreicht. Im Zuge der weltweiten Finanz- und Wirtschaftskrise stieg die Verschuldung Österreichs auf knapp 85 % an.
2011 wurde eine sogenannte Schuldenbremse im Bundeshaushaltsgesetz beschlossen, die konkrete Beschränkungen für das Haushaltssaldo in den Jahren 2012 bis 2016 vorschreibt und ab 2017 das strukturelle Defizit auf 0,45 % des BIP beschränkt.

### Außen- und Sicherheitspolitik

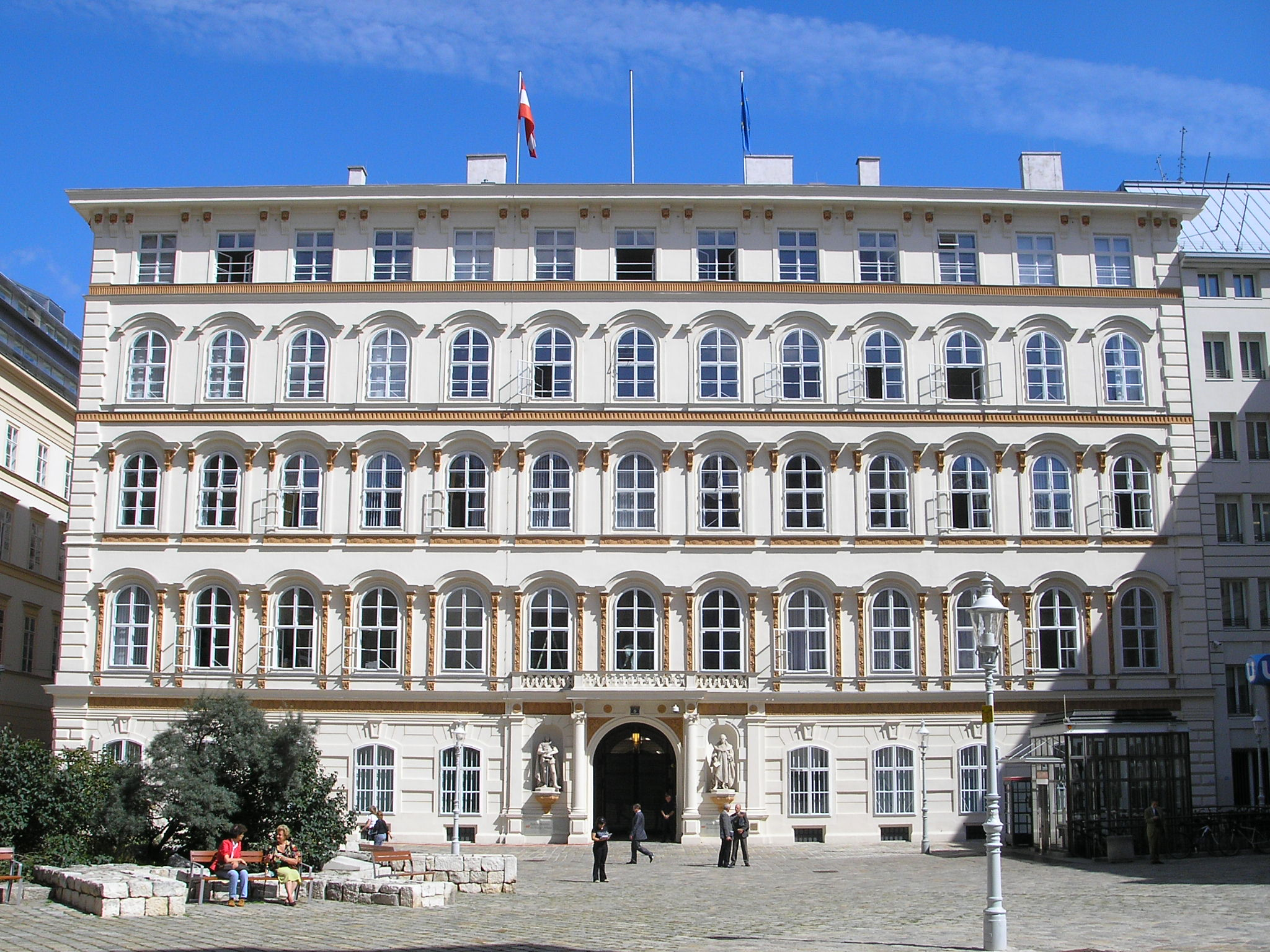
Österreichisches Außenministerium am Wiener Minoritenplatz

Seit dem Beitritt von Tschechien, der Slowakei, Ungarns und Sloweniens zur EU im Jahr 2004 ist Österreich, mit Ausnahme der Schweiz und des Fürstentums Liechtenstein, nur von anderen Mitgliedsstaaten der EU umgeben. Seine Sicherheitspolitik konzentriert sich daher auf Terrorabwehr und auf internationale Einsätze des Heeres im Rahmen der EU und der UNO.
Im Kalten Krieg sah Österreich sich an der Schnittstelle zweier einander gegenüberstehender Machtblöcke – der Westmächte und des Ostblocks. Gemäß der Neutralität, die der Sowjetunion zur Erlangung des Österreichischen Staatsvertrages im Jahr 1955 zugesichert worden war, verhielt sich Österreich beiden Machtblöcken gegenüber formell neutral, obwohl es der Sowjetunion gegenüber von Anfang an eine westliche Ausprägung von Demokratie, Wirtschaft und Politik betont hatte.
Die Außenpolitik des Landes trug oft zur Stabilität der Region und zur kooperativen Neugestaltung der Ost-West-Beziehungen bei. Wien wurde als internationaler Konferenzort attraktiv, da man weder in einem NATO-Land noch im Gebiet des Warschauer Paktes tagte. Dieses Konzept wurde allerdings mit dem Fall des Eisernen Vorhanges 1989 obsolet.
Österreich trat 1995 der EU bei; innenpolitisch wurde argumentiert, man gehe „als neutrales Land in die EU“. (Dass man gegenüber anderen EU-Mitgliedstaaten schwerlich neutral sein kann, wurde öffentlich nicht erörtert.) Später hat sich Österreich dazu entschlossen, die Petersberg-Aufgaben und weitere Beschlüsse im Rahmen der gemeinsamen Sicherheits- und Verteidigungspolitik (GSVP), eines militärischen Beistandspakts der EU, sowie der gemeinsamen Außen- und Sicherheitspolitik (GASP) der EU mitzutragen und lediglich explizit militärische Bündnisse zu vermeiden.
Im Jahr 2008 wurde daher mit dem neuen Artikel 23 f (seit 2010: Artikel 23 j) Bundes-Verfassungsgesetz eine rechtliche Grundlage zur Teilnahme an friedenserhaltenden Maßnahmen beschlossen. Das 1955 wieder eingerichtete Bundesheer nimmt somit am NATO-Programm Partnerschaft für den Frieden teil, das keine Beistandspflicht enthält. In der Westeuropäischen Union, die am 31. März 2010 aufgelöst wurde und die in der GSVP aufgegangen ist, hatte Österreich Beobachterstatus. Die weiteren Entwicklungen rund um GSVP und GASP in der EU sind offen und könnten zu weiteren Herausforderungen an bündnisfreie EU-Staaten wie Österreich führen.
Österreich trat im Jahr 1955 den Vereinten Nationen bei. Wien wurde 1980 nach New York City und Genf dritter Amtssitz des Sekretariats der Vereinten Nationen (ein weiterer Sitz wurde später in Nairobi, Kenia, errichtet) und misst diesem außenpolitischen Element traditionell großen Stellenwert bei. 1972–1981 war der später umstrittene österreichische Ex-Außenminister Kurt Waldheim Generalsekretär der Vereinten Nationen. 2009 und 2010 hatte Österreich einen nicht-ständigen Sitz im Weltsicherheitsrat inne. Insgesamt dienten bisher über 50.000 Österreicher unter der UN-Flagge als Soldaten, Militärbeobachter, Zivilpolizisten und zivile Experten in aller Welt. Neben den UN-Dienststellen bestehen in Wien Amtssitze weiterer internationaler Organisationen. Dazu gehören die Internationale Atomenergie-Organisation (IAEO, seit 1957 in Wien), die Organisation für Sicherheit und Zusammenarbeit in Europa (OSZE), der Sitz der 1960 in Bagdad gegründeten OPEC (Organization of the Petroleum Exporting Countries) sowie diverse Nichtregierungsorganisationen (NGOs).
Die formelle Aufhebung des 1955 beschlossenen Bundesverfassungsgesetzes über die immerwährende Neutralität erfordert eine Zweidrittelmehrheit im Nationalrat, deren Zustandekommen als generell unwahrscheinlich gilt, da das Neutralitätsgesetz aus historischen Gründen Symbolcharakter hat. Im In- wie im Ausland ist daher vielen Beobachtern nicht klar, dass Österreich heute zwar nach wie vor militärisch bündnisfrei ist und Stützpunkte und Truppenbewegungen fremder Armeen auf seinem Gebiet nicht zulässt, die klassische Neutralität aber nicht mehr besteht. Die Bundesregierungen der letzten Jahrzehnte wählten nämlich den Weg, Einschränkungen der Neutralitätsbestimmungen nicht im Neutralitätsgesetz vorzunehmen, sondern dazu andere, unauffälligere Bundesverfassungsgesetze beschließen zu lassen.
Die Ressortzuständigkeit für die Außenpolitik liegt in der österreichischen Regierung beim Bundesministerium für europäische und internationale Angelegenheiten. Amtsinhaber ist Alexander Schallenberg.

### Militär

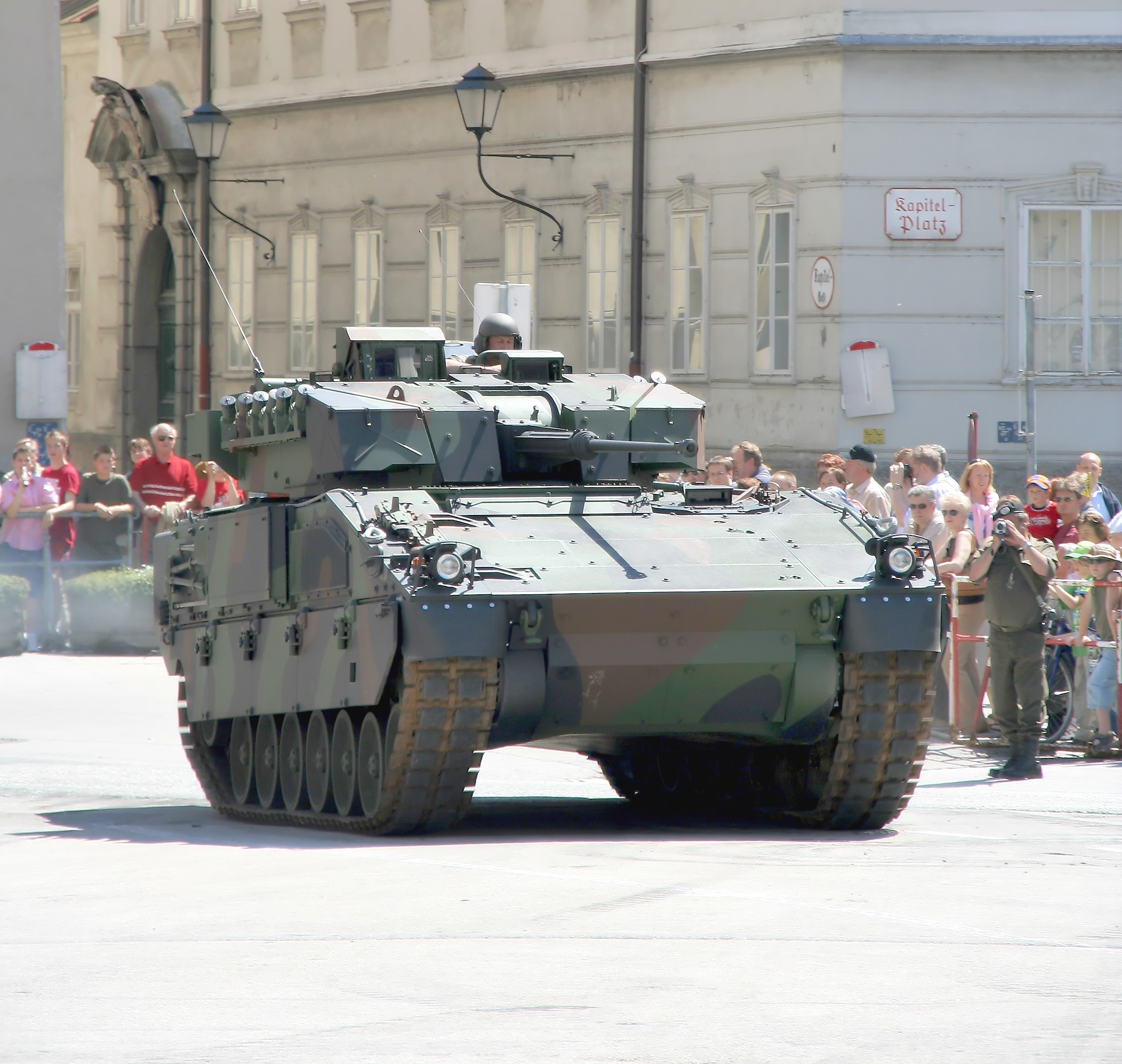
Steyr Ulan des Bundesheeres

Das Bundesheer besteht aus etwa 25.000 Mann im Präsenzstand und rund 30.000 Mann der Miliz. Der Präsenzdienst dauerte bis zum 1. Jänner 2006 acht Monate und seither sechs Monate. Das Militärbudget ist 2021 mit rund 3,3 Milliarden Euro in absoluten Zahlen das höchste Budget in der Geschichte des Bundesheeres, gleichzeitig aber mit 0,8 % des Bruttoinlandsprodukts eines der relativ niedrigsten der Welt.
Die militärische Landesverteidigung fußt auf der allgemeinen Wehrpflicht aller männlichen Staatsbürger im Alter von 17 bis 50 Jahren. Österreich ist damit eines der wenigen EU-Länder, das die Wehrpflicht aktiv aufrechterhält. Frauen können einen freiwilligen Wehrdienst ableisten. Seit 1975 können Wehrpflichtige, die einen Wehrdienst aus Gewissensgründen ablehnen, einen Wehrersatzdienst ableisten. Dieser dauert seit dem 1. Jänner 2006 neun Monate und kann auch im Auslandsdienst als Friedensdienst, Gedenkdienst oder Sozialdienst abgeleistet werden, wobei er jedoch zehn bis elf Monate dauert.

### Regionale Zusammenarbeit

Die Europaregion Tirol-Südtirol-Trentino ist ein Beispiel erfolgreicher regionaler Zusammenarbeit

Die regionale Zusammenarbeit der Europaregionen ist eine länderübergreifende Kooperation mit den Nachbarstaaten, vor allem auf wirtschaftlicher Ebene. Die Europäische Union sowie die österreichische Bundesregierung und die jeweiligen Landesregierungen erhoffen sich neben dem Aspekt der länderübergreifenden Zusammenarbeit auch eine Stärkung der potenziell schwächeren Randregionen.
Europaregionen mit österreichischer Beteiligung sind:
- Euregio Bodensee
- Raetia Nova euroregion/Nova Raetia
- Europaregion Tirol–Südtirol–Trentino
- Europaregion Adria–Alpe–Pannonia
- Euregio Graz-Maribor
- Euregio West/Nyugat Pannónia
- Centrope
- Euregio Weinviertel-Südmähren-Westslowakei/Pomoraví–Záhorie–Weinviertel euroregion
- Euroregion Silva Nortica
- Europaregion Donau-Moldau
- Euregio Bayerischer Wald – Böhmerwald – Unterer Inn/Euroregion Šumava – Bavorský les – Dolní Inn
- Euregio Unterer Inn
- Inn-Salzach-Euregio
- EuRegio Salzburg – Berchtesgadener Land – Traunstein
- Euregio Inntal
- Euregio Zugspitze-Wetterstein-Karwendel
- Euregio via salina

### Umweltpolitik

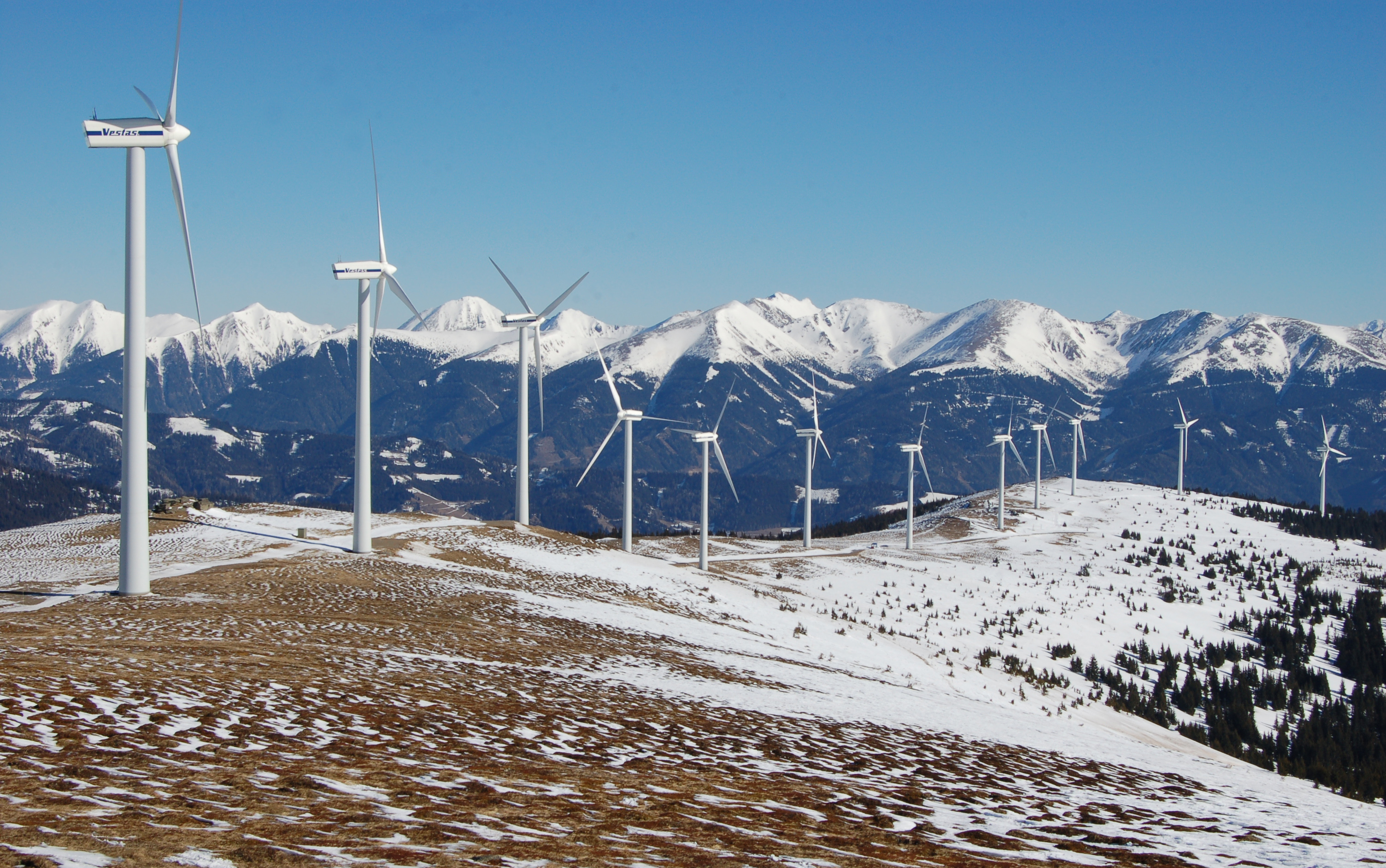
Der Tauernwindpark in Oberzeiring, Steiermark

Im März 2007 wurde vom Ministerrat die Österreichische Klimastrategie beschlossen, um bis 2012 die Ziele des Kyoto-Protokolls zu erreichen, die dem Klimawandel, von dem der Alpenraum in besonderem Maße betroffen ist, entgegenwirken sollen. 2020 wurden in Österreich 73,6 Mio. Tonnen Kohlendioxid-Äquivalent emittiert. Das sind 6,2 % weniger als im Kyoto-Basisjahr 1990. Die größten Emittenten sind die Sektoren Energie und Industrie, Verkehr, Gebäude und Landwirtschaft.
Im Rahmen des EU-Gesetzgebungspakets von 2021 Fit for 55 muss Österreich seine Treibhausgasemissionen außerhalb des Emissionshandels um 36 % gegenüber 2005 verringern.
Das Umweltbundesamt ist die Fachstelle der Republik Österreich für Umweltschutz und Umweltkontrolle. In dieser Eigenschaft unterstützt das Umweltbundesamt die Bundesregierung bei der Durchsetzung der Klimastrategie.
klima:aktiv ist die Initiative des Bundesministeriums für Land- und Forstwirtschaft, Regionen und Wasserwirtschaft (BML) für aktiven Klimaschutz und Teil der österreichischen Klimastrategie. Eine Vielzahl von klima:aktiv-Programmen gibt aktiv Impulse für Angebot und Nachfrage nach klimaschonenden Technologien und Dienstleistungen.
Der Austrian Council on Climate Change (ACCC) ist der österreichische Klimabeirat. Der ACCC stellt sich besonders als Informationsportal der nationalen und internationalen Klimapolitik und -forschung dar in Kooperation mit dem BML und dem Umweltbundesamt.
Das Klimabündnis Österreich hat das Ziel, die indigenen Völker zu unterstützen. Das Klimabündnis Österreich besteht aus Gemeinden und Städten, allen neun Bundesländern, Schulen, Bildungseinrichtungen und Betrieben sowie der COICA, einem Zusammenschluss indianischer Organisationen im Amazonasraum.
Die erneuerbaren Energien waren in Österreich seit Jahrzehnten das Rückgrat der Stromerzeugung. Bis 1997 kamen zwei Drittel der Stromerzeugung aus der Wasserkraft. Im Jahre 2022 hat die Stromerzeugung aus erneuerbaren Energien eine Quote von 85 % erreicht.
Am 25. September 2019 rief Österreich als neuntes Land weltweit durch Stimmen von ÖVP, SPÖ, Neos und Liste Jetzt den Klimanotstand aus. Hiermit hatte man sich dazu bekannt, der Klimakrise und ihren Folgen „höchste Priorität“ einzuräumen. Der Antrag beinhaltet auch das Vorhaben, künftige Gesetze auf deren Auswirkungen auf das Klima zu prüfen.
Beim Klimaschutz-Index, einer von der Organisation Germanwatch jährlich durchgeführten Evaluierung der Klimaschutzbemühungen von Staaten, erreichte Österreich im Jahr 2020 den 38. Platz von 61 Bewertungen und liegt damit im unteren Mittelfeld unter dem EU-Durchschnitt.
2022 führte das neu geschaffene Bundesministerium für Klimaschutz, Umwelt, Energie, Mobilität, Innovation und Technologie einen „Klimabonus“ in Höhe von 500 Euro ein, welcher die Kosten der zuvor beschlossenen CO2-Steuer sozial ausgleichen soll. Der Klimabonus ist Teil der ökosozialen Steuerreform der Regierungskoalition von Volkspartei und Grünen.

### Kriminalität

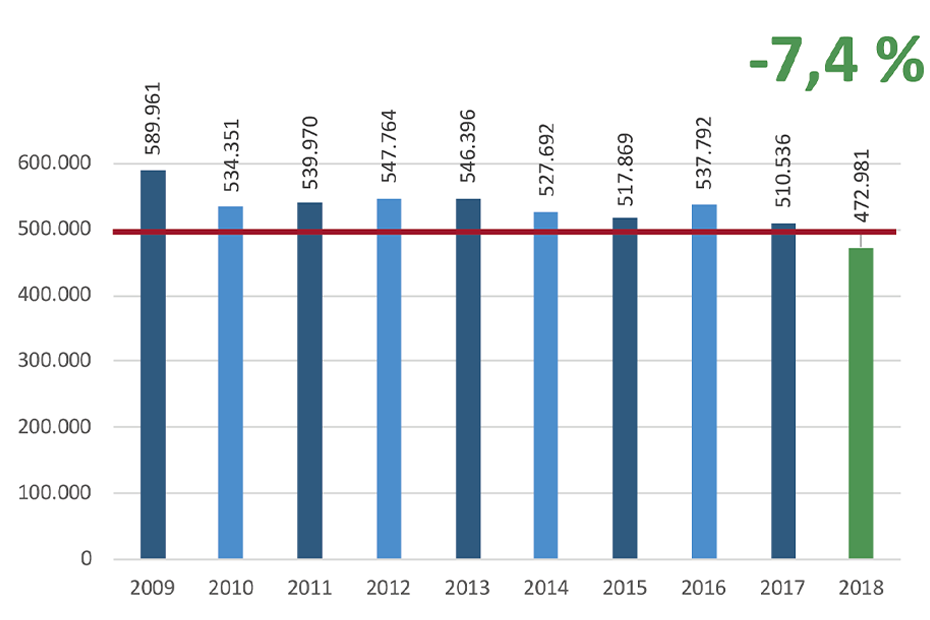
Entwicklung der Gesamtkriminalität in Österreich 2009 bis 2018

Wie in zumindest allen wohlhabenden Ländern der westlichen Welt gibt es seit Anfang der 1990er Jahre einen allgemeinen Kriminalitätsrückgang, vor allem bei Diebstahl und Gewaltkriminalität. Hinzu kommt eine gestiegene Sicherheit durch Waffenverbote, von denen Frauen allerdings weniger als Männer profitieren, da sie meist in Beziehungen Opfer von Gewalt werden.
Was allerdings angestiegen ist, ist die Korruption von politischen Amtsträgern und die Verquickung von politischer und privatwirtschaftlicher Kriminalität. Dies liegt nicht nur an den Oligarchisierungstendenzen repräsentativer Demokratien, sondern auch an einer seit einigen Jahren strengeren Gesetzgebung, durch die derartige Vergehen intensiver verfolgt und damit stärker publik gemacht werden.
Für Vergleiche der Gewaltneigung über lange Zeiträume und große räumliche Distanzen hinweg wird die Rate der Tötungsdelikte als Index verwendet. Österreich kam hierbei im Jahr 2016 auf 0,7 Fälle pro 100.000 Einwohner. Ein Höhepunkt war 1991 mit 1,3 Fällen. Die heutigen 0,7 Fälle liegen unter dem Durchschnitt in Westeuropa, der bei eins liegt. Der Durchschnitt in Gesamt-Europa lag bei drei Fällen pro 100.000 Einwohner, der globale Durchschnitt bei 6,1. Ostasiatische Staaten liegen durchschnittlich bei 0,6 Fällen, Singapur bei nur 0,2 Fällen pro 100.000 Einwohner.
Detaillierte, flächendeckende Daten werden seit 2001 in der österreichischen Polizeilichen Kriminalstatistik veröffentlicht. 2018 wurden erstmals weniger als 500.000 angezeigte Delikte erfasst. Die Aufklärungsquote stieg auf einen Rekord von 52,5 %. In wesentlichen Deliktsfeldern wie Einbruchsdiebstählen in Wohnungen und Wohnhäusern, Kfz-Diebstählen sowie Taschen- und Trickdiebstählen, die als Formen der Kriminalität einen wesentlichen Einfluss auf das Sicherheitsgefühl der Menschen haben, ist die Zahl der Anzeigen deutlich rückläufig.
Zudem wird international von einer steigenden Anzeigebereitschaft beziehungsweise einer sich verringernden Dunkelziffer ausgegangen, vor allem bei Gewalt gegen Frauen. Deshalb kann davon ausgegangen werden, dass die Kriminalität insgesamt noch stärker zurückgeht, als aus Polizeistatistiken ersichtlich. In jüngerer Zeit werden vor allem Frauenmorde (Femizide) thematisiert, inwieweit dies ein spezifisch österreichisches Problem darstellt, wird kontrovers diskutiert.

## Rechtswesen

### Bundesverfassungsrecht

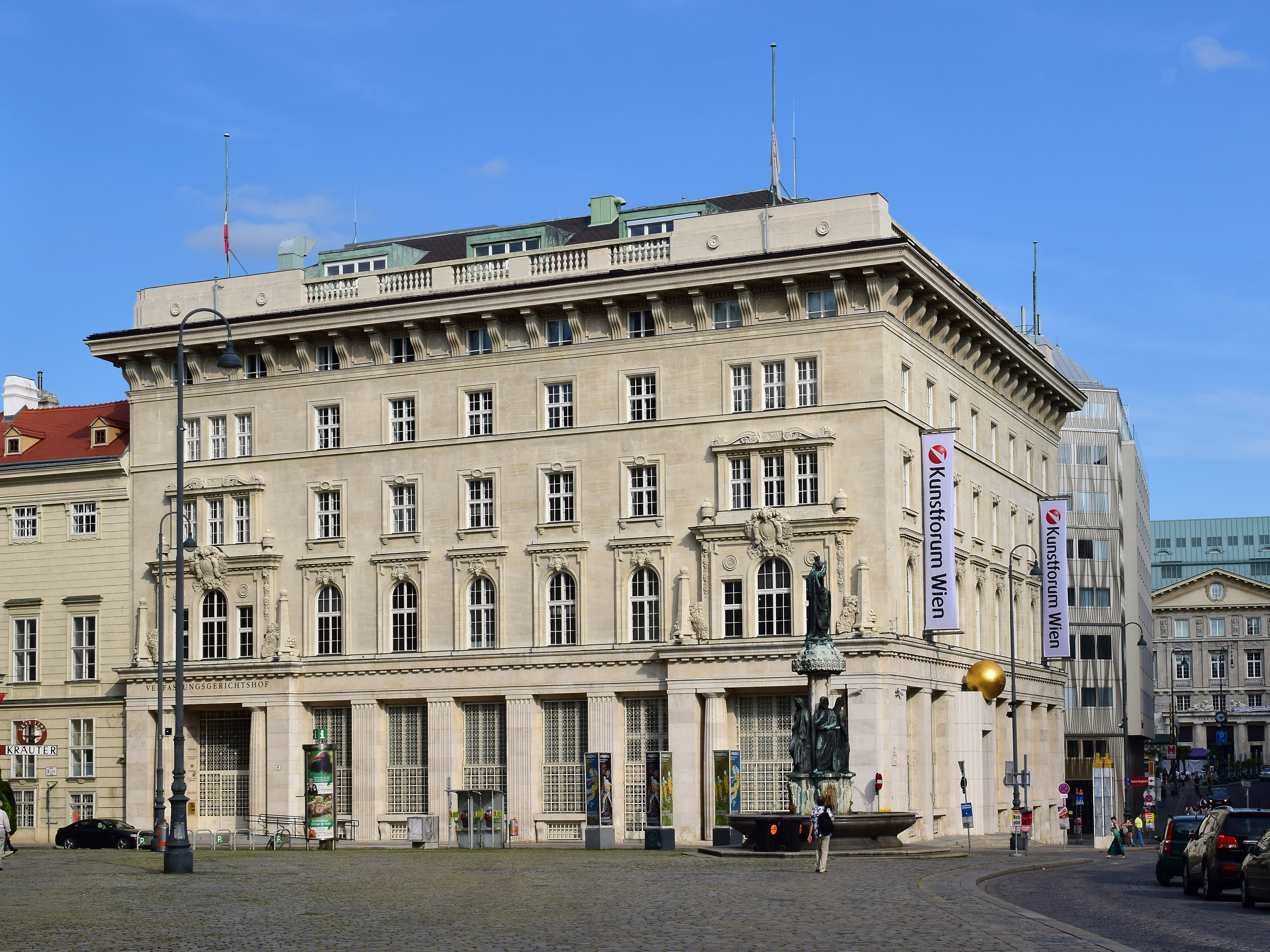
Seit 2012 Sitz des Verfassungsgerichtshofes: Wien 1., Freyung 8

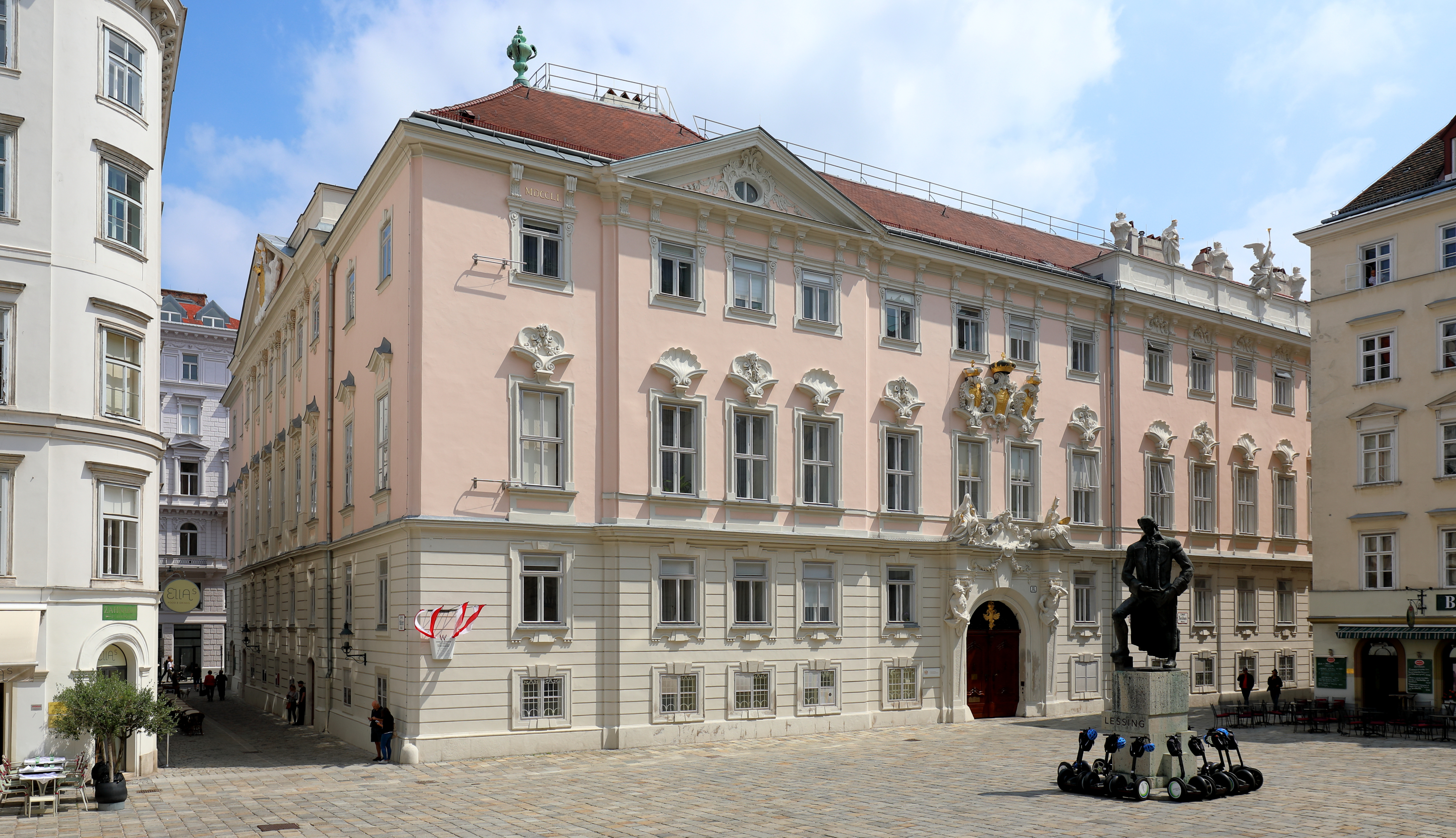
Der Verwaltungsgerichtshof Österreichs befindet sich in der Böhmischen Hofkanzlei am Wiener Judenplatz

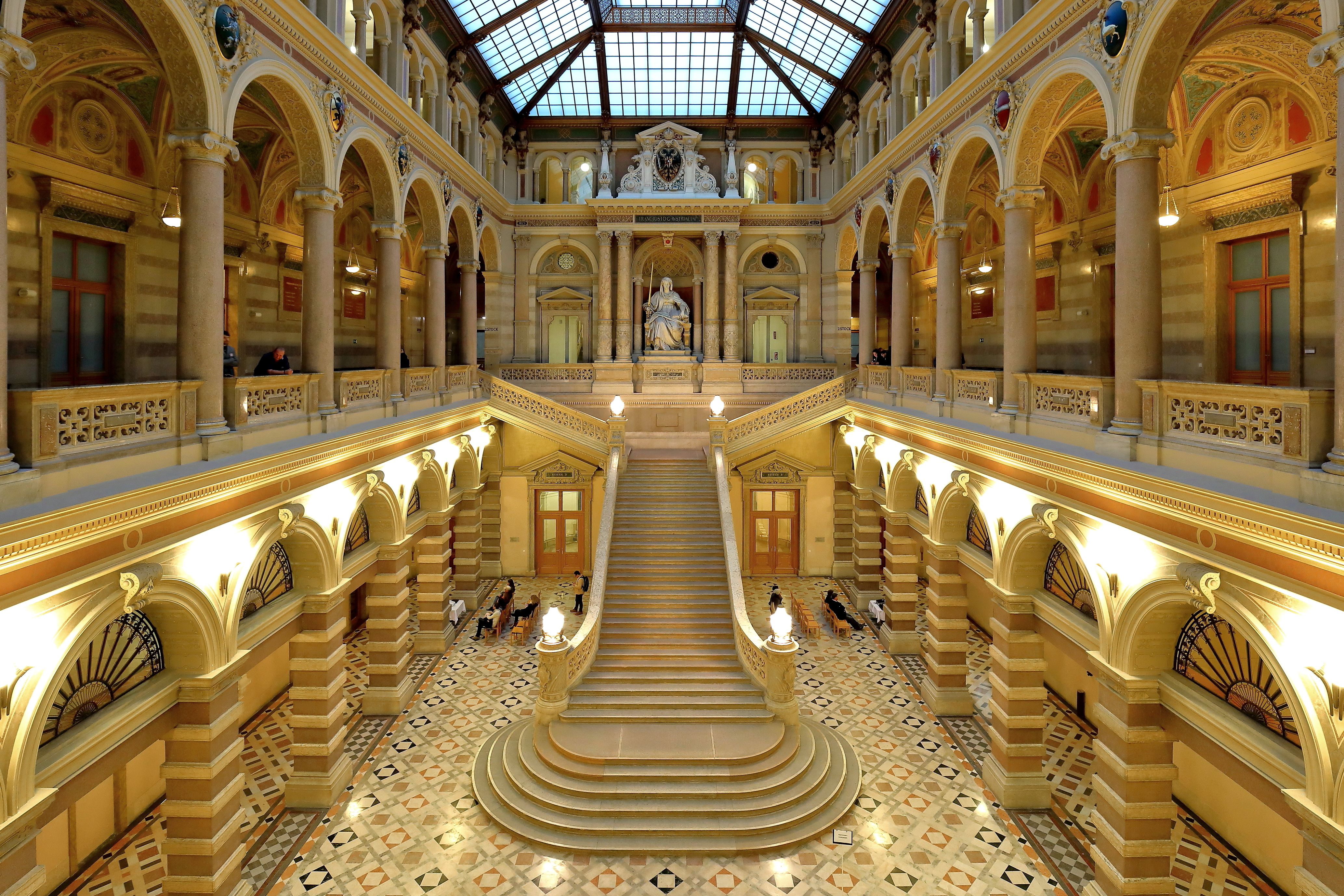
Der Oberste Gerichtshof befindet sich im Justizpalast

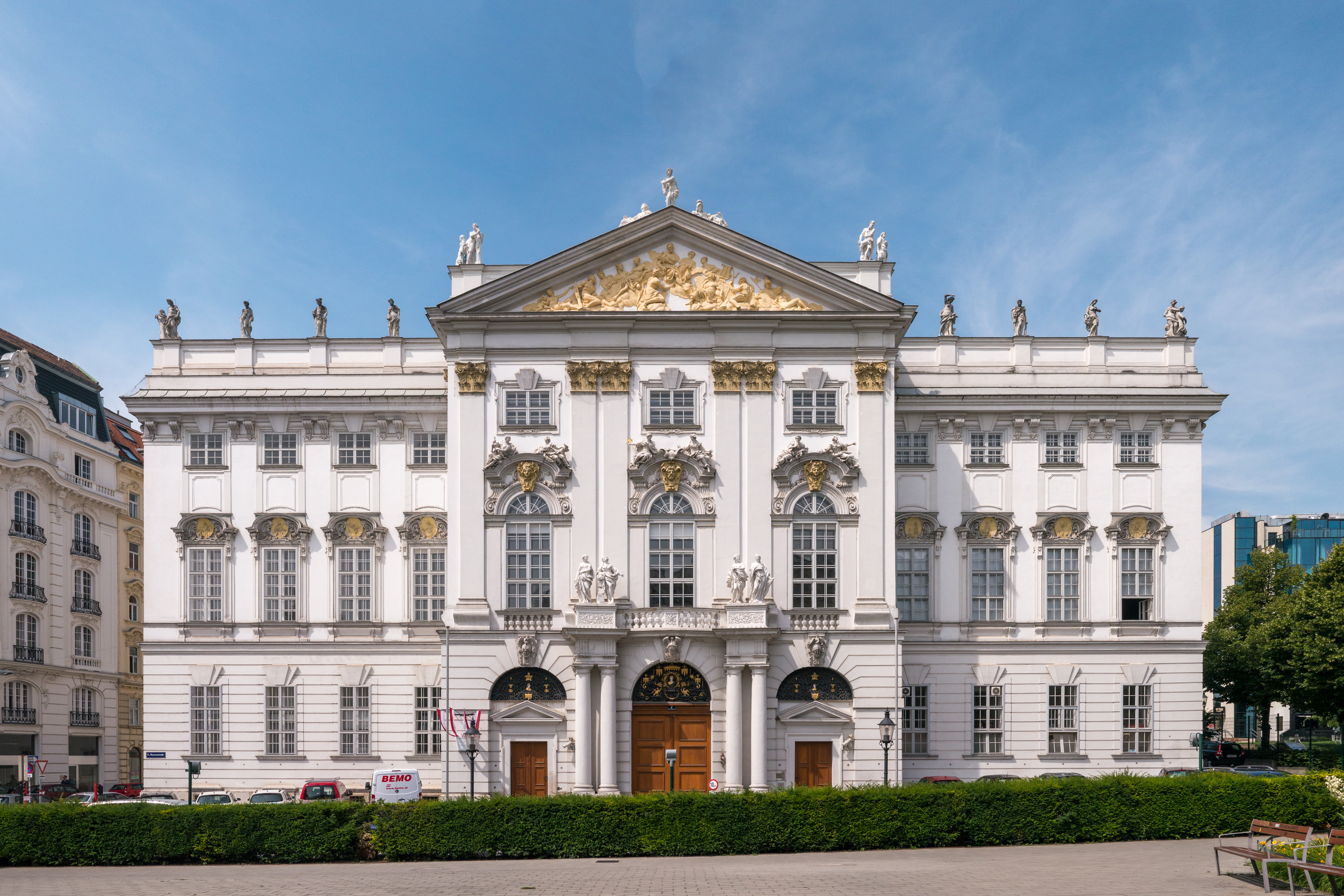
Das Palais Trautson, Sitz des Justizministeriums

Das österreichische Bundesverfassungsrecht ist zersplittert, da es im Gegensatz zu anderen Staaten kein Inkorporationsgebot gibt, dem zufolge sämtliche nach Inkrafttreten der Verfassung beschlossenen Änderungen oder Ergänzungen ausschließlich direkt in die Verfassungsurkunde selbst aufzunehmen wären und nicht in gesonderten Verfassungsgesetzen erlassen werden dürften. Verfassungsregeln finden sich daher in Österreich nicht nur im Bundes-Verfassungsgesetz selbst, sondern auch in vielen anderen Verfassungsgesetzen und in einfachen Gesetzen enthaltenen Verfassungsbestimmungen.
Vom 1. Juli 2003 bis 31. Jänner 2005 tagte ein Verfassungskonvent („Österreich-Konvent“), der Vorschläge für eine Reform der österreichischen Bundesverfassung erarbeitete. Der Vorsitzende Franz Fiedler erarbeitete einen eigenen Schlussbericht, da über die zukünftige Kompetenzverteilung zwischen Bund und Ländern keine Einigung erzielt wurde.
Zentrales Verfassungsdokument ist
- das Bundes-Verfassungsgesetz vom 1. Oktober 1920 in der Fassung von 1929 (B-VG) mit den seither ergangenen Novellen, das den „Kern“ des Bundesverfassungsrechts bildet.[126]

Ein Grundrechtskatalog fehlt im B-VG. Er wird durch mehrere in Verfassungsrang stehende Rechtstexte gebildet:
- das Staatsgrundgesetz über die allgemeinen Rechte der Staatsbürger vom 21. Dezember 1867, RGBl. 142/1867, in Verfassungsrang gemäß Art. 149 Abs. 1 B-VG,[127] und
- die Europäische Menschenrechtskonvention (EMRK) vom 4. November 1950, ratifiziert 1958 (BGBl. Nr. 210/1958), in Verfassungsrang seit 1964 (BGBl. Nr. 59/1964).[128]

Weitere wichtige Bundesverfassungsgesetze (BVG; zur Unterscheidung von der ursprünglichen Verfassung, dem B-VG, ohne Bindestrich geschrieben) sind:
- das Verbotsgesetz 1947, das NS-Wiederbetätigung gerichtlich strafbar macht (am 8. Mai 1945, StGBl. Nr. 13/1945, erstmals publiziert),[129]
- das Finanz-Verfassungsgesetz vom 21. Jänner 1948, BGBl. Nr. 45/1948, in der geltenden Fassung, das den Finanzausgleich zwischen „dem Bund und den übrigen Gebietskörperschaften“ (Originaltitel) regelt,[130]
- das Neutralitätsgesetz vom 26. Oktober 1955, BGBl. Nr. 211/1955,[131]
- der per 1. Jänner 1995 vom Parlament genehmigte EU-Beitrittsvertrag (BGBl. Nr. 45/1995),[132]
- weitere Ratifizierungen von EU-Verträgen.

Daneben bestehen noch mehr als 1.300 rein formelle Verfassungsgesetze und in einfachen Gesetzen als Verfassungsbestimmung bezeichnete Rechtsregeln (diese sichern sonst verfassungswidrige Ausnahmeregelungen ab) sowie Staatsverträge in Verfassungsrang. Am 4. Jänner 2008 wurde das Erste Bundesverfassungsrechtsbereinigungsgesetz (BVRBG), BGBl. I Nr. 2/2008, publiziert. Damit wurden 71 Bundesverfassungsgesetze, 167 Verfassungsbestimmungen und 6 verfassungsändernde Staatsverträge außer Kraft gesetzt oder als nicht mehr geltend festgestellt, außerdem 24 Bundesverfassungsgesetze zu einfachen Bundesgesetzen heruntergestuft und 225 weitere Bestimmungen ihres Verfassungsranges entkleidet.

### Europarecht
1995 erfolgte die Übernahme des Acquis communautaire, des gemeinsamen Rechtsbestandes der EU, der durch die seit dem EU-Beitritt unter Mitwirkung Österreichs erlassenen EG-Richtlinien (Rahmengesetze) und EU-Verordnungen (direkt anwendbare Gesetze) sowie durch Letztentscheidungen des Europäischen Gerichtshofes (EuGH) ständig weiterentwickelt wird. Im Zweifelsfall hat das Gemeinschaftsrecht Vorrang. Betroffen sind insbesondere Wirtschafts-, Unternehmens- und Kapitalrecht, lediglich bei den Grundrichtlinien der Verfassung, den sogenannten Baugesetzen, zu deren Änderung eine Volksabstimmung notwendig ist, wird von der Höherrangigkeit österreichischen Rechts ausgegangen.
Österreich hat – wie insgesamt 17 von 27 Mitgliedstaaten – den EU-Verfassungsvertrag ratifiziert; da die nötige Einstimmigkeit aller Mitgliedsstaaten dafür nicht zu erreichen war, wurde im Herbst 2007 der Vertrag von Lissabon abgeschlossen, der die wesentlichsten „Verfassungsbestimmungen“ enthält, ohne sie als solche zu bezeichnen, und der auf Symbole der Staatlichkeit der EU verzichtet. Auch diesen hat Österreich ratifiziert.

### Gerichtsbarkeit
Die Gerichtsbarkeit ist in Österreich überwiegend Angelegenheit des Bundes. Sie wird in Zivilrechts- und Strafrechtssachen von Bezirksgerichten, Landesgerichten, Oberlandesgerichten und dem Obersten Gerichtshof (OGH) als höchster Instanz wahrgenommen, die alle Gerichte des Bundes sind. Die Verwaltungsgerichtsbarkeit ist seit 1. Jänner 2014 zweistufig organisiert und wird von elf Verwaltungsgerichten, von denen jedes Land ein Gericht (Landesverwaltungsgericht) und der Bund zwei Gerichte (Bundesverwaltungsgericht und Bundesfinanzgericht) betreibt, und dem Verwaltungsgerichtshof (VwGH) ausgeübt.
Für die Verfassungsgerichtsbarkeit gibt es mit dem Verfassungsgerichtshof (VfGH) nur ein einziges Gericht. Soweit zu den Kompetenzen der EU zählende Materien betroffen sind, ist gemäß dem EU-Vertrag der Europäische Gerichtshof (EuGH) die Letztinstanz über den österreichischen Gerichten; in menschenrechtlichen Fragen laut Europäischer Menschenrechtskonvention der Europäische Gerichtshof für Menschenrechte (EGMR).

### Privatrecht
Die zentrale Privatrechtskodifikation Österreichs, das Allgemeine Bürgerliche Gesetzbuch (ABGB) vom 1. Juni 1811 (in Kraft getreten am 1. Jänner 1812), ist eine Naturrechtskodifikation, die 1914–1916 unter Einfluss der Historischen Rechtsschule tiefgreifend novelliert wurde. Weit reichende Änderungen erfolgten dann erst wieder ab 1970, insbesondere im Familienrecht. Große Bereiche des Privatrechts sind allerdings außerhalb des ABGB geregelt, wobei viele dieser Sondergesetze im Zuge des „Anschlusses“ an Deutschland 1938 in Österreich eingeführt wurden und nach 1945 in gegebenenfalls entnazifizierter Fassung beibehalten wurden; so etwa das Ehegesetz (EheG), das Unternehmensgesetzbuch (UGB) und das Aktiengesetz (AktG).

### Strafrecht
Das Österreichische Strafrecht ist in modernen Kodifikationen wie etwa dem Strafgesetzbuch (StGB) vom 23. Jänner 1974 oder der Strafprozessordnung (StPO) vom 31. Dezember 1975, 2004 mit Inkrafttreten am 1. Jänner 2008 durchgreifend geändert, geregelt. Das StGB kennt außer Strafen auch „vorbeugende Maßnahmen“. Sowohl Strafen als auch Maßnahmen dürfen nur wegen einer Tat verhängt werden, die schon zur Zeit ihrer Begehung mit Strafe bedroht war (Verwirklichung des Rückwirkungsverbotes im Strafrecht: Nulla poena sine lege, § 1 StGB). Die Todesstrafe ist im ordentlichen Verfahren seit 1950, im außerordentlichen Verfahren seit 1968 abgeschafft.

### Staatszielbestimmungen in der österreichischen Bundesverfassung
(Quelle:)
- dauernde Neutralität
- Verbot nazistischer Tätigkeiten (seit 1955)
- der Rundfunk als öffentliche Aufgabe (seit 1974)
- die umfassende Landesverteidigung (seit 1975)
- der umfassende Umweltschutz (seit 1984)
- die Gleichbehandlung von Behinderten (seit 1997)
- die Gleichstellung von Mann und Frau (seit 1998)

Ebenfalls gelten seit 2013 folgende aktualisierte Staatsziele, für deren Gewährleistung die Republik (Bund, Land und Gemeinden) zuständig ist:
- Nachhaltigkeit
- Tierschutz
- umfassender Umweltschutz
- Sicherstellung der Wasser- und Lebensmittelversorgung
- Forschung

## Wirtschaft

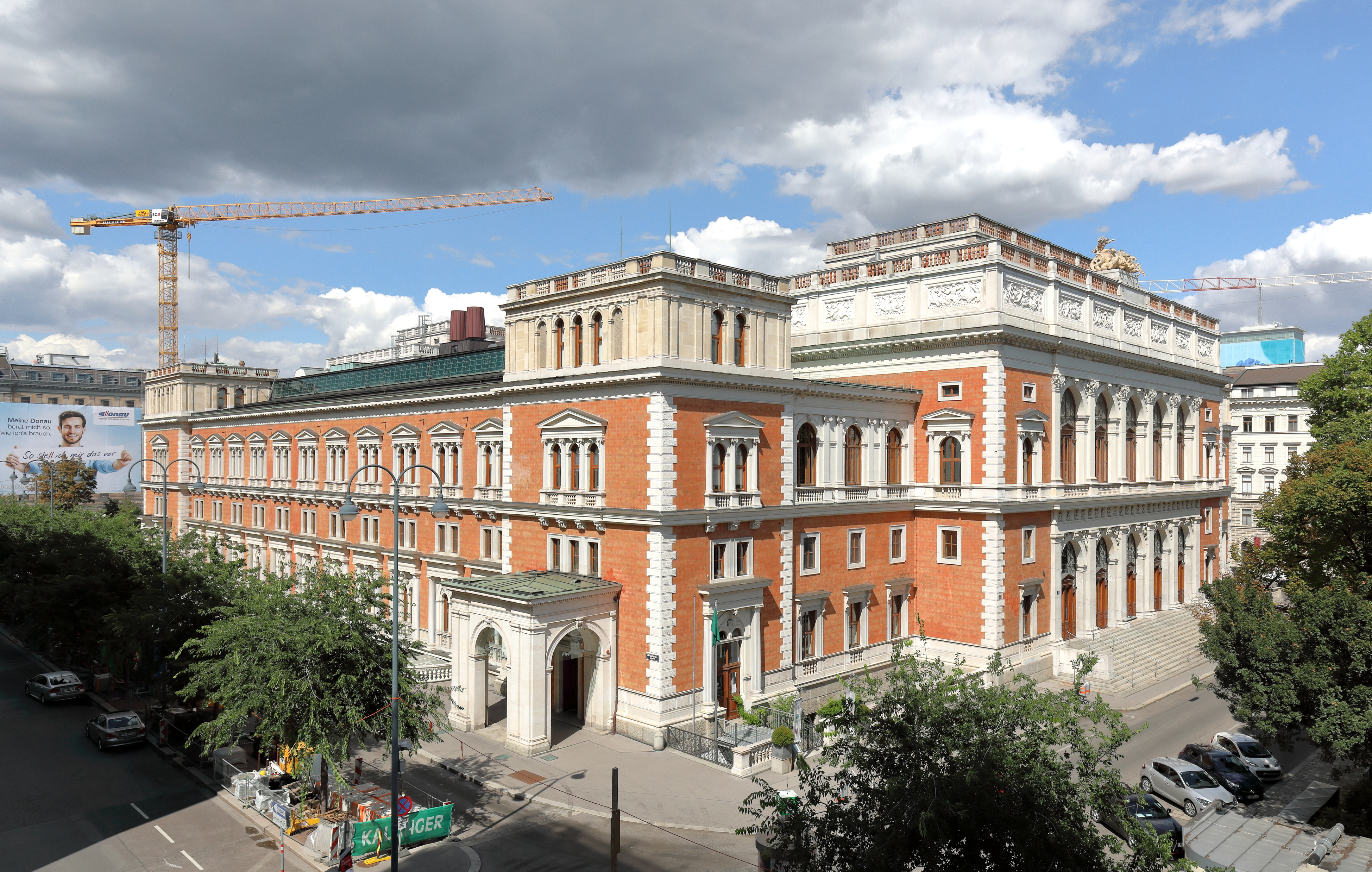
Ehemaliger Sitz der Börse in Wien

Österreich ist mit einem Bruttoinlandsprodukt (BIP) pro Kopf von 39.990 Euro eines der wohlhabendsten Länder der EU – zum Vergleich: Deutschland 37.900 Euro (2016). Das gesamte BIP umfasst nominell 352 Milliarden Euro. Davon entfallen auf Landwirtschaft, Forstwirtschaft und Fischerei 1,2 %, Sachgüterproduktion, Bergbau, Energie- und Wasserversorgung und Bauwesen 28 Prozent und auf Markt- und marktmäßige Dienstleistungen 70,7 %. Im Fremdenverkehr, der im Gegensatz zu vielen Ländern ganzjährig stattfindet, gab es 2016 insgesamt 141 Millionen Übernachtungen (Inländer und Ausländer, davon rund 52 Millionen Übernachtungen von Gästen aus Deutschland). Der in Österreich im internationalen Vergleich hohe Anteil der Industrie ist geprägt durch einen hochentwickelten Maschinenbau, zahlreiche Kfz-Zulieferer sowie etliche große Mittelständler, die hoch spezialisiert und in ihrem Segment zum Teil Weltmarktführer sind.
Im Jahre 2016 wuchs die österreichische Wirtschaft um 1,5 %. Für 2017 wird ein Wachstum von 1,64 % erwartet. Die Staatsquote liegt mit 50,7 % (2016) über dem Durchschnitt der EU-Staaten. Im Global Competitiveness Index, der die Wettbewerbsfähigkeit eines Landes misst, belegt Österreich Platz 18 von 137 Ländern (Stand 2017). Im Index für wirtschaftliche Freiheit belegt das Land 2018 Platz 32 von 180 Ländern.
In Österreich waren 2011 4.167.164 Personen in 706.817 Arbeitsstätten beschäftigt. Die größte Börse in Österreich ist die CEE Stock Exchange Group mit deren Tochtergesellschaft Wiener Börse, deren für Österreich bedeutendster Index ist der ATX.
Reichstes Bundesland ist die Hauptstadt Wien mit einem kaufkraftbereinigten BIP pro Kopf von 155 % des EU-Durchschnitts. Den niedrigsten Wert erreicht dagegen das Burgenland, das mit 86 % als einziges österreichisches Bundesland unter dem EU-Durchschnitt liegt.
| Rang | Bundesland       | BIP KKP in Mio. € | BIP/Kopf, KKS, (EU28=100) (2015) | BIP/Kopf in € (KKS) (2015) |
| ---- | ---------------- | ----------------- | -------------------------------- | -------------------------- |
| 1    | Wien             | 81.092            | 155                              | 44.700                     |
| 2    | Salzburg         | 23.374            | 150                              | 43.200                     |
| 3    | Vorarlberg       | 15.101            | 137                              | 39.600                     |
| 4    | Tirol            | 28.826            | 136                              | 39.300                     |
| 5    | Oberösterreich   | 54.480            | 131                              | 37.700                     |
| –    | Österreich       | 318.509           | 128                              | 36.900                     |
| 6    | Steiermark       | 40.600            | 115                              | 33.100                     |
| 7    | Kärnten          | 17.439            | 108                              | 31.200                     |
| 8    | Niederösterreich | 50.047            | 106                              | 30.500                     |
| –    | EU-27            | 14.714.029        | 100                              | 28.900                     |
| 9    | Burgenland       | 7.461             | 089                              | 25.800                     |

### Finanzwirtschaft
Die österreichischen Banken haben sich seit 1989 in den Ländern des früheren Ostblocks stark engagiert und zählen dort zu den wichtigsten Kreditgebern. Seit im September 2008 die internationale Finanzkrise schlagend geworden ist, werden das von österreichischer Seite eingegangene Kreditrisiko und die damit verbundenen Auswirkungen auf das Verhältnis zwischen Staatsschulden und wirtschaftlicher Leistungsfähigkeit des Landes daher besonders kritisch betrachtet.
Die österreichischen Banken profitieren noch heute vom strengen österreichischen Bankgeheimnis. Nach dem EU-Beitritt wurde die Anonymität der Sparkonten abgeschafft. Aufrecht bleibt aber, dass Konten durch Behörden nicht ohne ausdrückliche richterliche Anordnung geöffnet werden dürfen.
Größere Banken in Österreich sind die Erste Group Bank AG, Raiffeisen Bank International AG, Unicredit Bank Austria sowie die BAWAG P.S.K.

### Bergbau

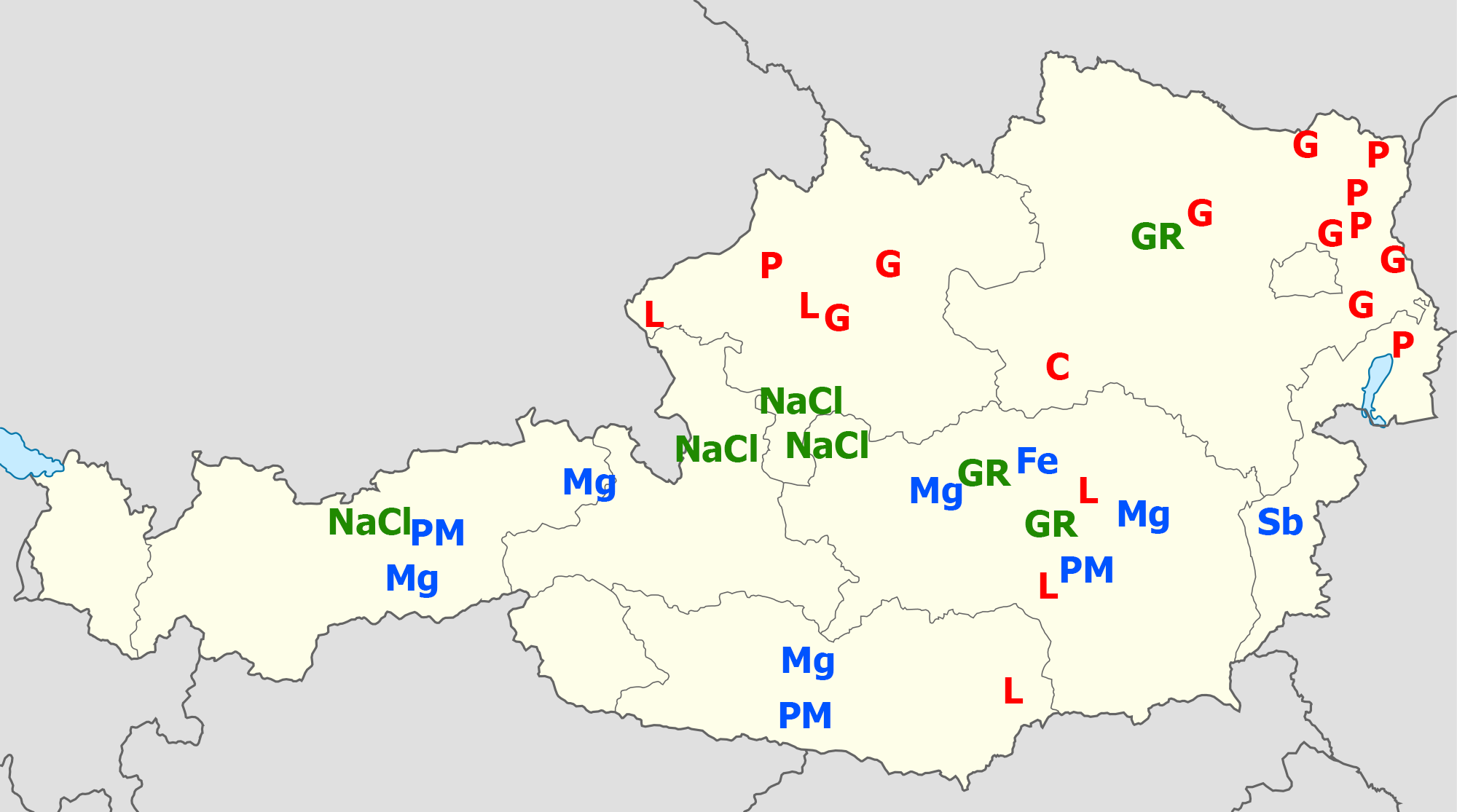
Natürliche Rohstoffe in Österreich: Mg – Magnesit, Fe – Eisen, PM – Kupfer, Zink, Blei, Sb – Antimon; C – Kohle, L – Braunkohle, G – Erdgas, P – Erdöl; GR – Graphit, NaCl – Salz

Der Bergbau hat in den letzten Jahrzehnten an Bedeutung verloren. So wurde der Blei-Bergbau in Bad Bleiberg eingestellt und 2006 endete auch der jahrhundertelange Abbau von Kohle.
| Rohstoff                  | Produktion 2016 in Tonnen |
| ------------------------- | ------------------------- |
| Salz                      | 3.445.860                 |
| Erdöl                     | 752.420                   |
| Naturgas (1.000 m³n)      | 1.252.728                 |
| Eisenerz und Eisenglimmer | 2.777.260                 |
| Wolframerz                | 515.172                   |
| Magnesit                  | 565.892                   |

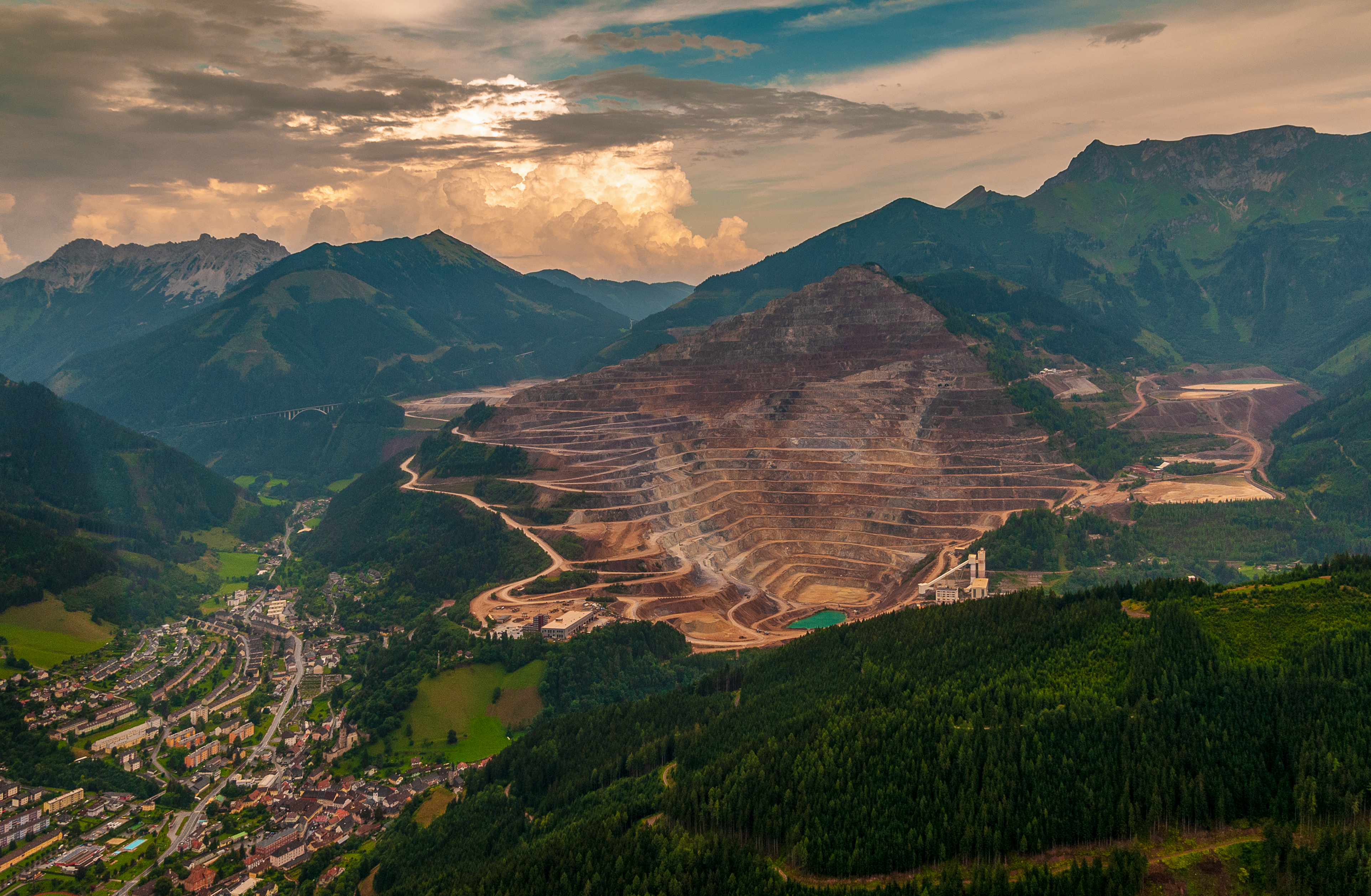
Erzberg

- Bedeutsam ist der Abbau von Steinsalz. Hier ist die Fördermenge größer als der Verbrauch im Inland. Salz ist ein bundeseigener mineralischer Rohstoff, das heißt im Besitz der Republik Österreich. Der Abbau erfolgt von der privatisierten Firma Salinen Austria.
- Erdöl und Erdgas werden im Alpenvorland und im Wiener Becken gewonnen. War Österreich bis in die 1960er Jahre bei Erdöl noch Selbstversorger, müssen heute (Stand 2017) etwa 90 % importiert werden. Die nachgewiesenen Reserven haben sich in den letzten zehn Jahren halbiert und betragen nur noch sieben Jahresförderungen, Ähnliches gilt für das Erdgas. Hier haben sich die nachgewiesenen Reserven von 34 Milliarden Kubikmeter im Jahr 2007 auf 9 Mrd. m³ im Jahr 2016 verringert.
- In geringen Mengen wird noch Eisenerz in der Steiermark (Erzberg) und Eisenglimmer in Kärnten (Bezirk Wolfsberg) gewonnen.
- Der Abbau von Wolfram in Mittersill feierte 2016 sein 40-jähriges Jubiläum.
- Magnesit wird in der Steiermark und in Kärnten abgebaut.

Im Jahr 2016 waren im Bergbau circa 5000 Personen beschäftigt, der Großteil davon jedoch im Bereich der Stein-, Schotter- und Sandgruben. Untertag arbeiteten 250 Personen, davon etwa die Hälfte in Salzbergwerken und je 50 im Wolfram- und Magnesit-Abbau.

### Land- und Forstwirtschaft

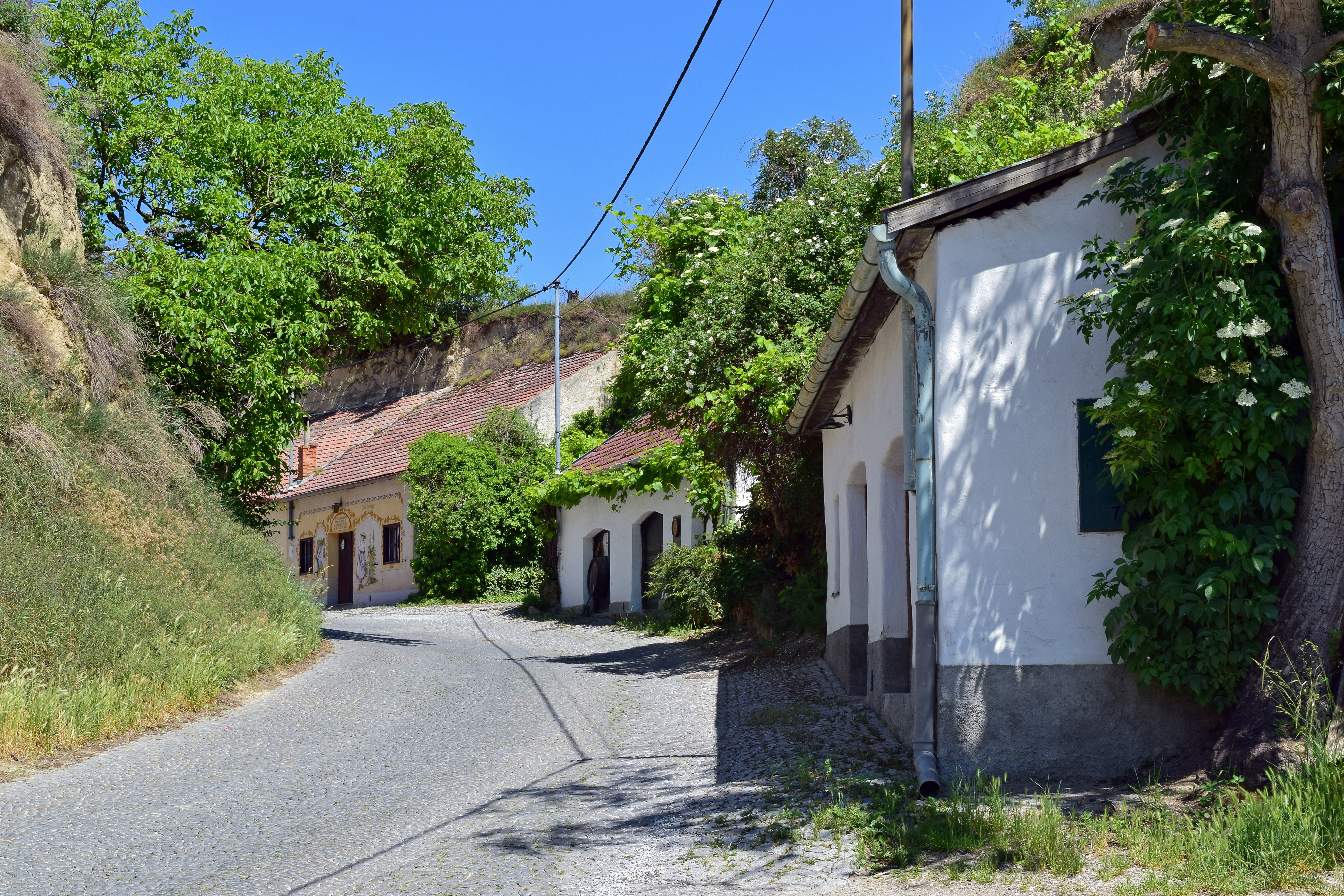
Typisch für die Kleinbäuerliche Weinproduktion sind die Kellergassen.

Im Jahre 2007 wurden etwa 38 % der Fläche Österreichs landwirtschaftlich genutzt. Im Jahr 2021 verringerten sich Österreichs produktive Böden um 36,3 km². Österreich ist kein Selbstversorger mit Nahrungsmitteln.
| Nahrungsmittel  | Erzeugung     | Selbst-Versorgung [%] | Pro-Kopf-Verbrauch im Jahr |
| --------------- | ------------- | --------------------- | -------------------------- |
| Kartoffel       | 885.900 t     | 90                    | 55 kg                      |
| Milch           | 1.118.000 l   | 178                   | 72,2 l                     |
| Zwiebel         | 168.700 t     | 129                   | 10,5 kg                    |
| Ei              | 2.200.000.000 | 90                    | 248                        |
| Apfel           | 241.000 t     | 89                    |                            |
| Schweinefleisch | 425.000       | 100                   | 32,7 kg                    |
| Zucker          | 307.000 t     | 44                    | 30 kg                      |

Im Vergleich zu den meisten europäischen Ländern ist Österreich ökologisch gut ausgestattet, was auch Österreichs Stärke in Land- und Forstwirtschaft erklärt. Seine Biokapazität (oder sein biologisches Naturkapital) ist mehr als doppelt so hoch wie der Weltdurchschnitt. Im Jahr 2016 hatte Österreich 3,8 globale Hektar Biokapazität pro Person innerhalb seiner Grenzen, verglichen mit dem Weltdurchschnitt von 1,6 globalen Hektar pro Person. Die Nutzung von Biokapazität hingegen, im selben Jahr, betrug 6,0 globale Hektar pro Kopf. Das ist Österreichs konsumbedingter ökologischer Fußabdruck. Damit beanspruchen Österreicher rund 60 Prozent mehr Biokapazität als das Land enthält. Infolgedessen weist Österreich ein Biokapazitätsdefizit auf.
Österreich hat eine kleinstrukturierte Landwirtschaft. Diese versucht sich verstärkt auf Qualitätsprodukte zu spezialisieren, da aufgrund der EU-Erweiterung der Konkurrenzdruck weiter zunimmt. Die österreichischen Bauern setzen verstärkt auf ökologische Landwirtschaft: Im Jahr 2020 bearbeiten 24.000 Biobauern etwa 26 % der landwirtschaftlichen Fläche Österreichs. Mit einem Gesamtanteil von knapp 23 % hat Österreich die höchste Dichte von biologischen landwirtschaftlichen Betrieben in der Europäischen Union. Das landwirtschaftlich wichtigste Gebiet im Anbau von Feldfrüchten ist das Marchfeld in der Nähe von Wien.
Wein ist ein wichtiges landwirtschaftliches Exportprodukt Österreichs. Der Hauptabnehmer des Weines ist, neben der Schweiz und den USA, zu zwei Dritteln Deutschland. Im Jahr 1985 wurde der Weinbau durch den Glykolwein-Skandal zwar stark in Mitleidenschaft gezogen, in der Zwischenzeit haben die Weinbauern ihre Qualitätsweine jedoch wieder so stark verbessert, dass wesentlich mehr Wein exportiert werden kann als vergleichsweise vor dem Skandal.
Rund 4 Millionen Hektar, also 48 % der Staatsfläche Österreichs sind Wald. Die Forstwirtschaft ist ein bedeutender Faktor, die auch die verarbeitende Holz- und Papierindustrie dementsprechend beliefert. Holz als Rohstoff wird vor allem in den südeuropäischen Raum exportiert.
Die Jagd ist in Österreich ein mit dem Grundeigentum verbundenes, subjektives Recht und in einem Revierjagdsystem organisiert.
Das nach Wert des Wildbrets sowie aufgrund der im Wald und der Feldflur verursachten Wildschäden bedeutsamste Jagdwild sind Reh, Rothirsch, Gämse und Wildschwein. Weitere in der österreichischen Jagdstatistik zahlenmäßig stark vertretene Wildarten sind u. a. Stockente, Fasan und Feldhase.

### Tourismus
Der Tourismus stellt in Österreich einen der wichtigsten Wirtschaftszweige dar. 2013 wurde eine direkte Wertschöpfung von 16,94 Milliarden Euro aus dem Tourismus erzielt, das entspricht 5,3 % des Bruttoinlandsprodukts. Mit indirekten Wertschöpfungseffekten kam der Bereich auf 22,87 Milliarden, 7,1 % des BIP. Der Fremdenverkehr verteilt sich gleichmäßig auf die Sommer- und Wintersaison, wobei aber ein Ost-West-Gefälle sichtbar ist, da der Osten mehr Sommer- und der Westen mehr Wintertourismus anzieht. Bedeutende Sparten sind auch der Kultur- und Städte- sowie der Kur-, Wellness- und Tagungstourismus.
Österreich wurde laut Schätzungen der World Tourism Organisation 2015 von 26,7 Millionen Touristen besucht.

### Industrie

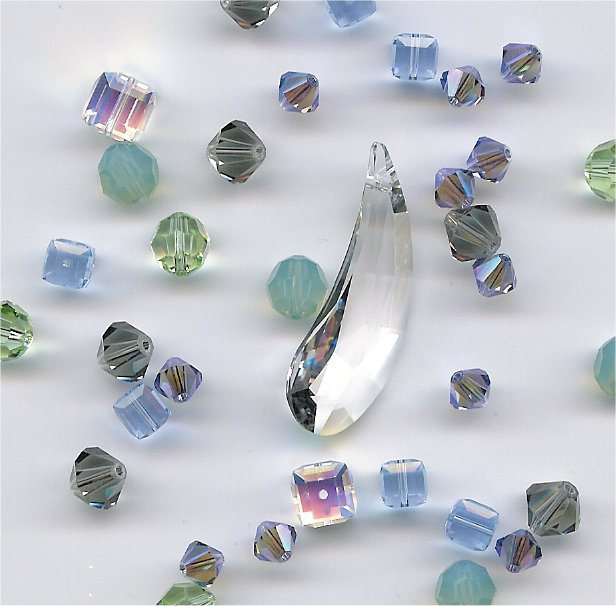
Kristalle von Swarovski

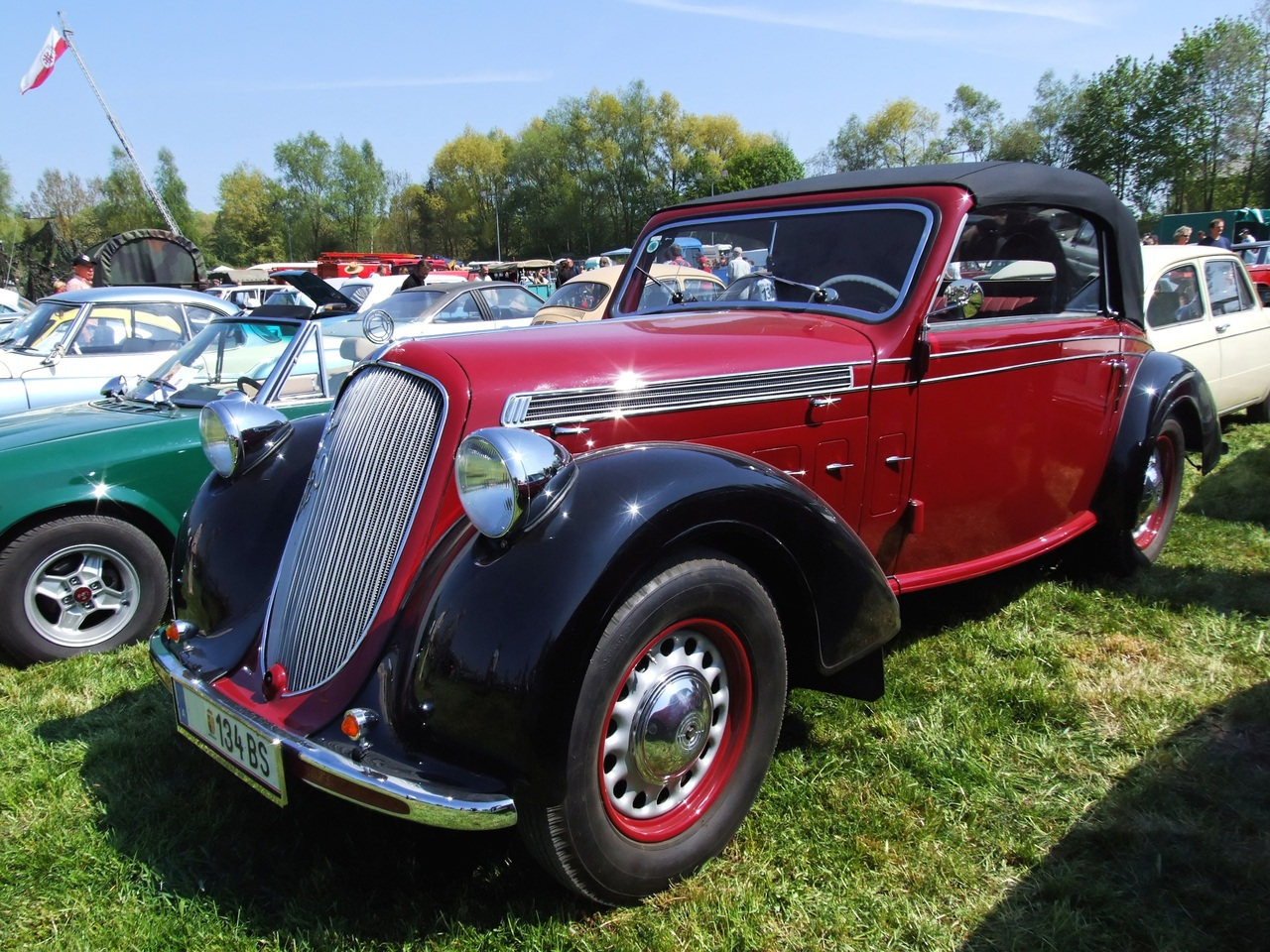
Steyr 220 des österreichischen Automobilherstellers Steyr Daimler Puch

Österreich verfügt über eine moderne und leistungsfähige Industrie. Etwa 160 österreichische Unternehmen sind derzeit (2016) Weltmarktführer in ihrer Kategorie.
Die staatliche Industrie wurde großteils privatisiert (OMV AG, Voestalpine AG, VA Technologie AG, Steyr Daimler Puch AG, Austria Metall AG). Steyr Daimler Puch wurde an den Magna-Konzern verkauft, VA Tech an die Siemens AG, die Jenbacher Werke an General Electric.
Andere bekannte Marken und Unternehmen: Manner & Comp. AG, Linz Textil Holding AG, Sanochemia Pharmazeutika AG etc.

### Dienstleistungen
Die Dienstleistungen machen in Österreich den größten Anteil der Wirtschaftsleistungen aus. Dieser wird vor allem durch den Tourismus, den Handel und die Banken erzielt. Die österreichischen Banken profitieren noch heute vom strengen österreichischen Bankgeheimnis. Nach dem EU-Beitritt wurde die Anonymität der Sparkonten abgeschafft. Aufrecht bleibt aber, dass Konten durch Behörden nicht ohne ausdrückliche richterliche Anordnung geöffnet werden dürfen.

### Bruttonationaleinkommen
Das Bruttonationaleinkommen Österreichs betrug im Jahr 2011 419,2 Milliarden Euro. Das kaufkraftbereinigte Bruttoinlandsprodukt (BIP) wurde im Jahr 2011 mit 352,0 Milliarden Euro beziffert und entspricht einem BIP von 41.822 Euro pro Einwohner.
2014 lag der Anteil der öffentlichen Sozialausgaben am Bruttoinlandsprodukt (BIP) laut Statistik Austria bei 30,1 Prozent. Nach Berechnungsmethode der OECD waren es 28,4 Prozent. Damit lag Österreich im OECD-Ranking auf Platz sechs und über dem Durchschnitt von 21,6 %; wobei die Sozialausgaben stärker wuchsen als das Wirtschaftswachstum. Der Anteil der Sozialleistungen für ältere Menschen, wie Pensionen, lag bei 44 Prozent beziehungsweise 42,9 Milliarden Euro. Im Vergleich dazu lag der Wert 1980 bei nur 32 Prozent.
|                  | Bruttonationaleinkommen | Beschäftigte |
| Industrie        | 28 %                    | 25,7 %       |
| Landwirtschaft   | 1,3 %                   | 4,7 %        |
| Dienstleistungen | 70,7 %                  | 69,6 %       |

### Arbeitslosigkeit

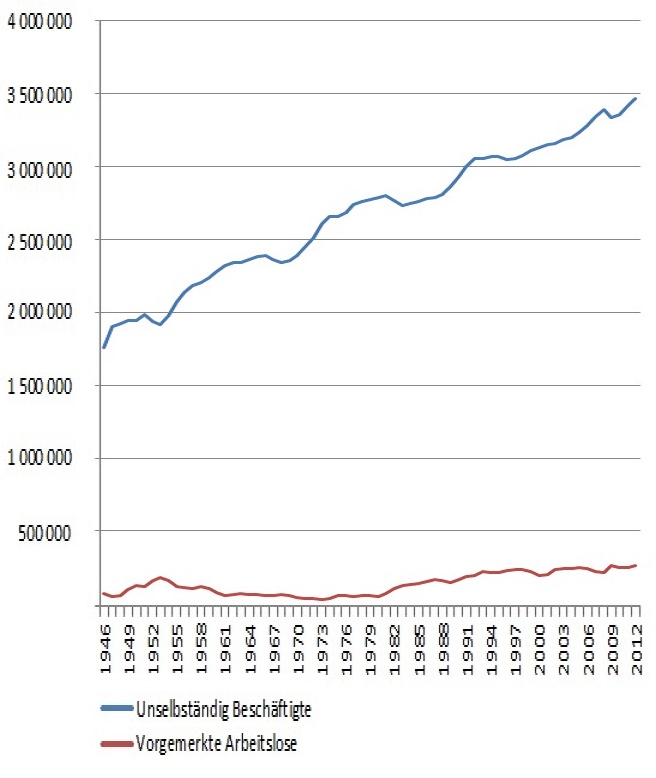
Entwicklung der Anzahl der Beschäftigten und Arbeitslosen in Österreich von 1946 bis 2012

Per Ende Mai 2015 lag die Zahl der Arbeitslosen (vorgemerkte Arbeitslose und Schulungsteilnehmer) bei 395.518 Personen. 330.326 Arbeitslose waren beim Arbeitsmarktservice (AMS) gemeldet, 65.192 Personen ohne Job besuchten eine Schulung des AMS. Die Arbeitslosenquote betrug 8,6 Prozent. Die vom Wifo um jahreszeitliche Schwankungen korrigierte erweiterte Quote inklusive Schulungsteilnehmer lag bei 10,7 %. Das ist die höchste jemals in Österreich gemessene Arbeitslosigkeit, wobei in Ostösterreich die Zuwächse stärker ausfallen als im Westen. Fast jeder Vierte der vorgemerkten Arbeitslosen war über 50 Jahre alt. Überdurchschnittlich stark stieg die Arbeitslosigkeit bei Ausländern.
In den letzten Jahren konnte die Arbeitslosigkeit gesenkt werden. Die Arbeitslosenquote (laut Eurostat-Definition) lag im Juni 2018 bei 4,7 % und damit deutlich unter dem EU-Durchschnitt.
Im Jahr 2017 betrug die Jugendarbeitslosigkeit 10,4 %.

### Wirtschaftskennzahlen
Die wichtigen Wirtschaftskennzahlen Bruttoinlandsprodukt, Inflation, Haushaltssaldo und Außenhandel entwickelten sich folgendermaßen:
| Veränderung des Bruttoinlandsprodukts (BIP), real in % gegenüber dem Vorjahr | Veränderung des Bruttoinlandsprodukts (BIP), real in % gegenüber dem Vorjahr | Veränderung des Bruttoinlandsprodukts (BIP), real in % gegenüber dem Vorjahr | Veränderung des Bruttoinlandsprodukts (BIP), real in % gegenüber dem Vorjahr | Veränderung des Bruttoinlandsprodukts (BIP), real in % gegenüber dem Vorjahr | Veränderung des Bruttoinlandsprodukts (BIP), real in % gegenüber dem Vorjahr | Veränderung des Bruttoinlandsprodukts (BIP), real in % gegenüber dem Vorjahr | Veränderung des Bruttoinlandsprodukts (BIP), real in % gegenüber dem Vorjahr | Veränderung des Bruttoinlandsprodukts (BIP), real in % gegenüber dem Vorjahr | Veränderung des Bruttoinlandsprodukts (BIP), real in % gegenüber dem Vorjahr | Veränderung des Bruttoinlandsprodukts (BIP), real in % gegenüber dem Vorjahr | Veränderung des Bruttoinlandsprodukts (BIP), real in % gegenüber dem Vorjahr | Veränderung des Bruttoinlandsprodukts (BIP), real in % gegenüber dem Vorjahr | Veränderung des Bruttoinlandsprodukts (BIP), real in % gegenüber dem Vorjahr | Veränderung des Bruttoinlandsprodukts (BIP), real in % gegenüber dem Vorjahr | Veränderung des Bruttoinlandsprodukts (BIP), real in % gegenüber dem Vorjahr | Veränderung des Bruttoinlandsprodukts (BIP), real in % gegenüber dem Vorjahr | Veränderung des Bruttoinlandsprodukts (BIP), real in % gegenüber dem Vorjahr | Veränderung des Bruttoinlandsprodukts (BIP), real in % gegenüber dem Vorjahr |
| ---------------------------------------------------------------------------- | ---------------------------------------------------------------------------- | ---------------------------------------------------------------------------- | ---------------------------------------------------------------------------- | ---------------------------------------------------------------------------- | ---------------------------------------------------------------------------- | ---------------------------------------------------------------------------- | ---------------------------------------------------------------------------- | ---------------------------------------------------------------------------- | ---------------------------------------------------------------------------- | ---------------------------------------------------------------------------- | ---------------------------------------------------------------------------- | ---------------------------------------------------------------------------- | ---------------------------------------------------------------------------- | ---------------------------------------------------------------------------- | ---------------------------------------------------------------------------- | ---------------------------------------------------------------------------- | ---------------------------------------------------------------------------- | ---------------------------------------------------------------------------- |
| Jahr                                                                         | 2005                                                                         | 2006                                                                         | 2007                                                                         | 2008                                                                         | 2009                                                                         | 2010                                                                         | 2011                                                                         | 2012                                                                         | 2013                                                                         | 2014                                                                         | 2015                                                                         | 2016                                                                         | 2017                                                                         | 2018                                                                         | 2019                                                                         | 2020                                                                         | 2021                                                                         | 2022                                                                         |
| Veränderung in % gg. Vj.                                                     | 2,1 %                                                                        | 3,3 %                                                                        | 3,6 %                                                                        | 1,5 %                                                                        | −3,9 %                                                                       | 1,8 %                                                                        | 2,9 %                                                                        | 0,7 %                                                                        | 0,0 %                                                                        | 0,7 %                                                                        | 1,0 %                                                                        | 2,0 %                                                                        | 2,3 %                                                                        | 2,4 %                                                                        | 1,5 %                                                                        | −6,5 %                                                                       | 4,6 %                                                                        | 5,0 %                                                                        |
| Quelle: Weltbank                                                             |                                                                              |                                                                              |                                                                              |                                                                              |                                                                              |                                                                              |                                                                              |                                                                              |                                                                              |                                                                              |                                                                              |                                                                              |                                                                              |                                                                              |                                                                              |                                                                              |                                                                              |                                                                              |

| Entwicklung des BIP (nominal) | Entwicklung des BIP (nominal) | Entwicklung des BIP (nominal) | Entwicklung des BIP (nominal) | Entwicklung des BIP (nominal) | Entwicklung des BIP (nominal) | Entwicklung des BIP (nominal) | Entwicklung des BIP (nominal) | Entwicklung des BIP (nominal) | Entwicklung des BIP (nominal) | Entwicklung des BIP (nominal) | Entwicklung des BIP (nominal) | Entwicklung des BIP (nominal) | Entwicklung des BIP (nominal) |
| absolut (in Mrd. Euro)        | absolut (in Mrd. Euro)        | absolut (in Mrd. Euro)        | absolut (in Mrd. Euro)        | absolut (in Mrd. Euro)        | absolut (in Mrd. Euro)        | absolut (in Mrd. Euro)        | je Einwohner (in Tsd. Euro)   | je Einwohner (in Tsd. Euro)   | je Einwohner (in Tsd. Euro)   | je Einwohner (in Tsd. Euro)   | je Einwohner (in Tsd. Euro)   | je Einwohner (in Tsd. Euro)   | je Einwohner (in Tsd. Euro)   |
| ----------------------------- | ----------------------------- | ----------------------------- | ----------------------------- | ----------------------------- | ----------------------------- | ----------------------------- | ----------------------------- | ----------------------------- | ----------------------------- | ----------------------------- | ----------------------------- | ----------------------------- | ----------------------------- |
| Jahr                          | 2017                          | 2018                          | 2019                          | 2020                          | 2021                          | 2022                          | Jahr                          | 2017                          | 2018                          | 2019                          | 2020                          | 2021                          | 2022                          |
| BIP in Mrd. Euro              | 369                           | 385                           | 397                           | 381                           | 406                           | 447                           | BIP je Einw. (in Tsd. Euro)   | 42,0                          | 43,6                          | 44,7                          | 42,7                          | 45,4                          | 49,4                          |
| Quelle: Eurostat              |                               |                               |                               |                               |                               |                               |                               |                               |                               |                               |                               |                               |                               |

| Entwicklung der Inflationsrate in % gegenüber dem Vorjahr | Entwicklung der Inflationsrate in % gegenüber dem Vorjahr | Entwicklung der Inflationsrate in % gegenüber dem Vorjahr | Entwicklung der Inflationsrate in % gegenüber dem Vorjahr | Entwicklung der Inflationsrate in % gegenüber dem Vorjahr | Entwicklung der Inflationsrate in % gegenüber dem Vorjahr | Entwicklung der Inflationsrate in % gegenüber dem Vorjahr | Entwicklung des Haushaltssaldos in % des BIP („minus“ = Defizit im Staatshaushalt) | Entwicklung des Haushaltssaldos in % des BIP („minus“ = Defizit im Staatshaushalt) | Entwicklung des Haushaltssaldos in % des BIP („minus“ = Defizit im Staatshaushalt) | Entwicklung des Haushaltssaldos in % des BIP („minus“ = Defizit im Staatshaushalt) | Entwicklung des Haushaltssaldos in % des BIP („minus“ = Defizit im Staatshaushalt) | Entwicklung des Haushaltssaldos in % des BIP („minus“ = Defizit im Staatshaushalt) | Entwicklung des Haushaltssaldos in % des BIP („minus“ = Defizit im Staatshaushalt) | Entwicklung des Haushaltssaldos in % des BIP („minus“ = Defizit im Staatshaushalt) |
| --------------------------------------------------------- | --------------------------------------------------------- | --------------------------------------------------------- | --------------------------------------------------------- | --------------------------------------------------------- | --------------------------------------------------------- | --------------------------------------------------------- | ---------------------------------------------------------------------------------- | ---------------------------------------------------------------------------------- | ---------------------------------------------------------------------------------- | ---------------------------------------------------------------------------------- | ---------------------------------------------------------------------------------- | ---------------------------------------------------------------------------------- | ---------------------------------------------------------------------------------- | ---------------------------------------------------------------------------------- |
| Jahr                                                      | 2017                                                      | 2018                                                      | 2019                                                      | 2020                                                      | 2021                                                      | 2022                                                      | Jahr                                                                               | 2017                                                                               | 2018                                                                               | 2019                                                                               | 2016                                                                               | 2020                                                                               | 2021                                                                               | 2022                                                                               |
| Inflationsrate                                            | 2,2 %                                                     | 2,1 %                                                     | 1,5 %                                                     | 1,4 %                                                     | 2,8 %                                                     | 8,6 %                                                     | Haushaltssaldo                                                                     | −0,7 %                                                                             | 0,2 %                                                                              | 0,6 %                                                                              | −1,6 %                                                                             | −8,9 %                                                                             | −5,8 %                                                                             | −3,2 %                                                                             |
| Quelle: Eurostat                                          |                                                           |                                                           |                                                           |                                                           |                                                           |                                                           |                                                                                    |                                                                                    |                                                                                    |                                                                                    |                                                                                    |                                                                                    |                                                                                    |                                                                                    |

| Top 5 Handelspartner (2021) | Top 5 Handelspartner (2021) | Top 5 Handelspartner (2021) | Top 5 Handelspartner (2021) |
| Import in % von             | Import in % von             | Export in % nach            | Export in % nach            |
| --------------------------- | --------------------------- | --------------------------- | --------------------------- |
| Deutschland                 | 33,1 %                      | Deutschland                 | 30,1 %                      |
| Volksrepublik China         | 7,3 %                       | Italien                     | 6,8 %                       |
| Italien                     | 6,5 %                       | Vereinigte Staaten          | 6,7 %                       |
| Schweiz                     | 5,5 %                       | Schweiz                     | 4,9 %                       |
| Tschechien                  | 4,3 %                       | Polen                       | 4,0 %                       |
| Quelle: Statistik Austria   |                             |                             |                             |

| Entwicklung des Außenhandels in Mrd. Euro und seine Veränderung gegenüber dem Vorjahr in % | Entwicklung des Außenhandels in Mrd. Euro und seine Veränderung gegenüber dem Vorjahr in % | Entwicklung des Außenhandels in Mrd. Euro und seine Veränderung gegenüber dem Vorjahr in % | Entwicklung des Außenhandels in Mrd. Euro und seine Veränderung gegenüber dem Vorjahr in % | Entwicklung des Außenhandels in Mrd. Euro und seine Veränderung gegenüber dem Vorjahr in % | Entwicklung des Außenhandels in Mrd. Euro und seine Veränderung gegenüber dem Vorjahr in % | Entwicklung des Außenhandels in Mrd. Euro und seine Veränderung gegenüber dem Vorjahr in % |
| ------------------------------------------------------------------------------------------ | ------------------------------------------------------------------------------------------ | ------------------------------------------------------------------------------------------ | ------------------------------------------------------------------------------------------ | ------------------------------------------------------------------------------------------ | ------------------------------------------------------------------------------------------ | ------------------------------------------------------------------------------------------ |
|                                                                                            | in Mrd. Euro                                                                               | ggü. Vj.                                                                                   | in Mrd. Euro                                                                               | ggü. Vj.                                                                                   | in Mrd. Euro                                                                               | ggü. Vj.                                                                                   |
|                                                                                            | 2014                                                                                       | 2014                                                                                       | 2015                                                                                       | 2015                                                                                       | 2016                                                                                       | 2016                                                                                       |
| Einfuhr                                                                                    | 137,0                                                                                      | − 0,7 %                                                                                    | 140,7                                                                                      | + 2,7 %                                                                                    | 142,4                                                                                      | + 1,2 %                                                                                    |
| Ausfuhr                                                                                    | 134,2                                                                                      | + 1,7 %                                                                                    | 137,8                                                                                      | + 2,7 %                                                                                    | 137,5                                                                                      | − 0,2 %                                                                                    |
| Saldo                                                                                      | −2,8                                                                                       |                                                                                            | −2,9                                                                                       |                                                                                            | −4,9                                                                                       |                                                                                            |
| Quelle: gtai                                                                               |                                                                                            |                                                                                            |                                                                                            |                                                                                            |                                                                                            |                                                                                            |

### Vermögensverteilung
Trotz ausgewogener Einkommensverteilung sind die Vermögen in Österreich stark ungleich verteilt, so dass die Österreicher im Durchschnitt weniger Nettovermögen besitzen als Griechen oder Spanier. Der Grund dafür ist, dass international gesehen viele Menschen zur Miete und nur 60 Prozent im Eigentum wohnen, in Wien nur 18 Prozent. Der Immobilienbesitz jedoch stellt den Großteil des Vermögens dar, denn er ist doppelt so viel wert wie die Unternehmensbeteiligungen und dreimal so groß wie die Finanzvermögen. Der größte Wohnungseigentümer in Österreich (und Europa) ist mit 220.000 Gemeindewohnungen die Stadt Wien. Sie ist nach den Österreichischen Bundesforsten auch der zweitgrößte Grundbesitzer.
Laut Credit Suisse betrug das Vermögen pro erwachsene Person 2020 in Österreich 290.348 US-Dollar (Schweiz: 673.962, Deutschland: 268.681).

## Infrastruktur

### Verkehr

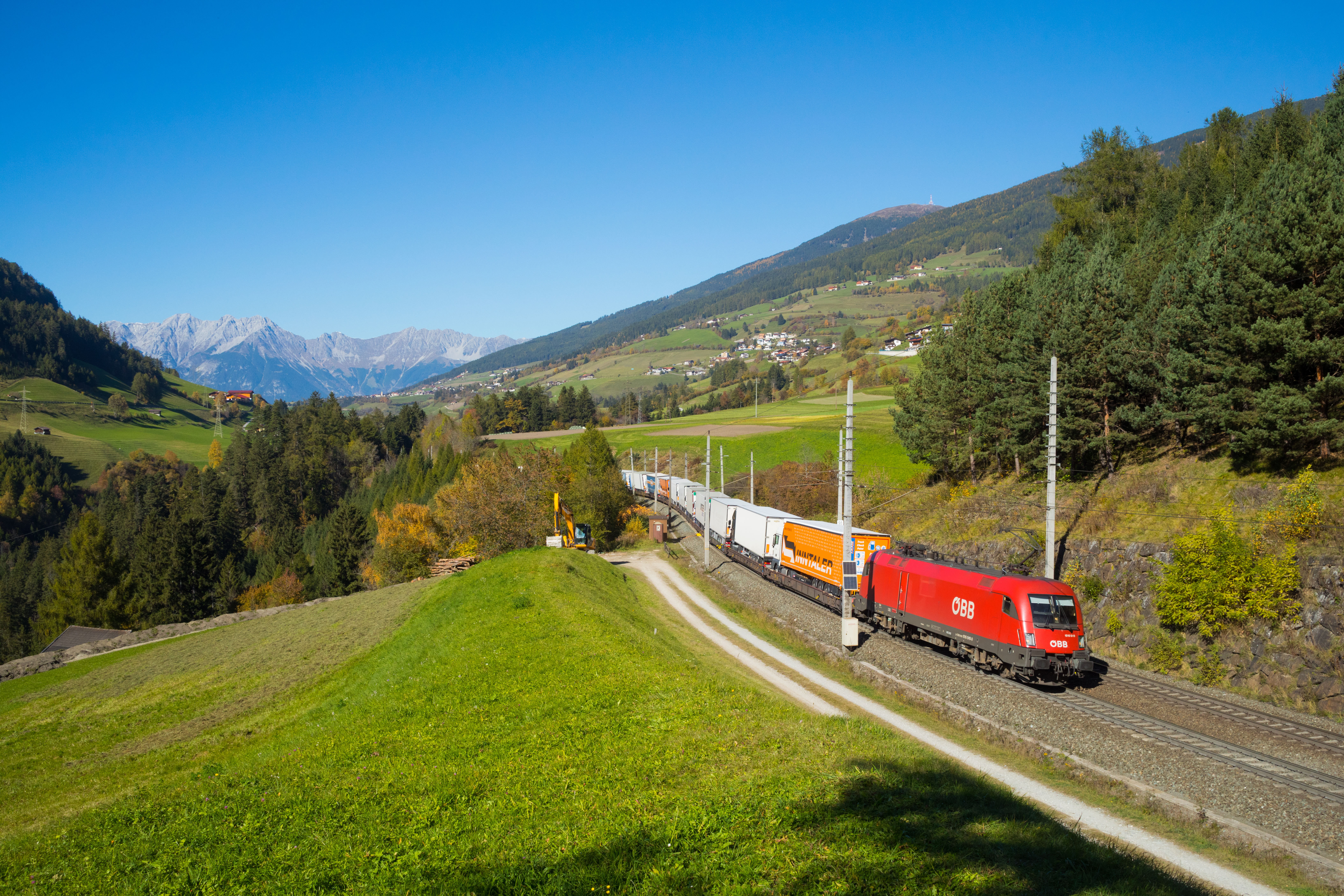
Alpentransit am Brenner

Die Verkehrsinfrastruktur ist geprägt einerseits durch die Lage in den Alpen und andererseits durch die zentrale Lage in Mitteleuropa. Dies gilt für Straßen- und Bahnverbindungen gleichermaßen. Die logistische Erschließung der Alpen erfordert viele Tunnel- und Brückenbauten, die extremen Witterungsbedingungen standhalten müssen. Durch die zentrale Lage und die schmale Form gilt Österreich als typisches Transitland, vor allem in Nord-Süd- und Nord-Südost-Richtung, durch die Öffnung des Eisernen Vorhangs auch in Ost-West-Richtung. Das bedeutet oft eine wesentlich größere Dimensionierung der Verkehrswege, auch in ökologisch sensiblen Gebieten, was Anwohner oft kritisiert haben.
Um diese Gratwanderung zwischen Ökonomie und Ökologie zu bewältigen, wurden oft Maßnahmen bei den Kraftfahrzeugen vorgeschrieben. Es wurde in Österreich beispielsweise vergleichsweise früh gesetzlich vorgeschrieben, in jedem Kraftfahrzeug einen Fahrzeugkatalysator einzubauen. Auf bestimmten Strecken durften nur lärmarme LKW verkehren.
Die folgende Tabelle zeigt die Verteilung der im Personenverkehr zurückgelegten Kilometer in Österreich, aufgeteilt auf die verschiedenen Verkehrsträger (Zahlen von 2007):
| Verkehrsmittel | Bus | Bahn | Pkw  | ÖPNV | Fahrrad | Einsp. Kfz | Zu Fuß |
| -------------- | --- | ---- | ---- | ---- | ------- | ---------- | ------ |
| Anteil         | 9 % | 9 %  | 70 % | 4 %  | 3 %     | 1 %        | 4 %    |

Seit dem 26. Oktober 2021 gibt es das sogenannte Klimaticket eine Jahreskarte für fast alle öffentlichen Verkehrsmittel in Österreich.
2023 gab es 396 Verkehrstote in Österreich, darunter 178 Pkw-Insassen, 82 Motorradfahrer, 49 Fußgänger und 41 Radfahrer. Im Jahr 1972 (dem „schwärzesten Jahr“ der Unfallstatistik) gab es 2.948 und im Jahr 2012 531 Verkehrstote.

#### Straßenverkehr

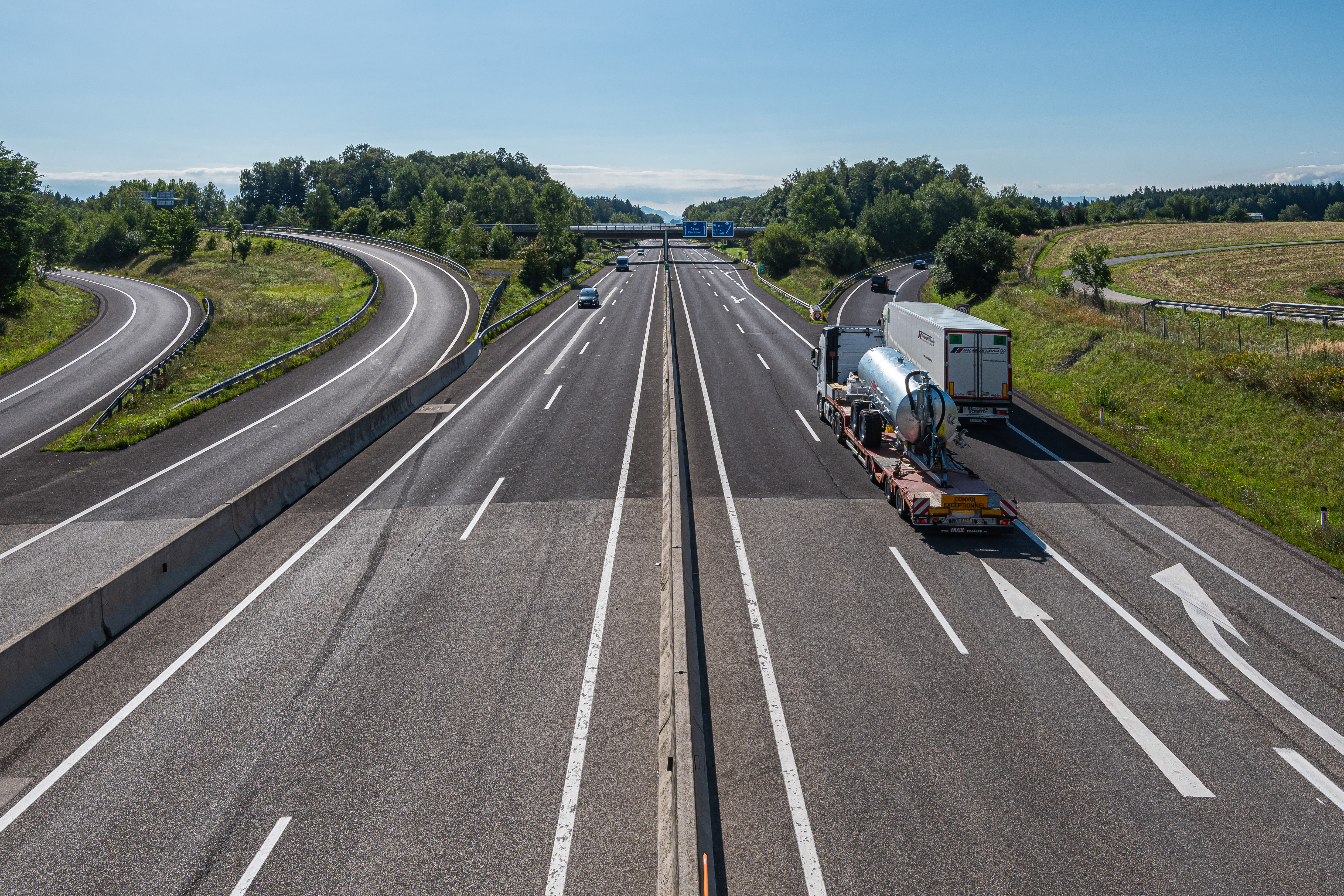
Innkreis Autobahn (A 8)

Das österreichische Straßennetz umfasst (Stand: 1. Jänner 2021):
- 002.258 km Autobahnen und Schnellstraßen
- 10.241 km Landesstraßen B (früher Bundesstraßen)
- 023.608 km Landesstraßen L
- 090.250 km Gemeindestraßen
- 126.357 km Summe

Rechtliche Rahmenbedingungen
- In Österreich gilt generell eine Geschwindigkeitsbeschränkung von 130 km/h auf Autobahnen, 100 km/h auf Freilandstraßen und 50 km/h in Ortsgebieten. Auf der Inntalautobahn in Tirol gilt von Zirl bis zur Grenze nach Deutschland ein Limit von 100 km/h.
- Das Straßennetz ist größtenteils in öffentlicher Hand. Auf Autobahnen und Schnellstraßen werden Personenkraftwagen mit Mautvignetten und die LKW kilometerabhängig (GO-Box) durch die ASFINAG bemautet.
- Seit 2008 ist vom 1. November bis 15. April bei winterlichen Verhältnissen Winterausrüstung (M&S-Reifen, Mitführen von Schneeketten etc.) vorgeschrieben.[185]
- Lichtpflicht (Tagfahrlicht): Nur für einspurige Kfz. Vom 15. November 2005 bis 31. Dezember 2007 galt auch für mehrspurige Kraftfahrzeuge das Abblendlicht bzw. Tagfahrlicht tagsüber einzuschalten.

#### Radverkehr
Der Anteil des Radverkehrs am gesamten Verkehrsaufkommen ist in Österreich mit rund 7 % im europäischen Mittelfeld (zum Vergleich: Niederlande 27 %, Deutschland 10 %, Schweiz 9 %). Im Masterplan Radfahren 2015–2025 des österreichischen Umweltministeriums wird als Ziel angegeben, den Radverkehrsanteil im Modal Split bis 2025 auf 13 % zu steigern.

#### Schienenverkehr

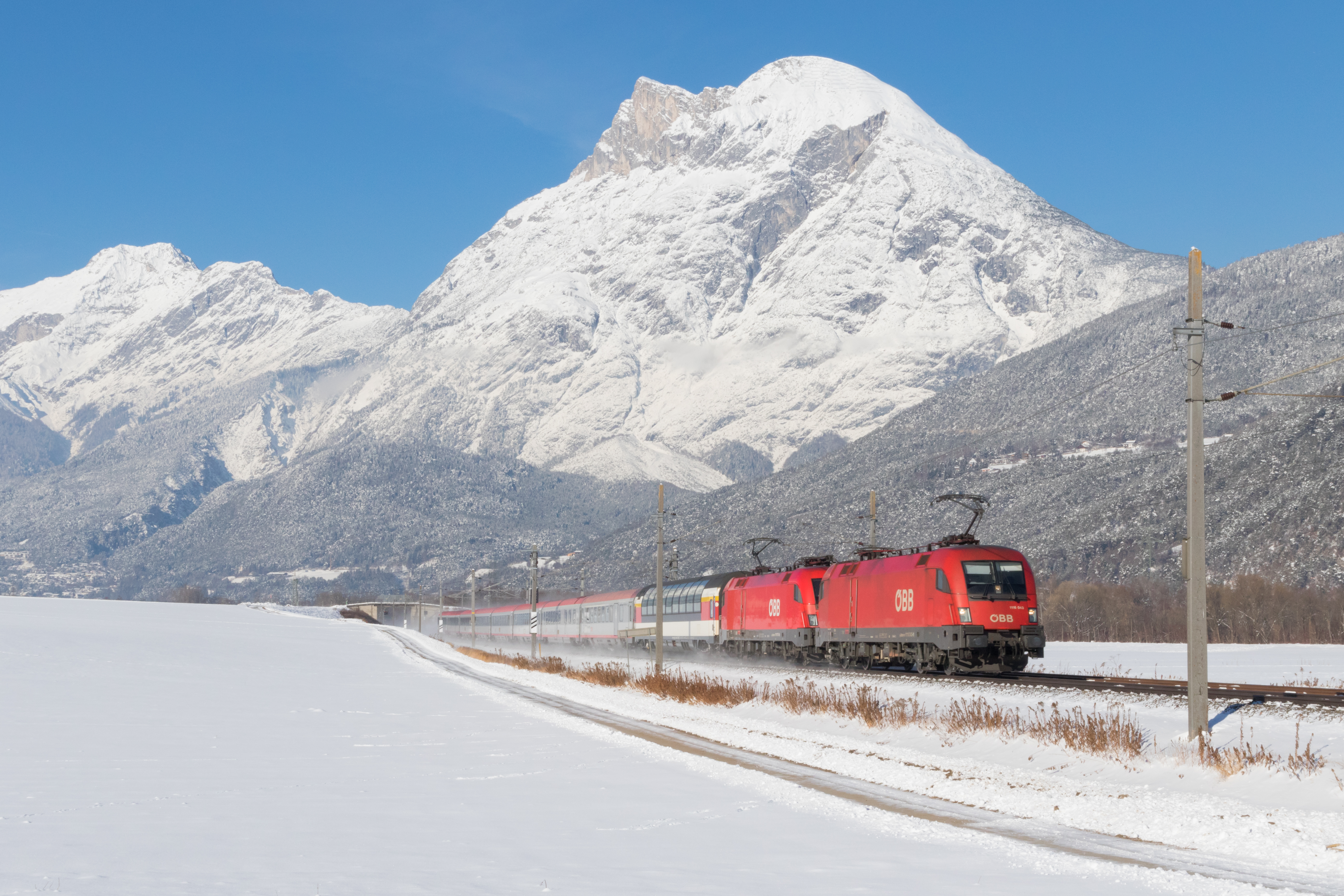
Eurocity 163 Transalpin auf der Arlbergbahn.

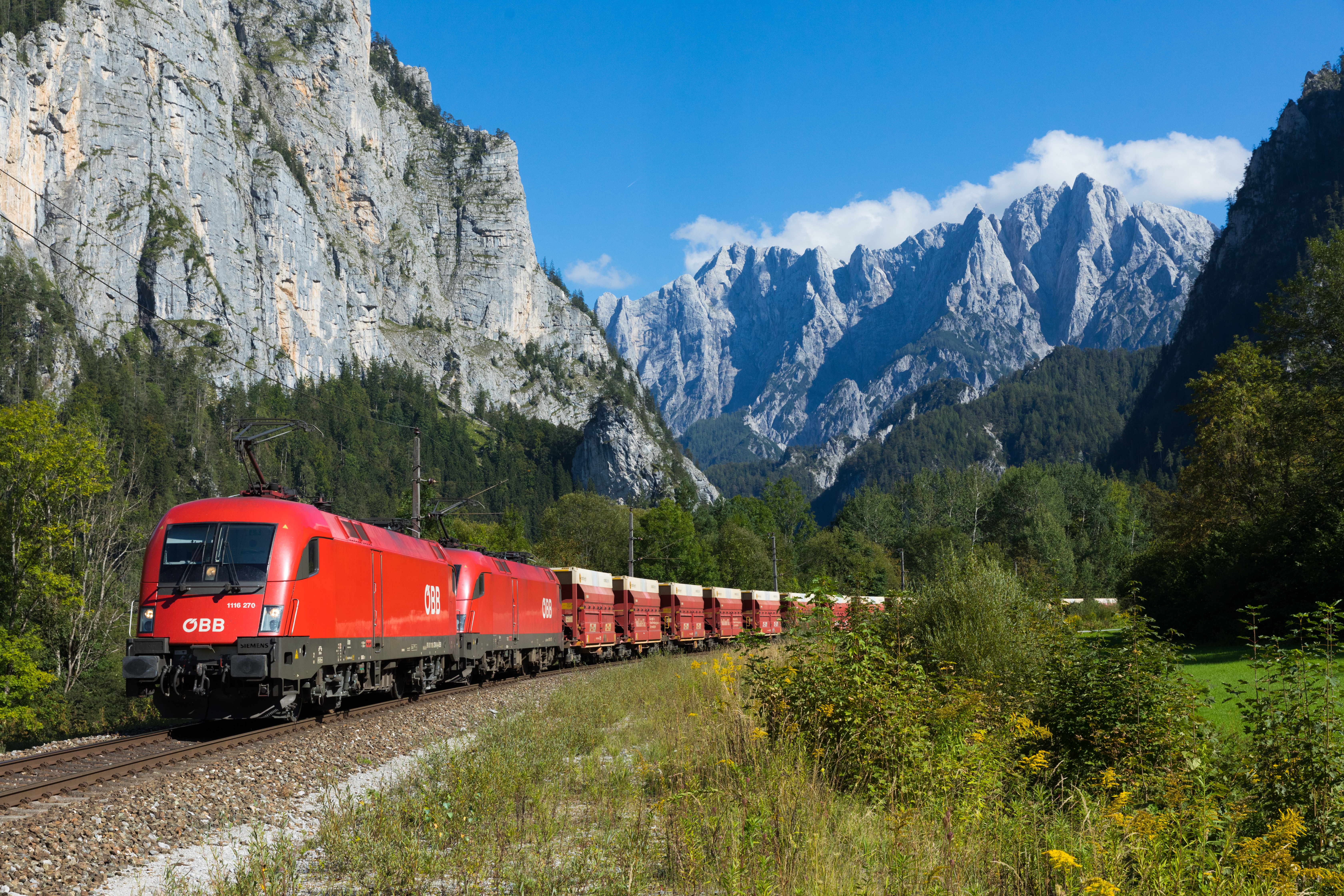
Ein Erztransport vom Erzberg zum Hüttenwerk Donawitz

Der größte Teil der Eisenbahnstrecken wird von den Österreichischen Bundesbahnen (ÖBB) betrieben, der größten österreichischen Eisenbahngesellschaft. Ein geringerer Teil sind nicht bundeseigene Eisenbahnen, teilweise privat, teilweise im Besitz der Bundesländer.
Die wichtigste Bahnverbindung Österreichs, die Westbahn, wird seit 1990 zwischen Wien und Salzburg zur Hochleistungsstrecke ausgebaut. Schlüsselstellen hierbei sind der Wienerwaldtunnel (die Verbindung zwischen Wien und St. Pölten) und der Lainzer Tunnel (die Wiener Verbindung der Westbahn mit der Süd- und Donauländebahn). Auch die Südbahn wird entsprechend ausgebaut. Der dazu vorgesehene Bau des Semmering-Basistunnels wurde nach jahrelangen Einsprüchen der niederösterreichischen Landesregierung 2012 begonnen. Der Koralmtunnel in Kärnten, eine neue Bahnverbindung zwischen Graz und Klagenfurt, ebenfalls Bestandteil der neuen Südbahnstrecke, ist seit 2009 im Vortrieb.
S-Bahnen gibt es in den Regionen rund um Wien und Salzburg, in der Steiermark, in Tirol, Kärnten, Vorarlberg sowie Linz.
Wien ist die einzige österreichische Stadt mit einem klassischen U-Bahn-Netz. Straßenbahnen gibt es in den Städten Wien, Gmunden, Graz, Innsbruck und Linz. Die Dorfbahn Serfaus, eine unterirdische Luftkissenschwebebahn in Serfaus in Tirol, wird manchmal auch als kleinste U-Bahn der Welt bezeichnet.

#### Schifffahrt

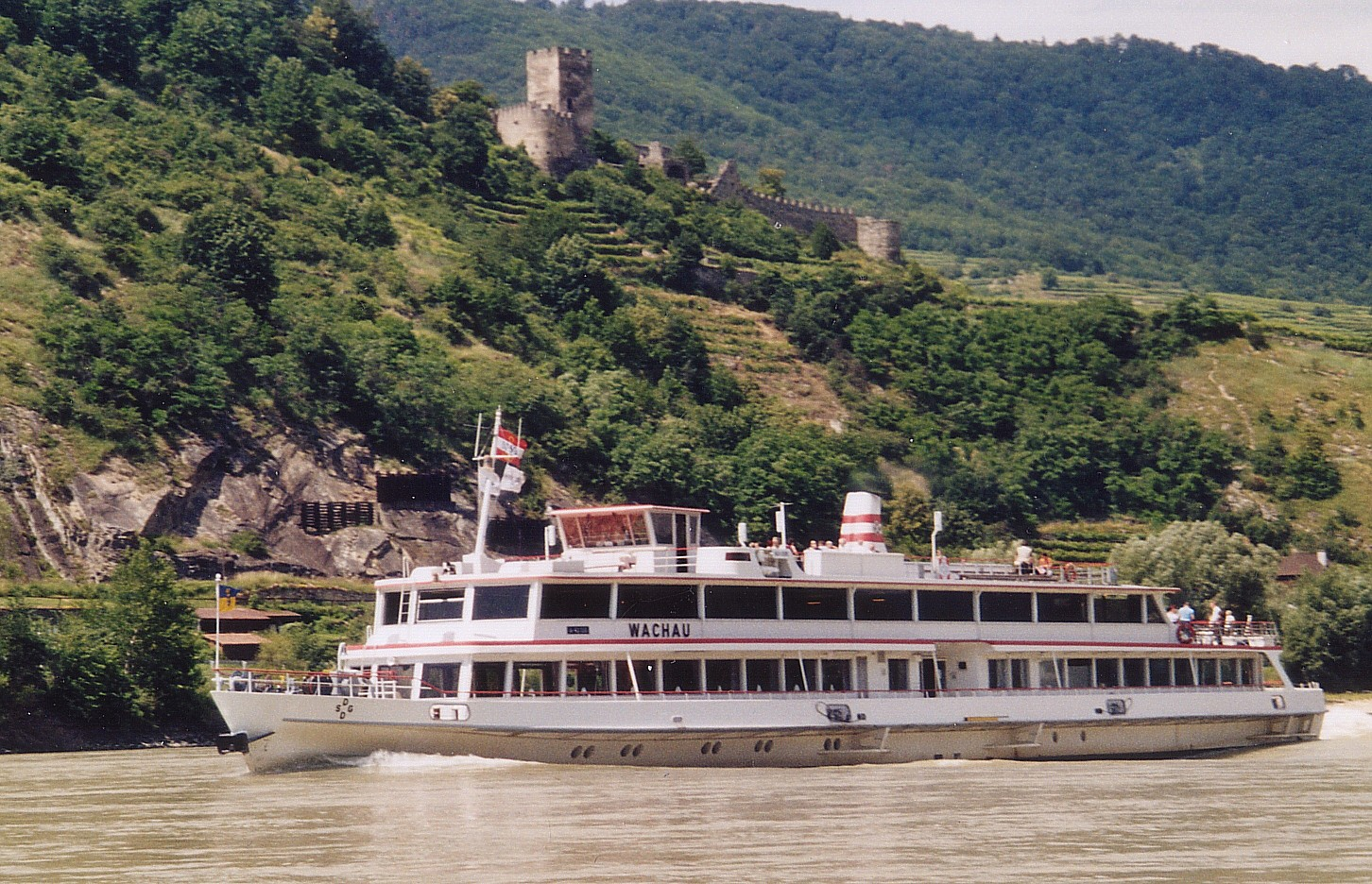
Passagierschiff Wachau (Erste Donau-Dampfschiffahrts-Gesellschaft) vor der Ruine Hinterhaus

Die bedeutendste Schifffahrtsstraße, sowohl für den Passagier- als auch für den Güterverkehr, ist die Donau (siehe Donauschifffahrt). Der Personenschiffsverkehr, der bereits in der Habsburgermonarchie mit der DDSG als damals größter Binnenreederei der Welt forciert wurde, dient heute hauptsächlich dem Tourismus (z. B. DDSG Blue Danube) und findet auch auf dem Inn und auf den größeren Seen statt. Mit dem Twin City Liner, der Wien mit Preßburg verbindet, existiert eine für Berufspendler interessante Verbindung. Meist werden die Gewässer nur im Sommerhalbjahr befahren.
Im Güterverkehr wird fast ausschließlich die Donau genutzt, die durch den Bau des Main-Donau-Kanals wesentlich aufgewertet wurde und so viel Transitverkehr von der Nordsee bis ans Schwarze Meer aufnehmen kann. Hauptsächlich werden Schüttgüter befördert. Die österreichischen Güterhäfen sind Linz, Enns, Krems und Wien.
Durch die Erklärung über die Anerkennung des Flaggenrechtes der Staaten ohne Meeresküste von Barcelona aus dem Jahr 1921 hätte Österreich auch die Möglichkeit, Hochseeschifffahrt unter eigener Flagge zu betreiben, übt dieses Recht aber seit 2012 nicht mehr aus.

#### Luftfahrt
| Strecke                | Luftlinie |
| ---------------------- | --------- |
| Wien ↔ Basel (CH)      | 659 km    |
| Wien ↔ Bregenz         | 500 km    |
| Wien ↔ Bratislava (SK) | 55 km     |
| Wien ↔ Mailand (I)     | 625 km    |
| Wien ↔ Rom (I)         | 766 km    |
| Wien ↔ Prag (CZ)       | 251 km    |
| Wien ↔ Berlin (D)      | 523 km    |
| Wien ↔ Zürich (CH)     | 592 km    |
| Wien ↔ Budapest (H)    | 214 km    |
| Wien ↔ Warschau (PL)   | 556 km    |
| Wien ↔ Paris (F)       | 1033 km   |
| Wien ↔ Kiew (UA)       | 1068 km   |
| Wien ↔ London (UK)     | 1235 km   |
| Wien ↔ Moskau (RUS)    | 1670 km   |
| Wien ↔ Salzburg        | 252 km    |
| Salzburg ↔ München (D) | 116 km    |
| Bregenz ↔ Paris (F)    | 569 km    |
| Graz ↔ Marburg (SLO)   | 59 km     |
| Graz ↔ Zagreb (HR)     | 146 km    |
| Villach ↔ Triest (I)   | 105 km    |

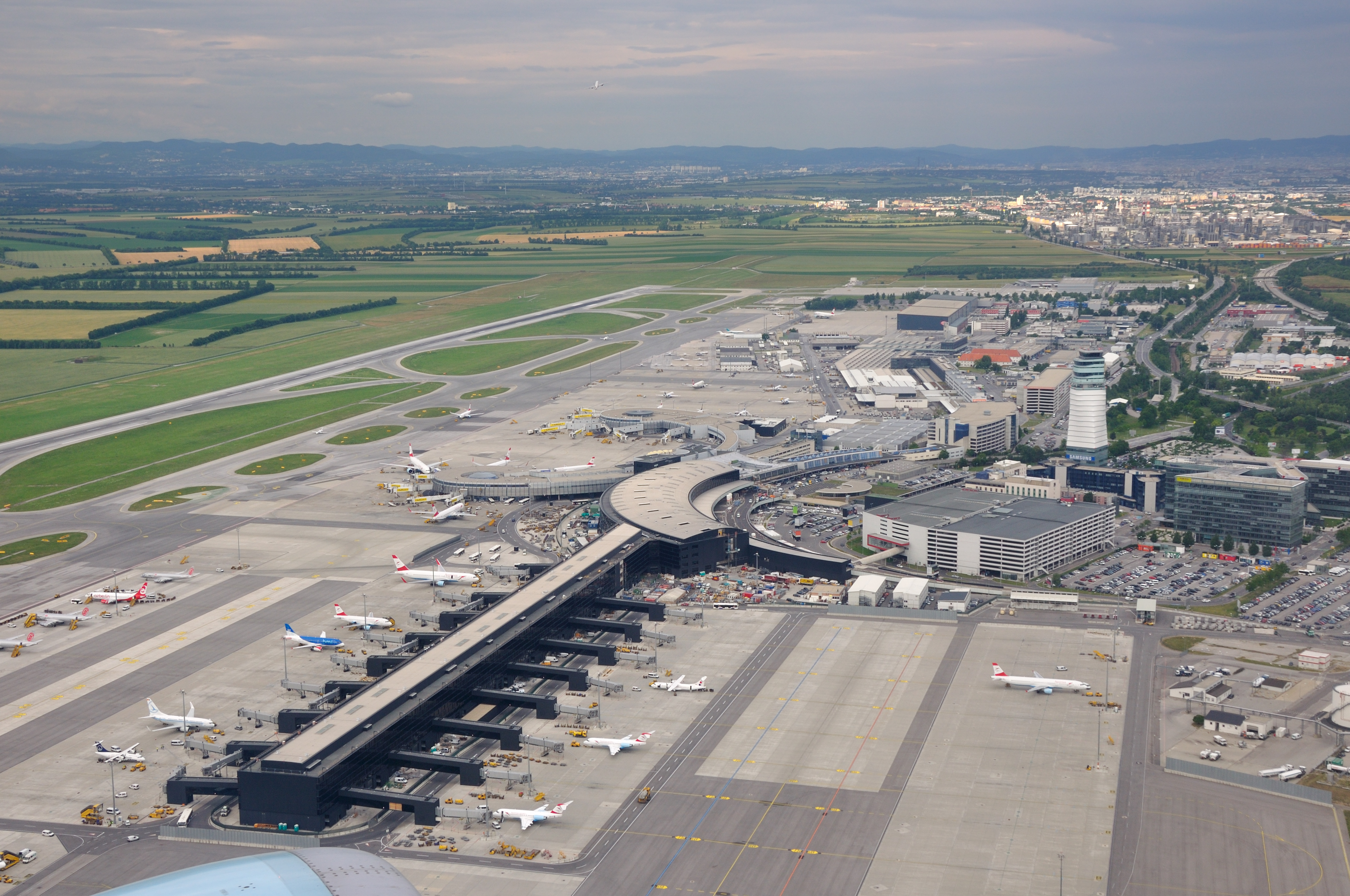
Flughafen Wien

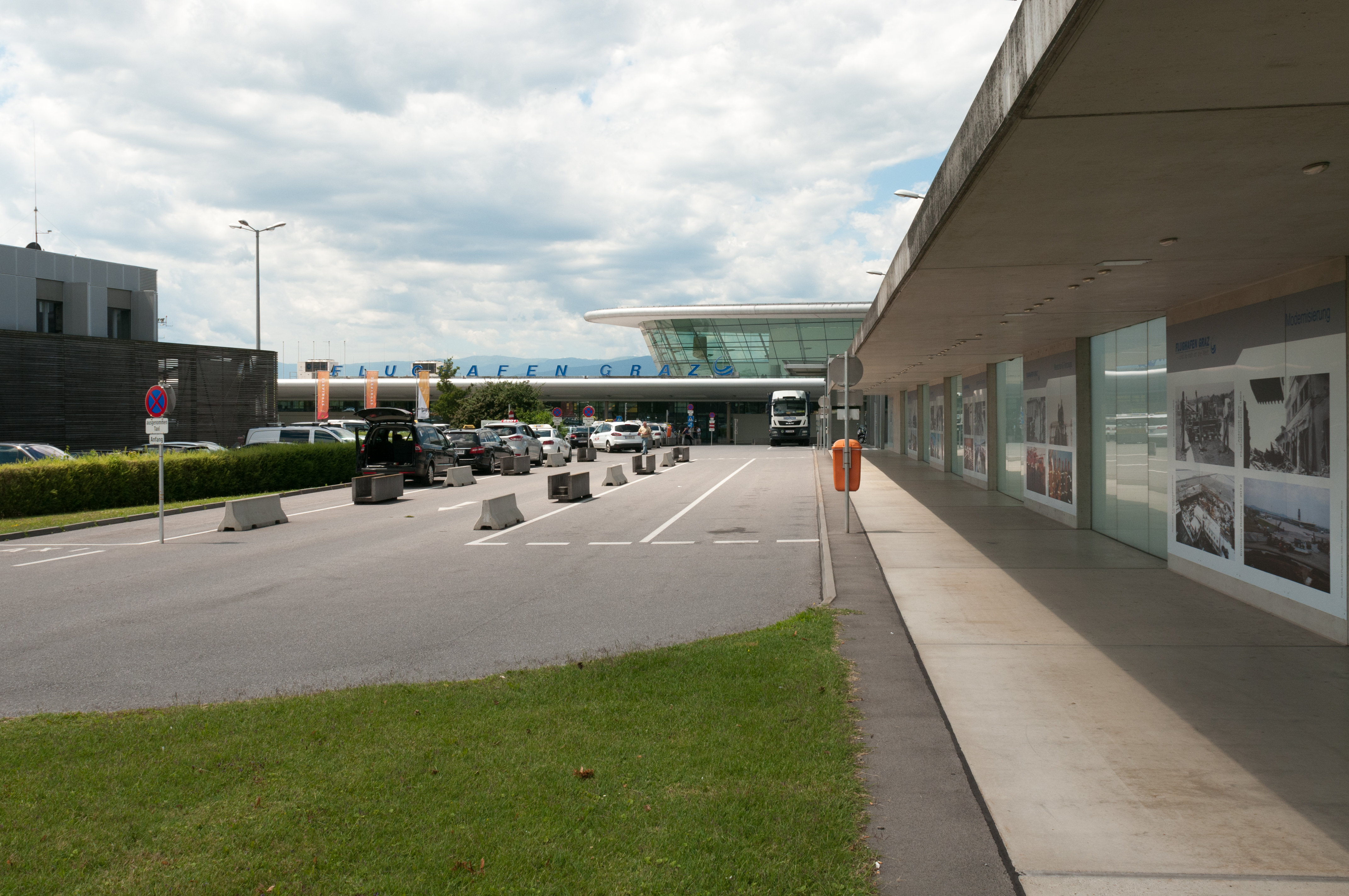
Flughafen Graz

Die österreichische Luftfahrt zeichnet sich durch ein dichtes Netz von sechs internationalen Verkehrsflughäfen, zahlreiche Bedarfs- und Charterfluggesellschaften sowie ein ausgeprägtes Fracht- und Passagieraufkommen aus. Im Jahr 2024 nutzten 35,5 Millionen Fluggäste die Verkehrsflughäfen Wien-Schwechat (VIE), Salzburg-W. A. Mozart (SZG), Innsbruck (INN), Graz-Thalerhof (GRZ), Linz-Hörsching (LNZ) und Klagenfurt (KLU), was einer Zunahme von 7,0 Prozent gegenüber 2023 entspricht und 98,1 Prozent des Vor-Corona-Niveaus von 2019 erreicht. Die sechs Flughäfen verzeichneten 271.467 Flugbewegungen im Linien- und Gelegenheitsverkehr (+4,8 % gegenüber 2023), wobei pro Flug durchschnittlich 131 Passagiere befördert wurden (2019: 113).
Auch das Luftfrachtaufkommen erreichte mit 257.850 Tonnen (+18,0 % gegenüber 2023) einen neuen Höchststand, während die Luftpost mit 5.391 Tonnen um 13,1 % zurückging. Bereits 2023 waren auf den österreichischen Flughäfen 33,2 Millionen Passagiere abgefertigt worden, ein Plus von 25,3 Prozent gegenüber dem Vorjahr; das Frachtaufkommen lag bei 218.522 Tonnen (+1,7 %).
Zum Jahresende 2022 waren 52 zivile Luftfahrtunternehmen in Österreich registriert, davon 41 Flächenluftfahrt- und 11 Helikopterluftfahrtunternehmen; insgesamt gab es 1916 motorgetriebene zivile Luftfahrzeuge, von denen 538 einem gewerblichen Luftfahrtunternehmen zugeordnet sind. Zu den größten und am besten vernetzten Fluggesellschaften gehören Austrian Airlines (Flag Carrier, Mitglied der Lufthansa Group) und easyJet Europe mit Hub in Wien, People’s am Standort Altenrhein/Friedrichshafen sowie Eurowings Europe (Österreich) als Tochtergesellschaft der Lufthansa Group. Hinzu kommen spezialisierte Charter- und Bedarfsflugunternehmen wie ALPI Jets, Avcon Jet, GlobeAir und mehrere kleinere Anbieter, die Inlands- und regionale Verbindungen bedienen.
Die räumliche Abdeckung des Schengen-Raums erfolgt über die Verkehrsflughäfen in allen Bundesländern bis auf Vorarlberg, das auf die benachbarten Flughäfen Altenrhein (Schweiz) und Friedrichshafen (Deutschland) zurückgreift. Ergänzt wird das Netz durch 49 regionale Flugplätze, von denen 18 asphaltierte Start- und Landebahnen besitzen, jedoch nur vier über eine Pistenlänge von mehr als 914 Metern verfügen. Historisch bedeutsam sind der Flugplatz Wiener Neustadt/West und der bis 1914 größte Flughafen Europas in Wien-Aspern.
Die Flugsicherung für den österreichischen Luftraum wird von Austro Control mit Sitz in Wien übernommen. Für den oberen Luftraum ab 28.500 Fuß (9.200 m) ist Österreich Teil des CEATS („Central European Air Traffic Services“) gemeinsam mit sieben Nachbarstaaten; das geplante CEATS Upper Area Control Centre entsteht in Fischamend bei Wien-Schwechat.

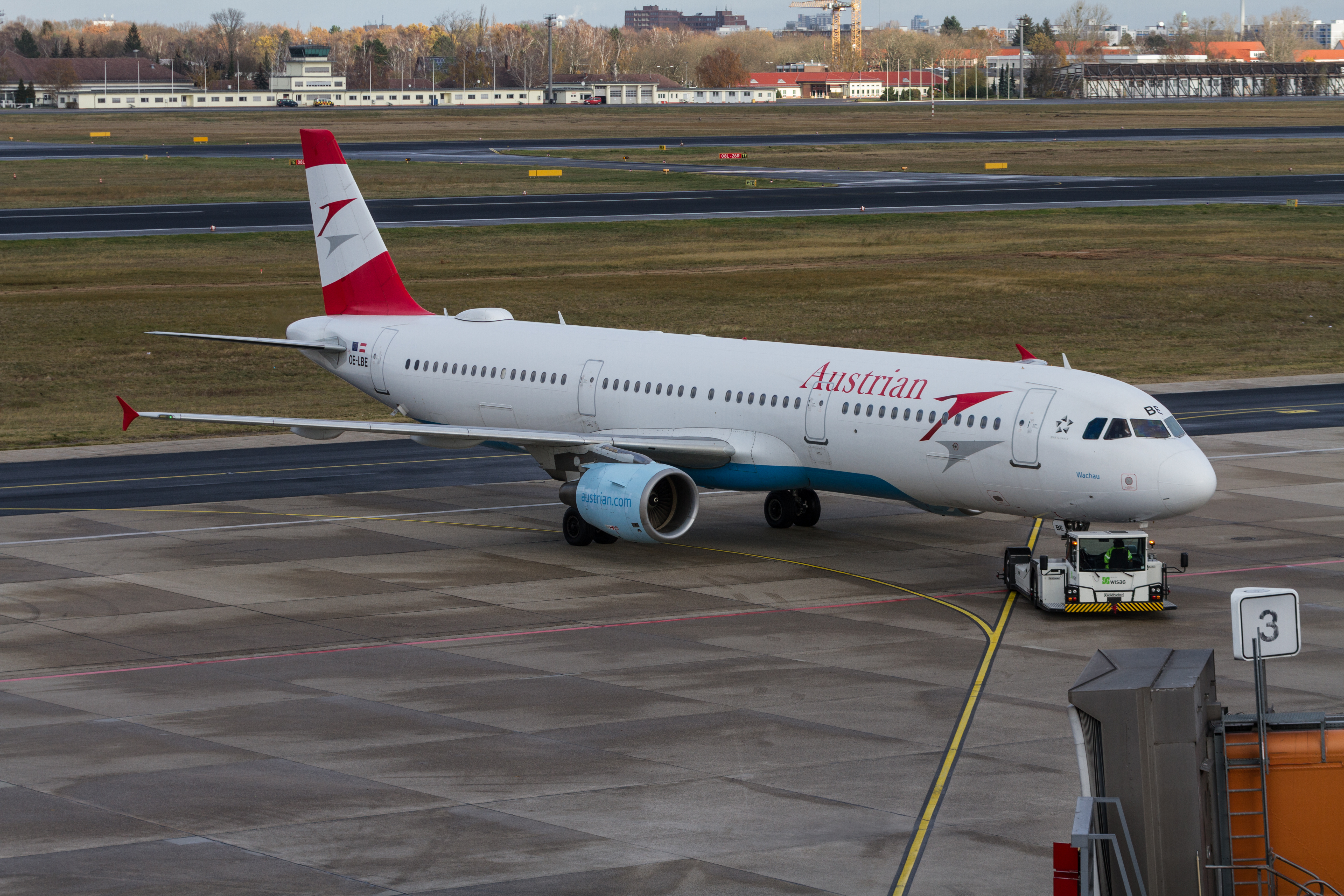
Airbus A321 der Austrian Airlines
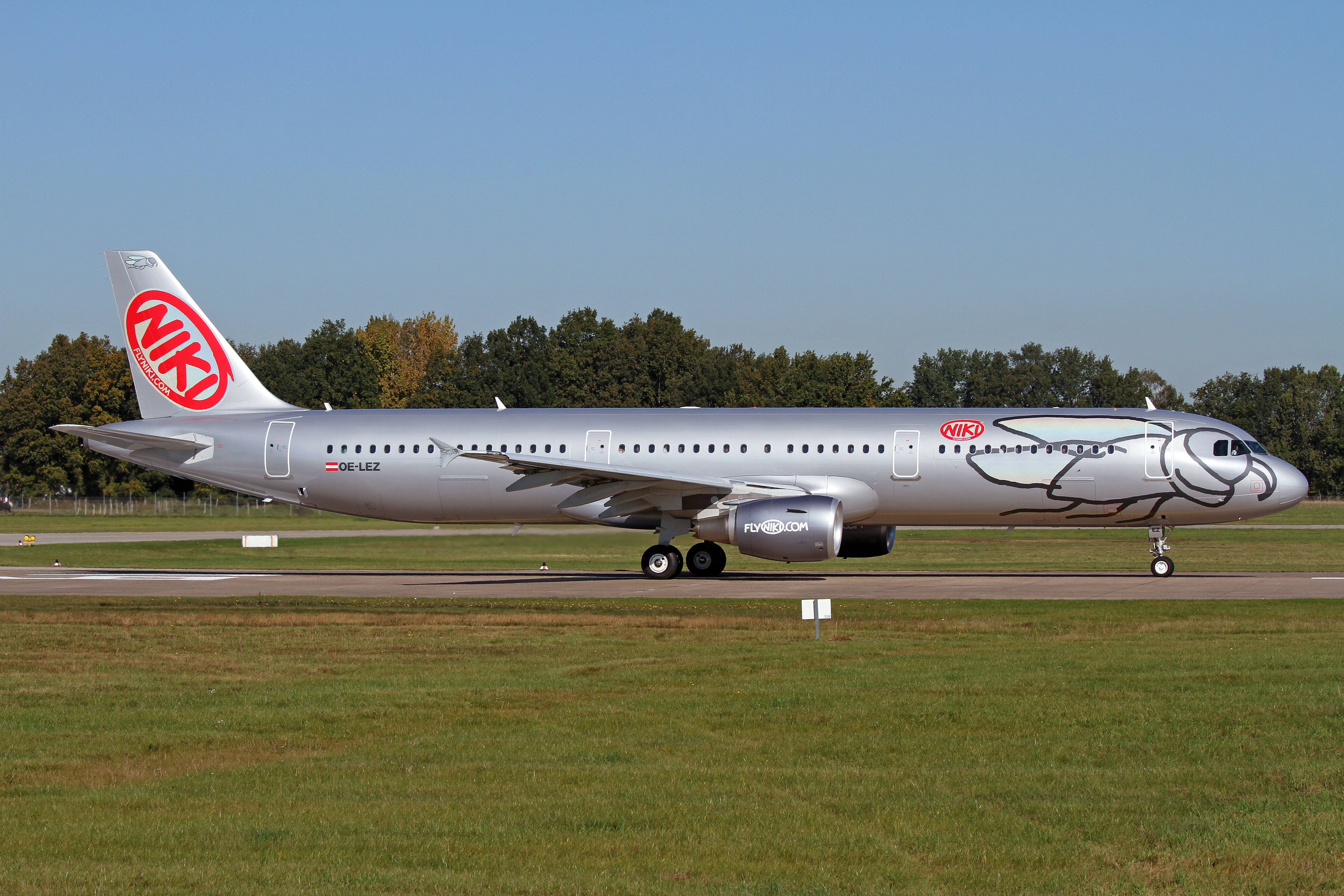
Airbus A321-211 von NIKI
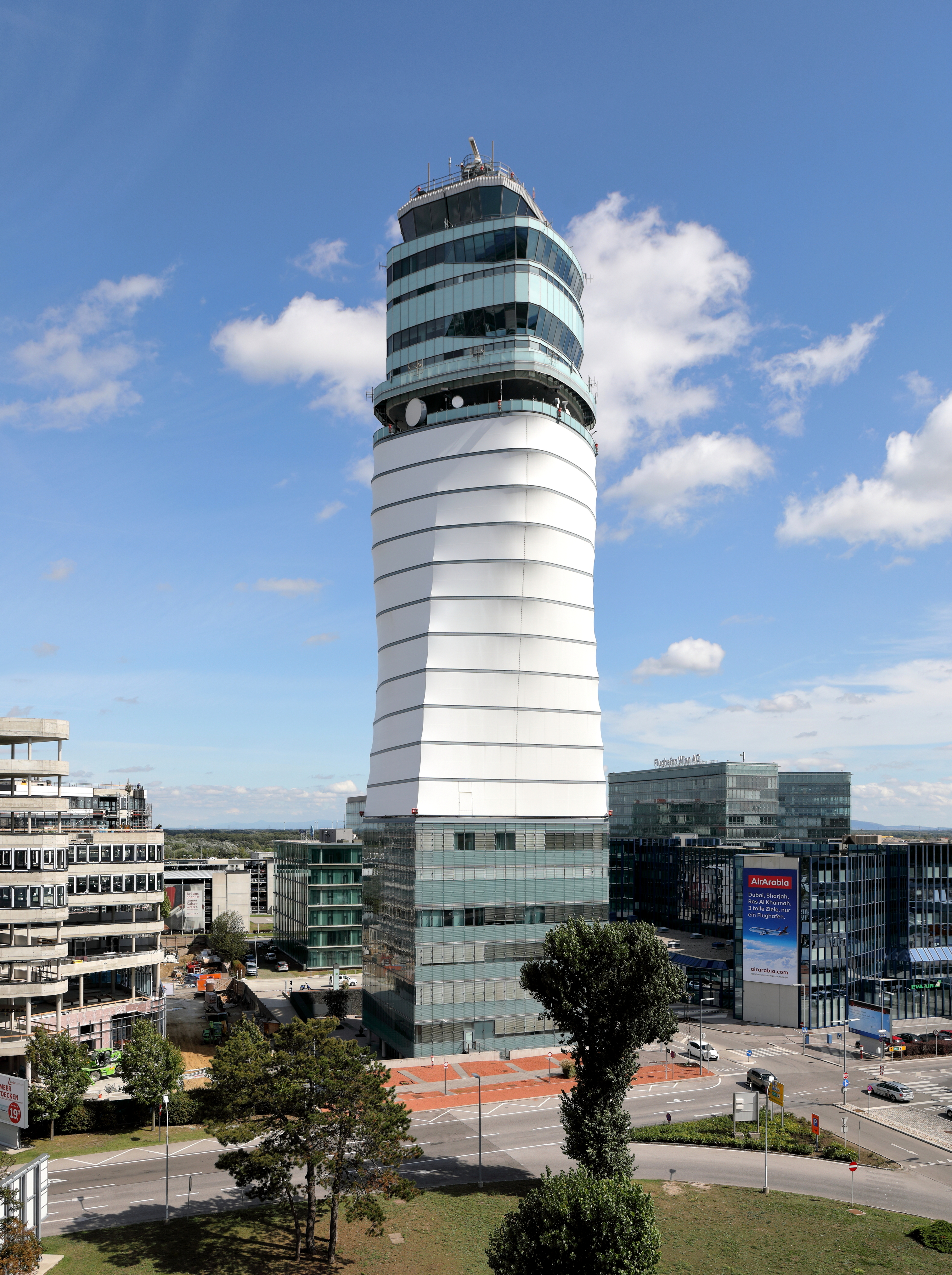
Der Tower der Austro Control am Flughafen Wien

### Energieversorgung

#### Elektrische Energie

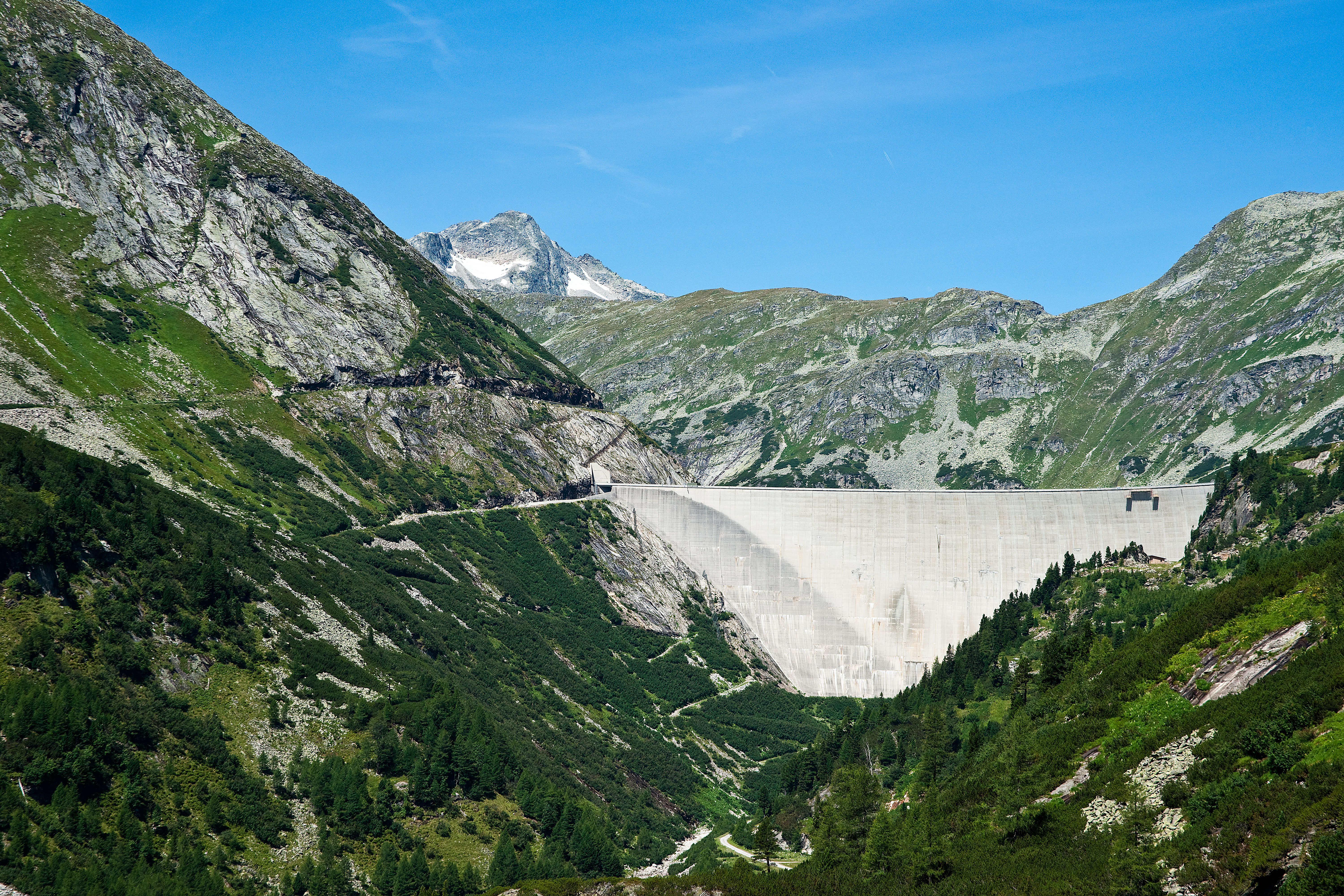
Die Kölnbreinsperre

Elektrische Energie wird überwiegend aus Wasserkraft (knapp unter 60 %), sowohl aus Laufkraftwerken an der Donau, der Enns, Drau und vielen kleineren Laufkraftwerken als auch aus Speicherkraftwerken wie dem Kraftwerk Kaprun oder den Maltakraftwerken gewonnen. Zur Deckung von Spitzenlast werden zusätzlich zu den Speicherkraftwerken auch Gasturbinenkraftwerke betrieben.
Insbesondere im Osten Österreichs wird zudem die Windenergie stark ausgebaut. Ende 2024 waren in ganz Österreich 1451 Windkraftanlagen mit einer Gesamtleistung von 4028 MW in Betrieb. 2024 wurden rund 16 % des Strombedarfs mit Windkraft gedeckt (2022: 12 %). Der größte Teil der Windkraftanlagen steht in den Bundesländern Niederösterreich (Ende 2024: 2199,6 MW) und Burgenland (1419,3 MW). Auch die Steiermark leistet einen Beitrag (324,2 MW). Strom aus Kernkraftwerken wird aufgrund des Atomsperrgesetzes nicht hergestellt. In den 1970er Jahren wurde zwar das Kernkraftwerk Zwentendorf errichtet, es ging aber nach einer Volksabstimmung 1978 nie in Betrieb.
Die Verteilung erfolgt hauptsächlich durch neun Landesgesellschaften, die auch die letzte Meile zum Endverbraucher haben. Daneben gibt es einige kleinere Versorger, die meist auch im Besitz der öffentlichen Hand sind.

#### Gas- und Ölversorgung

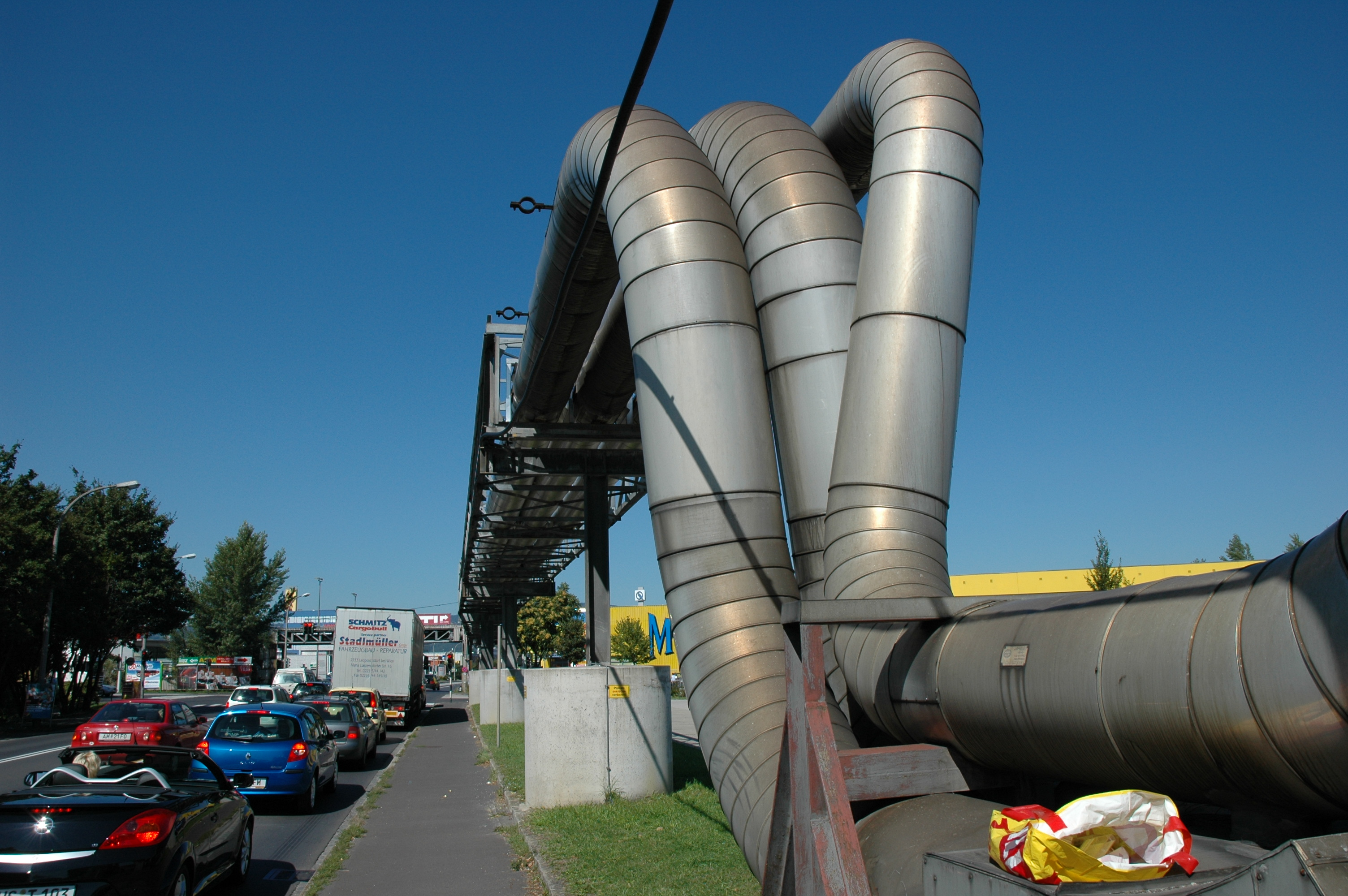
Die Erdgas-Hochdruckleitung Linz–Bad Leonfelden am Linzer Hafen

Bei der Erdgasversorgung ist Österreich weitgehend vom Ausland abhängig. Zwar gibt es auch in Österreich Erdgasvorkommen, hauptsächlich im Marchfeld und Weinviertel, wo sich auch unterirdische Pufferspeicher als Sicherheitslager befinden, doch tragen diese nur rund 20 % des Jahreserdgasverbrauchs Österreichs bei. Die Hauptversorgung erfolgt aus Russland (70 % der Importe), aus dem Österreich seit 1968 als erstes europäisches Land westlich des Eisernen Vorhangs sein Erdgas bezieht. Fünf große Erdgaspipelines durchqueren Österreich, die auch große Teile West- und Mitteleuropas mit Erdgas versorgen.
Hauptimportländer für Erdöl waren 2011 Kasachstan mit 29 %, Nigeria mit 17,1 % und Russland mit 16,1 % Anteil am Gesamtimport. Die einzige Raffinerie befindet sich in Schwechat und wird von der OMV AG betrieben. Die weltgrößte Binnenraffinerie wird außerdem von der Transalpinen Ölleitung und in weiterer Folge von der Adria-Wien Pipeline gespeist.

### Schule und Ausbildung

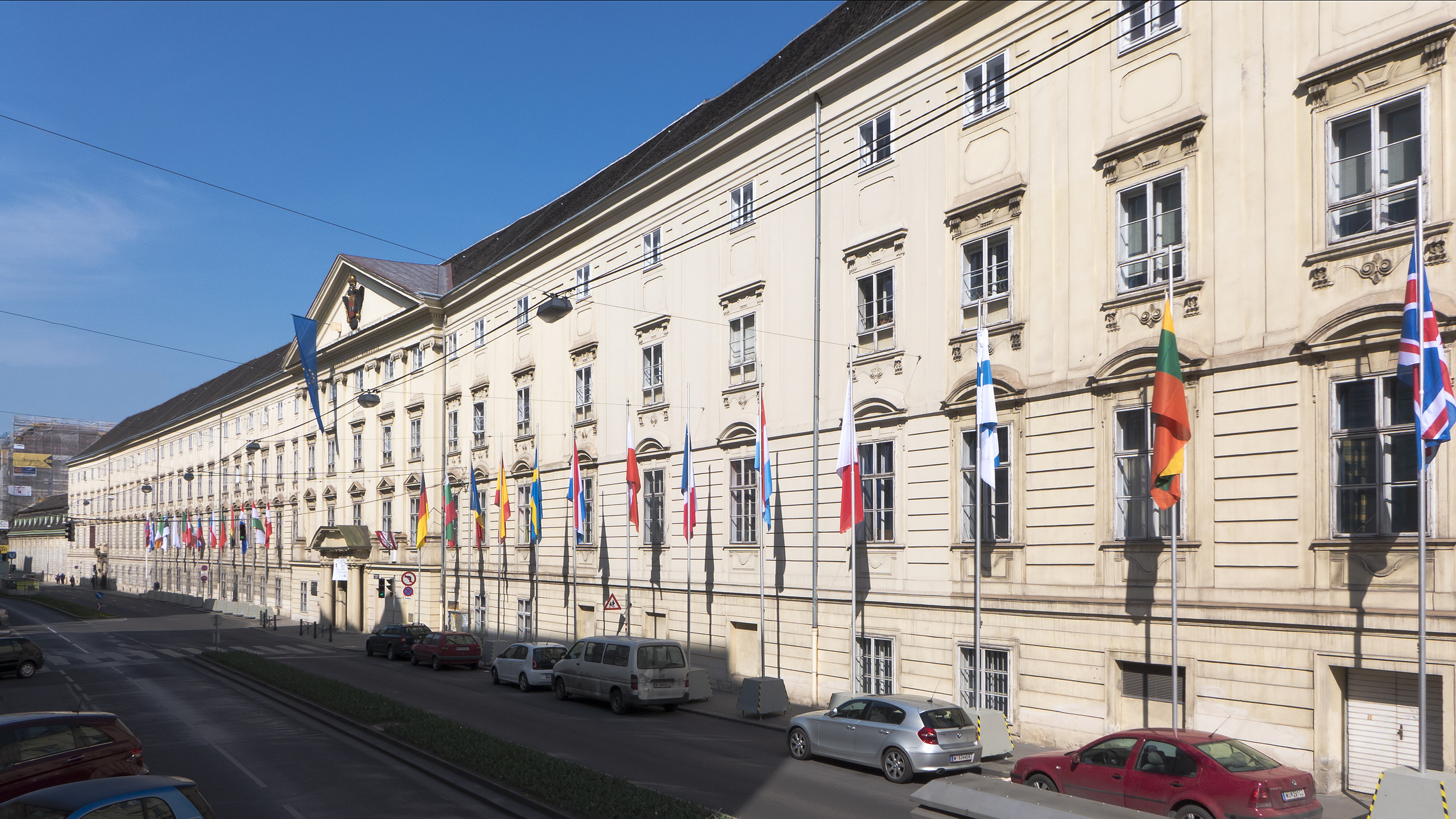
Öffentliches Gymnasium der Stiftung Theresianische Akademie

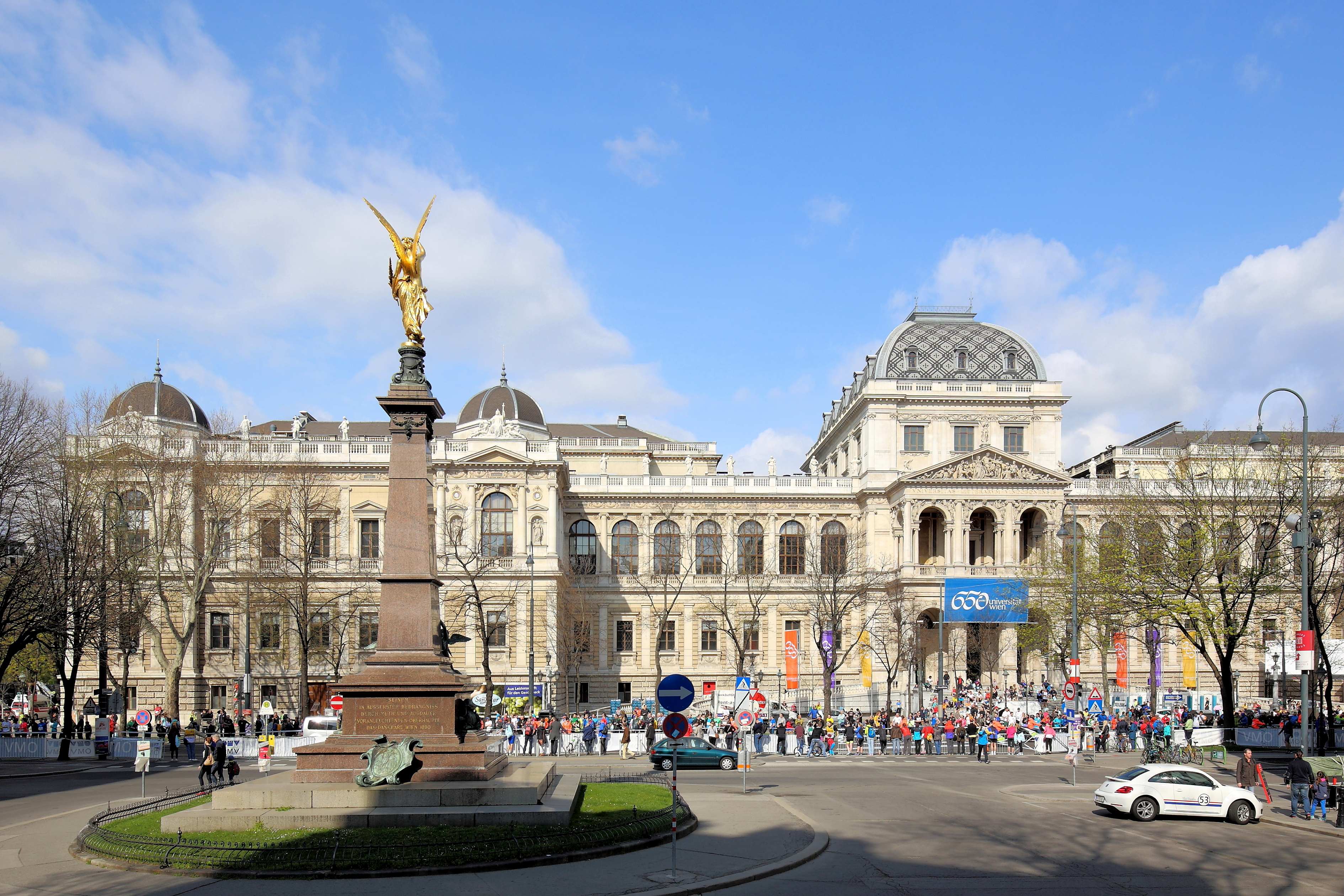
Hauptgebäude der Universität Wien

In Österreich wird das Schulwesen größtenteils durch den Bund geregelt. Abgesehen von Schulversuchen sind deshalb sowohl Schultypen als auch Lehrpläne österreichweit einheitlich. In Österreich besteht Unterrichtspflicht für alle Kinder, die sich in Österreich dauernd aufhalten. Diese beginnt mit dem auf die Vollendung des sechsten Lebensjahres folgenden September. Die allgemeine Unterrichtspflicht dauert neun Schuljahre. Es existiert eine im Verhältnis zur Zahl öffentlicher Schulen geringe Anzahl an Privatschulen. Jene mit Öffentlichkeitsrecht stellen staatsgültige Zeugnisse aus, die Schüler der Schulen ohne Öffentlichkeitsrecht legen Prüfungen vor staatlichen Prüfungskommissionen ab.
Auf die vierjährige Volksschule folgt bereits für zehnjährige Schüler eine wesentliche Entscheidung. Sie besuchen entweder die vierjährige Hauptschule/Mittelschule oder das achtjährige Gymnasium mit abschließender Matura. Nach der achten Schulstufe kann jedoch in eine Berufsbildende höhere Schule (BHS) oder in einen einjährigen Polytechnischen Lehrgang gewechselt bzw. von der Hauptschule kommend fortgesetzt werden.
Staatliche Universitäten gibt es in Österreich in der Bundeshauptstadt Wien (8), in den Landeshauptstädten Graz (4), Linz (4), Salzburg (3), Innsbruck (3) und Klagenfurt am Wörthersee sowie in Leoben und Krems. Seit einigen Jahren sind außerdem Privatuniversitäten mit z. T. großer Spezialisierung auch an anderen Orten lizenziert worden. Die Fachhochschule ist eine alternative akademische Ausbildungsform, die in Österreich seit 1994 existiert. Die OECD kritisiert, dass Österreich im internationalen Vergleich zu wenige Akademiker ausbildet und kommt nach ihrer Definition auf 27,6 %. Nach EU-Kriterien liegt der Akademikeranteil allerdings über dem EU-Schnitt, bei 34,6 %.
Im PISA-Ranking von 2015 erreichen Österreichs Schüler Platz 20 von 72 Ländern in Mathematik, Platz 26 in Naturwissenschaften und Platz 33 beim Leseverständnis. Österreich liegt im Durchschnitt der OECD-Staaten.
Für die Lehrlingsausbildung gilt das Duale System: parallel zur praxisorientierten Ausbildung in einem Betrieb wird eine berufsbildende Schule besucht, die auch (eventuell mit Aufbaulehrgängen) ebenfalls zur Maturareife führen können.

### Notrufdienste
Kostenfrei erreichbar sind nur die staatlich eingerichteten dreistelligen Notrufnummern, wie unter anderen jene unterhalb angeführten.

#### Euronotruf (Notrufnummer 112)

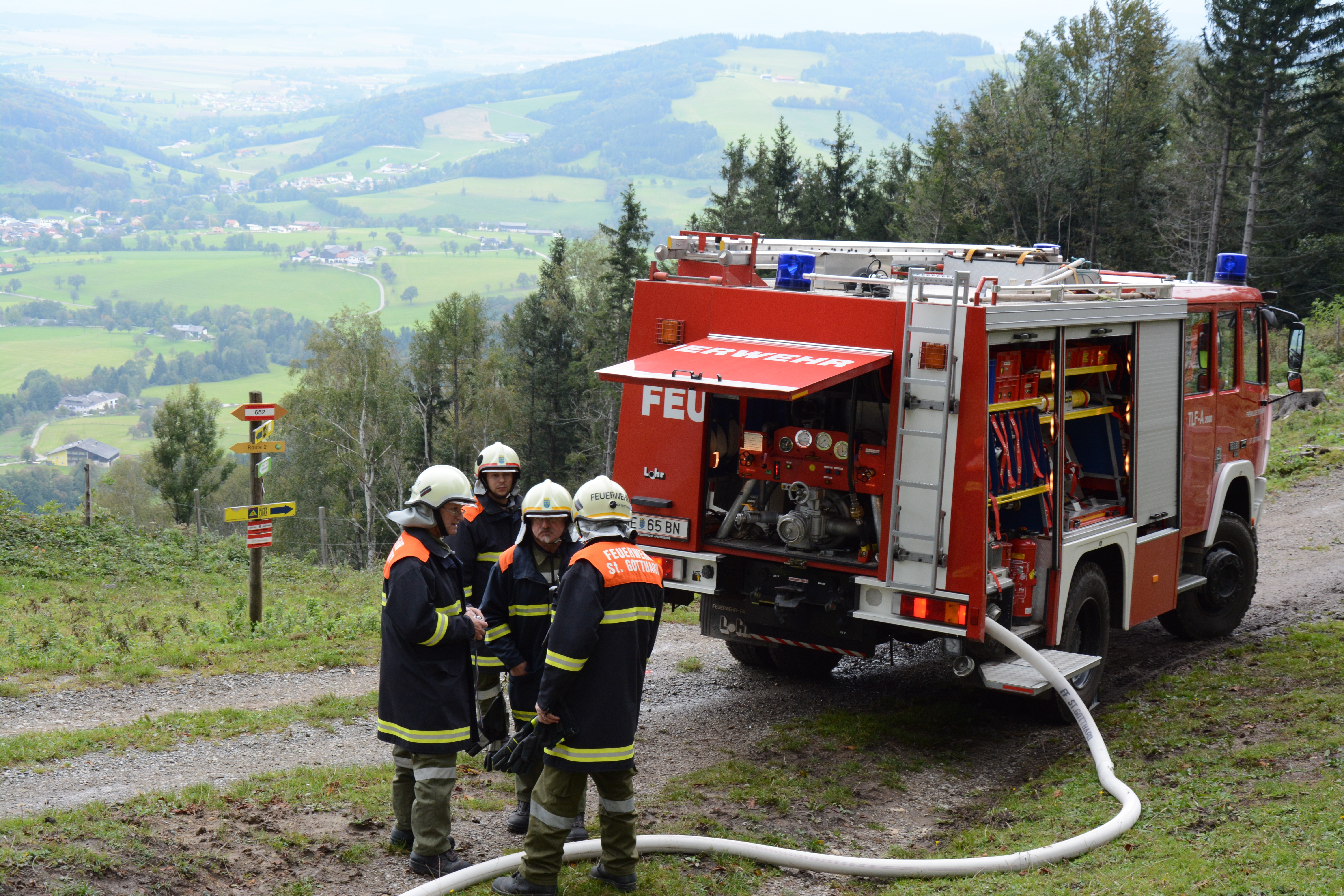
Steyr-Löschfahrzeug

Der Euronotruf 112 leitet in Österreich auf den Polizeinotruf 133 (siehe unterhalb) weiter.

#### Feuerwehr (Notrufnummer 122)
Das österreichische Feuerwehrsystem basiert fast vollständig auf Freiwilligen Feuerwehren. Nur in den sechs größten Städten wird der Brandschutz von Berufsfeuerwehren wahrgenommen. In manchen Betrieben wird auch behördlich eine Betriebsfeuerwehr vorgeschrieben. Aufgaben der Feuerwehren sind insbesondere der Brandschutz und über den Katastrophenhilfsdienst der Katastrophenschutz, die in die Kompetenz der einzelnen Bundesländer fallen.
In der Feuerwehr waren im Jahr 2019 landesweit 341.325 aktive Feuerwehrleute organisiert, die in 5.399 Feuerwachen und Feuerwehrhäusern, in denen 16.509 Löschfahrzeuge und 323 Drehleitern bzw. Teleskopmasten bereitstehen, tätig sind. Der Frauenanteil beträgt sieben Prozent. In der Feuerwehrjugend sind 28.598 Kinder und Jugendliche organisiert. Die österreichischen Feuerwehren wurden im selben Jahr zu 278.672 Einsätzen alarmiert, dabei waren 43.370 Brände zu löschen. Der Bundesfeuerwehrverband repräsentiert die österreichische Feuerwehr im Weltfeuerwehrverband CTIF.

#### Polizei (Notrufnummer 133)
Der Bereich öffentliche Sicherheit fällt in Österreich in die Gesetzgebungshoheit des Bundes. Auch in der Vollziehung ist die Sicherheitspolizei überwiegend in der Hand des Bundesministers für Inneres als oberste Sicherheitsbehörde. Eine Ausnahme bilden die örtlichen Sicherheitswachen, die von manchen Gemeinden eingerichtet werden dürfen. Österreichweit wurde 2005 die für ländliche Gebiete zuständige Bundesgendarmerie mit den in den Städten vorhandenen Bundessicherheitswachekorps und den Kriminalbeamtenkorps zum neuen Wachkörper Bundespolizei zusammengelegt. Ziel dieser Maßnahme war, Zweigleisigkeiten in der Organisation zu beseitigen und die Effizienz zu erhöhen. Die Gemeindesicherheitswachen waren von dieser Maßnahme jedoch nicht betroffen. Aufgaben der Sicherheitspolizei sind insbesondere die erste allgemeine Hilfeleistungspflicht und die Aufrechterhaltung der öffentlichen Sicherheit und Ordnung. Daneben kann der Wachkörper Bundespolizei auch für Aufgaben anderer Behörden eingesetzt werden.

#### Rettung (Notrufnummer 144)
Das Rettungswesen fällt in Österreich in die Kompetenz der Länder, die Anforderung des verantwortlichen Rettungsdienstes erfolgt jedoch bundeseinheitlich. Wo dieser Notruf eintrifft, ist jedoch schon in den einzelnen Bundesländern verschieden. Außer in der Hauptstadt Wien haben bisher nur die Bundesländer Niederösterreich und Tirol mit einer landesweiten Alarmzentrale direkt Zugriff auf alle einzelnen Hilfsorganisationen im ganzen Land. Aufgaben der Rettungsdienste sind insbesondere der Notfall- und qualifizierte Krankentransport.
Als Hilfsorganisationen unterhalten neben dem in ganz Österreich arbeitenden Roten Kreuz Organisationen wie der Arbeiter-Samariter-Bund, die Johanniter-Unfall-Hilfe, der Malteser Hospitaldienst Austria und das Grüne Kreuz Rettungswachen.

### Wetterdienst

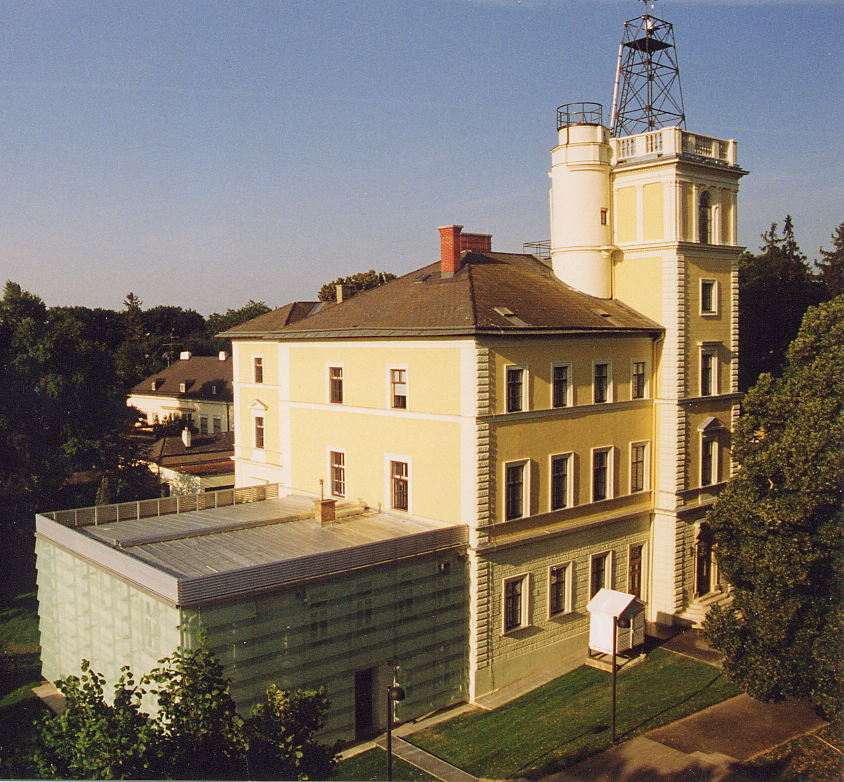
Zentralanstalt für Meteorologie und Geodynamik auf der Hohen Warte

Wetterstationen befinden sich über das ganze Land verteilt, in größeren Städten und in allen Landeshauptstädten. Die nationale Einrichtung für meteorologische und geophysikalische Dienste ist die Zentralanstalt für Meteorologie und Geodynamik (ZAMG) mit mehreren Zweigstellen in den Bundesländern. Zusätzlich gibt es noch die Flugwetterdienste oder spezielle Systeme, wie das Blitzortungssystem ALDIS, die auch mit der ZAMG zusammenarbeiten und Daten austauschen.
Zusätzlich zu den Wetterdiensten gibt es in den meisten Bundesländern bedingt durch die alpinen Lagen Lawinenwarndienste, die Informationen der meist örtlich eingerichteten Lawinenkommissionen weitergeben.
Ein weiterer Dienst, der in den letzten Jahren zunehmend an Bedeutung gewinnt, ist der Hochwasserwarndienst, der vor bevorstehenden Hochwasserereignissen die betroffene Bevölkerung warnt. Er ist bei den jeweiligen Landesregierungen angesiedelt.

### Medien

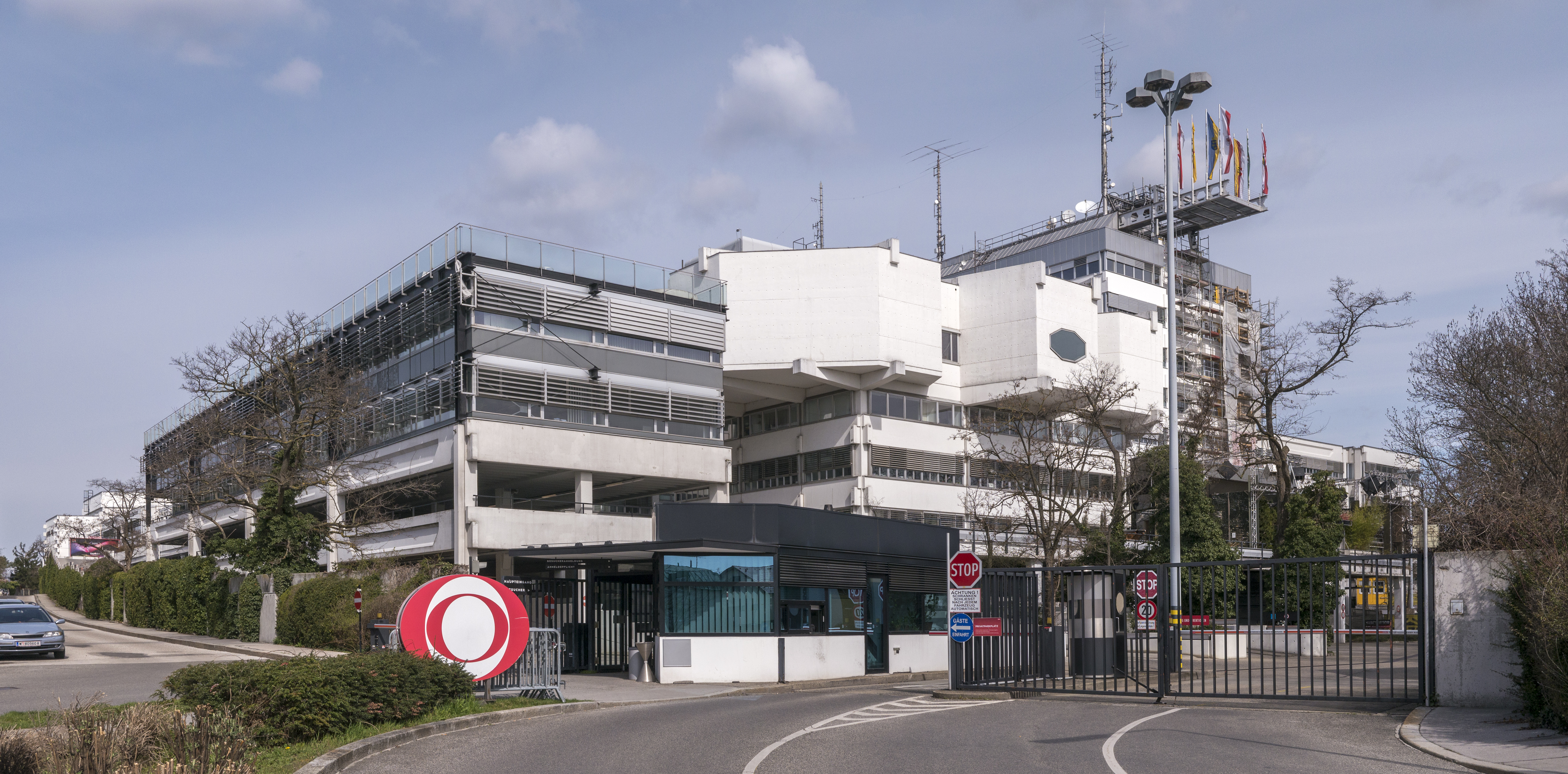
ORF-Zentrum Küniglberg in Wien

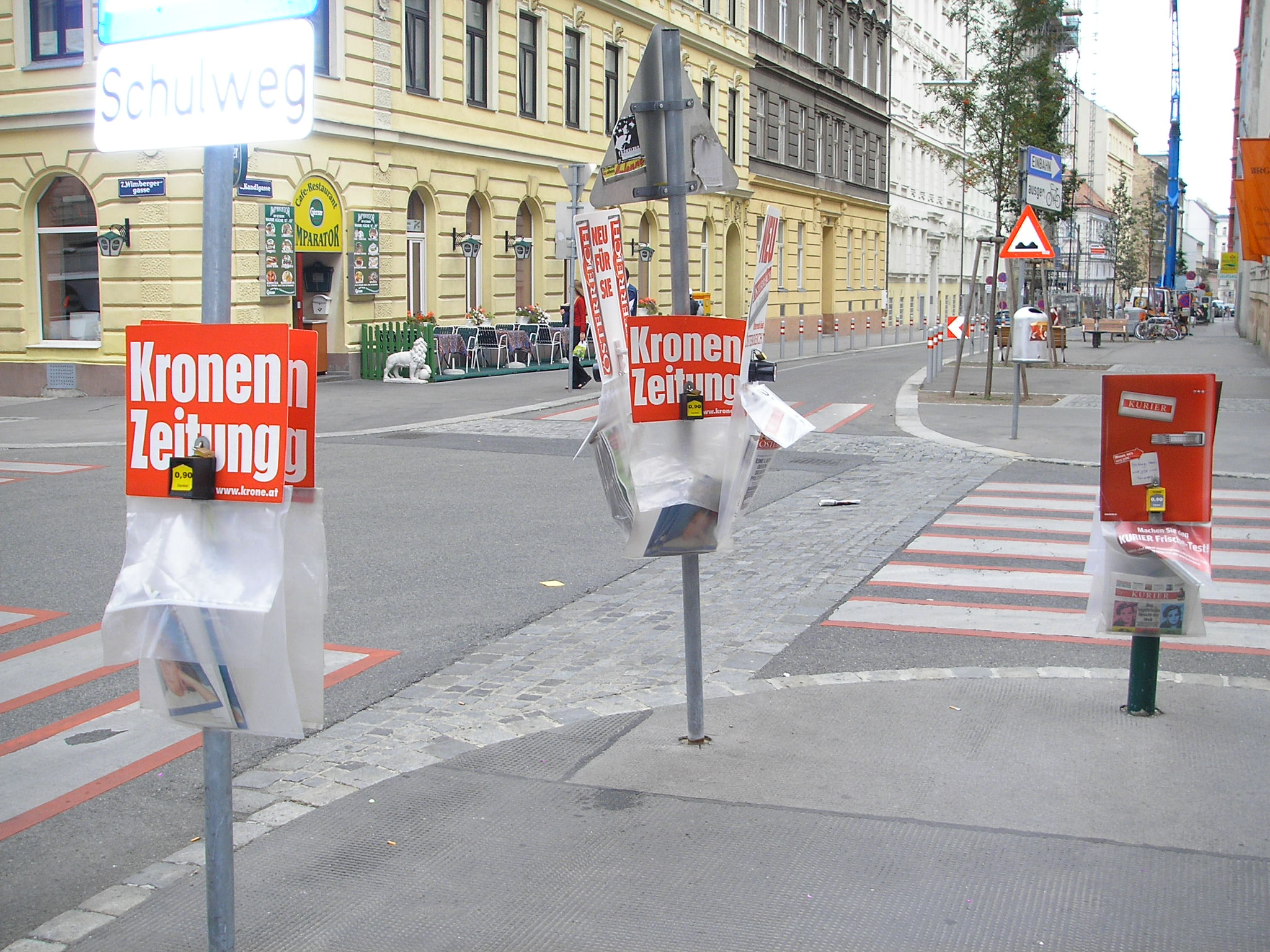
Entnahmebeutel für Sonntagszeitungen neben Straßen und Gehsteigen

Die österreichische Medienlandschaft zeichnet sich durch hohes Ausmaß an Konzentration auf wenige Unternehmenskonglomerate und durch starken Staatseinfluss auf die den Radio- und Fernsehmarkt beherrschende öffentlich-rechtliche Radio- und Fernsehanstalt Österreichs aus. Bei der Rangliste der Pressefreiheit 2021, welche von Reporter ohne Grenzen herausgegeben wird, belegte Österreich Platz 31 von 180 Ländern.
Öffentlich-rechtlich ist der Österreichische Rundfunk (ORF) mit zwei Vollprogrammen und zwei Spartenprogrammen. Die wichtigsten Privatsender in Österreich sind ATV, Puls 4 und ServusTV. Hinzu kommen einige deutsche Sender der RTL Group, deren Österreichfenster lediglich regionalisierte Werbung senden und der ProSiebenSat.1-Gruppe, letztere mit ergänzenden Sendungen nur für den österreichischen Markt.
Der ORF betreibt drei österreichweit sowie neun regional je Bundesland ausgesendete Radiokanäle Ö2. Die wichtigsten und beliebtesten privaten Radiosender sind Kronehit (als einziges bundesweites Programm), Energy Wien in Wien, Radio Soundportal sowie die österreichweite Antenne-Radiokette mit Antenne Steiermark, Antenne Kärnten, Antenne Vorarlberg, Antenne Tirol und Antenne Salzburg.
Der „Mediamil-Komplex“, die Kombination des „Zeitungsriesen“ Mediaprint mit der Verlagsgruppe News, gibt die auflagenstärkste Tageszeitung Österreichs, die Kronen Zeitung, die Printmedien NEWS und Profil sowie die Tageszeitung Kurier heraus und ist somit die mächtigste Mediengruppe des Landes. Weitere Tageszeitungen sind beispielsweise Der Standard, Die Presse, Salzburger Nachrichten, Tiroler Tageszeitung, Vorarlberger Nachrichten, Oberösterreichische Nachrichten, Kleine Zeitung, Österreich und die von Montag bis Freitag erscheinende Gratiszeitung Heute.

### Kommunikation

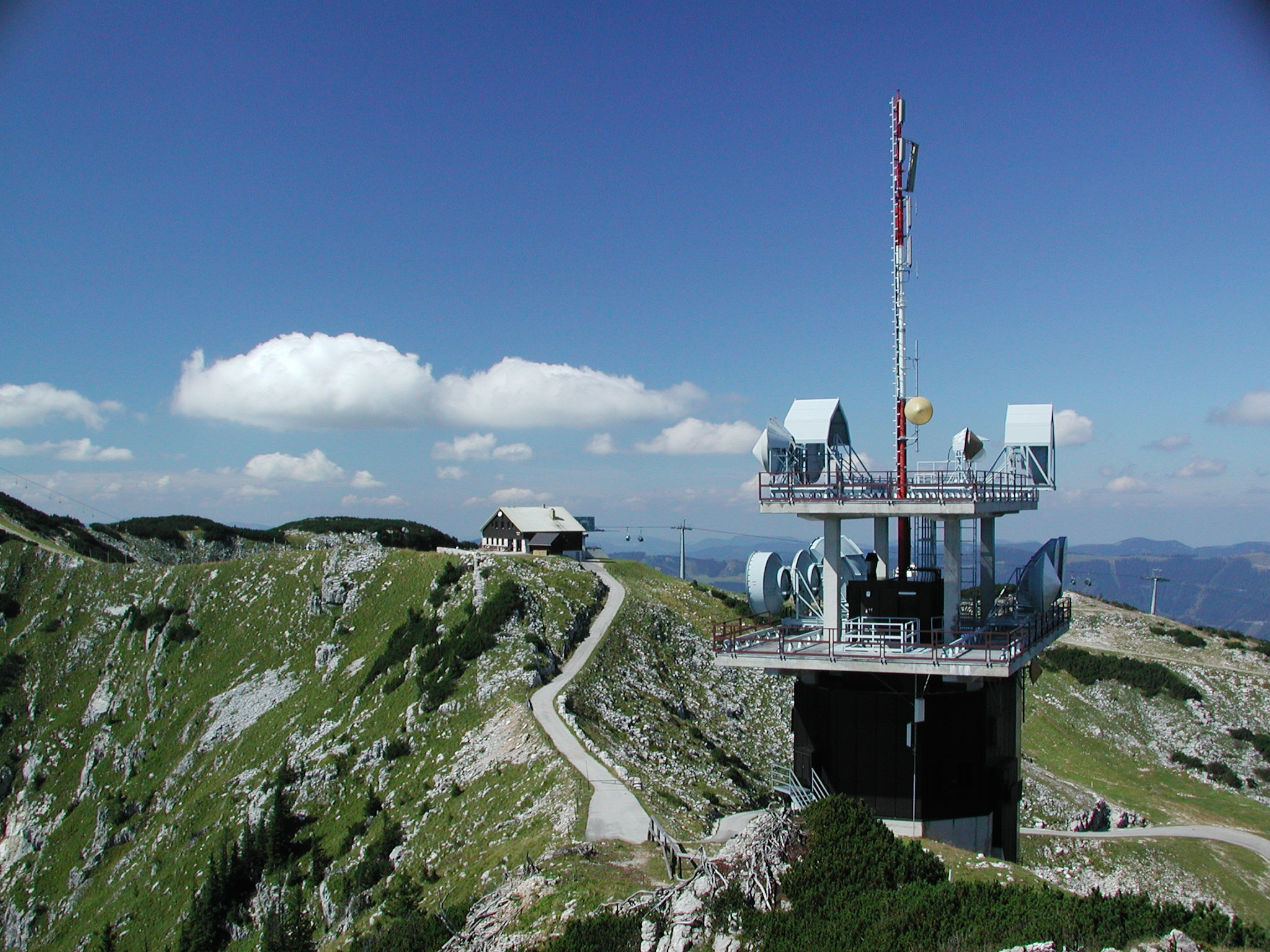
Richtfunkstation der Telekom Austria auf dem Hochkar in den Göstlinger Alpen

Trotz der schwierigen topografischen Bedingungen besitzt Österreich ein gut ausgebautes Telekommunikationsnetz. Es besteht praktisch eine restlose Netzabdeckung im gesamten bewohnten Bundesgebiet von Festnetz-, Mobiltelefonie und modernen Datendiensten. Zu den größten Anbietern zählen die A1 Telekom Austria, Drei und Magenta Telekom. Durch die hohe Dichte an Anbietern sind die Tarife im Vergleich zu anderen Ländern in Österreich günstiger.
Die lückenlose Netzabdeckung in Österreich begründet sich zum Teil darin, dass das Land für Mobilfunkanbieter ideale Voraussetzungen für Technologie- und Marktstudien bietet. Neue Technologien im Bereich Mobilfunk und Datenübertragung werden oftmals zuerst in Österreich eingeführt. Die Resonanz der Bevölkerung gilt als Maßstab für den Erfolg der Technologie in anderen Ländern, in welchen ein derartiger Feldversuch eine weitaus größere finanzielle Belastung erzeugen würde.
Breitband-Internetzugang ist in Österreich fast flächendeckend erhältlich. Beim Glasfaser-Ausbau hingegen belegt Österreich 2021 einen hinteren Platz. Mit 5,7 % der ans Glasfasernetz angeschlossenen Haushalte liegt Österreich hinter Deutschland mit 7 %, hinter dem OECD-Durchschnitt mit 35 % und hinter Spitzenreitern wie Japan mit 87 %. Der größte österreichweite Netzbetreiber ist A1, gefolgt von Drei und Magenta. Regionale Datennetze existieren in Ballungsgebieten und häufig auch in Gemeinden oder größeren Gebietsverbänden.
2019 nutzten 88 % der Bevölkerung von Österreich das Internet.

## Kultur
Die österreichische Kultur ist vielschichtig geprägt; es gibt im Land zahlreiche Kulturdenkmale und zwölf UNESCO-Welterbestätten.

Europäische Kulturhauptstädte in Österreich
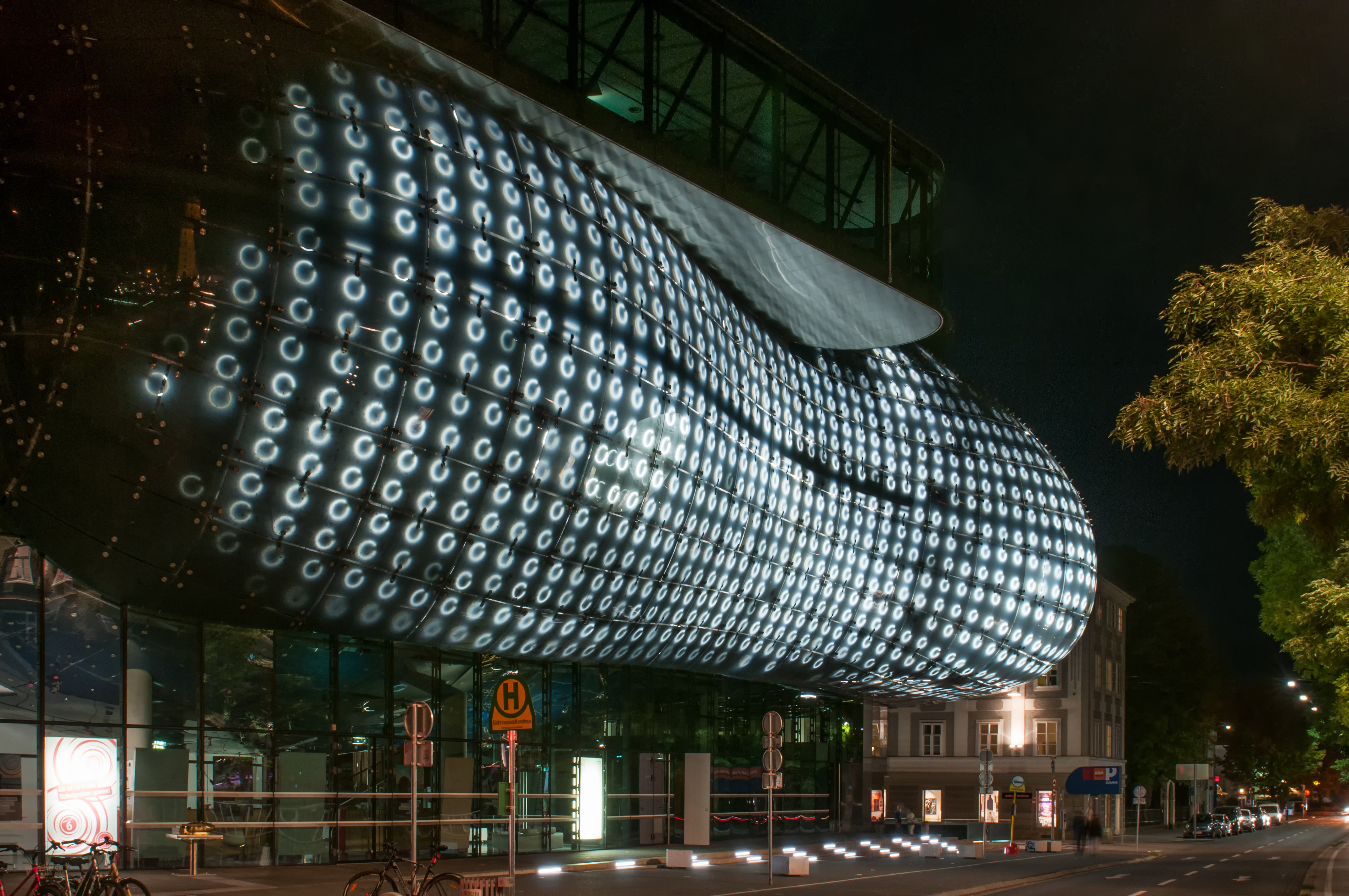
Graz (2003)
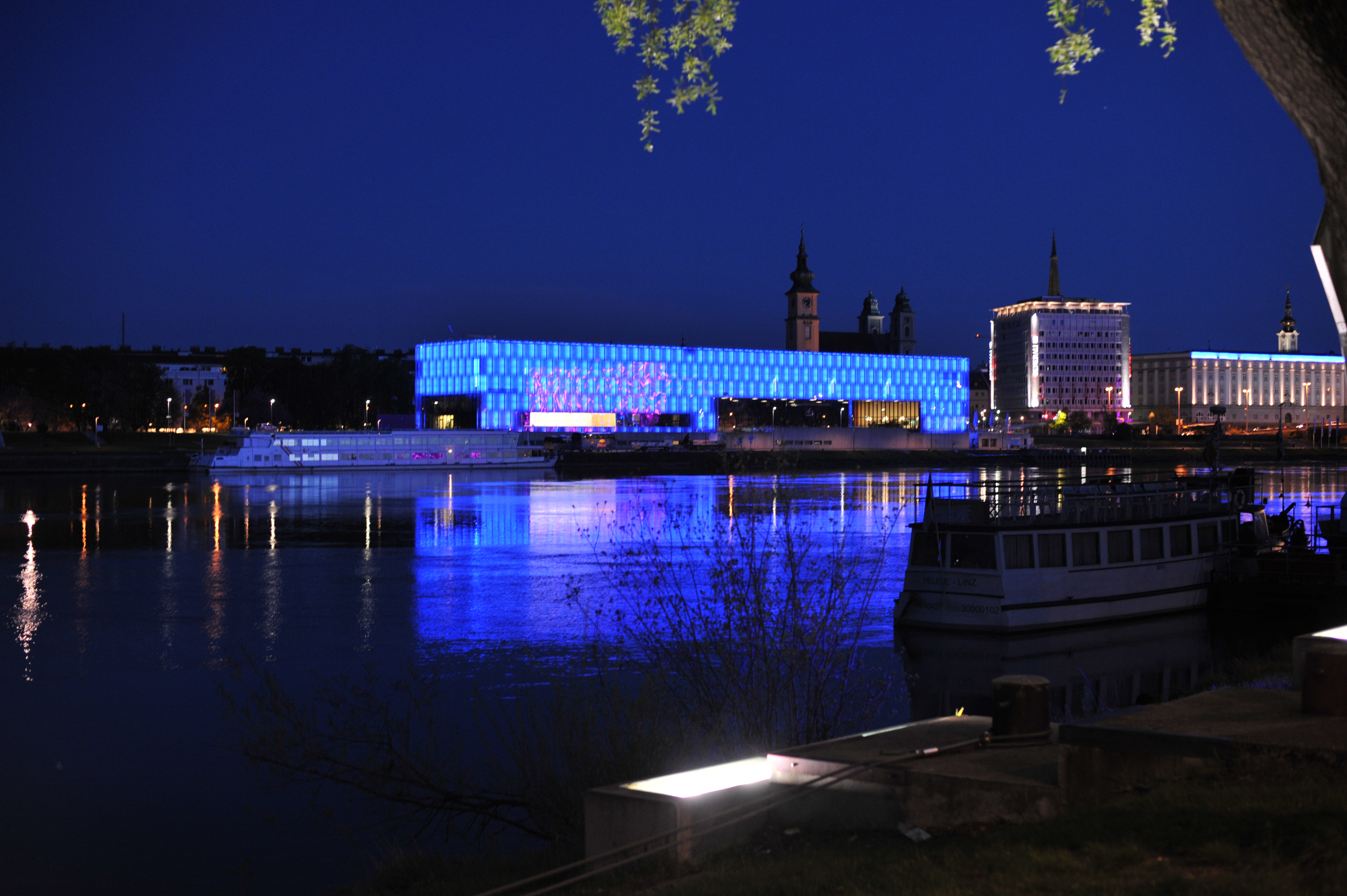
Linz (2009)
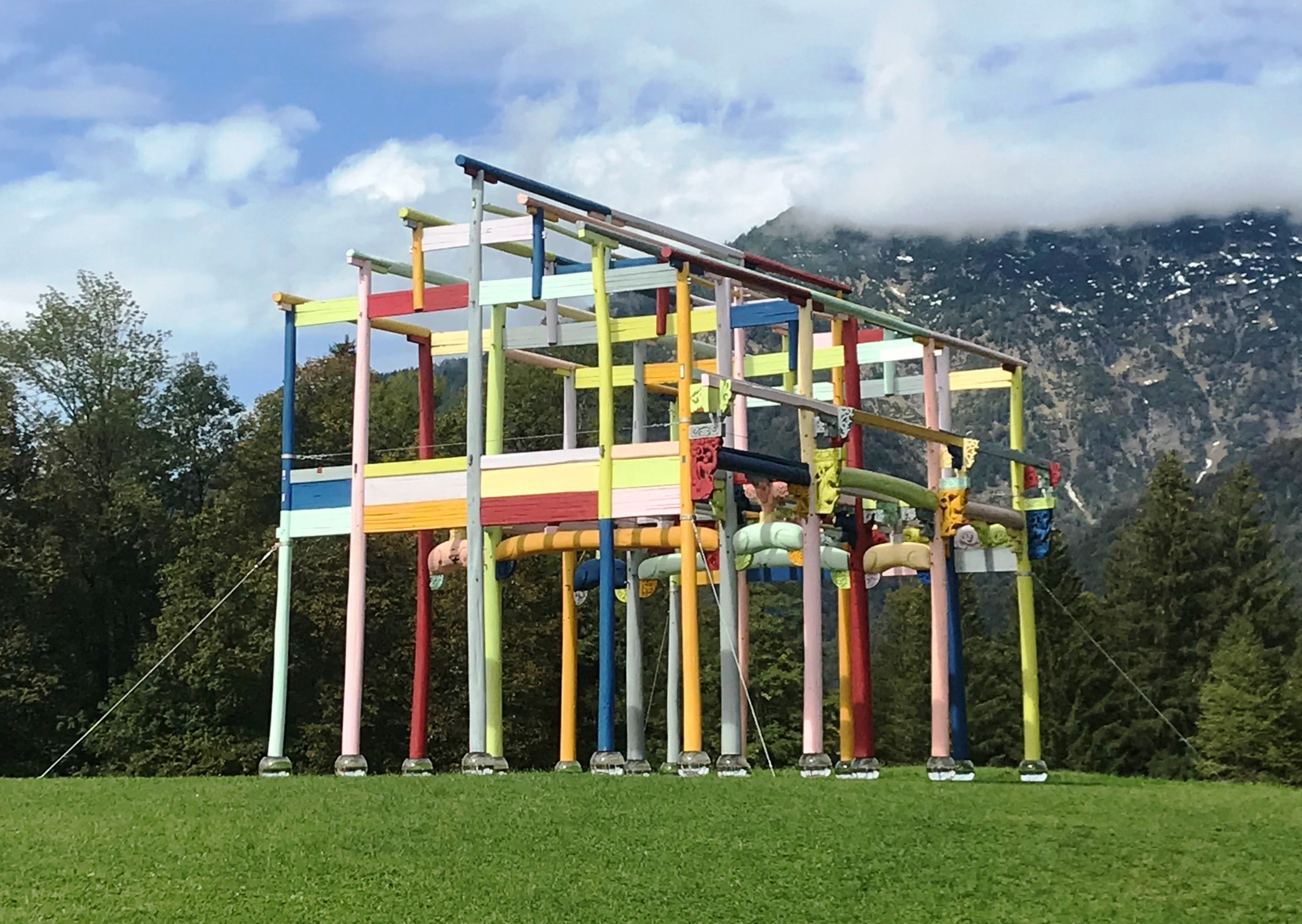
Salzkammergut - Bad Ischl (2024)

Im 18. und 19. Jahrhundert war Wien ein Zentrum des Musiklebens. Bis heute bestehen viele Opernhäuser, Theater und Orchester sowie Traditionen wie das Neujahrskonzert der Wiener Philharmoniker und mehreren Festspiele. Darüber hinaus gibt es eine vitale Kabarettszene. Auf kulinarischem Gebiet haben die Wiener Kaffeehauskultur, der Heurige sowie landestypische Gerichte eine lange Tradition. 2003 war Graz europäische Kulturhauptstadt, 2009 Linz und 2024 Bad Ischl mit dem Salzkammergut. Zur Verbreitung der österreichischen Kultur im Ausland dient das Österreichische Kulturforum. Acht Bauten oder Landschaften Österreichs gehören zum UNESCO-Welterbe.

### Bräuche

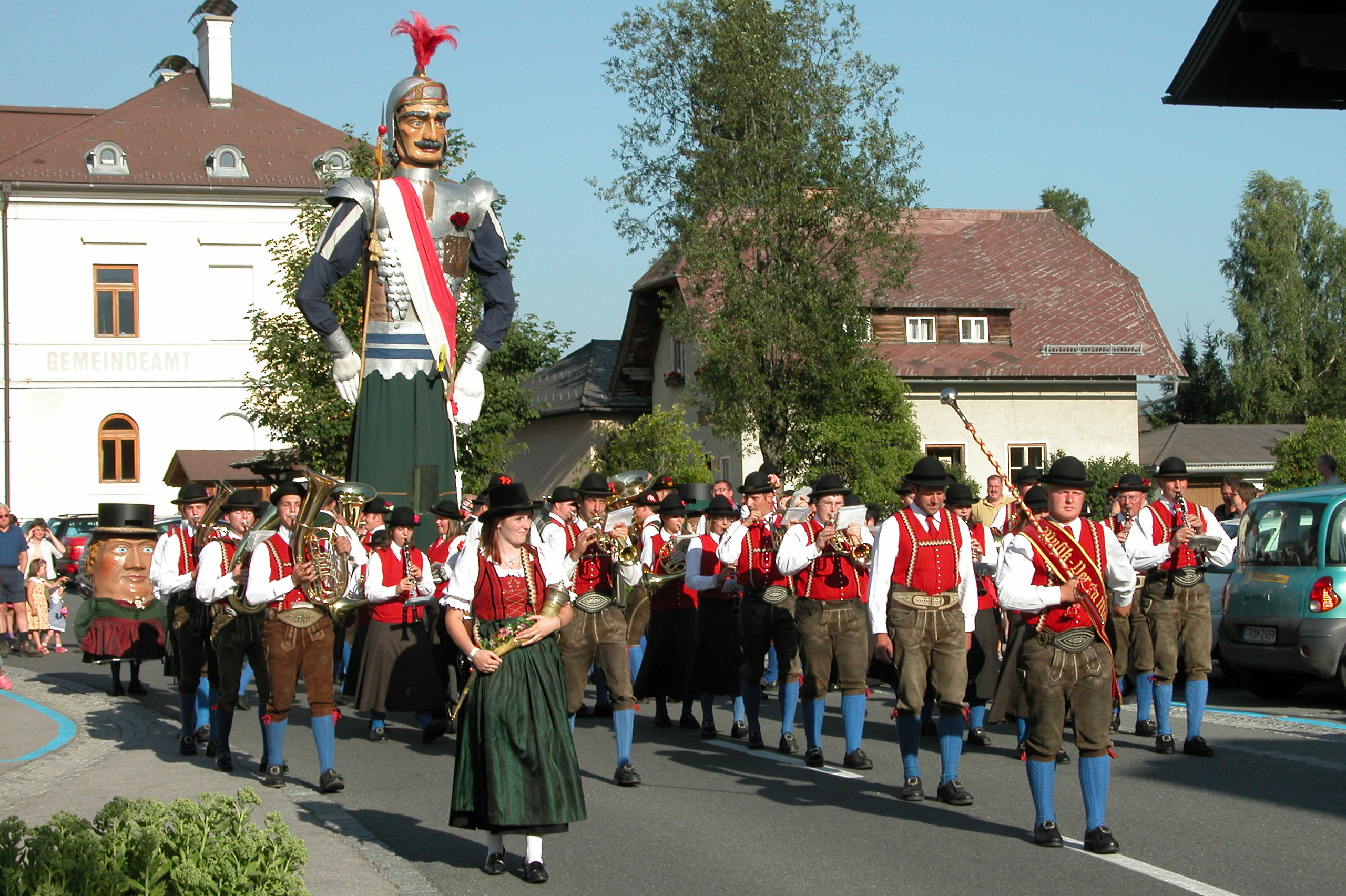
Trachtenmusikkapelle mit dem Mariapfarrer Samson

Regionale Bräuche werden von Vereinen in ganz Österreich aufrechterhalten. Bräuche umfassen vor allem Musik, Tanz, Theater, Dichtung, Schnitzerei und Stickarbeiten. Eine große Anzahl von lokalen Bräuchen und Riten steht in Zusammenhang mit den Jahreszeiten (z. B. Aperschnalzen, Glöckler, Kathreintanz, Kufenstechen, Mariä Lichtmess, Fasching).
Eine lange Tradition hat in Österreich neben der Musik und den Tänzen die traditionsreiche Textilindustrie. Stickerei findet in der Verzierung von Trachten Verwendung, wie bei Dirndl und Loden.

### Feiertage und Feste

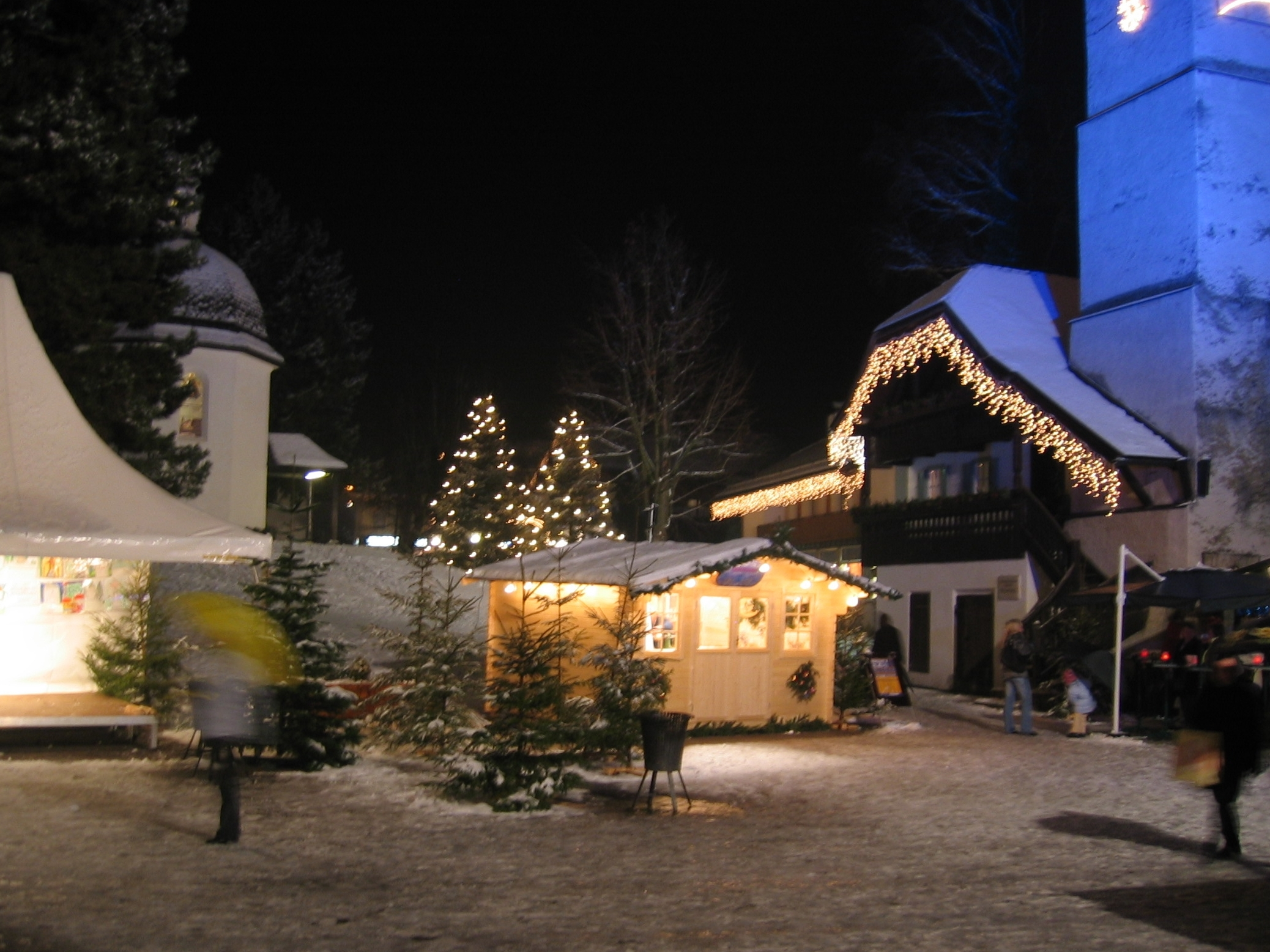
Christkindlmarkt zur Weihnachtszeit bei der Stille-Nacht-Kapelle in Oberndorf bei Salzburg

Aufgrund der stark katholisch geprägten Geschichte sind die meisten Feiertage auf Bundes- sowie Landesebene religiöse Feiertage, wobei in den einzelnen Bundesländern die Namenstage der Landespatrone als Landesfeiertage begangen werden. Eine Ausnahme davon ist Kärnten, wo die Volksabstimmung von 1920 auch zum gesetzlichen Landesfeiertag erklärt wurde. Zusammen mit allen Sonntagen gelten die Feiertage als Tage der Arbeitsruhe und der seelischen Erhebung.
Gemeinsame Feiertage sind Neujahr, Heilige Drei Könige, Karfreitag (nur für Angehörige evangelischer Religionen), Ostermontag, 1. Mai, Christi Himmelfahrt, Pfingstmontag, Fronleichnam, Mariä Himmelfahrt, Allerheiligen, Mariä Empfängnis, Christtag und Stephanitag. Der Heilige Abend und Silvester sind keine Feiertage, aber durch kollektivvertragliche Regelungen arbeitsfrei oder teilweise arbeitsfrei. Der Nationalfeiertag findet am 26. Oktober statt, dem Tag der gesetzlichen Beschlussfassung der immerwährenden Neutralität im Jahre 1955. Länderspezifische Feiertage mit eingerechnet hat 2013 jedes Bundesland 14 gesetzliche Feiertage außer Kärnten (15 mit dem Tag der Volksabstimmung).
Zudem steht es jeder religiösen Gemeinde frei, ihre eigenen Feiertage zu begehen und Angehörige lassen ihre Arbeit an dem Tag ruhen. So feiern etwa die israelitischen Kultusgemeinden Jom Kippur unabhängig davon, dass es nicht als gesetzlicher Feiertag gilt.
Neben den religiös motivierten Feiertagen gibt es eine Vielzahl lokaler Feste. So haben im Sommer besonders im ländlichen Raum Zeltfeste Tradition. Auch regelmäßig stattfindende Musikfestivals der Hoch- und populären Kultur besitzen ein bestimmtes Ausmaß an Festcharakter. Einen hohen Stellenwert in der Festkultur nimmt die Ballsaison ein, die mit den Maturabällen der Mittleren Schulen oft schon im November beginnt, und wiederholt finden auch noch nach Aschermittwoch Vereinsbälle statt. Als ein Höhepunkt der Ballsaison ist besonders der traditionelle Wiener Opernball zu sehen.

### Musik

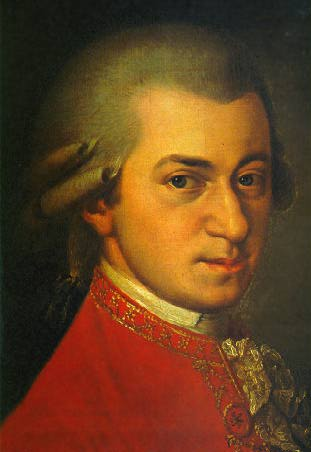
Wolfgang Amadeus Mozart

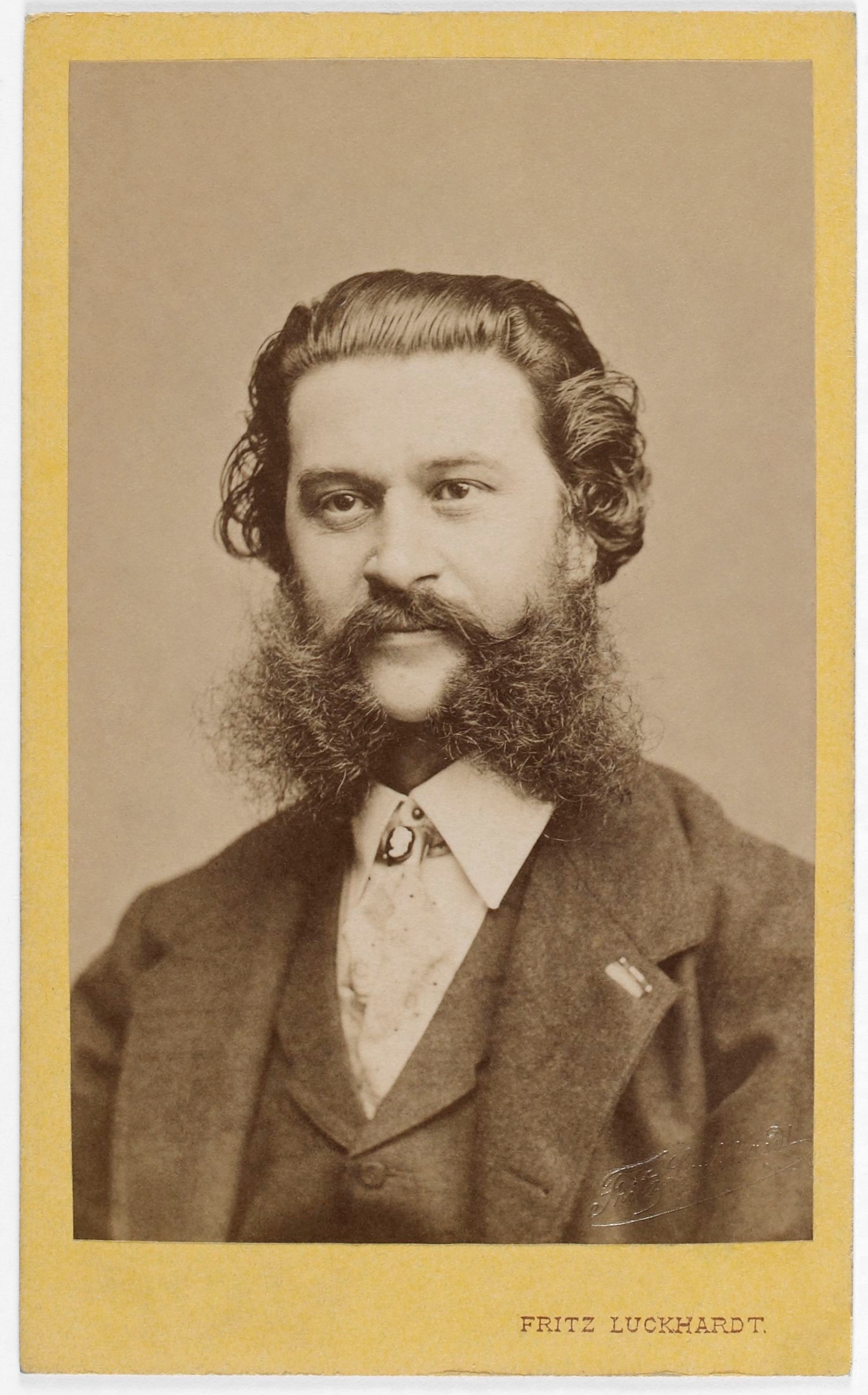
Johann Strauss (Sohn)

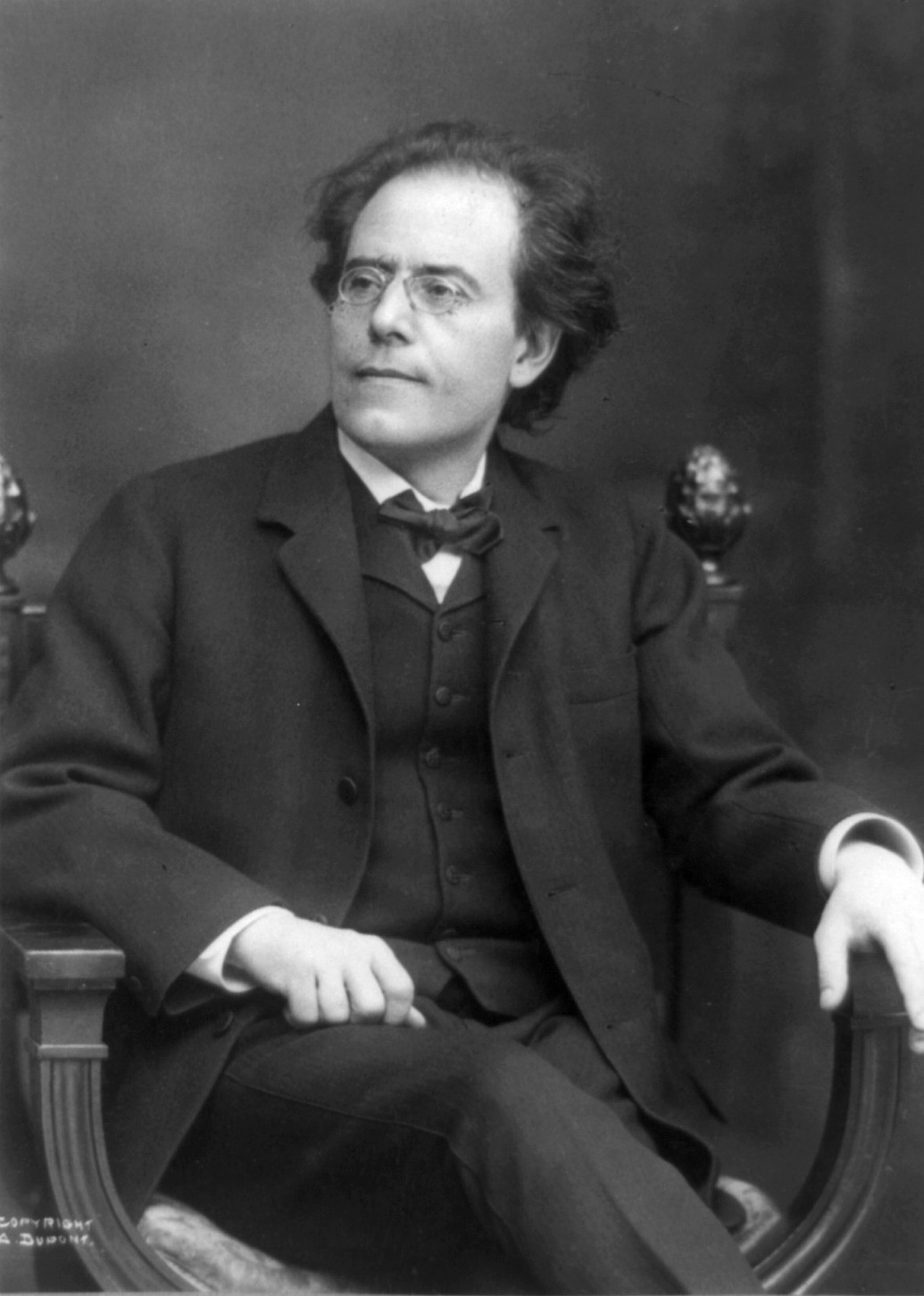
Gustav Mahler

Komponisten der klassischen und der romantischen Epoche sind etwa Wolfgang Amadeus Mozart aus Salzburg und der aus Bonn gebürtige Ludwig van Beethoven, die beide in Wien wirkten, außerdem Joseph Haydn, Franz Schubert, Anton Bruckner, Franz Liszt oder der als „Walzerkönig“ titulierte Johann Strauss (Sohn).
Die Musik des 20. Jahrhunderts revolutionierten Gustav Mahler und die Komponisten der „Neuen Wiener Schule“ Arnold Schönberg, Alban Berg und Anton Webern, aber auch Josef Matthias Hauer, der die tatsächliche Erfindung der 12-Ton-Musik für sich in Anspruch nimmt, sowie Ernst Krenek oder Egon Wellesz. Dieser Tradition großer Komponisten aus dem Gebiet der k. u. k. Monarchie folgten international bedeutende Dirigenten wie Arthur Nikisch, Felix Weingartner, Franz Schalk, Erich Kleiber, Karl Böhm, Hans Rosbaud, Herbert von Karajan, Michael Gielen, Nikolaus Harnoncourt und Franz Welser-Möst. Auf dem Gebiet der zeitgenössischen Musik konnten sich György Ligeti, Friedrich Cerha oder Georg Friedrich Haas, H. K. Gruber und Bernhard Lang etablieren.
In der „leichten Muse“ hat das Neujahrskonzert der Wiener Philharmoniker lange Tradition. Es wird im Rundfunk und Fernsehen in mehr als 40 Staaten übertragen; gespielt werden dabei Walzer, Polkas und Märsche, dabei regelmäßig vor allem solche von Johann Strauss (Sohn).
Die Operette ist eine in Österreich ernst genommene Kunstform, und die k. u. k. Monarchie mit ihren Nachfolgestaaten hat die Mehrzahl ihrer bekanntesten Vertreter hervorgebracht: neben den Mitgliedern der Strauss-Familie, Carl Millöcker, Oscar Straus, Edmund Eysler, Nico Dostal, Fred Raymond, Robert Stolz stammen aus dem Territorium des heutigen Österreich, Franz von Suppè, Franz Lehár, Emmerich Kálmán, Leo Fall, Paul Abraham, Ralph Benatzky aus anderen Teilen der ehemaligen Monarchie.
Im populären Musiksektor sind Bands und Einzelinterpreten aus dem speziellen österreichischen Genre Austropop äußerst erfolgreich, dabei besonders Interpreten wie Wolfgang Ambros, Georg Danzer, Rainhard Fendrich und Stefanie Werger sowie die Bands Erste Allgemeine Verunsicherung und S.T.S. International erfolgreich war Falco unter anderem mit Rock Me Amadeus. Eine erfolgreiche Österreicherin auf dem Chartsektor war Christina Stürmer. Udo Jürgens galt als Ikone auf dem Gebiet des deutschsprachigen Chansons, er gewann 1966 den Eurovision Song Contest, diesen Erfolg wiederholten Conchita Wurst im Jahr 2014 sowie JJ im Jahr 2025.

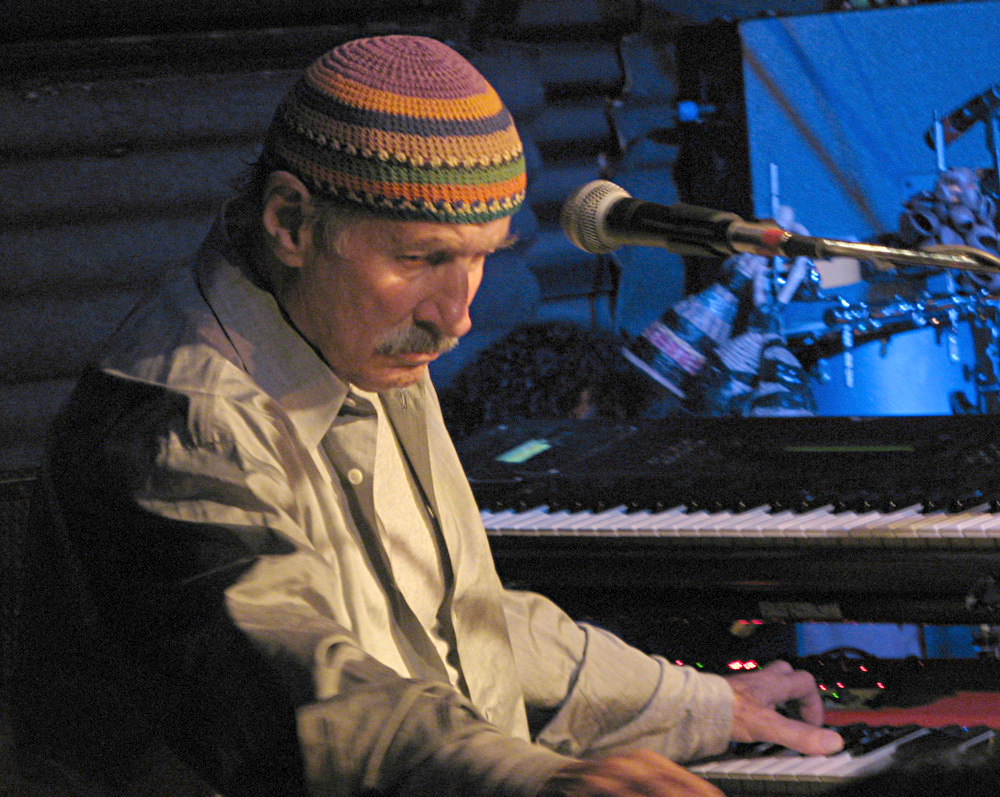
Joe Zawinul (Freiburg im Breisgau, 2007)

Joe Zawinul, der gemeinsam mit dem US-Amerikaner Miles Davis die Stilrichtung des Electric Jazz entwickelte, gilt als der bislang einzige europäische Musiker, der in der Geschichte des Jazz von stilprägender Bedeutung war. Seine Gruppe Weather Report zählt in Fachkreisen und beim Publikum als die bedeutendste Jazzformation der 1970er und 1980er Jahre.
Großer Beliebtheit erfreut sich sowohl die Volksmusik mit ihren regionalen Formen als auch die volkstümliche Musik. Vertreter des letzteren Genres finden in der erfolgreichen Fernsehproduktion Musikantenstadl ein internationales Publikum.
Neben dem Mainstream entwickelten sich im populären Musikbereich auch alternative Musikgruppen, die auch europaweit szenebekannt sind. Dazu zählen beispielsweise die Linzer Electroswing-Band Parov Stelar, die Linzer Hip-Hopper Texta, das Downbeat-Duo Kruder & Dorfmeister, die Songwriterin Soap&Skin oder die Metal-Bands Belphegor aus Salzburg, L’Âme Immortelle oder Summoning.

### Theater

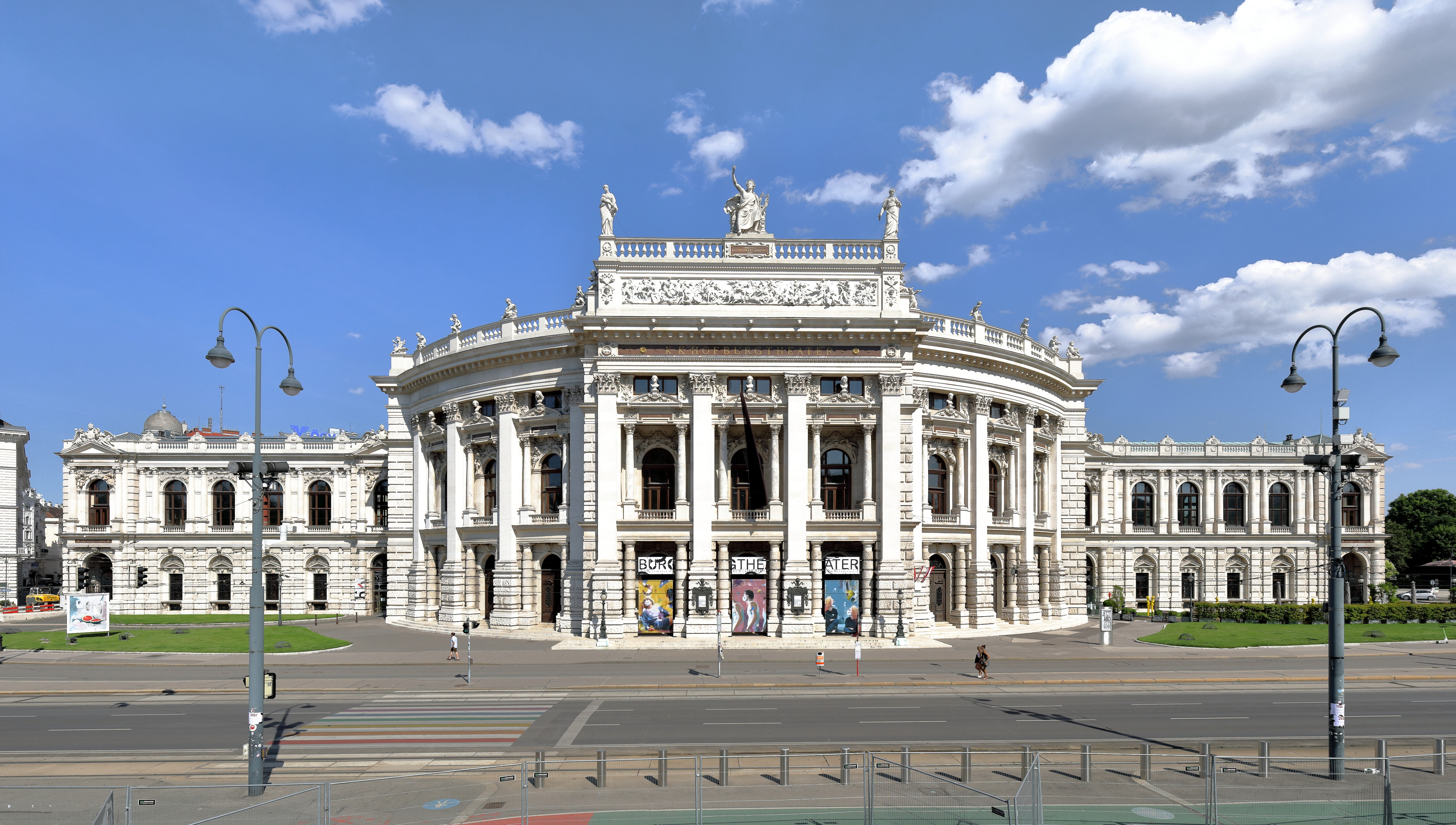
Das Burgtheater in Wien ist eine der ersten deutschsprachigen Bühnen

Das Theater als Kunstform findet in Österreich viel Anklang und auch viel öffentliche Förderung: von der Wiener Staatsoper, einem der angesehensten Musiktheater der Welt, und vom Burgtheater, als eine der besten deutschsprachigen Bühnen bezeichnet, bis zum Bauerntheater im Dorf.
Zu den ständig bespielten Bühnen in Wien, Salzburg, Graz, Innsbruck, Linz, Klagenfurt, Bregenz und St. Pölten kommen Theater- und Opernfestivals von den Bregenzer Festspielen und den Salzburger Festspielen bis zu den Seespielen in Mörbisch am See im Burgenland. In Wien besteht dazu eine Szene an Kabaretts, Kleinbühnen, Kellertheatern und der Alternativkultur gewidmeten Spielstätten.
In St. Pölten wurde, nachdem es 1986 zur Landeshauptstadt erhoben worden war, ebenfalls ein Theater, das Festspielhaus St. Pölten errichtet. In Wien wurde die Musicalbühne Theater an der Wien aus Anlass des Mozartjahrs 2006 zum Operntheater umgestaltet und ist seither das dritte große Opernhaus in der Stadt; weiters wurde bis 2008 das Ronacher-Theater zur Musicalbühne ausgebaut. In Linz wurde 2012 ein neues Musiktheater eröffnet.
Die österreichische Theaterliteratur der letzten Jahrzehnte umfasst u. a. Peter Handkes mittlerweile legendäre „Publikumsbeschimpfung“, Wolfgang Bauers Aufreger „Silvester oder das Massaker im Hotel Sacher“, Fritz Hochwälders NS-Aufarbeitung „Der Himbeerpflücker“ und Thomas Bernhards Drama „Heldenplatz“, in dem er katholisch-reaktionäre Züge des Österreich von 1988 mit dem enthusiastischen Empfang Hitlers auf dem Wiener Heldenplatz 1938 vergleicht. Als dieses Stück 1988 unter der Regie von Claus Peymann am Burgtheater Premiere hatte, inszenierten konservative Kreise den bis heute größten Theaterskandal seit 1945.
Aus Österreich stammen international bekannte Schauspieler: Christoph Waltz, Arnold Schwarzenegger, Romy Schneider, Oskar Werner, Curd Jürgens, Maria Schell, O. W. Fischer, Paula Wessely und ihre Tochter Christiane Hörbiger, Maximilian Schell, Senta Berger und Klaus Maria Brandauer. Unter den auch im Ausland geschätzten Regisseuren sind Max Reinhardt und Martin Kušej zu nennen.
Als Kabarettisten wurden Karl Farkas und Helmut Qualtinger zu „Klassikern“.
Eine für das Theater in Österreich wesentliche Gegebenheit ist der ständige personelle und kulturelle Austausch unter den Theatern des deutschsprachigen Raumes, insbesondere mit Deutschland. Dadurch werden für die großen Talente Österreichs die beschränkten Karrierechancen im Heimatland kompensiert.

### Film
Es gibt eine Reihe von international renommierten österreichischen Filmschaffenden, darunter diverse Preisträger. Zu den bekanntesten Österreichern im Filmgeschäft gehören Christoph Waltz, Arnold Schwarzenegger, Michael Haneke, Fritz Lang, Senta Berger, Franz Novotny, Hans Weingartner.

### Literatur

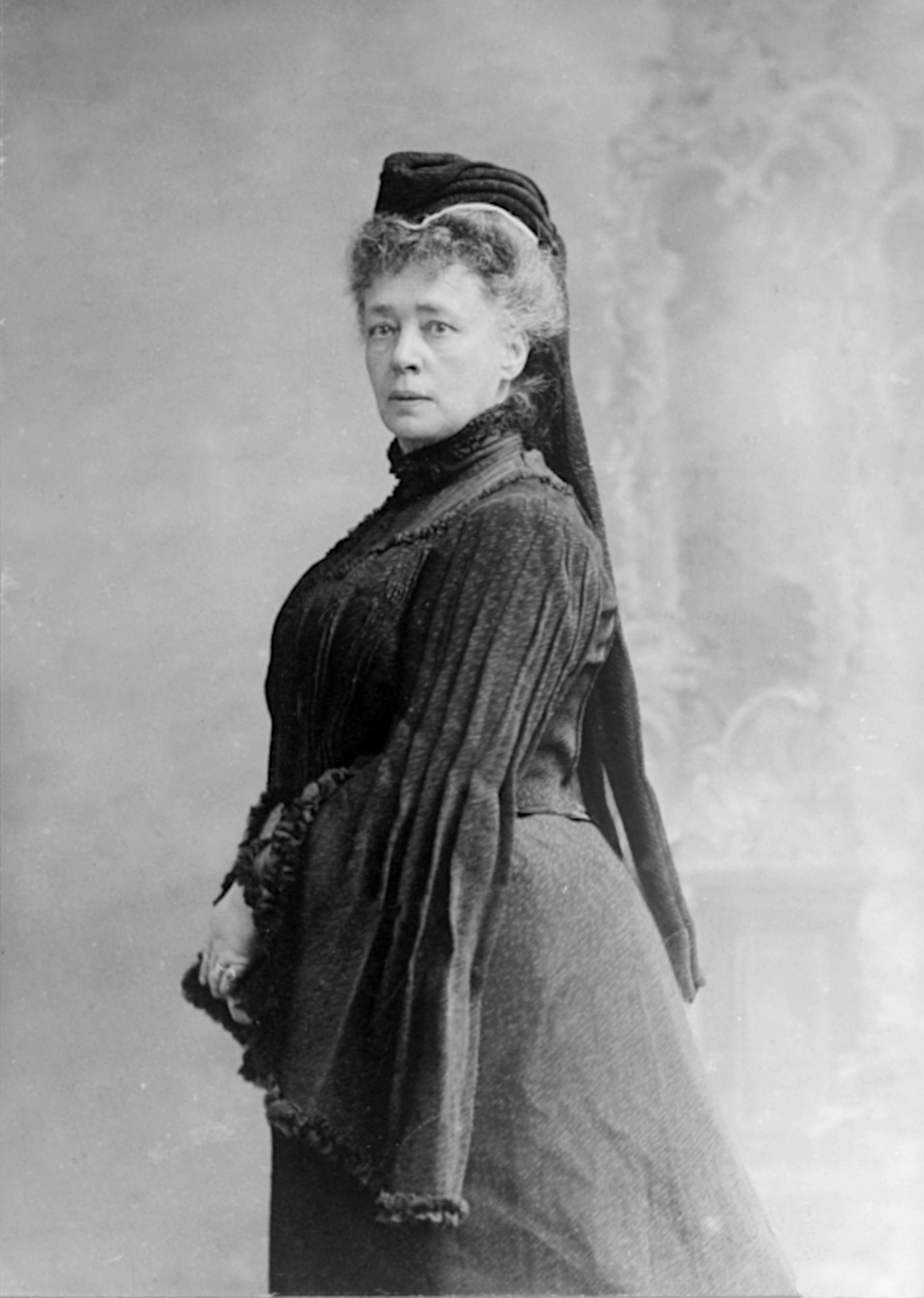
Bertha Freifrau von Suttner war die erste mit dem Friedensnobelpreis ausgezeichnete Frau

### Bildende Kunst

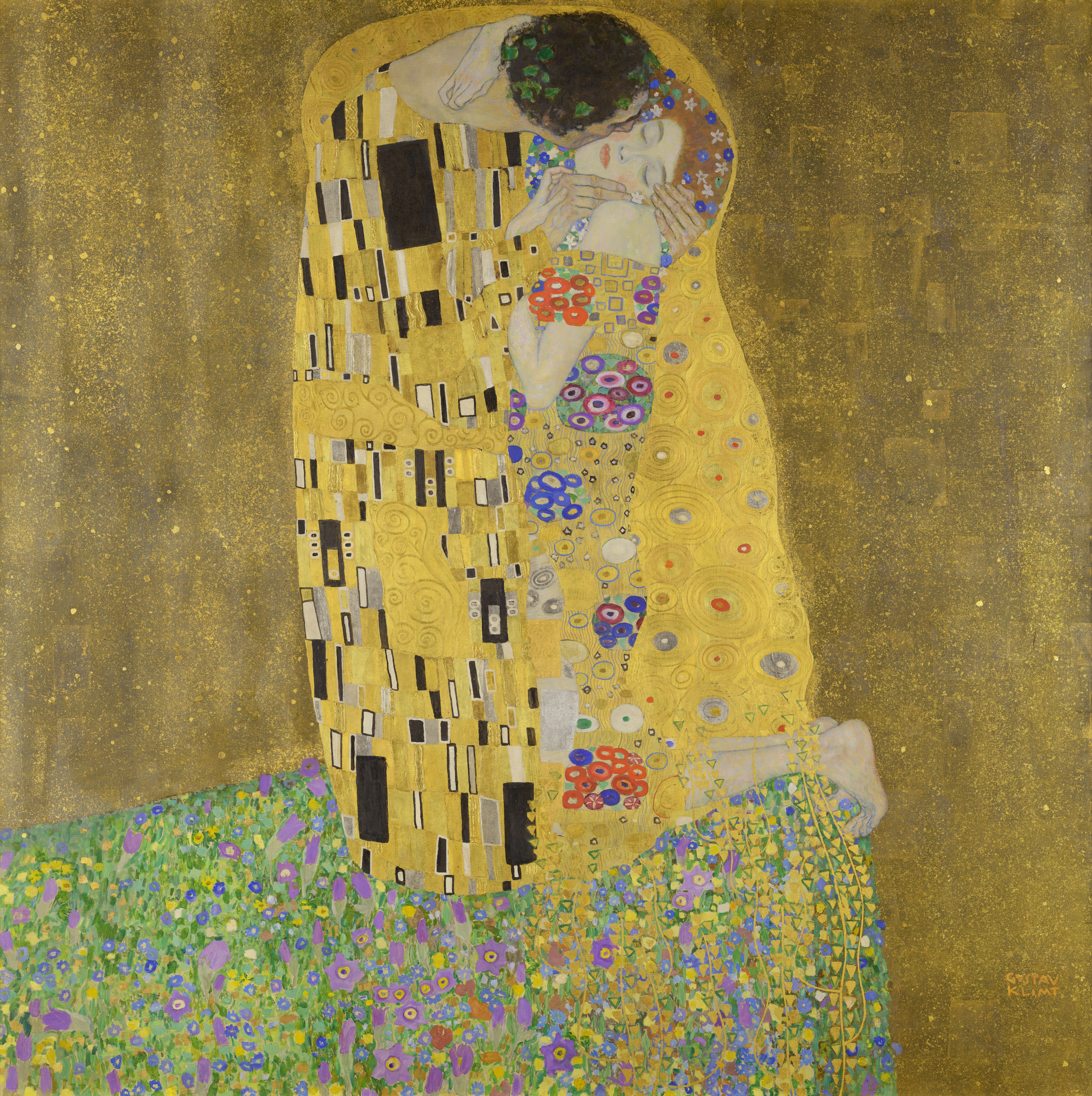
„Der Kuss“ von Gustav Klimt ist eines der bekanntesten österreichischen Kunstwerke

Die Malerei in Österreich erlangte nach 1700 mit Johann Michael Rottmayr, Daniel Gran, Paul Troger und Franz Anton Maulbertsch größere Bedeutung.
Einen Höhepunkt erreichte sie um 1900, als Wien zu einem Zentrum des Jugendstils wurde. Zu den bedeutendsten Vertretern zählten Gustav Klimt, Koloman Moser, Oskar Kokoschka und Egon Schiele.
In der zweiten Hälfte des 20. Jahrhunderts entstand die Wiener Schule des Phantastischen Realismus als eine späte Strömung des Surrealismus. In dieses Umfeld gehört auch Friedensreich Hundertwasser mit seinen abstrakt-dekorativen Bildern.
In den 1960er Jahren entwickelte sich im Grenzbereich von Theater und Malerei der Wiener Aktionismus. Zu dessen bedeutendsten Vertretern zählten Valie Export, Arnulf Rainer, Günter Brus, Rudolf Schwarzkogler und Hermann Nitsch.
Bedeutende Bildhauer oder Skulptoren waren Niclas Gerhaert van Leyden, Franz Xaver Messerschmidt, Fritz Wotruba, Alfred Hrdlicka und Bruno Gironcoli und Franz West.

### Wissenschaft und Technik

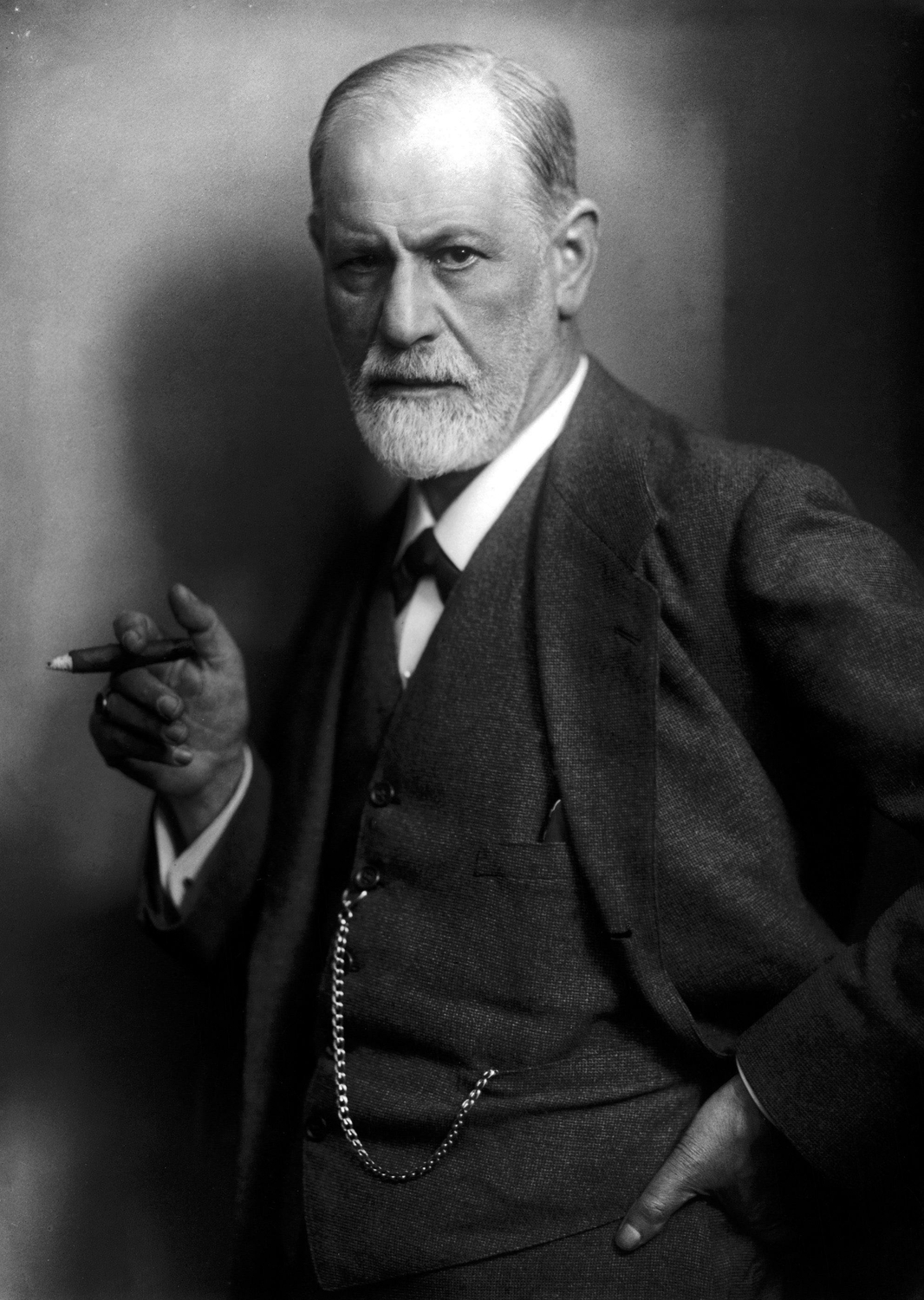
Sigmund Freud, der Begründer der Psychoanalyse

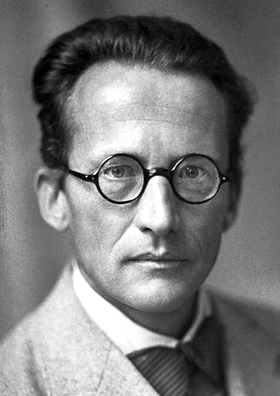
Erwin Schrödinger (1933)

Österreich war in den ersten drei Jahrzehnten des 20. Jahrhunderts eine bedeutende Wissenschaftsnation. Es brachte Denker und Forscher hervor wie:
- die Begründer der Quantenphysik Wolfgang Pauli und Erwin Schrödinger
- den Mathematiker Kurt Gödel
- die Physiker: Ernst Mach und Christian Doppler
- die Chemiker Carl Josef Bayer, Carl Auer von Welsbach, Max Ferdinand Perutz und Theodor Wagner-Jauregg
- den Begründer der Psychoanalyse Sigmund Freud
- die Psychiater Julius Wagner-Jauregg, Alfred Adler und Viktor Frankl
- die Ärzte der Wiener Medizinischen Schule
- die Philosophen des Wiener Kreises und Ludwig Wittgenstein
- den Begründer der modernen empirischen Sozialforschung Paul Felix Lazarsfeld
- den Vater der Tierpsychologie Konrad Lorenz
- den Philosophen Karl Popper
- den Automobilbauer Ferdinand Porsche
- die Erfinder Viktor Kaplan und Josef Ressel
- die Wegbereiter der Thermodynamik Josef Stefan und Ludwig Boltzmann
- einen der Wegbereiter der Benzol-Struktur Josef Loschmidt
- den Entdecker der Blutgruppen Karl Landsteiner
- den Retter der Mütter Ignaz Semmelweis
- sowie die Ökonomen Carl Menger, Friedrich August von Hayek und Eugen Böhm von Bawerk

Die Kernphysikerin Lise Meitner entwickelte gemeinsam mit Otto Frisch die erste theoretische Erklärung der Kernspaltung.
Das wissenschaftliche Niveau dieser Zeit wurde im Nationalsozialismus zerstört. Nach 1945 wurden nur wenige exilierte Wissenschaftler, später als Koryphäen ihrer Fächer anerkannt, zur Rückkehr nach Österreich eingeladen. Das Begabtenreservoir in Böhmen, Mähren und Ungarn, das der österreichischen Wissenschaft lang zur Verfügung gestanden war, wurde wegen des Eisernen Vorhangs nicht mehr nutzbar.
In den 1950er Jahren wurde von den Ingenieuren der voestalpine das sogenannte Linz-Donawitz-Verfahren entwickelt, das die Stahlproduktion weltweit revolutionierte. Hervorzuheben sind auch die Geländefahrzeuge Haflinger und Pinzgauer, die in der Steyr Daimler Puch AG konstruiert wurden, sowie das Steyr AUG, ein Sturmgewehr, das in vielen Armeen der Welt und sogar vom US-Heimatschutzministerium eingesetzt wird.
Die in Österreich entwickelte Glock-Pistole ist eine weltweit (Österreich, Deutschland, USA) verbreitete Polizeipistole.
Wirtschaftlich erfolgreich haben sich Unternehmen in der produkt- bzw. anwendungsbezogenen Forschung stark spezialisiert und sind heute in der Technik weltweit erfolgreich, z. B. Rosenbauer, Wienerberger, Anton Paar, AVL List und Fronius.
Zwischen 1971 und 2013 bestand in Österreich ein eigenes Wissenschaftsministerium. Die Österreichische Akademie der Wissenschaften, das Austrian Institute of Technology, die Forschungsgesellschaft Joanneum Research und andere vom Staat geförderte Institutionen stimulieren und koordinieren wissenschaftliche Forschung. Seit den neunziger Jahren sind private Universitäten zugelassen.
1874 entdeckte der Astronom Johann Palisa einen Asteroiden und benannte ihn nach seinem Heimatland (Asteroid Austria).

### Küche

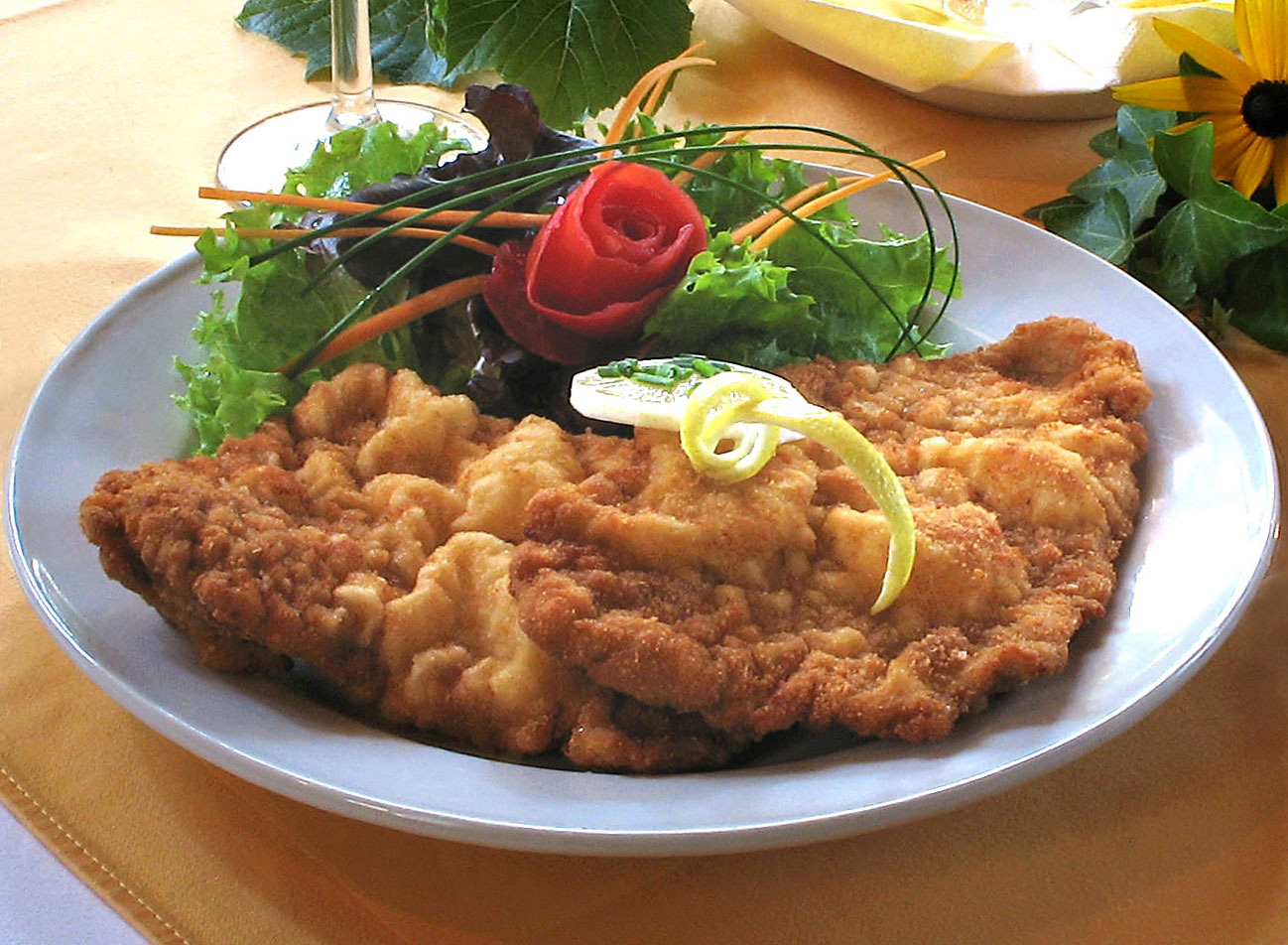
Wiener Schnitzel

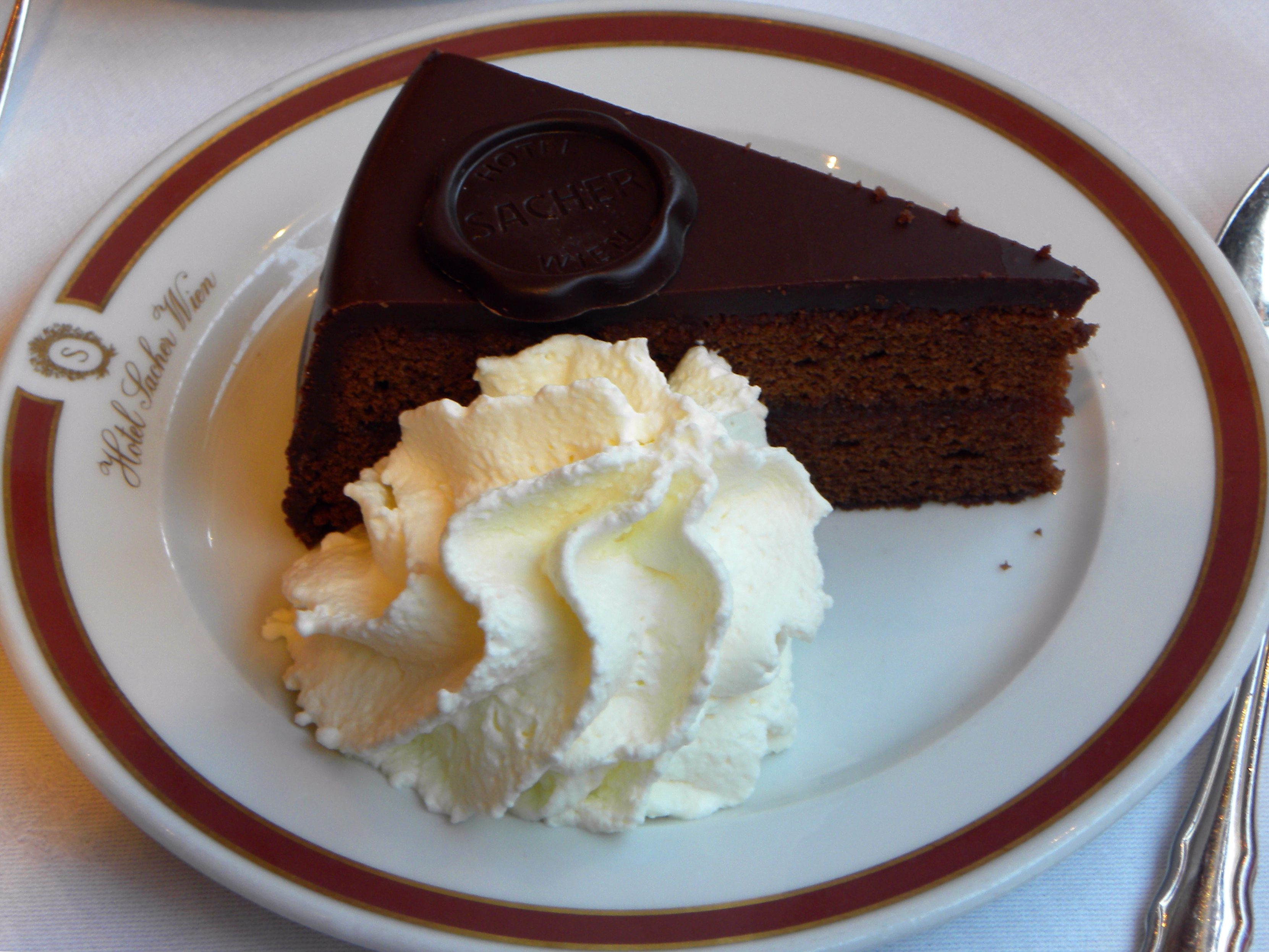
Sachertorte mit Schlagobers

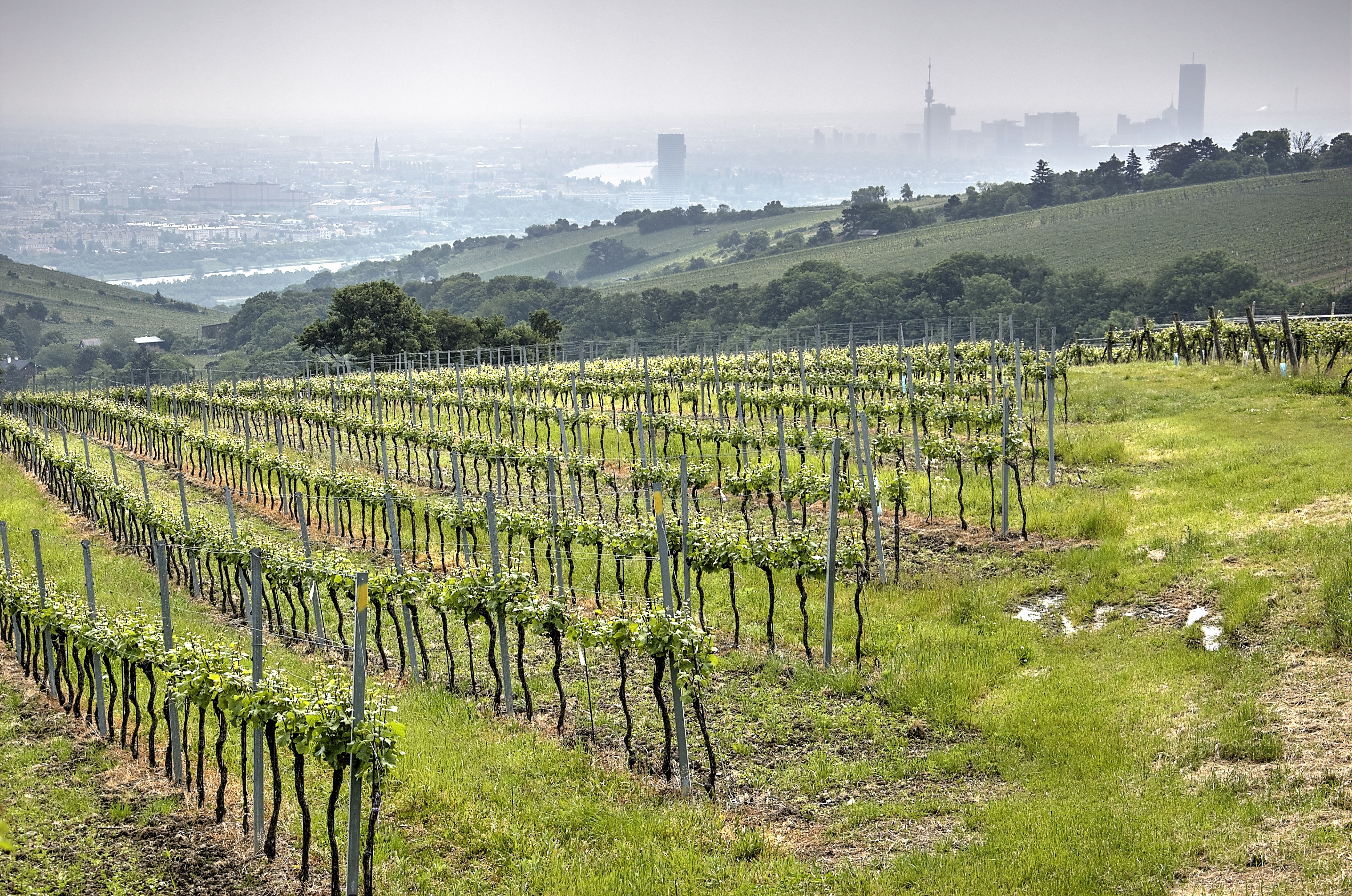
Weinbau in Wien.

Bedingt durch die österreichische Geschichte haben vor allem Kochkünste aus Ungarn, Böhmen, Italien und Frankreich Einfluss auf heute typisch österreichische Gerichte. Ergänzt wird das Angebot durch traditionelle regionale Kochkunst aus den Bundesländern. Typische Gerichte sind der Tafelspitz, das Wiener Schnitzel, Steirisches Backhendl, Brathendl, Gulasch und Fischgerichte wie Karpfen und Forelle. Weltweite Bekanntheit haben Süßspeisen erlangt, so zum Beispiel die Sachertorte, die Linzer Torte, der Apfelstrudel und der Kaiserschmarrn.
Die Essenseinnahme erfolgte bis vor wenigen Jahren vorwiegend zu Hause. Heute essen – vor allem in den größeren Städten – viele Menschen häufig in Gaststätten, Restaurants, Kaffeehäusern, an Würstelständen und Döner-Imbissen, in Filialen von Fastfoodketten oder auf der Straße oder in öffentlichen Verkehrsmitteln. Sich ausbreitender Hedonismus führte seit den achtziger Jahren zu verstärkter Publikation gastronomischer Führer, Tipps und Rangreihungen, zu Medienberichten über Neueröffnungen von Lokalen und zu mehr gastronomiebezogenen Fernsehsendungen als jemals zuvor. Davon erfasste Lokale sind einige Zeit „in“ und erreichen überdurchschnittliche Gästefrequenz. Davon erfasste Gastronomen erreichen beachtliche Medienpräsenz und -prominenz, beispielsweise Sissy Sonnleitner, Reinhard Gerer, Toni Mörwald und Heinz Reitbauer. Der steirische Koch Johann Lafer ist vor allem in deutschen Fernsehsendungen stark präsent.
Traditionell gepflegte Kaffeevariationen bilden das Sortiment der Kaffeehäuser, die sich nach dem Muster des Wiener Kaffeehauses heute in ganz Österreich finden. Die ersten Kaffeehäuser wurden in Wien kurz nach dem Jahr 1683 eingerichtet. Heute sind sie zumeist Café-Restaurants, in denen die Kaffeehaustradition mit dem Angebot des „bürgerlichen Speisehauses“ kombiniert wird.
Große Tradition hat der Weinanbau, der in Wien, Niederösterreich, der Steiermark und dem Burgenland betrieben wird. Innereuropäisch und auch in Übersee erfreut sich der österreichische Wein großer Beliebtheit, und auch im Land selbst wird mit knapp 40 Liter pro Kopf und Jahr gern Wein getrunken. War zuvor hauptsächlich Massenproduktion (im „Doppler“, der Zweiliterflasche) üblich, so haben sich seit den 1980er Jahren viele Winzer auf die Produktion von Qualitätsweinen spezialisiert, die bei internationalen Blindverkostungen hervorragend abschneiden. Im Zuge dieser Entwicklung wurde österreichischen Rotweinen wesentlich mehr Beachtung geschenkt als früher. In den Weinbau treibenden Bundesländern hat sich im 19. Jahrhundert eine Heurigenkultur entwickelt, die bis heute für unkomplizierte, informelle Gastronomie steht und auch bei Touristen beliebt ist. Hier dominiert beim Speiseangebot das kalte und warme Buffet, beim Weinangebot der junge Wein der letzten Ernte.
Bier wird medial kaum beachtet, ist aber als Alltagsgetränk in Österreich wichtig. Mit knapp 109 Litern Verbrauch pro Kopf und Jahr und mit 140 Brauereien – darunter überregionale Traditionsmarken wie Gösser, Hirter, Ottakringer, Puntigamer, Schwechater, Stiegl und Zipfer – darf sich Österreich als Biernation bezeichnen.

## Sport
Der Sport in Österreich war und ist oft politisiert. So war Österreich die Heimat des antisemitischen Deutschen Turnerbundes und einiger der mitgliederstärksten Arbeiterturnverbände. Seit 2008 stellt Österreich den Vorsitzenden des internationalen Arbeitersports Confédération Sportive Internationale du Travail (CSIT).

### Wintersport

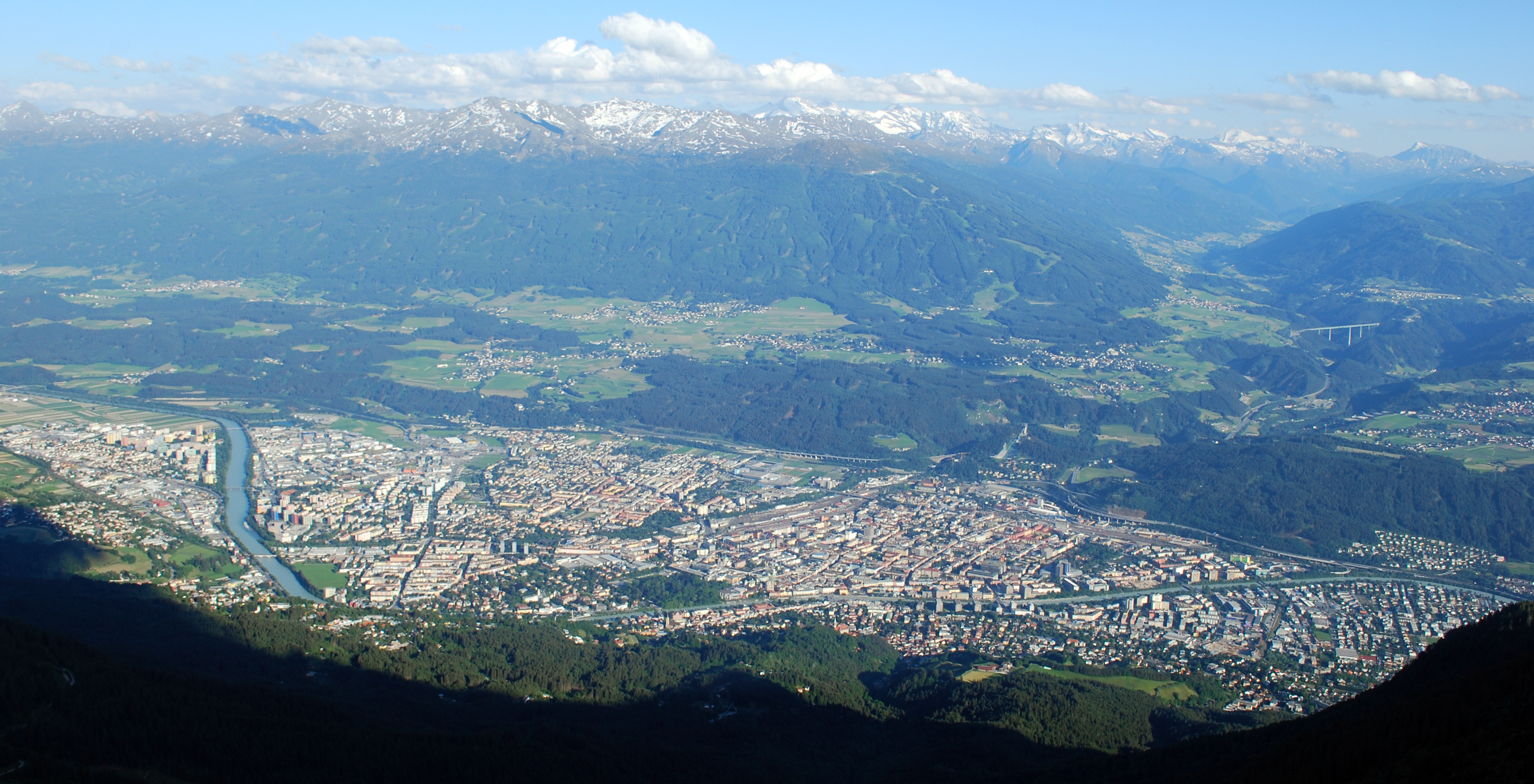
Innsbruck ist zweifacher Austragungsort Olympischer Winterspiele (1964, 1976)

Aufgrund seiner Geographie zählt Österreich in mehreren Wintersportarten zur Weltspitze, wie etwa in alpinen Skibewerben, im Skispringen oder im Snowboarden. Der Wintersport genießt in Österreich einen hohen Stellenwert und dessen Fernsehübertragungen, vor allem jene der Ski-Alpin-Bewerbe, erreichen weite Teile der Bevölkerung. Bekannte Skisportler der letzten Jahre sind etwa Marcel Hirscher, Benjamin Raich, Anna Veith (geborene Fenninger), Marlies Schild und Hannes Reichelt. Erfolgreiche und bekannte Skifahrer und Skifahrerinnen der Vergangenheit sind Toni Sailer, Karl Schranz, Franz Klammer, Stephan Eberharter, Annemarie Moser-Pröll, Petra Kronberger, Hermann Maier, Renate Götschl und Michaela Dorfmeister. Auch der Fernsehmoderator Armin Assinger und der Schlagerstar Hansi Hinterseer zählten einst zu der Weltspitze der Skirennläufer.
Weitere erfolgreiche Wintersportler sind beispielsweise die Rodler Wolfgang und Andreas Linger und das österreichische Skisprungteam um Gregor Schlierenzauer, Thomas Morgenstern und Andreas Kofler, das Olympia- und Weltcupsiege für sich verbuchen konnte. Nicht mehr aktive Skisprunggrößen wie Anton Innauer, Hubert Neuper oder auch Andreas Goldberger sind heute als Trainer und oft auch als Fernsehmoderatoren tätig. Der ehemalige Rodler Markus Prock ist jetzt als Manager für aktive Wintersportler tätig.

### Sommersport
Auch im Sommersport, bzw. ganzjährig ausübbaren Sportarten kann Österreich immer wieder nennenswerte Erfolge für sich verbuchen, doch erreichen diese, bis auf den Fußball, bei weitem nicht die Reichweite des Wintersports, gemessen am Interesse der Bevölkerung. Bei Erfolgen im Zuge von Großereignissen wie den Olympischen Spielen oder Weltmeisterschaften gelangen diese Sportarten naturgemäß dennoch ins mediale Rampenlicht. Derartige Sportarten, in welchen Österreicher regelmäßig zu den potenziellen Siegesanwärtern zählen, sind vor allem der Segelsport (Roman Hagara, Hans-Peter Steinacher), Judo (Peter Seisenbacher, Ludwig Paischer, Sabrina Filzmoser, Claudia Heill), Triathlon (Kate Allen), Boxen (Marcos Nader, Hans Orsolics), Kickboxen (Günter Singer, Fadi Merza), Schwimmen (Mirna Jukić, Markus Rogan, Dinko Jukić), Beachvolleyball (Europameister 2003 und 2007) sowie die Formel 1 (Ex-Rennfahrer Niki Lauda, Jochen Rindt, Gerhard Berger und der Rennstall Red Bull Racing).
Im Jahr 1988 konnte Peter Seisenbacher als erster Judoka seinen Olympiasieg von 1984 im Mittelgewicht (-86 kg) wiederholen. 1996 wurde Thomas Muster als erster Österreicher überhaupt Nummer 1 der Tennisweltrangliste, nachdem er ein Jahr zuvor den Titel von Paris – die French Open, ein Grand-Slam-Turnier – gewonnen hatte. Im Jahr 2003 holte Werner Schlager den Weltmeistertitel im Tischtennis, im Dezember 2005 erschwamm Markus Rogan bei den Kurzbahneuropameisterschaften über 200 Meter Rücken einen neuen Weltrekord, den ersten für Österreich seit 1912. Bei den Kurzbahnweltmeisterschaften 2008 schwamm er über dieselbe Strecke erneut Weltrekord und wurde damit Österreichs erster Schwimmweltmeister überhaupt.
Die Austrian Open ist ein Golfturnier der PGA European Tour genannten Turnierserie.

### Vereinssport
Der Vereinssport besitzt in Österreich einen hohen Stellenwert. In vielen Gemeinden und Städten sind mehr als die Hälfte der Einwohner in Vereinen sportlich aktiv. Vor allem der Fußball besitzt lange Tradition, aber auch weniger bekannte Sportarten stoßen mancherorts auf regen Zulauf. So zählt Österreich beispielsweise im Faustball (besonders Vereine aus Oberösterreich) zur Weltspitze und wurde 2007 erstmals Herrenweltmeister, hat außerdem eine der besten American-Football-Ligen weltweit, und manche der an der Donau oder an größeren Seen gelegenen Gemeinden haben eigene Wassersportvereine.
Hypo Niederösterreich zählt im Frauenhandball zurzeit ebenso zur europäischen Spitze wie die Vienna Vikings im American Football. Größte Erfolge im Fußball in jüngerer Vergangenheit waren das Erreichen des Finales im UEFA-Cup durch den SV Austria Salzburg 1994 sowie die drei Endspielteilnahmen im Europacup der Cupsieger durch die Wiener Austria 1978 und SK Rapid Wien in den Jahren 1985 und 1996.
International erfolgreiche Vereine aus Österreich
- American Football: Vienna Vikings, Swarco Raiders Tirol, Graz Giants
- Eishockey: heute: EC Red Bull Salzburg, Vienna Capitals, EC KAC damals: VEU Feldkirch
- Faustball: FG Grieskirchen/Pötting, Union Arnreit
- Fußball: SK Rapid Wien, FK Austria Wien, FC Red Bull Salzburg, SK Sturm Graz, LASK
- Handball: Hypo Niederösterreich, HC Linz AG, SG Handball West Wien
- Hockey: AHTC, SV Arminen, WAC, HC Wels
- Tischtennis: SVS Niederösterreich, Linz AG Froschberg
- Volleyball: HotVolleys Wien

### Internationale Sportveranstaltungen

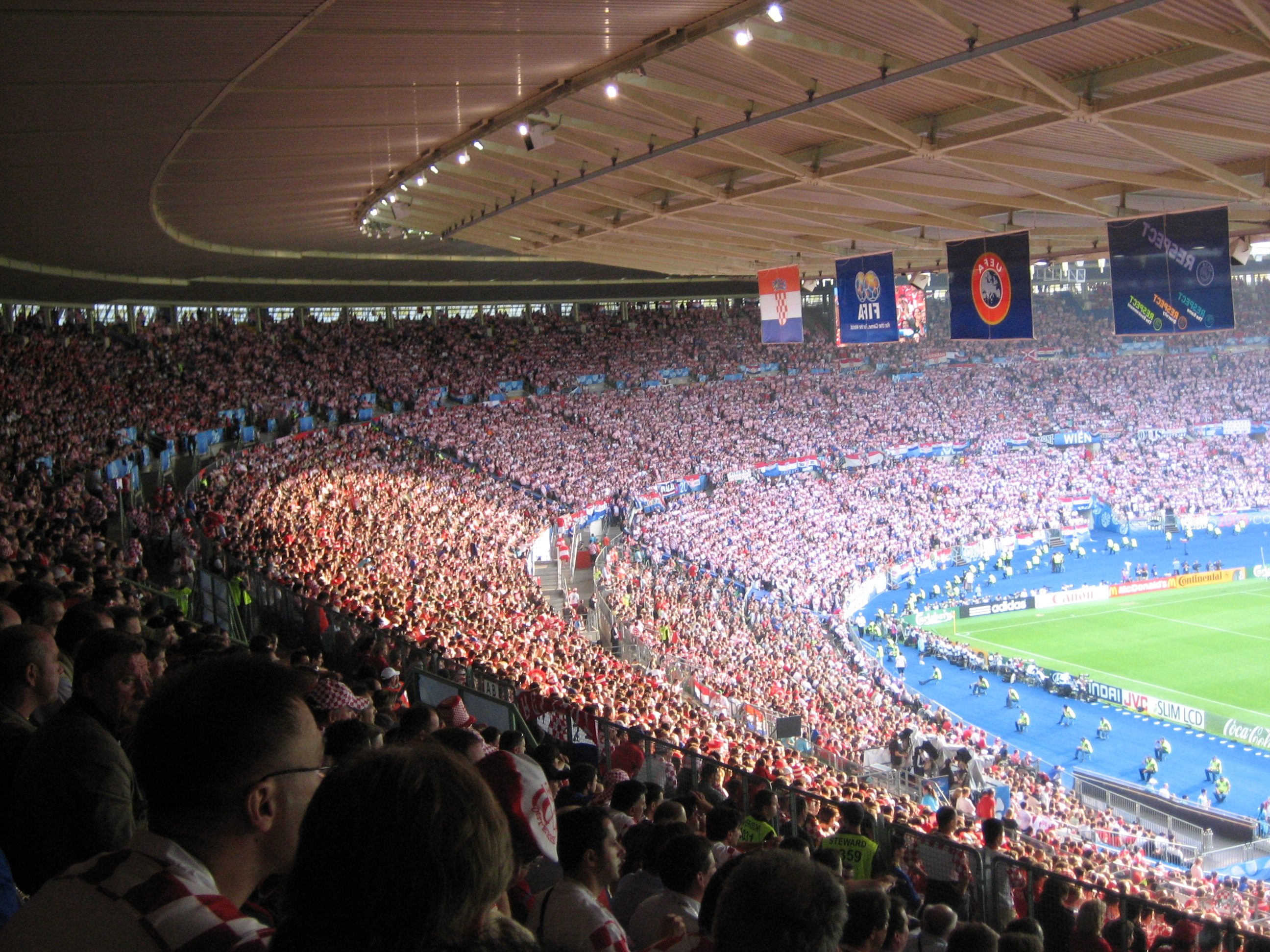
Das Ernst-Happel-Stadion in Wien beim ersten Auftritt der österreichischen Nationalmannschaft bei der Fußball-Europameisterschaft 2008

Österreich war bisher dreimal Veranstalter Olympischer Spiele (Olympische Winterspiele in Innsbruck 1964 und 1976 sowie 1. Olympische Jugend-Winterspiele 2012 in Innsbruck). Insgesamt holten österreichische Sportler 71 Gold-, 88 Silber- und 91 Bronzemedaillen in der Geschichte Olympischer Winterspiele sowie 27 Gold-, 40 Silber- und 47 Bronzemedaillen bei Olympischen Sommerspielen (Stand: September 2022).
Bei den Olympischen Winterspielen 2018 in Pyeongchang gewann das österreichische Team fünf Gold-, drei Silber- und sechs Bronzemedaillen. Bei den Olympischen Sommerspielen 2016 wurde durch das Segelteam Tanja Frank und Thomas Zajac eine Bronzemedaille erkämpft.
Die Eishockey-Weltmeisterschaft fand 1964 in Innsbruck statt, 1967, 1977, 1987, 1996 und 2005 in Wien. Die Schwimmeuropameisterschaften fanden 1950, 1974 und 1995 in Wien statt. Die ersten Eiskunstlauf-Europameisterschaften der Sportgeschichte fanden 1892 in Wien statt, bis zum Jahr 2000 fanden acht weitere Europameisterschaften in Wien statt, die EM 1981 in Innsbruck.
Vom 7. bis 29. Juni 2008 war Österreich gemeinsam mit der Schweiz Veranstalter der Fußball-Europameisterschaft 2008. Die auf Österreich entfallenden Spiele fanden in Wien, Salzburg, Innsbruck und Klagenfurt statt, das Finale war in Wien.
2010 (allein) und 2020 (gemeinsam mit Schweden und Norwegen) war man zudem Veranstalter bzw. Mitveranstalter der Handball-Europameisterschaft der Männer. 2010 spielte man in Wr. Neustadt, Graz, Linz, Innsbruck und Wien, wo auch die Finalspiele stattfanden, 2020 in Graz und Wien (die Finalspiele fanden in Stockholm statt).